# Список выпусков телепередачи «Следствие вели…»

В списке представлены выпуски документальной телепередачи «Следствие вели…» без учёта повторов под новыми названиями. Цикл документальных фильмов выходит на телеканале НТВ с 20 января 2006 года. Каждый выпуск представляет собой историю, повествующую о расследовании конкретного уголовного преступления советскими правоохранительными органами (за исключением новогоднего спецвыпуска от 30 декабря 2010 года). Повествование сопровождается вставками с участием ведущего программы Леонида Каневского, посвящёнными подробностям жизни советских людей.

## Список выпусков

### 2006 год
| № | № в сезоне | Название                                       | Режиссёр-постановщик                  | Автор сценария                                  | Дата премьеры    |
| --- | ---------- | ---------------------------------------------- | ------------------------------------- | ----------------------------------------------- | ---------------- |
| 1 | 1          | «Кремлевский гамбит»                           | Борис Фёдоров                         | Александр Залётов                               | 20 января 2006   |
| Летом 1982 года председатель КГБ СССР Юрий Андропов поднял в ЦК КПСС вопрос о плохом снабжении Москвы продовольственными товарами, а несколько месяцев спустя по обвинению в хищениях социалистической собственности был арестован директор гастронома «Елисеевский» Юрий Соколов; на основе его показаний было возбуждено большое количество уголовных дел против руководителей столичной торговли, включая начальника Главторга Николая Трегубова. Таким образом Андропов хотел нанести ущерб репутации первого секретаря МГК КПСС Виктора Гришина, тем самым исключив его из числа кандидатов на пост Генерального секретаря ЦК КПСС после смерти Леонида Брежнева. |            |                                                |                                       |                                                 |                  |
| 2 | 2          | «Ленька Пантелеев. Налетчик № 1»               | Дмитрий Докучаев                      | Илья Бабенко, Владимир Губин                    | 27 января 2006   |
| В марте 1922 года в Петрограде объявилась банда налётчиков, совершавшая дерзкие ограбления и разбойные нападения на зажиточных граждан. Бандитов задержали спустя несколько месяцев, их главарём оказался бывший сотрудник транспортного отдела ВЧК Леонид Пантёлкин, более известный под кличкой «Лёнька Пантелеев». Во время следствия Пантелееву удалось совершить побег из следственного изолятора № 1 «Кресты», но вскоре он был найден и убит при задержании. |            |                                                |                                       |                                                 |                  |
| 3 | 3          | «Угрозыск против Фантомасов. Первая серия»     | Игорь Акопян                          | Роберт Ровник                                   | 3 февраля 2006   |
| В октябре 1968 года в Ростове-на-Дону началась серия разбойных нападений на инкассаторов и кассиров государственных предприятий. Потерпевшие и свидетели утверждали, что налёты совершались вооружёнными бандитами в чёрных капроновых масках, в связи с чем те получили прозвище «Фантомасы». В декабре 1971 года, совершив очередное нападение, преступники на угнанном автомобиле попали в аварию, и один из них был серьёзно ранен, но в последний момент им удалось скрыться. |            |                                                |                                       |                                                 |                  |
| 4 | 4          | «Угрозыск против Фантомасов. Вторая серия»     | Игорь Акопян                          | Роберт Ровник                                   | 10 февраля 2006  |
| 7 июня 1973 года после полуторагодичного затишья банда «Фантомасов» совершила нападение на кассира НИИ «Южгипроводхоз», в результате которого были похищены 125 000 советских рублей и убит случайный свидетель, попытавшийся остановить налётчиков. В ходе долгой погони сотрудники милиции Алексей Русов и Виктор Салютин обезвредили и задержали бандитов, предводителями которых оказались братья Вячеслав и Владимир Толстопятовы. |            |                                                |                                       |                                                 |                  |
| 5 | 5          | «Воздушные пираты»                             | Геннадий Байсак                       | Илья Бабенко, Владимир Губин                    | 17 февраля 2006  |
| 8 марта 1988 года семья музыкантов Овечкиных из Иркутска во главе с своей матерью Нинель захватила пассажирский самолёт Ту-154 с целью бегства из СССР в Лондон. В ходе переговоров членам экипажа под предлогом дозаправки удалось убедить угонщиков посадить самолёт на военном аэродроме Вещево в Ленинградской области, где вскоре начался штурм. В результате большинство Овечкиных (включая их мать) покончили с собой, а выжившие члены семьи были арестованы и осуждены. |            |                                                |                                       |                                                 |                  |
| 6 | 6          | «Игорь Тальков: Пуля для кумира»               | Дмитрий Докучаев, Борис Фёдоров       | Роберт Ровник                                   | 3 марта 2006     |
| 6 октября 1991 года в Санкт-Петербурге во дворце спорта «Юбилейный» во время концерта звёзд эстрады был застрелен певец Игорь Тальков. Подозрение пало на телохранителя певицы Азизы Игоря Малахова, из пистолета которого был произведён выстрел, но в ходе проведения ряда экспертиз было установлено, что в Талькова стрелял его директор Валерий Шляфман. Во время следствия Шляфман эмигрировал в Израиль, а обстоятельства смерти Талькова остались невыясненными. |            |                                                |                                       |                                                 |                  |
| 7 | 7          | «Бунт отверженных»                             | Дмитрий Докучаев                      | Александр Залётов                               | 17 марта 2006    |
| 31 августа 1978 года в Казани вооружённая группа подростков из 50 человек устроила массовый погром в районе Ново-Татарская слобода, в результате которого были искалечены несколько десятков человек и убиты ещё двое. К нападению оказалась причастна молодёжь из промышленного микрорайона «Теплоконтроль», входившая в преступную группировку «Тяп-ляп», которая уже несколько лет занималась ограблениями, вымогательствами и массовыми драками на территории Казани. |            |                                                |                                       |                                                 |                  |
| 8 | 8          | «Ограбление века»                              | Борис Фёдоров                         | Владимир Губин, Илья Бабенко                    | 24 марта 2006    |
| 5 августа 1977 года в Ереване произошло крупнейшее ограбление в истории СССР: неизвестный преступник проник в закрытое хранилище Государственного банка Армянской ССР и похитил 1 500 000 рублей. В ходе продолжительного расследования выяснилось, что кражу спланировал местный житель Николай Калачян, а исполнителем стал его двоюродный брат-гимнаст Феликс; наводчиком братьев был сотрудник ограбленного Госбанка Завен Багдасарян. |            |                                                |                                       |                                                 |                  |
| 9 | 9          | «Капкан для интуриста»                         | Геннадий Байсак                       | Александр Залётов                               | 31 марта 2006    |
| В 1980 году на следующий день после начала Московской Олимпиады в подмосковном доме отдыха был найден убитым гражданин ФРГ. В ходе расследования было установлено, что погибший должен был переправить за границу капитал подпольного миллионера Альберта Матулиса, которому помогала проститутка Мария Лунина; она же по приказу своего любовника-фарцовщика Алексея Непомнящего попыталась ограбить иностранца, но случайно убила его, напоив смертельной дозой клофелина. |            |                                                |                                       |                                                 |                  |
| 10 | 10         | «Черная кошка»                                 | Борис Фёдоров                         | Илья Бабенко, Владимир Губин                    | 7 апреля 2006    |
| В декабре 1949 года в Москве появилась банда, совершавшая разбойные нападения на сберегательные кассы и продовольственные магазины, которые сопровождались убийствами их сотрудников и посетителей. Выжившие свидетели утверждали, что налётчиками руководил высокий светловолосый мужчина. Вычислить и задержать бандитов удалось только в феврале 1953 года, ими оказались рабочие Красногорского оборонного завода во главе с их бригадиром Иваном Митиным. |            |                                                |                                       |                                                 |                  |
| 11 | 11         | «Знамя Адольфа Гитлера»                        | Александр Шамайский                   | Александр Залётов                               | 14 апреля 2006   |
| В период с октября 1941-го по февраль 1942 года в блокадном Ленинграде произошла серия налётов на продуктовые магазины и фургоны с жизненно важными для жителей города продовольственными товарами. Следствие установило, что нападения совершала преступная группировка из 12 человек во главе с беглым уголовником Виталием Кошарным, именовавшая себя «ЗИГ-ЗАГ» («Защитники интересов Германии — Знамя Адольфа Гитлера») и действовавшая по заданию Абвера. |            |                                                |                                       |                                                 |                  |
| 12 | 12         | «Гауляйтер Ленинграда»                         | Александр Шамайский                   | Александр Залётов                               | 21 апреля 2006   |
| Зимой 1942 года в Ленинградском управлении НКВД стало известно о создании диверсионного центра во главе с нацистским агентом под псевдонимом «Князь». В ходе тщательно подготовленной операции следствие вычислило и задержало немецкого агента и несостоявшегося гауляйтера Ленинграда Алексея Круглова, который раскрыл личность «Князя». Им оказался разведчик Третьего рейха Василий Багратион-Мухранский; во время ареста на берегу Финского залива он застрелился. |            |                                                |                                       |                                                 |                  |
| 13 | 13         | «Охотники за бриллиантами»                     | Дмитрий Докучаев, Борис Фёдоров       | Александр Залётов                               | 19 мая 2006      |
| 14 ноября 1980 года в Москве произошло ограбление квартиры вдовы писателя Алексея Толстого, из которой была похищена часть богатейшей коллекции бриллиантов и драгоценностей. Проработав ряд ложных версий, следствие вышло на одесского контрабандиста Леонида Слепака, который организовал преступление, выбрав в исполнители профессионального вора Анатолий Беца. После непродолжительного наблюдения Беца задержали, но во время следствия ему удалось совершить побег. |            |                                                |                                       |                                                 |                  |
| 14 | 14         | «Охотники за бриллиантами. Конец игры»         | Дмитрий Докучаев, Борис Фёдоров       | Роберт Ровник                                   | 26 мая 2006      |
| Вскоре после побега Анатолия Беца в Москве поочерёдно произошли убийство актрисы Зои Фёдоровой и ограбление дрессировщицы Ирины Бугримовой. Существовало предположение, что оба преступления по заказу бриллиантовой мафии совершил Бец, но найти подтверждение этому не удалось. Следствие в конце концов вышло на след Беца в Тбилиси, но в результате засады милицейского спецназа он был убит, а похищенные бриллианты вдовы Алексея Толстого так и не были найдены. |            |                                                |                                       |                                                 |                  |
| 15 | 15         | «Однажды в СССР»                               | Борис Фёдоров, Дмитрий Докучаев       | Александр Залётов                               | 2 июня 2006      |
| 11 мая 1989 года в Москве был похищен малолетний сын кооператора Сергея Симакова. Как оказалось, преступление совершила группировка рэкетиров под руководством влиятельного партийного чиновника, члены которой ранее вымогали у Симакова деньги, а незадолго до похищения ребёнка убили жену предпринимателя. В ходе проведения спецоперации милиционеры освободили мальчика и задержали похитивших его бандитов, но привлечь их руководителя к ответственности не удалось. |            |                                                |                                       |                                                 |                  |
| 16 | 16         | «Владыка Кубанский»                            | Александр Шамайский                   | Валерия Бойко                                   | 9 июня 2006      |
| В июле 1978 года КГБ СССР по инициативе своего председателя Юрия Андропова приступил к сбору данных о фактах коррупции и злоупотреблений в руководстве Краснодарского края, возглавляемого близким другом генерального секретаря ЦК КПСС Леонида Брежнева Сергеем Медуновым. В результате многолетней разработки было выявлено множество экономических нарушений, которые легли в основу одного из крупнейших уголовных дел о коррупции и взяточничестве в истории СССР. |            |                                                |                                       |                                                 |                  |
| 17 | 17         | «Капкан для гастролеров»                       | Денис Трофимов                        | Роберт Ровник, Максим Беляев                    | 23 июня 2006     |
| 27 октября 1971 года в Казани на улице Декабристов было совершено вооружённое нападение на инкассаторов Государственного банка, в результате которого было похищено 60 000 рублей и убит подвозивший инкассаторов шофёр такси. Преступников задержали спустя почти два года, ими оказались «гастролёры» Юрий Казаков и Вадим Сидоров, которые также были причастны к серии схожих по почерку ограблений в ряде городов СССР, совершённых незадолго до нападения на инкассаторов. |            |                                                |                                       |                                                 |                  |
| 18 | 18         | «Великий Монгол»                               | Борис Фёдоров                         | Александр Залётов                               | 30 июня 2006     |
| В 1971 году в Москве объявилась преступная группировка, возглавляемая рецидивистом Геннадием Карьковым по кличке «Монгол». Бандиты занимались вымогательствами и жестокими разбойными нападениями на работников торговли и подпольных миллионеров, чем вызвали недовольство воров в законе, которые считали, что «Монгол» нарушил кодекс уголовных традиций. Участники банды были задержаны осенью 1972 года в ходе проведения тщательно спланированной милицейской операции. |            |                                                |                                       |                                                 |                  |
| 19 | 19         | «„Щипач“»                                      | Дмитрий Докучаев                      | Александр Залётов                               | 15 сентября 2006 |
| 28 июля 1981 года во время закрытой вечеринки в подмосковной усадьбе Архангельское у дочери генерального секретаря ЦК КПСС Галины Брежневой была украдена бриллиантовая брошь, а на территории поместья обнаружили убитого вора в законе Николая Резунова. Расследование показало, что кражу с помощью своей любовницы (дочери работника Госплана СССР) совершил вор-карманник Андрей Курдяев; он же убил Резунова как ненужного свидетеля. |            |                                                |                                       |                                                 |                  |
| 20 | 20         | «Девушка-палач»                                | Дмитрий Докучаев, Александр Шамайский | Владимир Губин, Илья Бабенко                    | 22 сентября 2006 |
| Сразу после окончания Великой Отечественной войны МГБ СССР приступило к поиску и уничтожению военных преступников; специальный отдел КГБ СССР в течение более 30 лет разыскивал единственную женщину-карателя — «Тоньку-пулемётчицу», казнившую по меньшей мере 1500 человек на территории Локотской республики. Вычислить и задержать преступницу удалось во второй половине 1970-х годов, ею оказалась жительница Белорусской ССР Антонина Макарова-Гинзбург. |            |                                                |                                       |                                                 |                  |
| 21 | 21         | «Любовь под кремлевскими звездами»             | Борис Фёдоров                         | Роберт Ровник, Александр Залётов                | 29 сентября 2006 |
| 23 мая 1952 года в Москве был арестован генерал-лейтенант Николай Власик, более 20 лет являвшийся личным охранником главы советского правительства Иосифа Сталина. По неофициальной версии арест состоялся из-за изнасилования Власиком экономки Сталина Валентины Истоминой, которая долгие годы была «тайной женой» руководителя СССР. Выпуск также посвящён историям из жизни жён партийных лидеров, таких как Надежда Аллилуева, Полина Жемчужина и Евгения Хаютина. |            |                                                |                                       |                                                 |                  |
| 22 | 22         | «Откройте, Мосгаз!»                            | Александр Шамайский                   | Роберт Ровник, Александр Залётов, Максим Беляев | 6 октября 2006   |
| В конце декабря 1963 года в Москве орудовал серийный убийца, который под видом контролёра из «Мосгаза» проникал в квартиры в районе новостроек и жестоко убивал живущих в них детей и женщин. По личному приказу Генерального секретаря ЦК КПСС Никиты Хрущёва убийцу вычислили и задержали в течение двух недель, им оказался артист Оренбургского театра музкомедии Владимир Ионесян, совершавший преступления с целью добычи денег на подарки для своей любовницы. |            |                                                |                                       |                                                 |                  |
| 23 | 23         | «Красная бригада»                              | Дмитрий Докучаев                      | Александр Залётов                               | 13 октября 2006  |
| Летом 1980 года по Казани прокатилась серия жестоких убийств и нападений на случайных прохожих. Выжившие жертвы описывали преступника как мужчину высокого роста, использовавшего самодельную булаву в качестве оружия. Как оказалось, все нападения были совершены местным жителем Виктором Осиповым, который являлся членом антисоветской экстремистской организации «Красная бригада» и действовал по приказу её идейного лидера и организатора Владимира Пустовита. |            |                                                |                                       |                                                 |                  |
| 24 | 24         | «Черный капитан»                               | Александр Шамайский                   | Александр Залётов                               | 20 октября 2006  |
| В мае 1978 года в южных регионах РСФСР (Краснодарский край, Ставропольский край, Ростовская область) началась серия убийств, исчезновений и нападений на автомобилистов. Выжившие жертвы утверждали, что преступления совершала группа, в которую входил мужчина в форме капитана милиции. Бандитов вычислили и задержали весной 1980 года, их предводителем оказался рецидивист Дмитрий Самойленко, действовавший вместе со своими братьями Юрием и Валерием. |            |                                                |                                       |                                                 |                  |
| 25 | 25         | «Сухой закон»                                  | Денис Трофимов                        | Александр Залётов                               | 27 октября 2006  |
| 22 августа 1987 года на участке Горьковского шоссе под Москвой бесследно исчезли пять грузовиков со спиртными напитками, отправленные для подавления забастовки против антиалкогольной кампании во Владимирской области. Четыре дня спустя автоколонну нашли в песчаном карьере ограбленной, а её экспедитора и одного из водителей — убитыми. Совершившая нападение преступная группировка во главе со спортсменом Виктором Ковеленовым была задержана, но благодаря её связям с партийными руководителями и работниками торговли дело против бандитов было прекращено, а ведущего его следователя уволили из прокуратуры.                                            |            |                                                |                                       |                                                 |                  |
| 26 | 26         | «Возвращение Святого Луки. Современная версия» | Борис Фёдоров                         | Александр Залётов                               | 3 ноября 2006    |
| 9 марта 1965 года в Москве из государственного музея изобразительных искусств имени А. С. Пушкина была похищена картина голландского художника Франса Халса «Евангелист Лука». Преступника вычислили и задержали спустя несколько месяцев, им оказался ранее судимый за кражу сотрудник музея Валерий Волков; он утверждал, что похитил картину по заказу коллекционера Валерия Алексеева, но официально установить заказчика преступления следствию не удалось. |            |                                                |                                       |                                                 |                  |
| 27 | 27         | «Убить реформатора!»                           | Борис Фёдоров                         | Роберт Ровник                                   | 17 ноября 2006   |
| 4 октября 1980 года в Минской области на 659-м километре трассы Москва—Брест произошла автомобильная катастрофа, в результате которой погибли первый секретарь ЦК Компартии Беларуси Пётр Машеров, его личный водитель и офицер охраны. Существовало предположение, что гибель главы Белорусской ССР была преднамеренной, но по официальной версии авария произошла из-за неосторожности водителя Николая Пустовита, грузовик которого столкнулся с машиной Машерова. |            |                                                |                                       |                                                 |                  |
| 28 | 28         | «Вор и актриса»                                | Борис Фёдоров                         | Александр Залётов                               | 24 ноября 2006   |
| В сентябре 1983 года в Москве на железнодорожной станции «Белокаменная» была найдена убитой начинающая актриса Виктория Шестопалова, а вскоре при аналогичных обстоятельствах погиб её любовник-спекулянт Николай Сокол. Как оказалось, обе расправы совершил рецидивист Владимир Сивушкин по заказу вора в законе Георгия Гагабиридзе, который таким образом мстил Соколу за срыв поставки нелегального товара; от Шестопаловой же избавились как от ненужной свидетельницы. |            |                                                |                                       |                                                 |                  |
| 29 | 29         | «Дело „Алена Делона“»                          | Александр Ярославцев                  | Александр Залётов                               | 8 декабря 2006   |
| В конце 1960-х годов в разных регионах СССР орудовал аферист, который знакомился или женился на одиноких девушках и женщинах, после чего грабил и бросал их. Потерпевшие утверждали, что мошенник был внешне похож на французского актёра Алена Делона. Преступника вычислили благодаря помощи его бывшего сослуживца, им оказался ранее судимый за кражу Юрий Ладжун; к моменту ареста на его счету были десятки обманутых и ограбленных женщин, одну из которых он убил. |            |                                                |                                       |                                                 |                  |
| 30 | 30         | «Коронованные воры»                            | Александр Шамайский                   | Раф Гуревич                                     | 15 декабря 2006  |
| В 1992 году по российским колониям прокатились волна бунтов; таким образом преступный мир отреагировал на смерть в колонии «Белый лебедь» легендарного вора в законе Василия Бабушкина по кличке «Вася Бриллиант». По официальной версии Бабушкин покончил с собой, но существует предположение, что его самоубийство было инсценировано. Выпуск также посвящён биографиям Бабушкина и других советских криминальных авторитетов, таких как Мишка Япончик и Натан Френкель. |            |                                                |                                       |                                                 |                  |
| 31 | 31         | «Курская аномалия»                             | Дмитрий Докучаев                      | Роберт Ровник                                   | 22 декабря 2006  |
| 27 сентября 1968 года в Курске на Привокзальной площади произошёл массовый расстрел, в результате которого 13 человек погибли и ещё 11 получили ранения. Как оказалось, преступление было совершено сбежавшими из местной части внутренних войск солдатами-срочниками Виктором Коршуновым и Юрием Суровцевым, которые накануне захватили квартиру в доме на Вокзальной улице, убив почти всех проживавших в ней членов семьи (оттуда же они вели обстрел людей на площади). |            |                                                |                                       |                                                 |                  |
| 32 | 32         | «Игра на миллионы»                             | Борис Фёдоров                         | Александр Залётов                               | 29 декабря 2006  |
| В конце августа 1979 года в поезде «Ленинград—Симферополь» был найден убитым инженер-конструктор секретного оружия для военно-морского флота, а несколько месяцев спустя в Москве произошло ограбление инструктора горкома партии. В ходе расследования было установлено, что оба мужчины стали жертвами преступной группы катал во главе с ранее судимой мошенницей Татьяной Верменич, которым они отказались отдавать проигранные в карточных играх деньги. |            |                                                |                                       |                                                 |                  |

### 2007 год
| № | № в сезоне | Название                                | Режиссёр-постановщик                | Автор сценария                          | Дата премьеры    |
| --- | ---------- | --------------------------------------- | ----------------------------------- | --------------------------------------- | ---------------- |
| 33 | 1          | «Витебский душитель»                    | Дмитрий Докучаев                    | Раф Гуревич                             | 19 января 2007   |
| В мае 1971 года в Витебской области начали находить тела жестоко убитых девушек и женщин. По обвинению в совершении этих преступлений были арестованы и осуждены 14 человек, одного из которых расстреляли по приговору суда, но нападения не прекратились. Вычислить и задержать маньяка удалось только в декабре 1985 года, им оказался совхозный механизатор и секретарь партийной организации Геннадий Михасевич; к моменту ареста на его счету было 36 жертв.                    |            |                                         |                                     |                                         |                  |
| 34 | 2          | «Бешеный куш»                           | Игорь Холодков                      | Роберт Ровник                           | 26 января 2007   |
| 14 ноября 1986 года в Москве произошло вооружённое нападение на универмаг «Молодёжный», в результате которого неизвестные преступники похитили крупную сумму денег в размере 330 000 рублей, застрелив двоих инкассаторов и попытавшуюся остановить их женщину-сержанта милиции. Преступление было раскрыто по горячим следам, его совершила бандитская группировка из четырёх человек под предводительством бывшего сотрудника милиции Игоря Книгина.                                |            |                                         |                                     |                                         |                  |
| 35 | 3          | «Король подделки»                       | Борис Фёдоров                       | Роберт Ровник                           | 2 февраля 2007   |
| Осенью 1975 года сотрудники Государственного банка в разных регионах СССР начали находить и изымать фальшивые денежные купюры номиналом в 25 рублей. Фальшивомонетчика задержали в апреле 1977 года в Черкесске после сбыта очередной партии подделок, им оказался водитель Ставропольского крайкома КПСС и художник-изобретатель Виктор Баранов; он организовал изготовление фальшивых купюр типографским способом в сарае собственного дома.                                        |            |                                         |                                     |                                         |                  |
| 36 | 4          | «Дело автоматчиков»                     | Борис Фёдоров                       | Александр Залётов                       | 9 февраля 2007   |
| 30 октября 1973 года в деревне Мурино Ленинградской области был убит часовой воинской части, у которого похитили его автомат Калашникова, а несколько месяцев спустя оружие было использовано для убийства таксиста в Ленинграде при попытке угона его автомобиля. Все преступления совершили работник крематория Юрий Балановский и его друг-студент Андрей Зеленков, которые с помощью украденного автомата собирались ограбить инкассаторов прядильно-ниточного комбината.         |            |                                         |                                     |                                         |                  |
| 37 | 5          | «Бесы»                                  | Игорь Холодков                      | Александр Залётов                       | 16 февраля 2007  |
| В декабре 1991 года в Санкт-Петербурге и Москве в течение нескольких дней произошли три убийства девушек, которые возвращались из видеосалонов после просмотра фильма «Молчание ягнят». На месте каждого преступления маньяк оставлял по две красные розы, вкладывая один цветок в руки жертв и рассыпая вокруг них лепестки другого. Убийцу задержали в Санкт-Петербурге благодаря помощи девушки-«приманки», им оказался ранее судимый телемастер Юрий Семёнов.                     |            |                                         |                                     |                                         |                  |
| 38 | 6          | «Ликвидаторы»                           | Борис Фёдоров                       | Максим Севрюков-Кистерев                | 23 февраля 2007  |
| В 1943 году диктатор Германии Адольф Гитлер и глава советского правительства Иосиф Сталин организовали покушения друг на друга с целью переломить ход Великой Отечественной войны; в СССР был отправлен перевербованный уголовник Пётр Шило-Таврин, а в Германию — разведчик Игорь Миклашевский. В конечном итоге операция по ликвидации Гитлера была отменена, и Миклашевский вернулся в СССР, в то время как Шило-Таврин был арестован и впоследствии расстрелян.                   |            |                                         |                                     |                                         |                  |
| 39 | 7          | «Жестокий маскарад»                     | Борис Фёдоров                       | Александр Залётов                       | 2 марта 2007     |
| 9 января 1974 года в Риге возле кафе «Турайда» произошло дерзкое разбойное нападение на инкассаторский автомобиль «Волга», в результате которого было похищено 36 000 рублей, а водитель и один из инкассаторов убиты. Грабителей вычислили и задержали в течение трёх дней, ими оказались бывший коллега погибшего водителя Николай Красовский и его условно-осуждённый друг Владимир Мезис.                                                                                         |            |                                         |                                     |                                         |                  |
| 40 | 8          | «Шальное золото»                        | Дмитрий Докучаев                    | Александр Залётов                       | 16 марта 2007    |
| В начале 1970-х годов в МВД СССР стало известно о массовом хищении драгоценного металла с золотых приисков Магадана. В ходе оперативной разработки следствие вышло на рабочего старательской артели Магомеда Цолоева, которого задержали в октябре 1971 года при попытке вывезти золотой самородок весом более 12 килограммов; после его поимки была вычислена и арестована преступная группа, сбывавшая украденное золото через перекупщиков в разных районах Кавказа.               |            |                                         |                                     |                                         |                  |
| 41 | 9          | «Виктор Цой: Смертельный поворот»       | Андрей Ярославцев                   | Александр Залётов                       | 23 марта 2007    |
| 15 августа 1990 года в Тукумском районе Латвийской ССР на 35-м километре трассы Слока—Талси произошла автомобильная катастрофа, в результате которой погиб рок-музыкант и основатель группы «Кино» Виктор Цой. Строилось множество версий обстоятельств аварий, но официальной причиной смерти музыканта было признано то, что он заснул за рулём, после чего автомобиль Цоя столкнулся с выехавшим навстречу автобусом в месте опасного поворота.                                    |            |                                         |                                     |                                         |                  |
| 42 | 10         | «Двойная комбинация»                    | Борис Фёдоров                       | Роберт Ровник                           | 30 марта 2007    |
| В марте 1991 года в Москве из окна высотного дома была выброшена молодая профессиональная певица Лариса Каменкова. В ходе расследования выяснилось, что погибшая входила в ансамбль двойников музыкальной группы «Комбинация», который был организован рецидивистом Аркадием Шикирдиновым. Как оказалось, тот использовал Каменкову, чтобы обокрасть подпольного миллионера Бориса Шайко, который встречался с девушкой и расправился с ней, узнав правду.                            |            |                                         |                                     |                                         |                  |
| 43 | 11         | «Бандитская королева»                   | Дмитрий Докучаев                    | Максим Беляев, Максим Севрюков-Кистерев | 6 апреля 2007    |
| В начале 1946 года в Казани появилась банда, которая совершала разбойные нападения на квартиры и частные дома, сопровождавшиеся зверскими убийствами их владельцев. Бандитов вычислили летом 1949 года, когда они расправились с тестем главаря, опасаясь, что тот их выдаст. Предводителем группировки оказался местный житель Василий Кормаков, действовавший вместе со своими друзьями Петром Петелиным и Алексеем Бабаевым; их наводчицей была жена Кормакова Надежда.            |            |                                         |                                     |                                         |                  |
| 44 | 12         | «Ищите женщину!»                        | Борис Фёдоров, Александр Ярославцев | Александр Залётов                       | 13 апреля 2007   |
| 12 октября 1990 года в Подольске неизвестные налётчики во главе с молодой женщиной совершили нападение на склад совместного предприятия, похитив товары на сумму 500 000 рублей и убив одного из охранников. Подозрение пало на помощника директора Алехандро Альвареса, пропавшего незадолго до налёта, но вскоре выяснилось, что он был похищен преступной группой, в которую входила его любовница Евгения Хотинина; она же была наводчицей и организатором нападения на склад.    |            |                                         |                                     |                                         |                  |
| 45 | 13         | «Король медвежатников»                  | Борис Фёдоров                       | Александр Залётов                       | 20 апреля 2007   |
| В июне 1924 года в Петрограде объявилась банда медвежатников, совершавшая крупные ограбления государственных и частных учреждений и вскрывавшая самые сложные сейфы. Преступников вычислили и задержали несколько месяцев спустя, их предводителем оказался ранее судимый за кражу взломщик Георгий Александров по кличке «Жоржик Чёрненький», который планировал собрать 1 000 000 рублей и сбежать в Финляндию.                                                                     |            |                                         |                                     |                                         |                  |
| 46 | 14         | «Пашка-Америка: Бандитский король»      | Александр Ярославцев                | Юлия Баева                              | 27 апреля 2007   |
| В феврале 1949 года в Москве и Московской области начала действовать банда налётчиков, которые грабили банки, сберегательные кассы и промышленные магазины, а также убивали кассиров и инкассаторов. Преступников вычислили и задержали спустя несколько месяцев, их главарём оказался ранее судимый за кражу Павел Андреев по прозвищу «Пашка-Америка», который с помощью поддельных документов скрывался под именем московского модельера Андрея Никитина.                          |            |                                         |                                     |                                         |                  |
| 47 | 15         | «Как украсть миллион?»                  | Борис Фёдоров                       | Юлия Баева                              | 18 мая 2007      |
| В январе 1990 года в Москве из аэропорта Шереметьево бесследно исчезли два мешка с суммой денег в размере 800 000 долларов, отправленные в СССР американскими кредиторами. В ходе длительного расследования было установлено, что кражу на почве мести государству совершил сотрудник аэропорта — ветеран войны в Афганистане Николай Некрасов; после его ареста была изъята небольшая сумма, но остальные деньги (около 600 000 долларов) найти не удалось.                          |            |                                         |                                     |                                         |                  |
| 48 | 16         | «Талгат Нигматулин: Гибель суперзвезды» | Дмитрий Докучаев                    | Роберт Ровник                           | 25 мая 2007      |
| 12 февраля 1985 года в Вильнюсе в правительственном доме на проспекте Ленина был найден убитым киноактёр Талгат Нигматулин. Судебно-медицинская экспертиза установила, что актёру нанесли 119 ударов по всему телу, после чего он скончался от несовместимых с жизнью повреждений. Как оказалось, с Нигматулиным за неподчинение расправились члены тоталитарной секты во главе с псевдоучёным Абаем Борубаевым, к которой актёр присоединился в начале 1980-х.                       |            |                                         |                                     |                                         |                  |
| 49 | 17         | «Красавицы и чудовище»                  | Александр Ярославцев                | Александр Залётов                       | 1 июня 2007      |
| 11 марта 1968 года на чердаке Московского энергетического института были обнаружены зверски убитыми две подруги-студентки. В ходе расследования выяснилось, что похожие по почерку нападения уже происходили в Москве и Московской области в течение последних пяти лет. Маньяк был задержан два месяца спустя при попытке расправиться с ещё двумя девушками, которых он заманил в свой дом; им оказался фотограф детского приёмника-распределителя Борис Гусаков.                   |            |                                         |                                     |                                         |                  |
| 50 | 18         | «Месть оружейника»                      | Борис Фёдоров                       | Александр Залётов                       | 22 июня 2007     |
| 12 июня 1982 года в Москве в своей квартире были ограблены и жестоко убиты учёный-изобретатель и его внук-подросток, а три месяца спустя в Московской области произошло ещё несколько похожих по почерку нападений на конструкторов и членов их семей с применением самодельного оружия. Все преступления совершил оружейник-самоучка Алексей Садчиков, которому помогала его жена Ирина; таким образом мужчина мстил своим жертвам за отказ продвигать его изобретения.              |            |                                         |                                     |                                         |                  |
| 51 | 19         | «Черные горбуны»                        | Дмитрий Докучаев                    | Максим Севрюков-Кистерев                | 29 июня 2007     |
| В период с 1974 по 1976 год по Краснодарскому краю прокатилась серия разбойных нападений на сельские магазины, некоторые из которых сопровождались убийствами и покушениями на их сторожей. На местах преступлений налётчики оставляли монограмму в виде буквы «М» из четырёх перекрещенных сабель. Бандиты были задержаны после попытки ограбить магазин в станице Новомалороссийская, их предводителем оказался начальник уголовного розыска Кропоткина Виктор Михеев.              |            |                                         |                                     |                                         |                  |
| 52 | 20         | «Воздушная тюрьма»                      | Борис Фёдоров                       | Александр Залётов                       | 7 сентября 2007  |
| 19 августа 1990 года в Нерюнгри группа из 15 этапируемых заключённых с целью бегства из СССР осуществила захват самолёта Ту-154, взяв в заложники членов экипажа и более 70 пассажиров. В ходе длительных переговоров преступникам позволили вылететь в Пакистан, где после приземления в городе Карачи они были арестованы и приговорены к пожизненному заключению в местной тюрьме. Несколько лет спустя угонщики были амнистированы и возвращены в Россию.                         |            |                                         |                                     |                                         |                  |
| 53 | 21         | «Адское такси»                          | Борис Фёдоров                       | Роберт Ровник                           | 14 сентября 2007 |
| 4 мая 1976 года в Москве на Химкинском кладбище обнаружили труп молодой стюардессы, а вскоре в Московской области были совершены ещё два похожих по почерку убийства. Случайные свидетели утверждали, что незадолго до их смерти девушек подвозил таксист на белом ГАЗ-24 «Волга». Маньяком оказался психически больной работник московского таксопарка Егор Куковкин; во время задержания он попал в аварию и получил тяжёлые ранения, после чего скончался в больнице.              |            |                                         |                                     |                                         |                  |
| 54 | 22         | «Проклятая шкатулка»                    | Борис Фёдоров                       | Юлия Баева                              | 21 сентября 2007 |
| 30 июля 1977 года в Москве в служебной квартире издательства «Прогресс» была найдена убитой переводчица португальской редакции Кармен Гонсалез. Расследование показало, что с женщиной с целью похищения дорогой бриллиантовой шкатулки расправились её коллега-любовник Сергей Кирюшкин и его знакомый-рецидивист Вячеслав Шадрыгин; оба были арестованы и осуждены, но обнаружить пропавшую реликвию не удалось.                                                                    |            |                                         |                                     |                                         |                  |
| 55 | 23         | «Крымское дело»                         | Борис Фёдоров                       | Александр Залётов                       | 28 сентября 2007 |
| 10 ноября 1974 года в Крыму на просёлочной дороге Бахчисарай—Вилино произошло загадочное происшествие: неизвестные преступники совершили налёт на перевозивший заработную плату для работников колхоза имени ХХII съезда КПСС грузовик, убив водителя и женщину-кассира и похитив 140 000 рублей. За несколько лет следствия были отработаны десятки версий произошедшего и более тысячи подозреваемых, но установить организатора и исполнителей преступления так и не удалось.      |            |                                         |                                     |                                         |                  |
| 56 | 24         | «Неуловимый хищник»                     | Дмитрий Докучаев                    | Максим Севрюков-Кистерев                | 5 октября 2007   |
| В конце апреля 1982 года в Верх-Исетском районе Свердловска началась серия убийств девушек и малолетних девочек. По обвинению в совершении этих преступлений были арестованы и осуждены несколько человек (одного из которых расстреляли по приговору суда, а другой скончался во время следствия), но нападения не прекратились. Маньяка случайно задержали только летом 1988 года после совершения очередной расправы, им оказался печатник типографии Николай Фефилов.             |            |                                         |                                     |                                         |                  |
| 57 | 25         | «Смерть стилягам!»                      | Дмитрий Докучаев                    | Роберт Ровник, Александр Залётов        | 12 октября 2007  |
| 19 июля 1960 года в Москве на улице Эйзенштейна был обнаружен убитым 17-летний сын второго секретаря Киевского горкома партии, принадлежавший к субкультуре «стиляг». В ходе расследования выяснилось, что за последние два месяца в городе произошло ещё два аналогичных нападения. Убийца был задержан в апреле 1961 года после попытки расправиться с ещё одним «стилягой», им оказался руководитель бригады добровольной народной дружины Евгений Жуков.                          |            |                                         |                                     |                                         |                  |
| 58 | 26         | «Русский бунт»                          | Александр Ярославцев                | Александр Залётов                       | 19 октября 2007  |
| 15 января 1961 года в Краснодаре началось массовое антисоветское восстание, основной причиной которого стало недовольство граждан политикой действующего Генерального секретаря ЦК КПСС Никиты Хрущёва. В ходе беспорядков неуправляемая толпа разгромила и разграбила здание областного комитета КПСС. Бунт был остановлен на следующий день после вмешательства главы города Александра Качанова; 32 участника восстания были задержаны и впоследствии осуждены.                    |            |                                         |                                     |                                         |                  |
| 59 | 27         | «Шаги за спиной»                        | Александр Ярославцев                | Наталия Реуцкая, Александр Залётов      | 26 октября 2007  |
| 24 ноября 1977 года в Саранске была убита главный врач психиатрической больницы республики Мордовия Лидия Борзова, а спустя полтора года в Светлогорске началась серия изнасилований и нападений на девушек и женщин. Маньяка вычислили и задержали в октябре 1983 года, когда он привёл очередную жертву к себе на рабочее место; им оказался начальник отдела береговой защиты Светлогорского управления жилищно-коммунального хозяйства Алексей Митрофаненко.                      |            |                                         |                                     |                                         |                  |
| 60 | 28         | «Дело о погроме»                        | Александр Ярославцев                | Роберт Ровник, Александр Залётов        | 2 ноября 2007    |
| 29 января 1964 года в Свердловске в доме № 66а по улице Крылова произошло зверское массовое убийство, жертвами которого стали директор Шарташского рынка Арон Ахимблит, пятеро членов его семьи и их участковый врач. Было предположение, что с погибшими расправились на национальной почве, но следствие установило, что преступление с целью ограбления совершила банда из четырёх человек во главе с ранее судимыми братьями Владимиром и Георгием Коровиными.                    |            |                                         |                                     |                                         |                  |
| 61 | 29         | «Нечисть»                               | Дмитрий Докучаев                    | Максим Севрюков-Кистерев                | 9 ноября 2007    |
| 25 апреля 1988 года в посёлке Паша Ленинградской области было совершено нападение на отделение милиции, в результате которого был убит дежуривший милиционер и похищен арсенал из десяти пистолетов Макарова, а год спустя в окрестностях Ленинграда произошло несколько разбойных нападений и убийств с использованием украденного оружия. Банду из восьми человек вычислили и задержали в сентябре 1989 года, её главарём оказался милиционер Александр Артамонов.                  |            |                                         |                                     |                                         |                  |
| 62 | 30         | «Черные всадники»                       | Дмитрий Докучаев                    | Максим Севрюков-Кистерев                | 16 ноября 2007   |
| Осенью 1953 года по Брянской области прокатилась серия разбойных нападений на дома священников, сопровождавшихся жестокими убийствами их владельцев и членов их семей. Случайные свидетели утверждали, что незадолго до налётов вблизи мест преступлений появлялась группа всадников в чёрных одеждах. Расследование показало, что все преступления совершила банда цыган под предводительством барона их табора Ивана Богданова.                                                     |            |                                         |                                     |                                         |                  |
| 63 | 31         | «ЧП союзного масштаба»                  | Борис Фёдоров                       | Иван Максимов                           | 23 ноября 2007   |
| 8 января 1977 года в общественных местах Москвы (в вагоне метро, рядом со зданием КГБ и недалеко от Красной площади) в течение сорока минут прогремели три взрыва, в результате которых погибли семь человек и ещё десятки получили тяжёлые ранения. Террористов задержали в октябре того же года после попытки совершить теракт на Курском вокзале, ими оказались члены нелегальной «Национальной объединённой партии Армении» во главе с ранее судимым Степаном Затикяном.          |            |                                         |                                     |                                         |                  |
| 64 | 32         | «Дело о „клубничке“»                    | Борис Фёдоров                       | Александр Залётов                       | 30 ноября 2007   |
| В сентябре 1982 года в Ленинграде на Васильевском острове была застрелена секретарь закрытого конструкторского бюро Евгения Жаркова. Благодаря помощи её подруги выяснилось, что погибшая являлась подпольной порноактрисой, но собиралась прекратить участие в съёмках, за что с ней расправился её жених Игорь Лисовец (он же втянул девушку в бизнес). Несмотря на все усилия следствия, вычислить подпольный центр порноиндустрии не удалось, а Лисовец вскоре был найден убитым. |            |                                         |                                     |                                         |                  |
| 65 | 33         | «Банда неуловимых»                      | Александр Ярославцев                | Иван Максимов                           | 7 декабря 2007   |
| 20 марта 1978 года в Куйбышеве возле отделения сберегательного банка на Партизанской улице было совершено нападение на инкассаторов, в результате которого один из них был убит и похищено 96 000 рублей, а спустя три года в городе произошло несколько убийств и нападений на желавших приобрести машину посетителей автомобильного рынка. Ко всем преступлениям оказалась причастна банда из четырёх человек, которую возглавлял бывший сотрудник милиции Анатолий Бирюков.        |            |                                         |                                     |                                         |                  |
| 66 | 34         | «Господин отравитель»                   | Александр Ярославцев                | Александр Залётов                       | 14 декабря 2007  |
| В октябре 1991 года в Москве в доме по Фрунзенской набережной от острой сердечной недостаточности скончались владелец кооператива и пытавшийся помочь ему врач скорой помощи. Обе смерти посчитали естественными, но в ходе независимого расследования молодой оперативник выяснил, что мужчины были отравлены первым мужем вдовы кооператора — химиком Сергеем Кипеловым; таким образом тот отомстил бывшей жене за её предательство, из-за которого он оказался в тюрьме.           |            |                                         |                                     |                                         |                  |
| 67 | 35         | «Великий комбинатор»                    | Борис Фёдоров                       | Александр Залётов                       | 21 декабря 2007  |
| В период с 1946 по 1947 год в Москве действовал мошенник, который получал гуманитарную помощь от различных министерств, выдавая себя за героя Великой Отечественной войны и однополчанина сына главы СССР Василия Сталина. Преступника задержали при попытке провернуть очередную аферу в министерстве тяжёлого машиностроения СССР, им оказался ранее неоднократно судимый инвалид Вениамин Вайсман; к моменту ареста на его счету было 26 обманутых министров.                      |            |                                         |                                     |                                         |                  |
| 68 | 36         | «Банда „Красный нос“»                   | Борис Фёдоров                       | Александр Залётов                       | 28 декабря 2007  |
| В конце декабря 1978 года в Москве орудовала банда, члены которой проникали в квартиры обеспеченных граждан в костюмах Деда Мороза, после чего обманом напаивали их снотворным и грабили. Преступников вычислили и задержали в течение нескольких дней, их предводителем оказался рецидивист Евгений Кривошеев; ему помогала его любовница — уволенная работница детского сада Оксана Воронец, наводившая бандитов на семьи своих бывших воспитанников.                               |            |                                         |                                     |                                         |                  |

### 2008 год
| № | № в сезоне | Название                    | Режиссёр-постановщик | Автор сценария                  | Дата премьеры    |
| --- | ---------- | --------------------------- | -------------------- | ------------------------------- | ---------------- |
| 69 | 1          | «Звереныш»                  | Борис Фёдоров        | Максим Севрюков-Кистерев        | 18 января 2008   |
| 27 января 1964 года в Ленинграде в доме на Сестрорецкой улице близ Чёрной Речки были зверски убиты молодая женщина и её 3-летний сын, а их квартира ограблена. В ходе расследования было установлено, что преступление совершил состоявший на учёте в детской комнате милиции 15-летний Аркадий Нейланд, которого задержали несколько дней спустя в Сухуми. |            |                             |                      |                                 |                  |
| 70 | 2          | «Мертвая петля»             | Дмитрий Докучаев     | Иван Максимов                   | 25 января 2008   |
| В 1978 году в Смоленске началась серия исчезновений девушек и женщин, которых впоследствии находили в безлюдных местах изнасилованными и задушенными. Преступника вычислили и задержали в июле 1981 года благодаря его последней жертве, которая выжила и назвала его примету (татуировку на груди). Маньяком оказался неоднократно судимый водитель и милицейский информатор Владимир Стороженко; к моменту ареста на его счету было 13 убитых женщин.                                              |            |                             |                      |                                 |                  |
| 71 | 3          | «Кукловод»                  | Александр Ярославцев | Максим Севрюков-Кистерев        | 1 февраля 2008   |
| 10 декабря 1990 года в Москве было совершено жестокое убийство. У убитого слили кровь. Убийцей оказался врач Игорь Поляков. |            |                             |                      |                                 |                  |
| 72 | 4          | «Кидалы»                    | Борис Фёдоров        | Иван Максимов                   | 8 февраля 2008   |
| В 1983 году на автомобильном рынке в Южном порту появились мошенники-«кидалы», которые обманным путём завладевали деньгами покупателей машин, при этом не отдавая самих автомобилей. Жертвами преступников стали многие видные дипломаты, чиновники и звёзды эстрады. |            |                             |                      |                                 |                  |
| 73 | 5          | «Аристократ»                | Дмитрий Докучаев     | Максим Севрюков-Кистерев        | 15 февраля 2008  |
| Весной 1923 года в Петрограде появилась банда Митьки Картавого, занимавшаяся вооружёнными грабежами и разбоями. Через некоторое время банда была задержана и осуждена, а её лидер был убит во время ареста. |            |                             |                      |                                 |                  |
| 74 | 6          | «Душегуб»                   | Борис Фёдоров        | Максим Севрюков-Кистерев        | 22 февраля 2008  |
| Летом 1984 года в Иркутске началась серия похожих по почерку жестоких убийств и изнасилований малолетних детей и пожилых женщин. Маньяк был задержан случайными прохожими в январе 1986 года при попытке совершить очередное нападение, им оказался врач скорой помощи Василий Кулик, на счету которого к моменту ареста было 13 убитых жертв. |            |                             |                      |                                 |                  |
| 75 | 7          | «Опасные гастроли»          | Александр Ярославцев | Александр Залётов               | 7 марта 2008     |
| 23 декабря 1988 года в поезде неподалёку от Новосибирска было обнаружено тело администратора группы-двойника «Ласкового мая». В том же поезде были арестованы члены этой группы. Как выяснилось, убийство совершили рэкетиры. |            |                             |                      |                                 |                  |
| 76 | 8          | «Чёрная вдова»              | Дмитрий Докучаев     | Александр Залётов               | 21 марта 2008    |
| 23 января 1977 года был убит житель Москвы, квартирой завладела его жена. Вскоре по Москве прокатилась серия подобных убийств, и во всех случаях одна и та же женщина завладевала квартирами своих мужей. «Чёрной вдовой» оказалась Елена Некрасова, «чёрным маклером» в группе был Константин Леньков, который ничего не знал об убийствах, а штатным убийцей — Валерий Тамм. |            |                             |                      |                                 |                  |
| 77 | 9          | «Убийство в стиле „Застой“» | Александр Ярославцев | Иван Максимов                   | 28 марта 2008    |
| 3 сентября 1979 года. В Москве было совершено убийство вдовы генерала Липодаева, друга и однополчанина Леонида Брежнева. Из её квартиры были украдены деньги и драгоценности общей суммой 115 000 рублей. |            |                             |                      |                                 |                  |
| 78 | 10         | «Жажда смерти»              | Борис Фёдоров        | Александр Залётов               | 4 апреля 2008    |
| В декабре 1988 года в Москве начались нападения на уличных хулиганов и гопников, 2 из них закончились убийствами. Убийца был вооружён шестопёром. Вскоре он был арестован; им оказался ветеран Афганской войны Дмитрий Данилов, убивавший хулиганов за то, что другие хулиганы когда-то изнасиловали и довели до самоубийства его девушку. |            |                             |                      |                                 |                  |
| 79 | 11         | «Чудовище с Невского»       | Дмитрий Докучаев     | Александр Залётов               | 11 апреля 2008   |
| В период с 1982 по 1987 год в Ленинграде в районе Загородного проспекта произошла серия разбойных нападений на квартиры торговых работников, сопровождавшихся жестокими убийствами их владельцев и членов их семей; жертвами налётчиков также становились таксисты и автолюбители. Все нападения совершила банда во главе с рабочим завода «Красный Треугольник» Андреем Николаевым, члены которой были задержаны во время подготовки теракта на станции метро «Маяковская».                         |            |                             |                      |                                 |                  |
| 80 | 12         | «Сатана»                    | Борис Фёдоров        | Максим Севрюков-Кистерев        | 18 апреля 2008   |
| В январе 1979 года в окрестностях Алма-Аты (преимущественно в районе посёлка Фабричный) начали находить растерзанные останки девушек и женщин; в некоторых случаях неизвестный убийца расправлялся со своими жертвами в их собственных домах. Маньяк был задержан в декабре 1980 года после совершения очередного убийства, им оказался работник пожарного депо Николай Джумагалиев, который употреблял мясо и кровь своих жертв в пищу.                                                             |            |                             |                      |                                 |                  |
| 81 | 13         | «Волчья стая»               | Александр Ярославцев | Максим Севрюков-Кистерев        | 25 апреля 2008   |
| 6 ноября 1977 года в одном из колхозов Брянской области было совершено нападение на сельсовет, закончившееся убийством сторожа. Вскоре по области прокатилась волна подобных преступлений. Банда во главе с Михаилом Доровским была арестована через несколько месяцев. |            |                             |                      |                                 |                  |
| 82 | 14         | «Неуловимый»                | Дмитрий Докучаев     | Александр Залётов               | 16 мая 2008      |
| В конце 1988 года в Ленинграде появился серийный убийца и грабитель, который под видом контролёра из «Ленэнерго» проникал в квартиры на окраине города и жестоко убивал проживавших в них женщин. Спустя некоторое время он отправил в ГУВД письмо с требованием 15 000 рублей за прекращение нападений. Преступника задержали во время передачи денег, им оказался ранее дважды судимый за кражи безработный Андрей Сибиряков.                                                                      |            |                             |                      |                                 |                  |
| 83 | 15         | «Адское зелье»              | Александр Ярославцев | Максим Севрюков-Кистерев        | 23 мая 2008      |
| Летом 1982 года по Минску прокатилась серия отравлений людей, трое из которых скончались. Преступником оказался работник местного театра Валерий Нехаев, который доставал ядовитые вещества с помощью своего брата — студента-химика Александра. |            |                             |                      |                                 |                  |
| 84 | 16         | «Взорванный город»          | Борис Фёдоров        | Александр Залётов               | 30 мая 2008      |
| 4 июня 1988 года в Арзамасе Горьковской области произошёл взрыв трёх вагонов поезда, гружёных гексогеном. В результате страшного взрыва погиб 91 человек, ещё 1500 получили ранения. Споры вокруг причин катастрофы не утихают до сих пор. |            |                             |                      |                                 |                  |
| 85 | 17         | «Смерть примадонны»         | Борис Фёдоров        | Инга Репина                     | 6 июня 2008      |
| В ночь на 15 июля 1939 года в Москве в доме № 12 по Брюсову переулку в своей квартире была жестоко убита актриса Зинаида Райх. Следствие отработало множество версий преступления, но в конечном итоге вычислить убийц актрисы не удалось. |            |                             |                      |                                 |                  |
| 86 | 18         | «Операция „Картель“»        | Александр Ярославцев | Александр Залётов, Олег Налимов | 13 июня 2008     |
| В начале 1970-х годов КГБ СССР в Казахской ССР была проведена специальная операция по выявлению подпольных цехов по производству меховых изделий, в ходе которой произошли массовые аресты. |            |                             |                      |                                 |                  |
| 87 | 19         | «Африканская страсть»       | Дмитрий Докучаев     | Максим Севрюков-Кистерев        | 27 июня 2008     |
| В июле 1980 года в Минске было совершено зверское убийство сына влиятельного чиновника одной из африканских стран. У убитого ножницами были отрезаны половые органы. Как выяснилось, убийство из ревности совершила Людмила Юдина — девушка, на которой тот обещал жениться. |            |                             |                      |                                 |                  |
| 88 | 20         | «След зверя»                | Александр Ярославцев | Максим Севрюков-Кистерев        | 5 сентября 2008  |
| В январе 1992 года в Киеве произошла серия зверских убийств девушек. Благодаря помощи единственной выжившей жертвы маньяк был почти пойман, но в последний момент ему удалось скрыться; вскоре после этого схожие по почерку нападения продолжились в Московской области. Убийцу вычислили и задержали в Балашихе, им оказался местный житель Олег Кузнецов, который также признался в изнасиловании нескольких сотен девушек.                                                                       |            |                             |                      |                                 |                  |
| 89 | 21         | «Фабрика липовых дел»       | Борис Фёдоров        | Александр Залётов               | 12 сентября 2008 |
| 9 июля 1981 года на берегу озера в Мозырском районе Белорусской ССР были найдены убитыми следователь городской прокуратуры и инспектор рыбнадзора. По обвинению в совершении этого преступления были задержаны и невинно осуждены пять человек, а два года спустя в том же районе произошло похожее по почерку убийство двух сотрудников милиции. Как оказалось, обе расправы совершила банда братьев Коновальчуков, также занимавшаяся браконьерством и кражами скота.                              |            |                             |                      |                                 |                  |
| 90 | 22         | «Бриллиантовая квартира»    | Борис Фёдоров        | Александр Залётов               | 19 сентября 2008 |
| 1 июля 1983 года в Москве была ограблена квартира в элитном доме. От рук неизвестных бандитов погибли трое: мать и дочь Троицкие и их домработница. Из квартиры исчезло огромное количество драгоценностей. Убийцами оказались некие Воронин, Анкудинов и Новицкий. |            |                             |                      |                                 |                  |
| 91 | 23         | «По прозвищу „Лютый“»       | Борис Фёдоров        | Иван Максимов                   | 14 октября 2008  |
| Май 1976 года, Москва. На станции метро «Таганская» бывший разведчик Игорь Оганин узнал в одном из людей предателя и фашистского палача Александра Юхновского по прозвищу «Алекс Лютый». При его непосредственном участии в годы Великой Отечественной войны в Донецкой области было уничтожено 75 000 человек. После отступления фашистских захватчиков Юхновский под чужим именем сумел попасть в ряды Советской армии, а после войны стать обычным членом общества, иметь семью и хорошую работу. |            |                             |                      |                                 |                  |
| 92 | 24         | «Белый крест»               | Дмитрий Докучаев     | Александр Залётов               | 21 октября 2008  |
| 10 апреля 1989 года, Ленинград. На стене кинотеатра «Колизей» прохожие обнаружили листовку с антисоветским воззванием от имени организации «Белый крест». Вскоре в городе было обнаружено ещё немало таких листовок. 29 апреля неизвестные бандиты напали на сотрудницу милиции, охранявшую архив ВМФ, и украли у неё табельное оружие. Вскоре по городу прокатилась волна грабежей, разбоев и убийств. Также в Петрозаводскe было совершено ограбление столовой, кассира убили выстрелом в упор.    |            |                             |                      |                                 |                  |
| 93 | 25         | «Расстрельная статья»       | Александр Ярославцев | Александр Залётов               | 28 октября 2008  |
| В 1985 году по Москве и Московской области прокатилась волна разбойных нападений и убийств. Апофеозом деятельности неизвестной банды стало убийство сразу 5 человек с похищением 26 000 рублей. Вскоре, 8 июля того же года, бандиты убили и ограбили кассира киностудии имени Горького. Банда из четырёх человек во главе с Вячеславом Евстратовым была арестована. |            |                             |                      |                                 |                  |
| 94 | 26         | «Убийца с бакенбардами»     | Дмитрий Докучаев     | Александр Залётов               | 11 ноября 2008   |
| В период с 1974 по 1977 год по Москве и Московской области прокатилась серия жестоких убийств и разбойных нападений на девушек, женщин и мужчин. Выжившие жертвы описывали нападавшего как молодого человека с бакенбардами и «добрыми» глазами. Серийного убийцу вычислили и задержали после совершения очередной расправы в посёлке Софрино, им оказался безработный Андрей Евсеев. |            |                             |                      |                                 |                  |
| 95 | 27         | «Спасите детей!»            | Александр Ярославцев | Максим Севрюков-Кистерев        | 18 ноября 2008   |
| 1 декабря 1988 года, Орджоникидзе. Террористы осуществили захват автобуса с детьми. Власти позволили бандитам вылететь в Израиль, однако тот выдал их обратно в СССР. |            |                             |                      |                                 |                  |
| 96 | 28         | «Ночная тварь»              | Борис Фёдоров        | Максим Севрюков-Кистерев        | 25 ноября 2008   |
| В ночь на 28 апреля 1969 года в Куйбышеве в общежитии в районе посёлка Зубчаниновка были зверски убиты и ограблены супружеская пара и их малолетний сын, после чего по разным районам города прокатилась серия схожих по почерку нападений на частные дома и убийств их владельцев. Маньяк был случайно задержан в июне 1970 года во время патруля дружинников, им оказался рабочий кабельного завода Борис Серебряков.                                                                              |            |                             |                      |                                 |                  |
| 97 | 29         | «Однажды в Сухуми»          | Дмитрий Докучаев     | Александр Залётов               | 2 декабря 2008   |
| 11 августа 1990 года заключённые СИЗО в Сухуми подняли бунт против тюремной администрации с целью совершения побега. Бунт подавили спецподразделения «Альфа» и «Витязь», а все организаторы восстания были убиты. |            |                             |                      |                                 |                  |
| 98 | 30         | «Ванька Хитрый»             | Дмитрий Докучаев     | Александр Залётов               | 9 декабря 2008   |
| В 1971 году в СССР появился преступник, который, прикрываясь звездой Героя Советского Союза, ловко совершал кражи и мошенничества. В 1972 году мошенника Ивана Петрова по прозвищу «Ванька Хитрый» арестовали и осудили уже в 13-й раз в его жизни. |            |                             |                      |                                 |                  |
| 99 | 31         | «Станция „Смерть“»          | Александр Ярославцев | Александр Залётов               | 16 декабря 2008  |
| 26 декабря 1980 года, Москва. В районе станции метро «Ждановская» бесследно исчез майор КГБ СССР Вячеслав Афанасьев. Вскоре его находят в тяжёлом состоянии, и он умирает в больнице. Как выяснилось, майора избили, а затем убили сотрудники 5-го отделения милиции по охране метрополитена. До этого они совершили ещё несколько жестоких избиений и убийств. |            |                             |                      |                                 |                  |
| 100 | 32         | «Мясник»                    | Борис Фёдоров        | Александр Залётов               | 23 декабря 2008  |
| 30 января 1978 года в Архангельске на строительной площадке рядом с кинотеатром «Русь» были обнаружены два расчленённых женских тела. Убийцей оказался железнодорожник и член добровольной народной дружины Владимир Третьяков, который расправлялся с женщинами, злоупотреблявшими алкогольными напитками; к моменту задержания на его счету было семь зверски убитых жертв, включая его сожительницу и двух девочек-подростков.                                                                    |            |                             |                      |                                 |                  |

### 2009 год
| № | № в сезоне | Название                     | Режиссёр-постановщик | Автор сценария           | Дата премьеры    |
| --- | ---------- | ---------------------------- | -------------------- | ------------------------ | ---------------- |
| 101 | 1          | «Месть и закон»              | Борис Фёдоров        | Александр Залётов        | 6 февраля 2009   |
| Ноябрь 1989 года, Москва. В одном из лесопарков было обнаружено тело жестоко убитого племянника влиятельного чиновника МВД СССР 18-летнего Алексея Новикова. Вскоре был найден убитым его лучший друг 19-летний Виталий Большаков. Расследование установило, что они изнасиловали умственно отсталую девушку Елену Коптеву, а её брат Иван в отместку убил их. |            |                              |                      |                          |                  |
| 102 | 2          | «Братья по крови»            | Александр Ярославцев | Александр Залётов        | 13 февраля 2009  |
| В 1975—1976 годах в Московской области орудовал маньяк, совершивший серию жестоких изнасилований и убийств девушек. В ходе следствия выяснилось, что убийц было двое. Вначале был арестован Андрей Шувалов, совершивший значительную часть нападений, будучи несовершеннолетним. Но убийства продолжились, и с поличным был пойман водитель грузовика Николай Шестаков; после ареста Шувалова он совершал преступления в соучастии с 16-летним братом Владимиром, хроническим алкоголиком.                                                    |            |                              |                      |                          |                  |
| 103 | 3          | «Режиссер смерти»            | Дмитрий Докучаев     | Максим Севрюков-Кистерев | 20 февраля 2009  |
| В 1988 году в Московской области произошла серия исчезновений девушек. Некоторые из них возвращались, но ничего не помнили, ещё 2 были убиты. Маньяком оказался Валерий Асратян, ранее дважды судимый за сексуальные преступления против несовершеннолетних. Он представлялся жертвам режиссёром Святославом Чаплыгиным, пользуясь фальшивым удостоверением. |            |                              |                      |                          |                  |
| 104 | 4          | «Злой дух Каукъярви»         | Борис Фёдоров        | Александр Залётов        | 6 марта 2009     |
| В апреле 1986 года в Выборгском районе Ленинградской области начали бесследно исчезать женщины, приезжавшие навестить близких в воинской части посёлка Каменка. Через некоторое время тело одной из пропавших было найдено закопанным в лесу рядом с военным полигоном. Убийцу вычислили по оставленной на месте захоронения улике и задержали, им оказался рядовой Игорь Чернат; он признался в совершении не менее 13 убийств, но только три были официально доказаны.                                                                      |            |                              |                      |                          |                  |
| 105 | 5          | «По лезвию бритвы»           | Александр Ярославцев | Максим Севрюков-Кистерев | 20 марта 2009    |
| 5 апреля 1986 года, Москва. Около Борисовских прудов был найден с перерезанным горлом директор одного из универмагов. Спустя некоторое время было совершено ещё одно подобное преступление. Позже преступник попытался убить свою сообщницу. Убийцей оказался парикмахер Антон Истратов. |            |                              |                      |                          |                  |
| 106 | 6          | «Палач и дети»               | Борис Фёдоров        | Максим Севрюков-Кистерев | 27 марта 2009    |
| 7 апреля 1986 года в Ленинграде в квартире на проспекте Луначарского была убита и ограблена малолетняя девочка, а месяц спустя аналогичное преступление произошло во Фрунзенском районе. Убийцу вычислили и задержали после того, как он попытался сдать в букинистический магазин украденное у второй жертвы редкое издание «Тысячи и одной ночи». Им оказался монтёр путей Михаил Макаров, который также был причастен к нападению на школьника и убийству пожилой женщины.                                                                 |            |                              |                      |                          |                  |
| 107 | 7          | «Маска смерти»               | Александр Ярославцев | Максим Севрюков-Кистерев | 3 апреля 2009    |
| 3 июля 1987 года в Донецке было совершено зверское двойное убийство женщины и её сына. Вскоре по Донецкой области прокатилась волна подобных преступлений. Банда из трёх человек во главе с Сергеем Данильченко была арестована. |            |                              |                      |                          |                  |
| 108 | 8          | «Стальные пальцы»            | Александр Ярославцев | Александр Залётов        | 10 апреля 2009   |
| Весной 1970 года в Ворошиловграде появился маньяк, насиловавший и убивавший девушек. После долгих поисков его удалось задержать, им оказался военнослужащий срочной службы Завен Алмазян. |            |                              |                      |                          |                  |
| 109 | 9          | «Позорное клеймо»            | Борис Фёдоров        | Максим Севрюков-Кистерев | 17 апреля 2009   |
| В 1979 году в Москве была совершена серия нанесений тяжких телесных повреждений двум крупным торговым работникам: на их лбах раскалённым железом было выжжено слово «ВОР». Как выяснилось, все жертвы сфальсифицировали уголовное дело против продавщицы подведомственного им магазина Ольги Табаковой, и она решила им отомстить; для мести она наняла знакомых уголовников — братьев Ширяевых. |            |                              |                      |                          |                  |
| 110 | 10         | «Живые игрушки»              | Борис Фёдоров        | Александр Залётов        | 24 апреля 2009   |
| 24 мая 1983 года в Лодейном Поле бесследно исчезли две подруги-школьницы, а несколько дней спустя они были найдены жестоко убитыми на мусорной свалке. В ходе расследования выяснилось, что с девочками расправилась группа педофилов во главе с рецидивистом Владимиром Фоминым, которые длительное время тайно насиловали подружек. Заказчицей убийства оказалась мать одной из девочек Валентина Корнева, планировавшая таким образом скрыть факт изнасилования дочери.                                                                    |            |                              |                      |                          |                  |
| 111 | 11         | «Криминальный дуэт»          | Александр Ярославцев | Максим Севрюков-Кистерев | 22 мая 2009      |
| В 1973 году в Москве появилась банда из двух человек (мужчины и женщины), занимавшаяся вооружёнными грабежами. Через некоторое время бандиты были задержаны, ими оказались бывшие актёры Елена Григорьева и Алексей Парамонов. |            |                              |                      |                          |                  |
| 112 | 12         | «Банда санитаров»            | Борис Фёдоров        | Александр Залётов        | 29 мая 2009      |
| В 1979 году в Ростове-на-Дону появилась банда, занимавшаяся грабежами и убийствами мирных граждан. Расследование деятельности банды «санитаров» привело к раскрытию крупной мафиозной сети. |            |                              |                      |                          |                  |
| 113 | 13         | «Налёт на психушку»          | Александр Ярославцев | Александр Залётов        | 5 июня 2009      |
| 4 марта 1974 года неизвестный бандит попытался совершить вооружённый налёт на инкассаторов, привёзших зарплату сотрудникам психиатрической больницы № 1 прямо рядом с учреждением. Это ему не удалось, но бандит сумел скрыться. При расследовании этого нападения были установлены двое подозреваемых, однако в последний момент они загадочным образом погибли. Организатора преступления установить так и не удалось. |            |                              |                      |                          |                  |
| 114 | 14         | «Танго с ножом»              | Борис Фёдоров        | Максим Севрюков-Кистерев | 11 июня 2009     |
| 17 апреля 1971 года в Пскове было совершено убийство мужчины. Вскоре в городе произошли ещё 2 убийства. Убийцей оказался повар Геннадий Салкин. |            |                              |                      |                          |                  |
| 115 | 15         | «Фабрика денег»              | Александр Ярославцев | Максим Севрюков-Кистерев | 19 июня 2009     |
| В 1979 году в Парижском борделе был задержан партийный чиновник, расплатившийся за услуги фальшивыми долларами. Он сообщил, что доллары купил случайно в Москве у иностранной туристки. Через некоторое время пенсионерка нашла кошелёк с фальшивой сторублёвой купюрой, которой пыталась расплатиться в магазине, и была задержана. В кошельке оказалась и именная квитанция из комиссионного магазина, по которой и выследили преступников. Ими оказались молодой и непризнанный учёный Александр Умняхин и его подруга Наталья Картавцева. |            |                              |                      |                          |                  |
| 116 | 16         | «Коварство и любовь»         | Борис Фёдоров        | Александр Залётов        | 26 июня 2009     |
| 9 июля 1991 года в Печорах из двора своего дома пропала 17-летняя Ирина Марьянова. В ходе расследования выяснилось, что за три недели до своего исчезновения девушка была изнасилована группой своих знакомых во главе с её бывшим парнем Виталием Слинько и его ранее судимым другом Сергеем Пучковым. Как оказалось, Пучков и Слинько выманили и убили Марьянову, чтобы скрыть факт изнасилования, после чего утопили её тело в одном из местных озёр.                                                                                      |            |                              |                      |                          |                  |
| 117 | 17         | «Не промахнись, брат!»       | Александр Ярославцев | Александр Залётов        | 11 сентября 2009 |
| В ночь на 26 декабря 1974 года в селе Лобаново Пермского района произошло убийство двух постовых милиционеров, у которых было похищено табельное оружие; вскоре после этого по Перми прокатилась серия разбойных нападений и жестоких убийств. Выйти на след бандитов удалось только осенью 1981 года, ими оказались ранее судимые за кражи братья Олег и Игорь Ведерниковы, которые планировали совершить побег за границу. |            |                              |                      |                          |                  |
| 118 | 18         | «„Наполеончик“»              | Борис Фёдоров        | Максим Севрюков-Кистерев | 18 сентября 2009 |
| 14 июня 1971 года в Краснодаре в рейсовом автобусе прогремел мощный взрыв, в результате которого погибли пять человек и ещё десятки получили ранения. В ходе расследования было установлено, что теракт совершил разнорабочий строительной бригады Пётр Волынский, который ранее аналогичным образом пытался расправиться с врачом-психиатром, диагностировавшим у него шизофрению, и планировал заложить самодельное взрывное устройство в кинотеатре «Аврора».                                                                              |            |                              |                      |                          |                  |
| 119 | 19         | «Поймай меня, если сможешь!» | Александр Ярославцев | Александр Залётов        | 25 сентября 2009 |
| В 1968 году по Москве прокатилась волна загадочных краж. Вором оказался рецидивист Борис Венгровер. |            |                              |                      |                          |                  |
| 120 | 20         | «Охотник на нимфеток»        | Борис Фёдоров        | Максим Севрюков-Кистерев | 9 октября 2009   |
| В период с 1977 по 1983 год по Ленинграду прокатилась серия изнасилований девушек и девочек-подростков. Неизвестный преступник проникал в их квартиры под видом работника милиции или прокуратуры, после чего в течение нескольких часов жестоко глумился и калечил своих жертв. Маньяком оказался ранее судимый водитель-дальнобойщик Сергей Григорьев, который также был причастен к совершению аналогичных преступлений в разных городах СССР.                                                                                             |            |                              |                      |                          |                  |
| 121 | 21         | «Джентльмен удачи»           | Александр Ярославцев | Максим Севрюков-Кистерев | 16 октября 2009  |
| В конце августа 1980 года в Ижевске в собственной квартире был ограблен и жестоко убит молодой мужчина, а его беременная жена получила тяжёлые ранения. Вскоре после этого в городе началась серия дерзких краж и грабежей. Вором и убийцей оказался директор казанского универмага Юнус Геваргизов. |            |                              |                      |                          |                  |
| 122 | 22         | «Школа под прицелом»         | Александр Ярославцев | Максим Севрюков-Кистерев | 23 октября 2009  |
| 17 декабря 1981 года в Сарапуле произошёл захват школы двумя дезертирами, которые потребовали вылета за границу. В результате спецоперации оба захватчика были обезврежены и арестованы. |            |                              |                      |                          |                  |
| 123 | 23         | «Расстрелянный банкет»       | Борис Фёдоров        | Александр Залётов        | 13 ноября 2009   |
| 10 октября 1979 года в Северо-Осетинской АССР в горном ресторане «София» произошёл расстрел праздничного банкета, в результате которого были убиты восемь человек и получили ранения ещё двое. В ходе расследования было установлено, что преступление с целью кражи денег из кассы ресторана совершила банда во главе с рецидивистом Хабалой Османовым, которая также была причастна к серии разбойных нападений на автолюбителей и убийству влюблённой пары.                                                                                |            |                              |                      |                          |                  |
| 124 | 24         | «Побег»                      | Борис Фёдоров        | Александр Залётов        | 20 ноября 2009   |
| 10 мая 1989 года группа уголовников вырвалась из Саратовского СИЗО и захватила заложников. В результате спецоперации бандиты были обезврежены и впоследствии осуждены. |            |                              |                      |                          |                  |
| 125 | 25         | «Материнский инстинкт»       | Борис Фёдоров        | Александр Залётов        | 18 декабря 2009  |
| В 1978 году в Москве происходили похищения младенцев. Вскоре выясняется, что детей похищала 25-летняя Анна Кузовкина, которая хотела стать матерью, но после тяжёлых родов она осталась бесплодной, а через некоторое время ребёнок по случайности погиб. |            |                              |                      |                          |                  |
| 126 | 26         | «Трюкачи»                    | Александр Ярославцев | Александр Залётов        | 25 декабря 2009  |
| В 1976 году по Москве прокатилась волна краж, совершённых неизвестным путём. Ворами оказались бывшие цирковые артисты-канатоходцы Павел и Владимир Соколовы. |            |                              |                      |                          |                  |

### 2010 год
| № | № в сезоне | Название                       | Режиссёр-постановщик | Автор сценария           | Дата премьеры    |
| --- | ---------- | ------------------------------ | -------------------- | ------------------------ | ---------------- |
| 127 | 1          | «Кунгурский монстр»            | Александр Ярославцев | Максим Севрюков-Кистерев | 22 января 2010   |
| В период с 1982 по 1983 год в окрестностях Кунгура орудовал серийный насильник, нападавший на девушек и молодых женщин, одну из которых он убил. Для маскировки и запугивания жертв он использовал маску с прорезями для глаз. Маньяк был случайно задержан при подготовке к совершению очередного преступления, им оказался ранее судимый за кражу грузчик-экспедитор городского торга Николай Гридягин. |            |                                |                      |                          |                  |
| 128 | 2          | «Дело „Шакалов“»               | Борис Фёдоров        | Максим Севрюков-Кистерев | 29 января 2010   |
| В ночь на 23 апреля 1983 года в Алма-Ате было совершено жестокое нападение на пансионат Совета Министров Казахской ССР, в результате которого был убит милиционер-охранник и похищено его табельное оружие. Вскоре после этого по городу прокатилась серия ограблений и убийств кассиров промышленных предприятий. Вычислить и арестовать банду во главе с ранее судимым слесарем Виктором Можаевым, получившую прозвище «Шакалы», удалось спустя несколько лет. |            |                                |                      |                          |                  |
| 129 | 3          | «Медовая ловушка»              | Александр Ярославцев | Александр Залётов        | 5 февраля 2010   |
| В декабре 1979 года в КГБ СССР стало известно о появлении в Москве банды, которая уже несколько месяцев под видом сотрудников ведомства грабила иностранных туристов и состоятельных граждан. В качестве приманки преступники использовали девушек, находивших и выманивавших жертв из гостиниц или дорогих ресторанов. Бандиты были задержаны при попытке совершения очередного ограбления, их предводителем оказался спекулянт Владимир Виноградов. |            |                                |                      |                          |                  |
| 130 | 4          | «Иван-Потрошитель»             | Александр Ярославцев | Максим Севрюков-Кистерев | 12 февраля 2010  |
| 13 февраля 1975 года в Дзержинске произошло зверское убийство двух работниц местной сберкассы, сопряжённое с кражей крупной суммы денег. Следствие установило, что схожие по почерку убийства женщин происходили в городе на протяжении уже нескольких лет. Маньяком оказался бригадир научного-исследовательского института полимеров Иван Давыдов, который однажды попал в поле зрения милиции, но из-за положительной репутации был исключён из списка подозреваемых. |            |                                |                      |                          |                  |
| 131 | 5          | «Доктор „Смерть“»              | Борис Фёдоров        | Максим Севрюков-Кистерев | 5 марта 2010     |
| Зимой 1979 года в окрестностях Коломны орудовал серийный грабитель и убийца, предлагавший подвезти своих жертв на машине; во время поездки он угощал их напитками, в которые подмешивал яд, после чего оставлял умирать на морозе. В ходе расследования выяснилось, что все преступления совершил врач-хирург Денис Никифоров, который пытался добыть деньги на лечение своей тяжелобольной жены. |            |                                |                      |                          |                  |
| 132 | 6          | «Лихоманки»                    | Борис Фёдоров        | Александр Залётов        | 26 марта 2010    |
| Весной 1989 года в Челябинске началась серия исчезновений таксистов и их пассажиров, изувеченные тела которых впоследствии находили в безлюдных местах. Убийц вычислили осенью того же года, когда один из них попытался убить остановивших его инспекторов ГАИ, оставив на месте нападения свои водительские права. Все преступления с целью ограбления были совершены бандой во главе с рецидивистом Игорем Колчиным, на счету которого на момент ареста было 15 убитых людей. |            |                                |                      |                          |                  |
| 133 | 7          | «Принцесса из детдома»         | Александр Ярославцев | Александр Залётов        | 2 апреля 2010    |
| 6 февраля 1984 года в Москве в Битцевском лесопарке было найдено тело жестоко убитой выпускницы детского дома Ольги Смольновой. Следствие установило, что погибшая была сестрой-близнецом дочери подпольного миллионера, отказавшегося от девочки при рождении из-за врождённого заболевания. Как оказалось, отец девушек попал в поле зрение бандитов, которые похитили Олю (перепутав её с сестрой-близнецом Ириной) с целью получения выкупа, а затем убили её. Преступников задержали при попытке похитить уцелевшую дочь миллионера Иру. |            |                                |                      |                          |                  |
| 134 | 8          | «„Бригада“»                    | Борис Фёдоров        | Максим Севрюков-Кистерев | 9 апреля 2010    |
| В 1987 году в Алма-Ате около дома первого секретаря ЦК компартии Казахской ССР Динмухамеда Кунаева был зверски убит милиционер-охранник, а вскоре по городу прокатилась серия похожих по почерку разбойных нападений на квартиры, сопряжённых с убийствами их хозяев. Все преступления совершила банда под предводительством рецидивиста Сергея Сорокина, которого арестовали в Ташкенте после расправы с тремя сотрудниками ГАИ, попытавшимися задержать его. |            |                                |                      |                          |                  |
| 135 | 9          | «Враг государства»             | Александр Ярославцев | Александр Залётов        | 16 апреля 2010   |
| В 1976—1979 годах в Клину произошло несколько взрывов, в результате которых погиб один человек, и были тяжело ранены ещё несколько. Неизвестный террорист закладывал самодельные взрывные устройства в фанерные ящики и банки из-под кофе, оставляя их в людных местах в районе Ленинградского шоссе. Им оказался ранее неоднократно судимый врач-хирург Василий Никитенков, ненавидевший советскую власть. |            |                                |                      |                          |                  |
| 136 | 10         | «Челюсти»                      | Александр Ярославцев | Максим Севрюков-Кистерев | 23 апреля 2010   |
| В 1975—1976 годах по Александрову прокатилась серия жестоких нападений на молодых женщин, две из которых были изнасилованы и убиты. На телах погибших маньяк оставлял следы своих зубов. Его удалось вычислить после расправы со второй убитой жертвой, которая накануне гибели жаловалась на навязчивого поклонника — водителя автобуса Владимира Саренпя. |            |                                |                      |                          |                  |
| 137 | 11         | «Скопцы»                       | Борис Фёдоров        | Александр Залётов        | 30 апреля 2010   |
| Зимой 1967 года в окрестностях Старицы был найден оскопленным местный житель, скончавшийся от кровопотери. Через некоторое время при схожих обстоятельствах был убит сосед погибшего, и похищена его сестра. Раскрыть дело удалось благодаря молодому сержанту милиции, который выяснил, что ко всем преступлениям была причастна секта скопцов во главе с рецидивистом Сергеем Савченко (погибшие мужчины и сестра второго из них являлись её участниками). |            |                                |                      |                          |                  |
| 138 | 12         | «Проклятый дом»                | Борис Фёдоров        | Светлана Туманова        | 21 мая 2010      |
| 29 августа 1969 года в посёлке Вырица в Ленинградской области из собственного дома пропала пятиклассница Лариса Эверт, а через несколько дней её родители покончили с собой. В ходе расследования выяснилось, что на самом деле всех троих убил старший сын погибших супругов — курсант военно-медицинской академии Борис Эверт, который таким образом хотел получить в единоличное распоряжение всё семейное имущество. |            |                                |                      |                          |                  |
| 139 | 13         | «Восставший из ада»            | Борис Фёдоров        | Максим Севрюков-Кистерев | 28 мая 2010      |
| В декабре 1983 года в Ярославле объявился серийный грабитель, совершавший жестокие нападения на женщин в их собственных подъездах. Им оказался ранее судимый за педофилию Александр Лукашов, который также был причастен к серии изнасилований малолетних девочек. Следствием было установлено, что во время предыдущей отсидки Лукашов заболел туберкулёзом спинного мозга, был признан неизлечимо больным и досрочно освобождён; выйдя на свободу, он вылечился и снова начал совершать преступления. |            |                                |                      |                          |                  |
| 140 | 14         | «Обольститель»                 | Александр Ярославцев | Максим Севрюков-Кистерев | 4 июня 2010      |
| В июне 1970 года в Ленинграде бесследно исчезла балерина Малого академического театра Людмила Котляр. Отработав несколько ложных версий, следствие вышло на мужа пропавшей Бориса, который нередко вступал во внебрачные связи. Выяснилось, что Котляр задушил жену во время ссоры из-за его очередной измены, а затем расчленил её тело и вывез останки в Киев (где выбросил их в Днепр). |            |                                |                      |                          |                  |
| 141 | 15         | «Семейные тайны»               | Александр Ярославцев | Александр Залётов        | 11 июня 2010     |
| 16 октября 1975 года в Ленинграде в собственной квартире были найдены жестоко убитыми четыре человека — члены семьи Пелганен. В ходе расследования выяснилось, что преступление совершил их родственник Виктор Весвало, который часто бывал в квартире погибших. Как оказалось, Весвало во время ссоры расправился с женой главы семейства Евгенией Пелганен, после чего убил двух её сыновей и свекровь как ненужных свидетелей. |            |                                |                      |                          |                  |
| 142 | 16         | «„Бешеного“ уничтожить!»       | Александр Ярославцев | Светлана Туманова        | 25 июня 2010     |
| В ночь на 4 июля 1980 года в вагоне поезда «Москва—Харьков» произошло зверское убийство четырёх женщин. Маньяка вычислили и задержали через несколько месяцев; им оказался ранее судимый за серию изнасилований Анатолий Нагиев, который незадолго до расправы в поезде убил ещё двух девушек и планировал расправиться с Аллой Пугачёвой. Во время этапирования в Новочеркасскую тюрьму Нагиев сумел сбежать, но вскоре был найден и снова арестован. |            |                                |                      |                          |                  |
| 143 | 17         | «Украденные дети»              | Александр Ярославцев | Александр Залётов        | 2 июля 2010      |
| В начале июля 1989 года в Горьком были похищены малолетние братья Поляковы, после чего их родители получили записку с требованием выкупа в 30 000 рублей. Через некоторое время при попытке купить пистолет в Москве была задержана мать мальчиков. На допросе она сказала, что её попросил купить оружие муж, который намеревался освободить детей. Как выяснилось, именно её муж организовал похищение детей, одного из них впоследствии он убил. |            |                                |                      |                          |                  |
| 144 | 18         | «Шерше ля фам!»                | Александр Ярославцев | Светлана Туманова        | 27 августа 2010  |
| В ночь на 10 июля 1958 года в Ленинграде было совершено убийство лейтенанта военно-морского флота, а вскоре по городу прокатилась серия ограблений и нападений на мужчин, которых заманивали в тёмные подъезды с помощью девушек. К преступлениям была причастна банда из 13 человек, возглавляемая безработными «стилягами» Анатолием Орловым и Владимиром Чернецовым. |            |                                |                      |                          |                  |
| 145 | 19         | «Экипаж»                       | Борис Фёдоров        | Александр Залётов        | 3 сентября 2010  |
| 20 сентября 1986 года в Уфе трое вооружённых солдат-дезертиров расстреляли патрульную машину милиции (убив находившихся в ней милиционеров), а затем захватили самолёт Ту-134A в местном аэропорту, взяв в заложники пассажиров и членов экипажа. Выяснилось, что все преступления с целью побега за границу совершили младший сержант внутренних войск Николай Мацнев и его сослуживцы Сергей Ягмурджи и Александр Коновал. Благодаря содействию членов экипажа захваченного самолёта, террористов удалось обезвредить в ходе специальной операции: Мацнева убили при штурме, Ягмурджи и Коновал были ранены и арестованы.                                         |            |                                |                      |                          |                  |
| 146 | 20         | «Часы с кремлевским боем»      | Борис Фёдоров        | Александр Залётов        | 10 сентября 2010 |
| Во второй половине 1970-х годов в Москве произошло несколько убийств немолодых мужчин, которые погибали от выстрела в висок из неустановленного оружия. Выйти на след преступника удалось благодаря единственной выжившей жертве — сотруднику КГБ СССР, побывавшему в квартире убийцы. Им оказался инвалид и конструктор-самоучка Иван Скосарев, который совершал преступления с помощью самодельного стреляющего устройства, встроенного в будильник. |            |                                |                      |                          |                  |
| 147 | 21         | «Превзойти Чикатило!»          | Борис Фёдоров        | Александр Залётов        | 1 октября 2010   |
| С 1984 года в Павлограде орудовал серийный убийца, жертвами которого преимущественно становились несовершеннолетние девочки. За его преступления были невинно осуждены несколько человек, а попавший под подозрение отец одной из жертв повесился в камере СИЗО. Маньяка вычислили и задержали только в 2005 году в Пологах после очередной расправы; им оказался бывший эксперт-криминалист Сергей Ткач, признавшийся в совершении не менее 80 убийств. |            |                                |                      |                          |                  |
| 148 | 22         | «Чудовище с детским лицом»     | Борис Фёдоров        | Светлана Туманова        | 8 октября 2010   |
| В период с 1985 по 1989 год в Ногинске и его окрестностях орудовал маньяк, совершавший изнасилования, убийства и нападения на женщин в красной одежде и малолетних девочек. Выжившие жертвы описывали преступника как молодого человека или подростка в возрасте не старше 18 лет. Маньяком оказался плотник Александр Поздняков, на счету которого к моменту ареста было 35 доказанных преступных эпизодов. |            |                                |                      |                          |                  |
| 149 | 23         | «„Заслуженный“ мучитель»       | Александр Ярославцев | Александр Залётов        | 15 октября 2010  |
| С 1964 по 1985 годы в Невинномысске бесследно исчезали мальчики-подростки, но из-за милицейской халатности раскрыть тайну их пропажи не удавалось. Правда вскрылась, когда воспитанник крупнейшего в городе детского туристического клуба «ЧЕРГИД» рассказал о тайных киносъёмках, организованных его руководителем — заслуженным учителем РСФСР Анатолием Сливко. Как оказалось, Сливко под предлогом участия в секретных экспериментах заманивал собственных подопечных в лес, где расправлялся с ними, записывая происходящее на киноплёнку; на момент ареста на его счету было более 30 эпизодов издевательств на детьми (7 из которых погибли).                |            |                                |                      |                          |                  |
| 150 | 24         | «Влюбленный дезертир»          | Борис Фёдоров        | Александр Залётов        | 22 октября 2010  |
| В сентябре 1991 года из воинской части под Тулой сбежал вооружённый солдат-срочник Николай Степанов, а вскоре под Загорском была найдена убитой его бывшая девушка Анна Свечкина. Подозрение пало на дезертира, который вскоре был задержан, после чего покончил с собой. В ходе расследования выяснилось, что Степанов собирался спасти Свечкину от её нового ухажёра — кооператора Сергея Скирняка, организовавшего убийство девушки, когда она узнала о криминальной деятельности его предприятия. Исполнителем стал ранее судимый сообщник кооператора Антон Ужиков, который также расправился с уволенной девушкой-секретарём, попавшей в поле зрения милиции. |            |                                |                      |                          |                  |
| 151 | 25         | «„Сердцеед“»                   | Александр Ярославцев | Александр Залётов        | 29 октября 2010  |
| В 1989—1990 годах по разным областям СССР прокатилась серия дерзких налётов, разбойных нападений и убийств состоятельных граждан. Преступника задержали в Ташкенте после очередного налёта, им оказался рецидивист Сергей Мадуев по кличке «Червонец». После этапирования в ленинградские «Кресты» Мадуеву удалось соблазнить ведущую его дело следователя Наталью Воронцову, с помощью которой в мае 1991 года он попытался совершить побег, но был остановлен. |            |                                |                      |                          |                  |
| 152 | 26         | «Жулик и певичка»              | Борис Фёдоров        | Светлана Туманова        | 5 ноября 2010    |
| В 1928 году в Москве безработный приезжий Дмитрий Золотаревский познакомился с певицей кабаре Беллой Каплан и вскоре женился на ней; одновременно он начал промышлять дерзкими аферами, в итоге став одним из самых талантливых мошенников в истории СССР. Криминальная деятельность Золотаревского продолжались вплоть до 1960-х, когда после многочисленных отсидок он воссоединился с Каплан и навсегда исчез из поля зрения милиции. |            |                                |                      |                          |                  |
| 153 | 27         | «Маленькие ангелы»             | Александр Ярославцев | Светлана Туманова        | 12 ноября 2010   |
| Весной 1987 года в Курчатове в лесополосе были найдены задушенными двое малолетних мальчиков. Следствие установило, что погибшие дети были братьями, с которыми расправилась их собственная мать Елена Пашаева; таким образом она пыталась избавиться от обузы и наладить отношения со своим новым мужем. |            |                                |                      |                          |                  |
| 154 | 28         | «Формула мести»                | Борис Фёдоров        | Светлана Туманова        | 19 ноября 2010   |
| В 1987 году в одной из московской больниц поочерёдно скончались молодой врач-хирург и его любовница-медсестра, а через некоторое время была совершена попытка убийства заведующего одним из отделений. Экспертиза показала, что все потерпевшие были отравлены стрихнином. Вычислить отравительницу удалось благодаря выжившему врачу — ею оказалась уборщица Валентина Короленко, которая тремя годами ранее по вине врачей потеряла приёмного ребёнка. |            |                                |                      |                          |                  |
| 155 | 29         | «Зверьё»                       | Борис Фёдоров        | Александр Залётов        | 26 ноября 2010   |
| Весной 1981 года в Ленинградской области произошла серия разбойных нападений на частные дома, сопряжённых со зверскими убийствами их хозяев. В ходе расследования выяснилось, что все преступления совершила банда из трёх человек во главе с ранее судимым ювелиром-гравёром Сергеем Нохриным, который действовал вместе со своими друзьями — братьями Шамилем и Маратом Авлеевыми. |            |                                |                      |                          |                  |
| 156 | 30         | «Король джунглей»              | Александр Ярославцев | Александр Залётов        | 3 декабря 2010   |
| После завершения Олимпиады-1980 по Автозаводскому району Горького прокатилась серия жестоких убийств, ограблений и нападений на мужчин и женщин (последние также подвергались изнасилованиям). Преступника арестовали в посёлке Вурнары в Чувашской АССР после очередной расправы; им оказался ранее судимый за убийство Геннадий Иванов. |            |                                |                      |                          |                  |
| 157 | 31         | «Львиная лапа»                 | Борис Фёдоров        | Александр Залётов        | 10 декабря 2010  |
| В конце 1950-х годов в Баку действовала банда, совершавшая дерзкие налёты и ограбления, разъезжая по городу на чёрной «Волге». Впоследствии все её члены были арестованы, но главарь по прозвищу «Пянджали Аслан» («львиная лапа») остался на свободе. Его удалось задержать в 1966 году в Москве при попытке перевезти награбленное; тогда же выяснилось, что предводителем бандитов была переодетая мужчиной женщина. |            |                                |                      |                          |                  |
| 158 | 32         | «Джентльмены неудачи»          | Александр Ярославцев | Александр Залётов        | 24 декабря 2010  |
| В 1974 году за несколько дней до Нового года в Москве произошло ограбление квартиры работника Главторга, из которой были похищены деньги и драгоценности, включая золотую скифскую статуэтку. Следствием было установлено, что преступление организовал фотограф Евгений Хватов, а исполнителем стал его ранее судимый шурин Николай Дронов; таким образом мужчины пытались добыть денег на операцию для малолетней дочери Хватова, страдавшей врождённым пороком сердца. |            |                                |                      |                          |                  |
| — | —          | «Следствие вели… в Новый год!» | Роман Либеров        | Роман Либеров            | 30 декабря 2010  |
| Специальный новогодний выпуск рассказывает об истории празднования Нового Года с 1918 по 2000 год, а также о подоплёке его создания и ежегодного проведения. |            |                                |                      |                          |                  |

### 2011 год
| № | № в сезоне | Название                                       | Режиссёр-постановщик | Автор сценария                   | Дата премьеры    |
| --- | ---------- | ---------------------------------------------- | -------------------- | -------------------------------- | ---------------- |
| 159 | 1          | «Шаг из окна»                                  | Александр Ярославцев | Александр Залётов                | 22 января 2011   |
| В 1987 году в Москве молодая невеста Ольга Ракова выбросилась из окна накануне своей свадьбы, после чего её отчим также покончил с собой. Экспертиза установила, что погибшие были отравлены сильнодействующими препаратами, вызывающими расстройство психики. Убийцу вычислили благодаря местному жителю Юрию Кавунову, который тремя месяцами ранее стал жертвой аналогичного отравления, но остался в живых; им оказался бывший работник торговли Александр Веденин, мстивший Кавунову за совращение своей дочери, а также своей бывшей начальнице Василисе Раковой (матери погибшей невесты). |            |                                                |                      |                                  |                  |
| 160 | 2          | «Я — убийца!»                                  | Борис Фёдоров        | Александр Залётов                | 4 февраля 2011   |
| В середине 1970-х годов в Ленинградской области произошла серия жестоких убийств девушек и женщин. По обвинению в совершении одного из них был арестован и приговорён к смертной казни житель Выборгского района Михаил Соломин, но позже было доказано, что он невиновен, и мужчину реабилитировали. Маньяком оказался рабочий судостроительного завода Александр Шепелев, который был задержан после нападения на восьмиклассницу в Тосненском районе. |            |                                                |                      |                                  |                  |
| 161 | 3          | «Колдун»                                       | Александр Ярославцев | Александр Залётов                | 11 февраля 2011  |
| В 1986 году в Москве на мебельной фабрике произошло загадочное происшествие: неизвестный мужчина «околдовал» женщину-бухгалтера и похитил у неё крупную сумму денег, после чего вахтёр предприятия погиб под колёсами движущегося поезда. Как оказалось, ограбление организовала бывшая подруга бухгалтера Наталья Кущ, а исполнителем стал её друг — обладавший гипнотическими способностями киномеханик Анатолий Прошкин; он же избавился от вахтёра как от ненужного свидетеля. |            |                                                |                      |                                  |                  |
| 162 | 4          | «Агент „000“»                                  | Борис Фёдоров        | Александр Залётов                | 18 февраля 2011  |
| В период с 1980 по 1982 год на территории Латвийской ССР орудовал маньяк, совершавший зверские убийства и изнасилования девушек и женщин. В ходе расследования были задержаны и осуждены несколько человек, но нападения не прекратились. Убийцу вычислили и задержали благодаря составленному со слов случайного свидетеля фотороботу, по которому заместитель министра внутренних дел Латвии Анрийс Кавалиерис опознал своего агента — рецидивиста Станислава Рогалёва. |            |                                                |                      |                                  |                  |
| 163 | 5          | «Маленькая дрянь»                              | Александр Ярославцев | Александр Залётов                | 4 марта 2011     |
| 7 февраля 1978 года на обочине шоссе рядом с подмосковным посёлком Томилино нашли убитой 15-летнюю Марину Суворову, а вскоре при странных обстоятельствах погибла её подруга Антонина Милованова. Следствие установило, что обе девушки промышляли соблазнением и вымогательством денег у мужчин; убийцей Суворовой оказался один из них — инструктор райкома КПСС Андрей Мамин, но привлечь его к ответственности и выяснить обстоятельства смерти Миловановой не удалось. |            |                                                |                      |                                  |                  |
| 164 | 6          | «Проклятые навеки»                             | Борис Фёдоров        | Светлана Туманова                | 11 марта 2011    |
| 18 июля 1983 года в Москве в своей квартире в доме на Тверском бульваре были забиты до смерти вице-адмирал Георгий Холостяков и его жена. Расследование показало, что убийство с целью кражи боевых орденов адмирала совершили супруги Геннадий и Инна Калинины — уроженцы Иванова, промышлявшие хищением государственных наград у ветеранов Великой Отечественной войны в разных регионах СССР. |            |                                                |                      |                                  |                  |
| 165 | 7          | «Заговорщики»                                  | Александр Ярославцев | Александр Залётов                | 18 марта 2011    |
| Зимой 1976 года в Кунгуре появилась банда из трёх человек, занимавшихся грабежами, убийствами и избиениями случайных прохожих; за полтора года деятельности они совершили более ста преступных эпизодов. Бандитов задержали после того, как они расправились с девочкой-подростком, которую ранее регулярно насиловали. Главарём банды оказался рабочий-строитель Юрий Кротов, действовавший вместе со своим сослуживцем Николаем Саранцевым и 15-летним Евгением Пановым. |            |                                                |                      |                                  |                  |
| 166 | 8          | «Дело „Фишера“»                                | Александр Ярославцев | Александр Залётов                | 8 апреля 2011    |
| Весной 1986 года в Одинцовском районе Московской области началась серия зверских убийств и исчезновений мальчиков-подростков, чьи изуродованные останки впоследствии находили на 24-м километре Второго бетонного кольца. Маньяка, который получил прозвище «Фишер», задержали в октябре 1992 года после совершения расправы над сразу тремя детьми, им оказался зоотехник Московского конного завода № 1 Сергей Головкин; к моменту ареста на его счету было 11 убитых мальчиков. |            |                                                |                      |                                  |                  |
| 167 | 9          | «Мой ласковый убийца»                          | Борис Фёдоров        | Александр Залётов                | 22 апреля 2011   |
| 16 февраля 1981 года в Москве в собственной квартире была зарезана мать-одиночка Марина Корчагина. Подозрение пало на её ранее неоднократно судимого сожителя Егора Карпова, но в ходе следствия выяснилось, что с женщиной расправился её 16-летний сын Сергей. Таким образом он хотел помешать матери выйти замуж за Карпова, с которым у подростка сложились неприязненные отношения, после чего попытался подставить рецидивиста, обвинив его в убийстве. |            |                                                |                      |                                  |                  |
| 168 | 10         | «Абсолютное зло»                               | Борис Фёдоров        | Светлана Туманова                | 13 мая 2011      |
| В мае 1967 года в Ленинграде появился маньяк, который совершал жестокие убийства и изнасилования девушек в районе Обводного канала. В ходе расследования были задержаны и проверены несколько человек, но все они оказались непричастными к серии нападений. Убийцу арестовали в Крыму при попытке расправиться с уборщицей местной школы, им оказался крановщик Ленинградского порта Василий Филиппенко. |            |                                                |                      |                                  |                  |
| 169 | 11         | «Семейные палачи»                              | Александр Ярославцев | Александр Залётов                | 20 мая 2011      |
| В ночь на 20 мая 1973 года в посёлке Васкелово Ленинградской области произошло зверское массовое убийство, жертвами которого стали пятеро членов семьи офицера морского флота Яниса Сиетниекса (его жена, двое малолетних детей, пожилые тесть и тёща). Следствие установило, что преступление совершил сам Сиетниекс, намереваясь таким образом заполучить в единоличное распоряжение всё семейное имущество и начать новую жизнь с молодой любовницей. |            |                                                |                      |                                  |                  |
| 170 | 12         | «Ножом и вилкой»                               | Борис Фёдоров        | Светлана Туманова                | 27 мая 2011      |
| В мае 1982 года в Валмиере Латвийской ССР в своей квартире была зверски убита жена тюремного начальника Вия Паберзс. В ходе расследования выяснилось, что преступление организовала и совершила зубной врач из той же тюрьмы Валда Жентиня, которая являлась любовницей мужа погибшей и хотела избавиться от соперницы; соучастником убийства стал заключённый Пётр Алексеев, которому Жентиня помогла временно сбежать из колонии. |            |                                                |                      |                                  |                  |
| 171 | 13         | «Кошмар на Рижском взморье»                    | Борис Фёдоров        | Александр Залётов                | 3 июня 2011      |
| 15 апреля 1991 года в районе Дзинтари на Рижском взморье в своём доме была ограблена и жестоко убита семья художника Петерса Балодиса, а вскоре похожее по почерку двойное убийство произошло в Ленинграде. Другой жертвой преступников едва не стала актриса Алиса Фрейндлих, когда они совершили налёт на её дачу в посёлке Сосново. Ко всем нападениям оказалась причастна банда во главе с рецидивистом Станиславом Ледовасом и его любовницей Надеждой Есиповой. |            |                                                |                      |                                  |                  |
| 172 | 14         | «ТАСС уполномочен заявить… Современная версия» | Александр Ярославцев | Александр Залётов                | 10 июня 2011     |
| В 1975 году ПГУ КГБ СССР по линии внешней контрразведки получило информацию о том, что ЦРУ США завербовало одного из работников советского посольства в Колумбии, после чего тот вернулся в Москву в качестве агента под кодовым именем Трианон. В ходе длительного наблюдения было установлено, что американским шпионом являлся второй секретарь посольства Александр Огородник; во время задержания он покончил с собой, а его кураторы впоследствии были высланы из СССР. |            |                                                |                      |                                  |                  |
| 173 | 15         | «Меня зовут Старфал»                           | Борис Фёдоров        | Александр Залётов                | 2 июля 2011      |
| В период с 1988 по 1993 год в Москве и Московской области орудовал жестокий серийный убийца, нападавший преимущественно на пожилых женщин, мужчин-гомосексуалов и мальчиков-подростков. Выжившие жертвы и свидетели описывали маньяка как молодого человека двухметрового роста. Им оказался ранее судимый за хулиганство электромонтёр Сергей Ряховский, на счету которого к моменту ареста было около 30 убийств, но официально доказано было только 19. |            |                                                |                      |                                  |                  |
| 174 | 16         | «Черноколготочник»                             | Александр Ярославцев | Александр Залётов                | 9 июля 2011      |
| В мае 1990 года в Таганроге началась серия убийств и изнасилований девушек, носивших чёрные колготки. К поимке маньяка подключили следователя Виктора Буракова и психиатра Александра Бухановского, которые ранее работали по делу Андрея Чикатило, но, несмотря на их усилия (включая обращение к убийце по телевидению), выйти на его след не удалось. Маньяк был задержан спустя два года при попытке совершить очередное нападение, им оказался местный житель Юрий Цюман. |            |                                                |                      |                                  |                  |
| 175 | 17         | «Ведьма»                                       | Борис Фёдоров        | Александр Залётов                | 4 сентября 2011  |
| 9 августа 1980 года в Москве в мусорном баке был найден убитым 7-летний Серёжа Ковалёв. Подозрение пало на его отчима-алкоголика Евгения, но того также обнаружили мёртвым в его собственной квартире. Следствие выяснило, что незадолго до смерти ребёнок рассказывал о мучившей его ведьме. Как оказалось, с мальчиком из-за личной неприязни расправилась его мать Ирина Ковалёва, страдавшая органическим поражением головного мозга; она же убила мужа как ненужного свидетеля. |            |                                                |                      |                                  |                  |
| 176 | 18         | «Кукла для маньяка»                            | Александр Ярославцев | Александр Залётов                | 11 сентября 2011 |
| В период с 1968 по 1969 год по Ульяновской области прокатилась серия зверских убийств и изнасилований малолетних девочек и молодых женщин. Выйти на след маньяка первоначально не удалось, но нападения неожиданно прекратились, пока в 1973 году он не расправился с женщиной-кассиром текстильной фабрики. Убийцу вычислили по оставленной на месте последнего преступления улике и задержали, им оказался ранее судимый за грабёж шофёр того же предприятия Анатолий Уткин. |            |                                                |                      |                                  |                  |
| 177 | 19         | «Пуля для маэстро»                             | Борис Фёдоров        | Александр Залётов                | 18 сентября 2011 |
| В период с января по сентябрь 1975 года в Риге были поочерёдно застрелены офицер КГБ СССР, бывший нацистский шпион и армейский особист. Вычислить убийцу не удалось, а вскоре неизвестный вымогатель потребовал у композитора Раймонда Паулса 17 000 рублей, угрожая расправиться с ним в случае отказа. Преступник был задержан в ходе проведения спецоперации, им оказался работник конструкторского бюро Юрий Криницын; он также сознался в совершённых ранее трёх убийствах. |            |                                                |                      |                                  |                  |
| 178 | 20         | «Некромант»                                    | Борис Фёдоров        | Роман Либеров                    | 25 сентября 2011 |
| В сентябре 1979 года в Гатчине появился маньяк, совершавший жестокие убийства и изнасилования малолетних детей и женщин; его отличительным знаком были вбитые в тела убитых жертв гвозди. Преступника вычислили и задержали после того, как он напал на группу детей, надругавшись над одной из девочек. Им оказался ранее судимый за изнасилование работник совхоза Василий Смирнов, на счету которого к моменту ареста было около 15 жертв, в том числе 5 убитых. |            |                                                |                      |                                  |                  |
| 179 | 21         | «Черный сентябрь»                              | Александр Ярославцев | Светлана Туманова                | 2 октября 2011   |
| В сентябре 1992 года в Таганроге произошла серия разбойных нападений на квартиры и частные дома, сопровождавшихся зверскими убийствами их владельцев, после чего аналогичные преступления продолжились в разных областях Украины. Убийц вычислили по оставленным на месте одного из нападений отпечаткам пальцев, принадлежавшим рецидивисту Владимиру Александрову; он действовал вместе со своими друзьями Александром Зинкевичем и Василием Поленцевым. |            |                                                |                      |                                  |                  |
| 180 | 22         | «Союз четырех»                                 | Александр Ярославцев | Светлана Туманова                | 9 октября 2011   |
| Ранней осенью 1977 года в Мартыновском районе Ростовской области появилась банда стрелков, занимавшаяся грабежами и жестокими убийствами местных жителей. Выйти на след преступников удалось только в 1983 году после расправы с местным егерем, в которой заподозрили его помощника Александра Клименко. Как оказалось, Клименко был организатором и главарём банды, в которую, помимо него, входили его друзья Владимир Куревлев, Анвер Ищкин и Николай Крестьянинов. |            |                                                |                      |                                  |                  |
| 181 | 23         | «Двое в лодке, не считая убийцы»               | Борис Фёдоров        | Марк Целковый                    | 16 октября 2011  |
| 12 июня 1966 года в Приозерске во время туристического похода на остров Олений на озере Вуокса пропала сотрудница Академии наук СССР Татьяна Томилина, а неделю спустя она была найдена убитой в бухте острова. В ходе расследования было установлено, что с женщиной на почве личной неприязни расправился её муж Владимир Томилин; годом ранее он уже пытался убить жену, подсунув ей замаскированный под акустическое устройство самодельный пистолет. |            |                                                |                      |                                  |                  |
| 182 | 24         | «Сашка-Одесса»                                 | Александр Ярославцев | Владимир Королёв                 | 23 октября 2011  |
| 8 июля 1971 года в Одессе в парке рядом с Обсерваторским переулком неизвестный убийца совершил жестокое нападение на влюблённую пару, застрелив мужчину и изнасиловав его девушку; после этого по разным регионам СССР прокатилась серия дерзких краж и грабежей. Преступника задержали при попытке ограбить продуктовый магазин в Ленинграде, им оказался рецидивист Александр Яковлев, находившийся во всесоюзном розыске за побег из исправительной колонии в Кемерово. |            |                                                |                      |                                  |                  |
| 183 | 25         | «Украденная дочь»                              | Борис Фёдоров        | Александр Залётов                | 13 ноября 2011   |
| 6 октября 1991 года в Мытищах из детского сада была похищена 5-летняя Лена Ванина, а через несколько дней произошло убийство её няни Анастасии Долгих. Как оказалось, погибшая девушка была любовницей отца девочки Евгения и организовала похищение с целью убийства ребёнка, чтобы устроить свою личную жизнь; с самой Долгих расправился Ванин, догадавшись о её причастности к исчезновению дочери. Лену нашли с помощью брата-уголовника убитой девушки Аркадия Долгих, который должен был расправиться с девочкой, но вместо этого отдал её своей бездетной знакомой.                       |            |                                                |                      |                                  |                  |
| 184 | 26         | «Любовь с привилегиями»                        | Борис Фёдоров        | Елена Скоробогатова              | 13 ноября 2011   |
| 7 ноября 1970 года в посёлке Конча-Заспа вблизи Киева с правительственной дачи бесследно исчез сын партийного секретаря Евгений Борисенко. Расследование его пропажи продолжалось более десяти лет, но обнаружить молодого человека так и не смогли. Подозрение в конечном итоге пало на бывшего милиционера Павла Могильного и его любовницу Раису Глинскую, которые указали вероятное место захоронения тела Борисенко, но официально доказать их вину в его смерти не удалось. |            |                                                |                      |                                  |                  |
| 185 | 27         | «Голова в портфеле»                            | Борис Фёдоров        | Максим Севрюков-Кистерев         | 27 ноября 2011   |
| 3 января 1980 года в Кишинёве Молдавской ССР местный житель обнаружил на пороге своего дома портфель с отрубленной женской головой и записку, в которой неизвестный убийца требовал выплатить ему 10 000 рублей. Преступника вычислили с помощью почерковедческой экспертизы и задержали, им оказался друг семьи потерпевшего Профир Скрипник, который в течение уже нескольких лет совершал зверские убийства и нападения на женщин. |            |                                                |                      |                                  |                  |
| 186 | 28         | «Дело особой важности»                         | Александр Ярославцев | Роман Либеров, Александр Залётов | 11 декабря 2011  |
| В октябре 1979 года в Выборгском районе Ленинграда началась серия изнасилований девушек, носивших туфли на высоком каблуке. Попытки поймать маньяка с помощью облав или засад оказались безуспешными, и у следствия появилась версия, что нападавший — осведомлённый об оперативных мероприятиях сотрудник милиции. Насильник был задержан после совершения очередного нападения рядом с местом, где он хранил украденные у жертв вещи; им оказался милиционер Олег Морозов. |            |                                                |                      |                                  |                  |
| 187 | 29         | «Синяя роза»                                   | Борис Фёдоров        | Светлана Туманова                | 18 декабря 2011  |
| В августе 1971 года в Москве рядом с аэропортом Внуково произошла серия жестоких убийств и изнасилований девушек, после чего в разных регионах СССР было совершено ещё несколько похожих по почерку нападений. Маньяка задержали в Харькове при попытке продать украденное у его очередной жертвы пальто, им оказался ранее судимый за изнасилование Юрий Раевский. |            |                                                |                      |                                  |                  |
| 188 | 30         | «Заморская невеста»                            | Александр Ярославцев | Максим Севрюков-Кистерев         | 25 декабря 2011  |
| 26 сентября 1973 года в Харькове по дороге в больницу бесследно исчезла беременная колумбийская студентка медицинского института Лус Стелла Олмос Мехиа. В ходе длительного расследования было установлено, что с девушкой расправился её жених — студент государственного университета Григорий Ищенко, для которого перспектива брака с иностранкой и её беременность стали угрозой его запланированной партийной карьере. |            |                                                |                      |                                  |                  |

### 2012 год
| № | № в сезоне | Название                                    | Режиссёр-постановщик | Автор сценария           | Дата премьеры    |
| --- | ---------- | ------------------------------------------- | -------------------- | ------------------------ | ---------------- |
| 189 | 1          | «Тюрьма для Золушки»                        | Борис Фёдоров        | Александр Залётов        | 29 января 2012   |
| 25 декабря 1985 года в Загорске неизвестная женщина попыталась убить 4-летнюю девочку, сбросив её в колодец теплосети. Подозрение пало на мать и бабушку потерпевшей — Маргариту Веселову и Варвару Толкачёву, но вскоре последнюю нашли убитой в канализационном люке. Расследование показало, что убийство девочки спланировала Толкачёва (оказавшаяся мачехой Веселовой), чтобы подставить падчерицу и завладеть их квартирой, а исполнительницей стала её родная дочь Владлена; с самой Толкачёвой расправился любовник Веселовой, но официально доказать его вину в убийстве не удалось.                               |            |                                             |                      |                          |                  |
| 190 | 2          | «Сверхчеловеки»                             | Александр Ярославцев | Александр Залётов        | 5 февраля 2012   |
| В декабре 1988 года в Москве был разгромлен небольшой публичный дом и жестоко убиты его содержательница и проститутка. Несколько месяцев спустя в Воронеже была вычислена и задержана подпольная вооружённая группа во главе со студентом медицинского института Андреем Запеваловым, которая планировала захватить самолёт и пересечь государственную границу. Как оказалось, убийство в Москве с целью ограбления совершили Запевалов и наводчица банды Андреева. |            |                                             |                      |                          |                  |
| 191 | 3          | «Спасибо тебе, мама!»                       | Борис Фёдоров        | Александр Залётов        | 11 февраля 2012  |
| 23 декабря 1991 года в Москве на территории промзоны в районе Текстильщики были найдены обгоревшие тела сотрудника охранного кооператива Виктора Зюбина и его любовницы Ольги Шестаковой. В ходе расследования выяснилось, что убийство совершила Марина Коркина — хозяйка прибыльной кооперативной пекарни, которую погибшие пытались у неё отобрать; таким образом женщина отомстила паре за смерть своего старшего сына, с которым расправился Зюбин, чтобы запугать её. |            |                                             |                      |                          |                  |
| 192 | 4          | «Паук»                                      | Александр Ярославцев | Александр Залётов        | 18 февраля 2012  |
| В августе 1990 года в Гродно в общежитии обувной фабрики было совершено убийство молодой матери-одиночки, после чего в городе произошло ещё два нападения на девушек, одна из которых также была убита. Маньяком оказался ранее условно судимый за хулиганство Михаил Москалёв, который попал в поле зрения милиции после первого убийства, но был отпущен за недостаточностью улик; его задержали в Обнинске после совершения покушения на случайного знакомого и его девушку. |            |                                             |                      |                          |                  |
| 193 | 5          | «Чёрт»                                      | Борис Фёдоров        | Александр Залётов        | 25 февраля 2012  |
| В начале 1970-х годов в окрестностях Каунаса орудовал серийный насильник, нападавший на женщин, девушек и девочек-подростков. Для запугивания жертв он использовал сделанную из капроновых чулок и спичечных огарков маску, которая делала его похожим на чёрта. Маньяка задержали после того, как он совершил кражу в одном из посёлков и попытался напасть на девятиклассницу; им оказался стекольщик домостроительного комбината Сильвестрас Дофтартас. |            |                                             |                      |                          |                  |
| 194 | 6          | «Влюблен и очень опасен!»                   | Борис Фёдоров        | Максим Севрюков-Кистерев | 17 марта 2012    |
| 8 марта 1972 года в селе Никольское Тульской области был совершён поджог двух частных домов, внутри которых при тушении огня нашли обгоревшие тела пяти человек с ножевыми ранениями. В ходе расследования было установлено, что преступление с целью хищения икон совершили ранее судимый за убийство и воровство водитель Анатолий Новиков и его младший брат-сверхсрочник Николай. |            |                                             |                      |                          |                  |
| 195 | 7          | «Лимитчица»                                 | Борис Фёдоров        | Александр Залётов        | 24 марта 2012    |
| В 1982 году в Москве в своей квартире ударом тока в результате короткого замыкания был убит шофёр Виталий Конюхов, после чего при похожих обстоятельствах погибли невеста и любовница партийного чиновника Главторга Евгения Михайлёва. Все убийства совершила бывшая возлюбленная чиновника — лимитчица-электромонтёр Екатерина Воронцова. Как оказалось, Михалёв пытался убить надоевшую ему девушку с помощью своего водителя Конюхова, заставив её расправиться с последним, чтобы спастись; после этого Воронцова попыталась отомстить Михайлёву, но в расставленные ею электрические ловушки попали посторонние люди. |            |                                             |                      |                          |                  |
| 196 | 8          | «Стариков — на свалку!»                     | Александр Ярославцев | Александр Залётов        | 31 марта 2012    |
| В июне 1987 года в Димитровграде появилась банда, которая занималась разбойными нападениями на частные дома и зверскими убийствами их пожилых владельцев. Выйти на её след удалось спустя четыре года, когда младший брат главаря устроил стрельбу из импортного французского ружья, украденного у одной из жертв. Предводителем банды оказался рабочий строительной организации Ришат Хуснутдинов, совершавший преступления на почве ненависти к пенсионерам. |            |                                             |                      |                          |                  |
| 197 | 9          | «Детский ад»                                | Александр Ярославцев | Светлана Туманова        | 7 апреля 2012    |
| В 1975 году в Костроме произошло жестокое двойное убийство: неизвестный преступник ночью проник в круглосуточный детский сад № 33 и расправился с молодой нянечкой и ребёнком. Вскоре аналогичному нападению подвергся ещё один малолетний мальчик, но ему удалось выжить. Убийцу вычислили по оставленному на месте первого преступления отпечатку пальца и задержали, им оказался состоявший на учёте в милиции 18-летний Александр Расчихмаров. |            |                                             |                      |                          |                  |
| 198 | 10         | «Псих»                                      | Александр Ярославцев | Александр Залётов        | 21 апреля 2012   |
| В период с 1974 по 1975 год в Куйбышеве и Тольятти орудовал маньяк, совершавший зверские убийства и изнасилования маленьких мальчиков. Его опознали и задержали благодаря фотороботу, который был составлен со слов единственной выжившей жертвы и случайных свидетелей; убийцей оказался 18-летний психически больной Владимир Усов, страдавший параноидальной шизофренией и слуховыми галлюцинациями. |            |                                             |                      |                          |                  |
| 199 | 11         | «Тиран»                                     | Борис Фёдоров        | Александр Залётов        | 22 апреля 2012   |
| 13 ноября 1990 года в Железнодорожном в своей квартире была найдена мёртвой молодая женщина Майя Пименова, а вскоре её муж Николай попал в реанимацию из-за отравления ртутью. Как оказалось, Пименов был домашним тираном и регулярно изменял жене, чем довёл её до самоубийства; с ним самим в отместку за смерть сестры попыталась расправиться его свояченица Тамара Ломидзе. После ареста женщины её дочь-подросток (которую она родила от Пименова) убила его в больнице, но официально доказать вину девочки в смерти мужчины не удалось.                                                                            |            |                                             |                      |                          |                  |
| 200 | 12         | «Вспомнить всё!»                            | Александр Ярославцев | Светлана Туманова        | 13 мая 2012      |
| 17 июля 1982 года на окраине Пскова во время прогулки пропали две подруги-школьницы, а через несколько дней они были найдены в лесу: одна — задушенная, вторая — изувеченная, но живая. Преступника вычислили и задержали благодаря показаниям выжившей девочки после того, как она пришла в себя и назвала его главную примету; им оказался дважды судимый за изнасилование работник рыбокомбината Николай Рокин. |            |                                             |                      |                          |                  |
| 201 | 13         | «Горький мёд»                               | Александр Ярославцев | Александр Залётов        | 19 мая 2012      |
| 23 сентября 1982 года в Витебске в доме № 24 по проспекту Строителей на глазах у 2-летнего сына была зверски убита преподаватель техникума электросвязи Анна Созанович. В ходе длительного расследования выяснилось, что преступление на почве ревности организовала и совершила любовница мужа погибшей Инга Корецкая, которой помогал её ученик Борис Безрученко; несколькими месяцами ранее они уже покушались на Созанович, попытавшись сжечь её дачный дом. |            |                                             |                      |                          |                  |
| 202 | 14         | «Нехорошая квартира»                        | Борис Фёдоров        | Александр Залётов        | 26 мая 2012      |
| 10 апреля 1980 года в Севастополе в квартире на проспекте Октябрьской Революции были обнаружены тела четырёх убитых: хозяйки Ларисы Зыковой, её дочерей и кладовщицы винного завода Екатерины Хохулиной. Убийцей оказался любовник обеих женщин Анатолий Мищенко; вместе с Хохулиной он попытался ограбить квартиру Зыковой и расправился с дочерьми последней, когда они застали его за совершением кражи, после чего убил обеих любовниц как ненужных свидетелей. |            |                                             |                      |                          |                  |
| 203 | 15         | «Принц и кухарка»                           | Александр Ярославцев | Александр Залётов        | 2 июня 2012      |
| В 1991 году в Москве от отравления концентрированной щёлочью погибла девушка, а через некоторое время при схожих обстоятельствах скончался рэкетир Иван Додонов. Следствие установило, что первое убийство организовала работница торговли и генеральская вдова Анна Сергеева, чтобы помешать своему сыну жениться на их домработнице Екатерине Масловой (которая и должна была стать жертвой); исполнителями стали Додонов и его друг Антон Чуднов, но они по ошибке расправились с подругой Масловой, после чего Сергеева приказала Чуднову избавиться от Додонова.                                                       |            |                                             |                      |                          |                  |
| 204 | 16         | «Черный полковник»                          | Борис Фёдоров        | Александр Залётов        | 10 июня 2012     |
| В 1973 году в Севастополе на закрытом пляже было найдено тело жестоко убитой и изнасилованной женщины-стоматолога. Подозрение пало на морского офицера, с которым она ходила на свидание накануне своей смерти, но у него оказалось алиби; сам офицер рассказал о подозрительном полковнике, согласившемся подвезти женщину до дома. Следствие установило, что убийство совершил лейтенант милиции Юрий Семёнов, который также оказался серийным насильником. |            |                                             |                      |                          |                  |
| 205 | 17         | «Ядовитая школа»                            | Александр Ярославцев | Александр Залётов        | 16 июня 2012     |
| 16 марта 1987 года в одной из школьных столовых Киева произошло массовое отравление таллием, в результате которого пострадали девять человек и ещё четверо погибли (включая двоих детей). Следствие выяснило, что содержащую таллий жидкость подлила в пищу школьная посудомойка Тамара Иванютина; она, её сестра и их родители также оказались причастны к целой серии смертельных отравлений, происходивших в их окружении в течение последних десяти лет. |            |                                             |                      |                          |                  |
| 206 | 18         | «Пустая коляска»                            | Борис Фёдоров        | Светлана Туманова        | 23 июня 2012     |
| В сентябре 1977 года в Москве началась серия похищений грудных детей, которых впоследствии находили зверски убитыми. Маньяк был задержан спустя месяц после попытки совершить очередное покушение на ребёнка в подмосковном Чехове, им оказался ранее судимый за кражу слесарь строительного управления и сын генерал-лейтенанта Анатолий Бирюков. |            |                                             |                      |                          |                  |
| 207 | 19         | «Кровавый багаж»                            | Александр Ярославцев | Светлана Туманова        | 30 июня 2012     |
| В 1981 году в разных районах Москвы были найдены расчленённые останки молодого мужчины, завёрнутые в простыни с биркой с индивидуальным номером. По нему следствие вышло на хозяйку белья — женщину-инженера одной из воинских частей, занимавшуюся спекуляцией, но к убийству она была не причастна. Преступником оказался возлюбленный дочери инженера Рустам Алиев, который с целью ограбления расправился с находившимся в отпуске солдатом-срочником из Челябинска. |            |                                             |                      |                          |                  |
| 208 | 20         | «Москва слезам не верит. Подлинная история» | Борис Фёдоров        | Александр Залётов        | 1 сентября 2012  |
| 11 мая 1969 года в Москве с балкона сталинской высотки была сброшена молодая девушка Ольга Шумакова. В убийстве призналась её подруга Марина Кожемякина, но следствие выяснило, что девушка пошла на самооговор, чтобы выгородить своего жениха — рабочего театральной сцены Эдуарда Сверчкова. Как оказалось, Сверчков представлялся своей невесте влиятельным деятелем искусства, но Шумакова узнала о его обмане и попыталась его раскрыть, за что Сверчков расправился с ней. |            |                                             |                      |                          |                  |
| 209 | 21         | «Волкодав»                                  | Александр Ярославцев | Александр Залётов        | 8 сентября 2012  |
| В сентябре 1988 года в посёлке Никольское Тульской области бесследно исчез 10-летний Миша Алексеенко, а вскоре неизвестное животное растерзало его мать. Следствие установило, что родители Миши — двоюродные брат и сестра, а сам ребёнок был приёмным. В обоих происшествиях оказался замешан местный лесник Иван Кукин — родной сын супругов Алексеенко, от которого они отказались из-за его инвалидности, за что лесник решил им отомстить с помощью натасканного волкособа. |            |                                             |                      |                          |                  |
| 210 | 22         | «Приворотное зелье»                         | Борис Фёдоров        | Александр Залётов        | 15 сентября 2012 |
| В августе 1990 года в Тамбове от отравления сильнодействующим ядом поочерёдно скончались двоё мужчин. Как оказалось, одного из погибших случайно отравила его любовница, а яд предназначался её мужу Игорю Гончарову. Следствие установило, что Гончарова на почве неприязненных отношений хотел отравить брат его любовницы — химик-фармацевт Василий Соломатин; он же убил другого мужчину, чтобы отомстить за смерть своей невесты, которую погибший изнасиловал годом ранее. |            |                                             |                      |                          |                  |
| 211 | 23         | «Битва за наследство»                       | Борис Фёдоров        | Александр Залётов        | 22 сентября 2012 |
| В 1990 году в Москве из двора своего дома был похищен 7-летний Алёша Попов. В ходе расследования было установлено, что родители мальчика были приёмными и тайно выкупили его сразу после рождения из-за невозможности иметь собственных детей. Похитителями оказались биологические родители ребёнка — Сергей и Тамара Выгузовы, которые украли его с целью унаследовать частный дом в Анапе от смертельно больной бабушки Алёши. |            |                                             |                      |                          |                  |
| 212 | 24         | «По кличке Банзай»                          | Александр Ярославцев | Светлана Туманова        | 29 сентября 2012 |
| В конце 1980-х годов по Москве и Московской области прокатилась серия жестоких налётов на квартиры и убийств автолюбителей. Банда была задержана в 1990 году после совершения очередного ограбления, её предводителем оказался бывший прапорщик Григорий Ким. В июле того же года во время этапирования из здания суда в Бутырскую тюрьму бандиты совершили побег из автозака, воспользовавшись неопытностью охранников, но вскоре они были снова задержаны. |            |                                             |                      |                          |                  |
| 213 | 25         | «Скелет в подвале»                          | Александр Ярославцев | Светлана Туманова        | 6 октября 2012   |
| В феврале 1966 года в Ленинграде бесследно исчез студент железнодорожного института Игорь Ипатов; через несколько дней в его комнате в общежитии была найдена записка, согласно которой молодой человек уехал в Великие Луки, где жила его девушка. Следствие установило, что студентка состояла в насильственной кровосмесительной связи со своим отцом Михаилом Гультяевым, который расправился с узнавшим об этом Ипатовым, когда студент приехал разобраться с ним. |            |                                             |                      |                          |                  |
| 214 | 26         | «„Гореть в аду!“»                           | Борис Фёдоров        | Александр Залётов        | 13 октября 2012  |
| В 1973 году в Острогожске был совершён поджог частного дома, в результате которого погибли председатель комитета народного контроля и члены его семьи, после чего неизвестные бандиты попытались с помощью самодельного взрывного устройства убить парторга авторемонтного завода; одновременно по городу прокатилась серия дерзких налётов и грабежей. Все преступления совершила банда во главе с ранее судимым бригадиром авторемонтного завода Владимиром Бездетко. |            |                                             |                      |                          |                  |
| 215 | 27         | «Ложный диагноз»                            | Александр Ярославцев | Светлана Туманова        | 20 октября 2012  |
| 19 декабря 1984 года в Орле в доме № 50 по улице Максима Горького был убит врач-психиатр Яков Дятловицкий, а его жена искалечена. Преступника вычислили и задержали благодаря составленному со слов потерпевшей фотороботу, по которому был опознан бывший пациент Дятловицкого Иван Кузнецов. Следствие выяснило, что десятью годами ранее он симулировал шизофрению, чтобы избежать наказания за грабежи, но Дятловицкий разоблачил его, за что Кузнецов хотел отомстить. |            |                                             |                      |                          |                  |
| 216 | 28         | «Осенний марафон или любовь на четверых»    | Борис Фёдоров        | Александр Залётов        | 27 октября 2012  |
| 16 сентября 1990 года в одной из московских коммуналок была убита молодая женщина Снежана Кривицкая. Подозрение пало на её женатого любовника Степана Плетнёва, которого застали на месте преступления и задержали, но вскоре неизвестный мужчина расправился с соседом погибшей Виктором Шалимовым. Как оказалось, Кривицкую из-за неразделённой любви убил её умственно отсталый бывший одноклассник Борис Петров; он же избавился от Шалимова как от ненужного свидетеля. |            |                                             |                      |                          |                  |
| 217 | 29         | «Смертельное „спортлото“»                   | Александр Ярославцев | Александр Залётов        | 10 ноября 2012   |
| В 1977 году в Москве в элитном доме № 8 по улице Щукина произошло жестокое убийство дочери покойной певицы Нонны Полевой-Мансфельд, из квартиры которой была похищена коллекция фамильных драгоценностей. Расследование показало, что преступление ради добычи денег для игры в «спортлото» совершил ученик Полевой-Мансфельд Александр Кудряшов; ранее он с той же целью расправился с пожилой женщиной в Бахчисарае. |            |                                             |                      |                          |                  |
| 218 | 30         | «Охотник на невест»                         | Борис Фёдоров        | Александр Залётов        | 17 ноября 2012   |
| Осенью 1982 года в Москве произошло зверское убийство девушки. Подозрение пало на её бывшего жениха, который был задержан, но вскоре тем же образом были убиты ещё две девушки, незадолго до смерти пытавшиеся найти мужа по объявлению. Серийного убийцу вычислили и задержали благодаря помощи молодой оперативницы, согласившейся стать приманкой для его поимки; им оказался патологоанатом Артём Фомин, совершавший убийства из-за обиды на бросившую его невесту. |            |                                             |                      |                          |                  |
| 219 | 31         | «Сердце матери»                             | Александр Ярославцев | Светлана Туманова        | 24 ноября 2012   |
| В 1975 году в Северодонецке из общежития молодых специалистов пропала воспитательница детского сада Людмила Журкина, а через несколько дней её нашли зарезанной в приозёрном карьере. В ходе расследования выяснилось, что убийство было совершено мужем погибшей Владимиром из-за его нежелания усыновлять детдомовского мальчика, которого Журкина хотела взять в семью. |            |                                             |                      |                          |                  |
| 220 | 32         | «Взрыв в институте»                         | Борис Фёдоров        | Александр Залётов        | 1 декабря 2012   |
| 23 ноября 1967 года в Уфимском нефтяном институте прогремел мощный взрыв, в результате которого погиб комендант учебного корпуса и получили ранения несколько сотрудников. Преступника вычислили и задержали спустя шесть месяцев, им оказался взрывник с угольной шахты из Кемерово Рахим Муртазин, который смонтировал и пронёс в институт начинённый взрывчаткой электрофон; таким образом он хотел отомстить своим знакомым, расправившись с их дочерью-студенткой. |            |                                             |                      |                          |                  |
| 221 | 33         | «Призрак у обочины»                         | Александр Ярославцев | Александр Залётов        | 8 декабря 2012   |
| В 1976 году в Люберецком районе в своём доме были расстреляны супруги Богачёвы. Под подозрение попал шофёр Анатолий Веденеев, отсидевший срок по обвинению в смерти дочери погибших, но во время следствия пропала его собственная дочь Мария. Как оказалось, с Богачёвыми в отместку за многолетние издевательства расправился их сын Сергей, после чего попытался подставить Веденеева; он же похитил и держал в плену Марию, пытавшуюся доказать невиновность отца. |            |                                             |                      |                          |                  |
| 222 | 34         | «„Вернуться, чтобы отомстить!“»             | Борис Фёдоров        | Александр Залётов        | 15 декабря 2012  |
| 6 декабря 1977 года в частном секторе подмосковного ПГТ Алексеевский произошло убийство супругов Комаровых, в котором была обвинена их дочь Анна и помещена в психиатрическую клинику. Тринадцать лет спустя при странных обстоятельствах погибли местный коммерсант Сергей Жиганьшин и милиционер Виктор Ткаченко. Как оказалось, оба мужчины были членами тайной бандитской группировки, которая на самом деле расправилась с супружеской парой; самих Жиганьшина и Ткаченко в отместку за смерть родителей и своё заключение убила освободившаяся из психбольницы Анна Комарова.                                         |            |                                             |                      |                          |                  |
| 223 | 35         | «Семейный палач»                            | Александр Ярославцев | Александр Залётов        | 22 декабря 2012  |
| В декабре 1991 года в семье московского коммерсанта Михаила Капитонова произошёл ряд трагедий: сначала неизвестный попытался задавить автомобилем его малолетнего сына, а затем в подъезде своего дома была убита мать мужчины. Благодаря помощи жены Капитонова выяснилось, что оба преступления совершил его отец Георгий, решивший избавиться от членов своей семьи и начать новую жизнь с невесткой, которую он регулярно насиловал. Узнав об этом, Капитонов-младший убил отца и попытался покончить с собой, спрыгнув с Большого Москворецкого моста, но его спас случайный прохожий.                                 |            |                                             |                      |                          |                  |

### 2013 год
| № | № в сезоне | Название                                    | Режиссёр-постановщик | Автор сценария    | Дата премьеры    |
| --- | ---------- | ------------------------------------------- | -------------------- | ----------------- | ---------------- |
| 224 | 1          | «„Снегурочка“. И жизнь, и слезы, и любовь…» | Борис Фёдоров        | Александр Залётов | 19 января 2013   |
| 1975 год, Москва. Во время перевозки денег был ограблен кассир секретного завода — у него отобрали 90 000 рублей. Нападавшие были одеты в костюмы Деда Мороза и Снегурочки. Вскоре в больницу попадает раненая Снегурочка (Алла Гориславец), и сыщики выясняют, где находится её сообщник (Даниил Жирков), которого арестовывают. |            |                                             |                      |                   |                  |
| 225 | 2          | «Сбежавшая невеста»                         | Александр Ярославцев | Светлана Туманова | 2 февраля 2013   |
| 1979 год. Из одного из московских ЗАГСов со свадьбы сбегает невеста Ольга Тищенко, которую вскоре находят убитой. Под подозрение попадает её жених Аркадий Кошелев, парикмахер и «альфонс». Вскоре выясняется, что к убийству причастна начальница жениха Нонна Косая, убившая Ольгу с целью предотвратить свадьбу. |            |                                             |                      |                   |                  |
| 226 | 3          | «Отродье»                                   | Борис Фёдоров        | Александр Залётов | 9 февраля 2013   |
| 1980 год. В одном из московских подъездов ударом кирпича по голове убивают пенсионерку Клавдию Филимонову и забирают у неё пенсию. Вскоре происходят новые нападения, большинство пострадавших погибает. В ходе самостоятельного расследования милиционеру удаётся выяснить, что убийца — Павел Смирнов, племянник видного милицейского начальника, нападавший на пенсионеров в день выдачи им пенсий. |            |                                             |                      |                   |                  |
| 227 | 4          | «Идеальное убийство»                        | Александр Ярославцев | Светлана Туманова | 16 февраля 2013  |
| В начале мая 1969 года в Ижевске были обнаружены расчленённые останки молодой женщины, которую опознали как врача скорой помощи Руфину Первушину. Подозрение пало на её мужа Альфилета, но у него на момент убийства было алиби. Однако в ходе расследования было установлено, что именно Первушин спланировал и совершил убийство жены, чтобы единолично завладеть их новой квартирой, после чего сфальсифицировал своё алиби. |            |                                             |                      |                   |                  |
| 228 | 5          | «Знак зверя»                                | Борис Фёдоров        | Александр Залётов | 2 марта 2013     |
| 1980 год. В Москве действует подростковая банда, грабящая и убивающая людей. Вскоре становится известен её главарь — 20-летний сын милицейского начальника Дмитрий Корольков, создавший банду, подражая знаменитой «Чёрной кошке» из популярного тогда телесериала «Место встречи изменить нельзя». |            |                                             |                      |                   |                  |
| 229 | 6          | «Красота должна умереть!»                   | Геннадий Байсак      | Светлана Туманова | 17 марта 2013    |
| 1990 год. В одном из подмосковных театров происходит убийство ведущего актёра. Через некоторое время убивают рабочего сцены. Следствие проверяет версию с кинжалами и узнаёт, что неизвестная дама в чёрной старомодной шляпке с вуалью заказала одному кузнецу 5 кинжалов. Происходит новое убийство, всех жертв связывало одно — привлекательная внешность. Убийцей оказался актёр театра Евгений Казимиров, который совершал преступления из-за ненависти к красивым мужчинам. |            |                                             |                      |                   |                  |
| 230 | 7          | «Кровопийца»                                | Борис Фёдоров        | Александр Залётов | 23 марта 2013    |
| 1984 год, Ленинградская область. На местном кладбище находят тело мужчины, подвешенное вверх ногами, у него забрали всю кровь. Благодаря потерянной шапке милиция находит свидетеля, который, случайно увидев убийцу, в ужасе убежал с кладбища. Через некоторое время на кладбище в Ленинграде на острове Декабристов находят тело девушки. Убийцей оказался 34-летний отставной офицер Пётр Щербинин, добывавший кровь для своей любовницы. |            |                                             |                      |                   |                  |
| 231 | 8          | «Кровь за кровь»                            | Борис Фёдоров        | Светлана Туманова | 30 марта 2013    |
| Зимой 1965 года в Горьком были убиты работницы автомобильного завода Людмила Ильина и Надежда Калачёва, а также совершено покушение на рабочего того же предприятия Игоря Астафьева. Преступниками оказались братья Юрий и Александр Апаршевы, мстившие за своего старшего брата Николая, который погиб, когда застал свою девушку Калачёву на свидании с Астафьевым. С Ильиной они расправились по ошибке из-за её внешнего сходства с Калачёвой. |            |                                             |                      |                   |                  |
| 232 | 9          | «Лифтер»                                    | Игорь Ромащенко      | Александр Залётов | 6 апреля 2013    |
| В период с июля по ноябрь 1989 года в Магнитогорске произошла серия убийств и нападений на девушек и девочек-подростков в подъездах их собственных домов. Неизвестный преступник заходил с ними в лифт, после чего душил и инсценировал изнасилование, а оказывающих сопротивление жертв ранил ножом (но они выживали). Маньяк был задержан после попытки совершить очередное нападение, им оказался студент горно-металлургического института Дмитрий Гридин. |            |                                             |                      |                   |                  |
| 233 | 10         | «Бешеное золото»                            | Борис Фёдоров        | Александр Залётов | 13 апреля 2013   |
| На Дулёвском фарфоровом заводе обнаруживается недостача раствора для позолоты изделий. Воровка выдаёт заказчика; им оказался гениальный химик Равиль Невмятов, с помощью которого ранее судимый художник Юрий Нечаев организовал подпольную мастерскую по изготовлению фальшивых золотых царских червонцев. |            |                                             |                      |                   |                  |
| 234 | 11         | «Двойное дно»                               | Игорь Ромащенко      | Светлана Туманова | 20 апреля 2013   |
| В 1970 году в посёлке Клязьма Московской области было совершено жестокое тройное убийство пенсионерки Нины Токаревой и её взрослых внучек Евгении и Екатерины. В ходе следствия было установлено, что преступление ради выгоды совершил муж Екатерины — уроженец Кемерово Анатолий Дьяченко. |            |                                             |                      |                   |                  |
| 235 | 12         | «Синьор живодер»                            | Борис Фёдоров        | Александр Залётов | 27 апреля 2013   |
| В 1990 году в Ленинграде в собственной квартире на глазах у малолетнего сына была зверски убита мать-одиночка; мальчик утверждал, что с его матерью расправился итальянец по имени Рино. Вскоре следствию стало известно, что в Ленинграде и Москве произошли ещё два убийства с похожим почерком. Маньяком оказался уроженец Южной Америки Альберто Марино, специально приезжавший в СССР для совершения убийств женщин, с которыми он предварительно встречался. |            |                                             |                      |                   |                  |
| 236 | 13         | «Опасные каблучки»                          | Игорь Ромащенко      | Александр Залётов | 18 мая 2013      |
| Летом 1990 года в Москве (преимущественно в районе станции метро «Динамо») произошла серия жестоких убийств, изнасилований и нападений на девушек и женщин, которые носили туфли на высоких каблуках. Маньяка вычислили и задержали благодаря помощи его последней несостоявшейся жертвы, им оказался находившийся во всесоюзном розыске рецидивист Александр Тимофеев. |            |                                             |                      |                   |                  |
| 237 | 14         | «Кровавый Казанова»                         | Борис Фёдоров        | Александр Залётов | 26 мая 2013      |
| В период с марта по июнь 1968 года в Перми орудовал маньяк, совершавший убийства, изнасилования и нападения на девушек и молодых женщин. Его вычислили и задержали благодаря помощи последней выжившей жертвы, которая столкнулась с убийцей в больнице на следующий день после нападения. Им оказался шофёр политехнического института Владимир Сулима, который ещё в подростковом возрасте был осуждён за серию изнасилований. |            |                                             |                      |                   |                  |
| 238 | 15         | «Любой ценой!»                              | Игорь Ромащенко      | Александр Залётов | 2 июня 2013      |
| Летом 1976 года в дачном посёлке под Истрой неизвестные преступники похитили мальчика-подростка и его младшую сестру, потребовав у их отца Григория Деревянко выкуп в 15 000 рублей, а во время передачи денег жена мужчины была убита. Как оказалось, преступление организовала любовница Деревянко Любовь Чеканова, а исполнителями стали её сводный брат-рецидивист Евгений и его сообщник Артём Шакаев, сбежавшие из исправительной колонии. Таким образом женщина решила избавиться от детей и жены любовника, которых считала препятствием для их отношений. |            |                                             |                      |                   |                  |
| 239 | 16         | «Врачи-убийцы»                              | Борис Фёдоров        | Александр Залётов | 9 июня 2013      |
| 1974 год, Москва. Мужчина уходит в поликлинику и не возвращается, а вскоре его тело находят неподалёку от Москвы. Его вдова узнаёт от пожилой женщины, что у неё точно так же погиб сын (оба скончались от сердечного приступа после приёма неизвестного порошка). Позже во время операции скончался родственник одного из чиновников. Следствие выясняет, что таким чудовищным образом заведующий отделением кардиологии Дмитрий Левашов добывал информацию для своей кандидатской, в чём ему помогала любовница — врач-терапевт Нина Силуянова. |            |                                             |                      |                   |                  |
| 240 | 17         | «Новгородская пленница»                     | Игорь Ромащенко      | Александр Залётов | 16 июня 2013     |
| 1968 год, Новгород. Во время любительского туристического похода пропадает Татьяна Кошкина. Спустя какое-то время находят тело, похожий на пропавшую девушку, но жених Татьяны (Кирилл Федотов) не опознал в ней свою невесту. Впоследствии становится известно, что Татьяну похитили по заказу местного партийного чиновника Василия Чигракова, который хотел сделать её своей секс-рабыней, а когда милиция вышла на его след, решил избавиться от неё, утопив в озере, но оперативники спасли девушку в самый последний момент. Перед этим была убита другая девушка, которая отказалась стать рабыней и сбежала, тело которой и было найдено. |            |                                             |                      |                   |                  |
| 241 | 18         | «Школьные грехи»                            | Борис Фёдоров        | Александр Залётов | 23 июня 2013     |
| 1991 год, Москва. В кооперативном кафе во время встречи выпускников происходит драка. Вскоре двоих бывших одноклассников, Сергея Башкирова и Станислава Мамченко, находят убитыми мощным ударом электрошокера, а одной из одноклассниц, Виктории Васильчиковой, изуродовали лицо. Выяснилось, что Мамченко убила Дарья Снегирь, желавшая отомстить ему за изнасилование, которое Станислав совершил, когда ей было 17 лет, и напала на Викторию, которую тоже считала виновной в своих бедах, а Башкиров — изобретатель прибора — погиб в результате несчастного случая. |            |                                             |                      |                   |                  |
| 242 | 19         | «Зловещий остров»                           | Борис Фёдоров        | Александр Залётов | 31 августа 2013  |
| 1976 год. Из-за непогоды 6 охотников высаживаются на острове в Рыбинском водохранилище. За некоторое время происходит 2 убийства, замаскированных под несчастный случай и самоубийство. Однако благодаря помощи свидетельницы милиция узнаёт, что убийца — Антон Кирдяй, а невольным соучастником является Сергей Малыхин. |            |                                             |                      |                   |                  |
| 243 | 20         | «Негритенок из Калуги»                      | Борис Фёдоров        | Светлана Туманова | 7 сентября 2013  |
| 1971 год, Калуга. У супружеской пары Юрьевых рождается чернокожий ребёнок, а вскоре на мать нападёт неизвестный. Неожиданно убивают врача и акушерку, принимавших роды у молодой женщины. Выясняется, что ребёнка в роддоме подменили. Подмену и убийства уголовнику Фёдору Шаповалу заказала влиятельная чиновница Наталья Рудинская, у которой Юрьев работал шофёром. |            |                                             |                      |                   |                  |
| 244 | 21         | «Записки одержимого»                        | Борис Фёдоров        | Светлана Туманова | 14 сентября 2013 |
| Летом 1987 года в Запорожье орудовал маньяк, совершавший зверские убийства и нападения, на месте которых он оставлял издевательские послания в адрес милиции. Убийцу задержали в ходе проведения масштабных розыскных мероприятий, им оказался ранее судимый за хулиганство фотограф Сергей Сергеев. На момент ареста на его счету было девять жертв, в том числе трое убитых; находясь в СИЗО, Сергеев также расправился со своим сокамерником. |            |                                             |                      |                   |                  |
| 245 | 22         | «Водяной»                                   | Александр Ярославцев | Александр Залётов | 21 сентября 2013 |
| 1968 год, Осташков. Ночью подросток уходит из дома. Маленькая сестра уверяет, что его забрал водяной, которого она видела в окне. Вскоре милиция находит убитым пионервожатого. Выясняется, что отец пропавшего является домашним тираном, а убийство совершил местный отшельник, когда увидел, что пионервожатый, который увёл подростка из дома, пытается задушить мальчика. |            |                                             |                      |                   |                  |
| 246 | 23         | «Выстрел в подъезде»                        | Борис Фёдоров        | Александр Залётов | 28 сентября 2013 |
| В 1968 году в Москве был застрелен 11-летний сын профессора РАМ имени Гнесиных Лёня Тищенко. В ходе следствия выяснилось, что отец мальчика постоянно заводил романы со своими студентками, а убийство совершила одна из них — Наталья Кулакова, чтобы отомстить Тищенко-старшему за его другие связи и разрушить семью профессора. |            |                                             |                      |                   |                  |
| 247 | 24         | «Адская посылка»                            | Александр Ярославцев | Светлана Туманова | 5 октября 2013   |
| 11 августа 1966 года в Пласте в одном из домов частного сектора прогремел мощный взрыв, в результате которого погибли его хозяйка Раиса Боровкова, её старший сын и две подруги. Экспертиза установила, что взрыв произошёл из-за начинённого взрывчаткой чемоданчика, который Боровкова получила под видом посылки на почте. Как оказалось, взрывное устройство изготовил и с помощью двух своих любовниц отправил погибшей женщине её бывший муж Иван Боровков. |            |                                             |                      |                   |                  |
| 248 | 25         | «…И месть моя страшна!»                     | Борис Фёдоров        | Александр Залётов | 12 октября 2013  |
| 1986 год, Москва. Происходит отравление стрихнином маленькой девочки и её матери Владлены Аникеевой. Мать удаётся спасти, но девочка умирает от сильной передозировки. Когда девушка приходит в себя, она рассказывает, что отравить её и дочь могла некая тётя Таня (Башовец), так как, по её мнению, из-за Владлены она потеряла своего сына Антона, но Татьяну Башовец находят мёртвой, решив, что она выпала из окна. Новым подозреваемым становится бывший муж Владлены Вадим Аникеев, но и он вскоре погибает при загадочных обстоятельствах. На теле погибшего были найдены волокна ткани от формы сотрудника милиции. Вскоре выясняется, что убийства Татьяны Башовец и Вадима Аникеева совершил сержант Сергей Ревякин, который присматривал за пострадавшей женщиной в больнице. |            |                                             |                      |                   |                  |
| 249 | 26         | «Костромской леший»                         | Константин Молоканов | Светлана Туманова | 19 октября 2013  |
| В 1983 году по Костромской и Горьковской областям прокатилась волна убийств женщин. Маньяком оказался ранее судимый Сергей Карпов. |            |                                             |                      |                   |                  |
| 250 | 27         | «Крыса»                                     | Борис Фёдоров        | Александр Залётов | 26 октября 2013  |
| В 1983 году в Смоленской области происходит ограбление и убийство инкассаторов, похищено 30 000 рублей. Благодаря сыну убитой кассирши удаётся выйти на след банды, совершившей ограбление, главарём которой оказался районный прокурор Николай Широков. |            |                                             |                      |                   |                  |
| 251 | 28         | «Смертельное угощение»                      | Борис Фёдоров        | Светлана Туманова | 9 ноября 2013    |
| 4 марта 1965 года в Челябинске из детского сада пропала 3-летняя Галя Покровская, а вскоре её нашли мёртвой в подвале жилого дома. Экспертиза показала, что девочка была отравлена конфетой, начинённой нервно-паралитическим веществом. В ходе расследования выяснилось, что убийство совершила любовница отца девочки — преподавательница английского языка Нина Герасименко, которая считала ребёнка препятствием для их отношений. |            |                                             |                      |                   |                  |
| 252 | 29         | «Лев кровожадный»                           | Константин Молоканов | Александр Залётов | 16 ноября 2013   |
| Осенью 1988 года в Москве поочерёдно были убиты и ограблены несколько человек, в своё время совершивших преступление и не понесших за это наказания: жестоко избивший детдомовского мальчика коммерсант; промышлявший взяточничеством начальник пищеторга; и доведший до попытки самоубийства свою девушку лидер преступной группировки. Убийцей-мстителем оказался врач скорой помощи Лев Васильев, который жертвовал украденные у своих жертв деньги в детский дом. |            |                                             |                      |                   |                  |
| 253 | 30         | «Скорпион»                                  | Борис Фёдоров        | Светлана Туманова | 23 ноября 2013   |
| 1982 год, Гродно. Молодая женщина жестоко убита в своей квартире. Под подозрение попадают комсомольский работник и отчисленный студент, но оба подозреваемых говорят о разведчике, с которым они встречались в ресторане. При попытке ареста разведчик пропал. Вскоре выясняется, что подобные преступления были совершены и в других городах страны. Преступник был задержан, под личиной разведчика скрывался Александр Макаркин. |            |                                             |                      |                   |                  |
| 254 | 31         | «Дело гуманоидов»                           | Игорь Ромащенко      | Александр Залётов | 30 ноября 2013   |
| Осенью 1979 года в Жуковском действовала банда, под видом инопланетян совершившая налёт на завод минеральных удобрений и аптеку. Лидером банды являлся Вячеслав Безбородов, задумавший вместе с двумя сообщниками ограбление Сбербанка и похитивший для этого средства для изготовления взрывчатки. |            |                                             |                      |                   |                  |
| 255 | 32         | «Блуждающий нерв»                           | Борис Фёдоров        | Светлана Туманова | 7 декабря 2013   |
| 1989 год, Волгоградская область. Ночью на дороге заносит автомобиль, и он падает в реку; в результате аварии погибает Мария Овсянникова, а её муж Геннадий пропадает (вскоре его найдут убитым). Выясняется, что исполнителем аварии и убийцей Геннадия является 40-летний Олег Блуждающий, действовавший по указу дочери погибшей Веры, желавшей завладеть квартирой. Вера также оказалась причастна к организации ещё двух покушений на убийство; исполнителями выступили её любовники (один из них погиб при попытке побега, выпав из окна). |            |                                             |                      |                   |                  |
| 256 | 33         | «Дело живодеров»                            | Игорь Ромащенко      | Александр Залётов | 14 декабря 2013  |
| В 1989 году в Москве происходит серия убийств людей, связанных с живодёрством. В ходе поисков нашли убийцу, им оказался Валерий Ляпишев. Но когда он уже был под стражей, произошло ещё одно убийство гарпуном причастного к бизнесу на собачьих шкурах. Как выяснилось, его совершила жена Валерия, Елизавета Ляпишева. Таким образом супруги мстили за убийство домашнего любимца их сына-аутиста. |            |                                             |                      |                   |                  |
| 257 | 34         | «Основной инстинкт»                         | Борис Фёдоров        | Александр Залётов | 22 декабря 2013  |
| В декабре 1990 года в Москве в подъезде собственного дома была застрелена 16-летняя школьница Лариса Зорькина. Убийцей оказалась Валентина Маяковская, решившая, что девушка являлась любовницей её мужа. |            |                                             |                      |                   |                  |

### 2014 год
| № | № в сезоне | Название                    | Режиссёр-постановщик | Автор сценария    | Дата премьеры    |
| --- | ---------- | --------------------------- | -------------------- | ----------------- | ---------------- |
| 258 | 1          | «Плутовка»                  | Игорь Ромащенко      | Александр Залётов | 1 февраля 2014   |
| В 1979 году в Москве в одном из научно-исследовательских институтов произошла кража приспособления для огранки алмазов, а вскоре на подпольном рынке и в ювелирных магазинах города начались подмены настоящих драгоценностей на фальшивые. В ходе поисков следствие вышло на преступную группировку, возглавляемую выпускницей циркового училища Нелли Янковской. Милиция смогла задержать двоих её сообщников, но сама девушка была убита незадолго до ареста по заказу обманутого ею подпольного миллионера-цеховика. |            |                             |                      |                   |                  |
| 259 | 2          | «Дело мажоров»              | Борис Фёдоров        | Александр Залётов | 8 февраля 2014   |
| 1985 год, Московская область. В дачном посёлке происходит жестокое двойное убийство, жертвами оказываются «мажоры» — дети высокопоставленных чиновников и студенты престижных вузов 20-летние Виктор Середа и Сергей Капустин. Затем на болоте находят тело третьего студента — 21-летнего Валерия Соломатина, который и пригласил сокурсников к себе на дачу. Убийцей оказался бывший милиционер Геннадий Бурков, который расправился с юношами в отместку за то, что они изнасиловали его дочь. |            |                             |                      |                   |                  |
| 260 | 3          | «Убийца из прошлого»        | Игорь Ромащенко      | Александр Залётов | 15 февраля 2014  |
| В декабре 1990 года в Москве в собственной квартире была убита пенсионерка и похищен её 5-летний внук. Убийцей оказался отец мальчика Муса Бадалов. Выяснилось, что вторая жена Бадалова, которую ему подобрали родители, не могла иметь детей. Узнав о сыне от первого брака, Муса решил похитить его и воспитать как своего наследника. Он проник в квартиру бывшей жены и задушил бывшую тёщу подушкой (чтобы та не выдала его), а затем убедил мальчика пойти с ним. |            |                             |                      |                   |                  |
| 261 | 4          | «Кровавые детки»            | Борис Фёдоров        | Светлана Туманова | 1 марта 2014     |
| В 1969 году по Балашовскому району Саратовской области прокатилась волна зверских убийств. Как оказалось, за преступлениями стояла банда подростков во главе с пожарным Василием Кабановым. |            |                             |                      |                   |                  |
| 262 | 5          | «Жених из Парижа»           | Игорь Ромащенко      | Александр Залётов | 15 марта 2014    |
| В январе 1980 года в Москве в лесопарке «Сокольники» была убита девушка, а через десять месяцев на том же месте произошло аналогичное убийство. Маньяком оказался сын дипломатов Сергей Комаров, представлявшийся своим жертвам парижанином. |            |                             |                      |                   |                  |
| 263 | 6          | «Барин»                     | Борис Фёдоров        | Александр Залётов | 22 марта 2014    |
| 1968 год, село Ленино (Красноярский край). В проруби находят тело десятиклассника Домогарова, вскоре находят убитыми его родителей. Одноклассник школьника рассказывает, что тот писал во все инстанции компрометирующие письма на Баринова, председателя местного колхоза. Баринова арестовывают по подозрению в организации убийства семьи Домогаровых в отместку за письма Павла, но доказать его вину не удалось. |            |                             |                      |                   |                  |
| 264 | 7          | «Последняя любовь»          | Игорь Ромащенко      | Светлана Туманова | 29 марта 2014    |
| В марте 1991 года в Пушкине в квартире на улице Генерала Хазова были задушены хозяйка, её малолетняя дочь и пожилая мать, а вскоре в доме на Октябрьском бульваре произошло убийство молодой учительницы. Убийцу вычислили и задержали благодаря показаниям родственницы последней убитой женщины; им оказался рабочий железнодорожной мастерской из посёлка Семрино Николай Мурин, который встречался со своими жертвами, прежде чем расправиться с ними. |            |                             |                      |                   |                  |
| 265 | 8          | «Колченогий»                | Борис Фёдоров        | Светлана Туманова | 6 апреля 2014    |
| В 1985—1987 годах в разных городах СССР орудовал маньяк, совершавший зверские убийства одиноких женщин. Убийцу задержали случайно после очередной расправы; им оказался безработный инвалид Сергей Кашинцев, который с детства подвергался насмешкам со стороны девочек из-за своей колченогости, за что возненавидел весь женский пол. К моменту ареста на его счету было 58 жертв. |            |                             |                      |                   |                  |
| 266 | 9          | «Взорванный трамвай»        | Игорь Ромащенко      | Александр Залётов | 13 апреля 2014   |
| 24 декабря 1981 года в Челябинске в одном из трамваев произошёл мощный взрыв, в результате которого погибла женщина и были тяжело ранены ещё шесть человек. Экспертиза показала, что сработало СВУ. Отработав несколько ложных следов, сотрудники КГБ СССР вышли на работника местного цинкового завода Владимира Базылева, изготовившего взрывное устройство вместе со своим другом Геннадием Натыкиным. Таким образом Базылев хотел отомстить своей бывшей жене за развод, но по ошибке погибла её подруга. |            |                             |                      |                   |                  |
| 267 | 10         | «Билет в преисподнюю»       | Борис Фёдоров        | Александр Залётов | 27 апреля 2014   |
| 1977 год. По всей стране появляются поддельные выигрышные лотерейные билеты, неотличимые от настоящих. Милиция решает устроить ловушку — фальсифицировать лотерею, чтобы сразу же задерживать предъявивших выигрышные билеты. Начинаются аресты «счастливчиков», но самого преступника поймать не удаётся, однако милиция смогла установить его личность. Им оказался неудачник по жизни и талантливый химик Николай Гришанин, ранее работавший на Гознаке. |            |                             |                      |                   |                  |
| 268 | 11         | «Маска смерти»              | Борис Фёдоров        | Светлана Туманова | 18 мая 2014      |
| В мае 1984 года в Москве на Ленинских горах было совершенно убийство сотрудника ГАИ, а через год в Сургуте произошло ограбление руководителя комбината «Сургутнефтегаз». Преступника удалось задержать во время налёта на мясокомбинат в Тбилиси, им оказался офицер стройбата Владимир Кива. |            |                             |                      |                   |                  |
| 269 | 12         | «Слишком горько!»           | Александр Ярославцев | Александр Залётов | 24 мая 2014      |
| В 1977 году в Москве на собственной свадьбе была убита невеста, а спустя год было совершено аналогичное преступление. Маньяком оказался свадебный фотограф Сергей Петров. |            |                             |                      |                   |                  |
| 270 | 13         | «Недобитки»                 | Константин Молоканов | Александр Залётов | 31 мая 2014      |
| 1973 год, Брянская область. В лесу была найдена повешенной восьмиклассница Мила Милованова, вскоре было совершено нападение на отца Милы Виктора, а дома обнаружили повешенной её мать. По приметам нашли преступника, им оказался Николай Милованов, племянник отца убитой девушки, который создал банду неонацистов, чтобы мстить за расстрел своего отца-полицая в годы войны. |            |                             |                      |                   |                  |
| 271 | 14         | «Метатели ножей»            | Борис Фёдоров        | Александр Залётов | 7 июня 2014      |
| Осенью 1971 года по Барановичам прокатилась волна изнасилований девушек и молодых женщин. Преступниками оказались ранее судимый Семён Цемахов и его сообщник Михаил Бурак. |            |                             |                      |                   |                  |
| 272 | 15         | «Чужое лицо»                | Александр Ярославцев | Александр Залётов | 14 июня 2014     |
| 1973 год, Новосибирск. В железнодорожном рефрижераторном вагоне обнаружены три тела — женщины и двоих детей; вагон прибыл из Воронежа. Под подозрение попадает снабженец Дмитрий Подопригора, так как его работа была связана с железнодорожной станцией. Выясняется, что погибшие в рефрижераторе — супруга Дмитрия Лариса и двое его сыновей, а сам глава семьи пропал. Через 4 года его тело было найдено в Воронеже вмурованным в пол. В кармане убитого обнаружили фотографию, на которой были запечатлены сам убитый, его бабушка и троюродный брат Пётр Карелин, долгое время проработавший старателем под Магаданом. Карелина задержали, но выяснилось, что это не Карелин, а убивший его беглый уголовник Геннадий Турчак, который присвоил себе документы и имя убитого и устранял всех, кто мог его разоблачить; именно он совершил все убийства. |            |                             |                      |                   |                  |
| 273 | 16         | «Её последний портрет»      | Борис Фёдоров        | Александр Залётов | 21 июня 2014     |
| В мае 1970 года в разных районах Москвы были обнаружены части тела расчленённой девушки; на некоторых из них неизвестный убийца оставил отпечатки своих зубов. В ходе расследования выяснилось, что жертвой расправы стала статистка одной из киностудий Надежда Махачёва; её убийцей оказался работавший там же художник Евгений Бодрин, который заманил девушку в свою квартиру (где и совершил убийство) под предлогом нарисовать её портрет. |            |                             |                      |                   |                  |
| 274 | 17         | «Изуверы»                   | Борис Фёдоров        | Александр Залётов | 28 июня 2014     |
| 1971 год, Архангельская область. На охотничьей заимке произошёл массовый акт самосожжения. Вскоре подобный случай произошёл и на Урале. В результате расследования милиция узнаёт, что рецидивист Глеб Вознюк создаёт секты с целью наживы, а затем убивает прихожан; для этого он заказал у изобретателя-самоучки дымовую установку и впоследствии убил его. |            |                             |                      |                   |                  |
| 275 | 18         | «Всех убью — один останусь» | Борис Фёдоров        | Александр Залётов | 31 августа 2014  |
| 1977 год, Москва. В течение двух лет по неизвестной причине болеют и умирают люди, работающие на заводе ЖБИ, а врачи по халатности списывают эти смерти на разные причины. Расследование привело к Дмитрию Фарафонову, который и травил людей по причине ревности, карьеризма и неприязненных отношений. |            |                             |                      |                   |                  |
| 276 | 19         | «По прозвищу Фитилёк»       | Борис Фёдоров        | Александр Залётов | 14 сентября 2014 |
| 1989 год, Москва. Поочерёдно происходят нападения на трёх красивых девушек. Первая (Альбина Голуб) была убита, две другие только изуродованы. Становится известно, что убитая была любовницей одного полукриминального «дельца», у которого работал шофёром 22-летний Алексей Болшев. Он попадает под подозрение по причине того, что несколькими годами ранее был однокурсником убитой. Выяснилось, что Алексей был влюблён в Альбину, но она насмехалась над ним, а через несколько лет стала любовницей его шефа. Из ревности Болшев убил Альбину, и это ему так понравилось, что он продолжил нападения. |            |                             |                      |                   |                  |
| 277 | 20         | «Главный свидетель»         | Борис Фёдоров        | Александр Залётов | 21 сентября 2014 |
| 1981 год, Ульяновск. Утром на берегу Волги находят тело Елены Пермяковой; перед смертью её изнасиловали, а затем утопили. В это же время по городу прокатывается волна жестоких изнасилований молодых девушек. Ещё одну девушку (Веру Пьяных) находят задушенной в дренажном колодце. По оперативной информации из соседнего Татарстана удалось найти и арестовать банду из 5 преступников, совершавших ограбления, изнасилования и убийства. |            |                             |                      |                   |                  |
| 278 | 21         | «Проклятый клад»            | Борис Фёдоров        | Александр Залётов | 28 сентября 2014 |
| 1974 год, Ульяновская область. В ходе поисков сбежавшего преступника в безлюдной местности находят тела двух студентов-туристов — 17-летней Марии Яргольской и 18-летнего Дмитрия Журбина. Выясняется, что спонтанное убийство совершил 25-летний бывший детдомовец Олег Бобров, так как Дмитрий застал его за кражей; в ходе драки Бобров убил Журбина, а потом и случайного свидетеля — Марию. |            |                             |                      |                   |                  |
| 279 | 22         | «Милосердный убийца»        | Игорь Ромащенко      | Александр Залётов | 11 октября 2014  |
| 1979 год, Серпухов. Ударом ножа в сердце убит юноша-инвалид Вячеслав Карпов, а вскоре в Москве найден мёртвым мужчина, которому был поставлен рак. В убийствах сознаётся сожитель матери убитого юноши Фёдор Рузавин, совершивший их с целью избавлять неизлечимо больных и их родных от страданий. |            |                             |                      |                   |                  |
| 280 | 23         | «Призрак на колесах»        | Борис Фёдоров        | Светлана Туманова | 18 октября 2014  |
| В 1983 году в Малоярославце по дороге домой пропала молодая медсестра, а на следующий день её нашли в лесу зверски убитой. Вскоре по городу прокатилась серия изнасилований девушек и женщин. Маньяком оказался секретарь заводской комсомольской организации Михаил Шаповалов. |            |                             |                      |                   |                  |
| 281 | 24         | «Бумеранг»                  | Игорь Ромащенко      | Александр Залётов | 25 октября 2014  |
| 1982 год, Москва. На пороге школы юноша ударом ножа в живот убивает майора милиции Квашнина, а через некоторое время тем же способом он убивает директора гастронома Владислава Резуна. Убийство обоих совершил 13-летний Дмитрий Гагарин; так он мстил им за смерть своей матери. Через 9 лет, в 1991 году, Гагарина удаётся арестовать в Казахстане. |            |                             |                      |                   |                  |
| 282 | 25         | «Хозяин города»             | Борис Фёдоров        | Светлана Туманова | 1 ноября 2014    |
| 1989 год, Калуга. Криминальный авторитет Сергей Сергунов пытался похитить дочь кооператора Егора Григорьева. Позже Сергунова находят убитым. Следствие выходит на бывшего охранника Аллы Пугачёвой Евгения Головина, а вскоре поступает сообщение — в город едет наёмный убийца Виктор Топчиенко по прозвищу «Октавиан», у которого заказы убрать ряд людей в Калуге, в том числе и Головина. После трёх убийств с кражей икон Топчиенко арестовали. |            |                             |                      |                   |                  |
| 283 | 26         | «Правдоруб»                 | Игорь Ромащенко      | Александр Залётов | 8 ноября 2014    |
| 1979 год, Москва. Двое подростков на стройке забили до смерти сына школьного учителя. Случайный свидетель задержал одного из преступников, но молодые люди оказываются детьми генерала и работника ЦК КПСС, которые замяли дело. Однако вскоре оба убиты. Через 2 недели в своём гараже нашли убитым тем же способом (зарубленным топором) живодёра Николая Гутя, замучившего до смерти свою собаку. По совокупности улик следователь догадался, что убийцей является его бывший подчинённый Михаил Ревякин. |            |                             |                      |                   |                  |
| 284 | 27         | «Опасный попутчик»          | Борис Фёдоров        | Александр Залётов | 15 ноября 2014   |
| Весной 1988 года в Крыму началась серия исчезновений и убийств таксистов, сопряжённых с угоном их автомобилей. На след преступника вышли, когда он попытался продать одну из украденных машин; им оказался заместитель директора феодосийского молокозавода Александр Варлагин. Следствие установило, что он планировал жениться на своей начальнице и пытался заработать больше денег на свадьбу, грабя и убивая таксистов. |            |                             |                      |                   |                  |
| 285 | 28         | «Старики-разбойники»        | Игорь Ромащенко      | Александр Залётов | 22 ноября 2014   |
| В 1983 году в Москве действует банда стариков, совершивших ряд ограблений. Лидером банды оказался Олег Галкин, до ареста совершивший убийство директора дома престарелых Андрея Кравчука в отместку за то, что тот уморил в карцере его друга Геннадия Шаталова. |            |                             |                      |                   |                  |
| 286 | 29         | «Черт из табакерки»         | Борис Фёдоров        | Александр Залётов | 29 ноября 2014   |
| 1991 год. По Рязанской области и Москве прокатывается волна жестоких убийств, сопряжённых с ограблениями квартир, поджогами и изнасилованиями. Преступник в отсутствие хозяев проникал в квартиры, там прятался, и по их возвращении неожиданно нападал, не щадя никого. На убитых он оставлял «морские узлы». Двум потерпевшим удалось выжить после встречи с убийцей и, благодаря случайности, преступника удалось арестовать. Им оказался ранее неоднократно судимый 42-летний Вячеслав Маркин. |            |                             |                      |                   |                  |
| 287 | 30         | «Выкуп»                     | Игорь Ромащенко      | Александр Залётов | 6 декабря 2014   |
| 25 января 1993 года в Костроме во время прогулки был похищен 9-летний Женя Королёв, после чего его родители получили записку с требованием выкупа в 30 000 рублей. В ходе тщательно подготовленной спецоперации мать мальчика передала деньги «посреднику», которого задержали после нескольких часов слежки. Им оказался 15-летний Максим Егоров, признавшийся в организации преступления и убийстве Жени сразу после похищения. |            |                             |                      |                   |                  |
| 288 | 31         | «Оборотень в мундире»       | Борис Фёдоров        | Светлана Туманова | 13 декабря 2014  |
| 5 марта 1994 года в Екатеринбурге в собственной квартире были жестоко убиты хозяйка и её дочь-подросток, а находившаяся у них в гостях подруга девочки получила ножевое ранение в спину. Со слов потерпевшей составили фоторобот подозреваемого, но выйти на его след не удалось. 29 февраля 1996 года маньяк расправился ещё с одной девочкой. Его вычислили благодаря показаниям свидетеля, видевшего в квартире, где произошло последнее убийство, следователя прокуратуры Сергея Виноградова; тот ранее попадал под подозрение из-за сходства с фотороботом. |            |                             |                      |                   |                  |
| 289 | 32         | «Порча»                     | Борис Фёдоров        | Александр Залётов | 20 декабря 2014  |
| В 1991 году в Москве происходит серия убийств людей, связанных с некой Верой Романцевой: сначала у неё умер жених, потом пожилой муж Виктор Урсуляк, затем её брат, вскоре был убит брат её мужа, а потом была убита мать девушки. Выяснилось, что все убийства совершил влюблённый в Веру соседский парень, Павел Домогаров. |            |                             |                      |                   |                  |
| 290 | 33         | «Золотые руки»              | Борис Фёдоров        | Александр Залётов | 27 декабря 2014  |
| В 1946 году в Ленинграде произошла серия изнасилований и убийств девушек, которые были задушены веревочной петлёй со специальным узлом. Выйти на след маньяка не удалось, но нападения внезапно прекратились, пока спустя два года серия не возобновилась. Убийцу задержали благодаря помощи несостоявшейся жертвы — девочки-подростка, указавшей на дом, где жил преступник. Им оказался слесарь комбината «Красный треугольник» Михаил Запесоцкий, который начал совершать убийства ещё во время Великой Отечественной войны. |            |                             |                      |                   |                  |

### 2015 год
| № | № в сезоне | Название                              | Режиссёр-постановщик | Автор сценария                 | Дата премьеры    |
| --- | ---------- | ------------------------------------- | -------------------- | ------------------------------ | ---------------- |
| 291 | 1          | «„Робингуды“ по-советски»             | Борис Фёдоров        | Александр Залётов              | 31 января 2015   |
| 1974 год. Москва. По столичному чёрному рынку золота проходит слух о том, что некие люди с удостоверениями МУРа, неожиданно появляясь во время сделок, изымают золото и деньги, но ничего не оформляют, а задержанных запугивают и отпускают. После очередной сорванной сделки, отпущенный «муровцами» продавец направился прямо в КГБ и заявил, что недавно сотрудники МУРа отобрали у него найденное золото, которое он нёс сдавать. |            |                                       |                      |                                |                  |
| 292 | 2          | «Филипп Кровавый»                     | Борис Фёдоров        | Александр Залётов              | 7 февраля 2015   |
| 1946 год, Ленинград. По городу прокатывается волна исчезновений людей. Вскоре случайно находят несколько тел пропавших, а затем, благодаря показаниям жены одного из исчезнувших, выходят и на преступника. Убийцей оказался Филипп Тюрин, убивавший ради наград, которые он не смог получить на фронте. |            |                                       |                      |                                |                  |
| 293 | 3          | «„Хочу ребёнка!“»                     | Борис Фёдоров        | Светлана Туманова              | 14 февраля 2015  |
| 1983 год, Москва. В одном из родильных домов от смертельной для неё инъекции умирает Яна Леонова, недавно родившая сына. Вскоре кто-то похищает и самого ребёнка. Подозрение падает на Анатолия, женатого любовника погибшей и отца похищенного мальчика. Но милиция не успевает его допросить, так как он неожиданно погибает — кто-то в парке напоил его отравой и оставил умирать. Вскоре выяснилось, что оба убийства совершила подруга Яны Надежда Брынцалова, чтобы забрать себе ребёнка. |            |                                       |                      |                                |                  |
| 294 | 4          | «Чёрный гений»                        | Игорь Ромащенко      | Светлана Туманова              | 21 февраля 2015  |
| 1989 год, Орёл. В милицию обращается некто Шарипов и сообщает, что его знакомый секретный агент по кличке «Скопец» уничтожает криминальных авторитетов и предлагает ему работать вместе. В качестве доказательства Шарипов показывает место захоронения тел и мастерскую агента. Убитыми оказались трое преступников, занимавшихся торговлей детьми по поддельным документам, а «агентом» — некогда работавший с ними, давно разыскиваемый Валерий Скопцов, уже несколько лет виртуозно совершавший различные преступления. |            |                                       |                      |                                |                  |
| 295 | 5          | «Хозяин жизни»                        | Борис Фёдоров        | Александр Залётов              | 28 февраля 2015  |
| 1981 год. В райцентре Шилово Рязанской области пропадают две 18-летние девушки: дочь районного военного комиссара Марина Миронова и дочь начальника местного ГАИ Лариса Иванютина. Позже за городом нашли их тела. Было установлено, что убийство совершил директор Шиловского мясокомбината Николай Школа, у которого был конфликт с отцом Иванютиной за вождение в нетрезвом виде. |            |                                       |                      |                                |                  |
| 296 | 6          | «Красные чернила»                     | Игорь Ромащенко      | Александр Залётов              | 14 марта 2015    |
| В 1986 году по Орлу прокатилась волна убийств, изнасилований и ограблений молодых женщин. Маньяками оказались ранее судимые сын главного архитектора города Георгий Строгалёв и его друг Игорь Силкин. |            |                                       |                      |                                |                  |
| 297 | 7          | «Мясная мафия»                        | Борис Фёдоров        | Александр Залётов              | 21 марта 2015    |
| 1984 год. В Москве происходит громкое преступление: убит директор производственного объединения «Мосмясопром» Вадим Солдатов; из его квартиры украдены аудиокассеты, на которых были записаны разговоры с «мясной мафией». Следователя Виктора Харламова, ведущего это дело, убивают, но благодаря собранной им информацией по делу, были осуждены около десятка организаторов коррупционной цепочки. |            |                                       |                      |                                |                  |
| 298 | 8          | «Хирург»                              | Игорь Ромащенко      | Роман Горшков                  | 28 марта 2015    |
| 1975 год, Москва. Найдены части тела пропавшей женщины Ольги Акиньшиной, а через 3 года скорая помощь с улицы забирает умирающую после подпольного аборта Светлану Скойбеда, её спасают. Как оказалось, обе девушки делали подпольный аборт у врача, им оказался Юрий Полока. |            |                                       |                      |                                |                  |
| 299 | 9          | «Приговорённые»                       | Борис Фёдоров        | Александр Залётов              | 4 апреля 2015    |
| 1981 год. В Пензе происходит несколько нападений с грабежами и побоями на квартиры людей, носящих немецкие фамилии; преступники называют их фашистами. Преступниками оказались 18-летние Станислав Купцов и Алексей Панфёров, которые нападали на жертв из-за ненависти к людям с немецкими фамилиями. |            |                                       |                      |                                |                  |
| 300 | 10         | «Бункер. Современная версия»          | Игорь Ромащенко      | Светлана Туманова              | 11 апреля 2015   |
| 1995 год. В городе Вятские Поляны начали пропадать женщины. В июле 1997 года в милицию прибежала взволнованная женщина (Ирина Ганюшкина) и рассказала, что она является рабыней в подземном бункере гаража, принадлежащего Александру Комину. Оказалось, что Комин с напарником Александром Михеевым в гараже выкопали и устроили бункер, где затем Комин насильно удерживал женщин, мучил их и заставлял выполнять работу по пошиву одежды, а несогласных убивал. |            |                                       |                      |                                |                  |
| 301 | 11         | «Тренер»                              | Борис Фёдоров        | Александр Залётов              | 18 апреля 2015   |
| В 1980 году в Пензе действует банда, совершающая разбойные нападения, убийства и ограбления. Главарём банды оказался 23-летний физрук Николай Евплов, расправлявшийся заодно с неугодными сообщниками. |            |                                       |                      |                                |                  |
| 302 | 12         | «Вокзал для двоих. Подлинная история» | Игорь Ромащенко      | Роман Горшков                  | 25 апреля 2015   |
| 1972 год, Владимирская область. В окрестностях города Петушки обнаружены тела выброшенных из поезда женщины и её 10-летней дочери. Тем временем в Москве в окрестностях Курского вокзала происходят разбойные нападения с убийствами. Все эти преступления совершил начальник поезда Михаил Семячкин, но вскоре он был убит буфетчицей Ольгой Бабенко во время драки с пассажиром Григорием Мамаевым. |            |                                       |                      |                                |                  |
| 303 | 13         | «Стрелок»                             | Борис Фёдоров        | Александр Залётов              | 16 мая 2015      |
| Осень 1933 года, Ленинград. В лесопарках милиция начинает находить тела. Неизвестный расправляется с жертвами выстрелом в голову, произведённым с дальнего расстояния; револьвер был заряжен особыми пулями — шариками подшипников. В ходе поисков милиция задерживает паропроводчика Охтинского комбината Александра Лабуткина. Именно он и оказался убийцей, ранее работавшим пристрельщиком наганов. |            |                                       |                      |                                |                  |
| 304 | 14         | «Волчица»                             | Игорь Ромащенко      | Александр Залётов              | 23 мая 2015      |
| 1974 год. На подмосковной правительственной даче жестоко убиты Владимир Хоменко и Сергей Копылов, сыновья партийных чиновников. Судя по осмотру места преступления, убийство совершила девушка. Через 7 лет происходит похожее убийство Станислава Борецкого. Вскоре находят преступницу — ею оказалась 24-летняя бывшая воспитанница детского дома Надежда Волкова, которая нападала на своих жертв из-за того, что они склоняли её к интимной близости. |            |                                       |                      |                                |                  |
| 305 | 15         | «Лицо с обложки»                      | Борис Фёдоров        | Инга Репина, Александр Залётов | 30 мая 2015      |
| 1987 год, Москва. В собственных квартирах находят мёртвыми хозяек: бывшую манекенщицу Регину Збарскую и её соседку и подругу Анну Порошенко. Смерть Збарской была признана самоубийством, а к гибели Порошенко был причастен Феликс Рюмин, который в 1972 году был осуждён на 15 лет за убийство начинающей манекенщицы. Он был найден случайно при проверке документов во время комендантского часа из-за событий сентября-октября 1993 года в Москве, но при задержании он застрелился. |            |                                       |                      |                                |                  |
| 306 | 16         | «Поклонник»                           | Игорь Ромащенко      | Александр Залётов              | 6 июня 2015      |
| 1990 год, Краснодар. В квартире находят мёртвыми Лилию Цуканову и неизвестного мужчину. Преступник также пытался устроить пожар в квартире. По показаниям свидетелей выяснилось, что погибшая в 52 года, работая учителем в школе рабочей молодёжи, обладала даром обольщения мужчин. Один из соседей Цукановой даёт показания насчёт её крёстного сына — 19-летнего Валерия Монина; оказалось, что он был влюблён в Цуканову и совершил убийство из ревности. |            |                                       |                      |                                |                  |
| 307 | 17         | «Дело Горбатого»                      | Борис Фёдоров        | Александр Залётов              | 20 июня 2015     |
| 1977 год. Ленинград. В доме актёра Анатолия Минца происходит ограбление, а позже он погибает от упавшей ледяной глыбы. Далее происходит цепочка ограблений подпольных миллионеров. По показаниям свидетелей выясняется, что ограблениями руководил горбун. Вскоре находят одного из сообщников, который попытался сбыть монеты Минца (он при жизни увлекался нумизматикой), от него следователи и узнают, с кем они имеют дело; им оказывается Юрий Алексеев. |            |                                       |                      |                                |                  |
| 308 | 18         | «Дело о ведьме»                       | Игорь Ромащенко      | Александр Залётов              | 27 июня 2015     |
| 1978 год, Ивановская область. В пионерлагере пропадают двое мальчиков. Вскоре в доме жителя деревни неподалёку находят одного из них. Тот говорит, что второго мальчика забрала Баба Яга, и показывает след от зубов на руке. В итоге следователям удаётся выяснить, что похищение совершила пожилая жительница одной из деревень Ефросинья Изотова. |            |                                       |                      |                                |                  |
| 309 | 19         | «Зимняя вишня. Подлинная история»     | Борис Фёдоров        | Светлана Туманова              | 5 сентября 2015  |
| 1981 год, Москва. В своей квартире задушена Алла Макеева, собиравшаяся выйти замуж за иностранца. Убийство на почве зависти совершили её подруги Маргарита и Нонна. |            |                                       |                      |                                |                  |
| 310 | 20         | «Лгунья»                              | Игорь Ромащенко      | Светлана Туманова              | 12 сентября 2015 |
| 1991 год, Волгореченск. Жестоко убиты 7 человек. Через некоторое время находится свидетельница, с которой случился инсульт в шоке от увиденного. С её помощью милиции становится известно, что убийцей является Андрей Архипов, которому солгала его невеста (Наталья Куркова), обвинив некоего студента в изнасиловании. Архипов совершил преступление вместе с другом детства Иваном Луговым и скрылся с невестой в Крыму, где Луговой убил их. |            |                                       |                      |                                |                  |
| 311 | 21         | «Маленький свидетель»                 | Борис Фёдоров        | Роман Горшков                  | 19 сентября 2015 |
| 1977 год, Москва. На глазах маленькой девочки Насти убивают её отца — лётчика гражданской авиации Никиту Волкова. Выяснилось, что мать Насти Алёна Волкова имела двух любовников — тренера по плаванию Захарова и оперативника Калюжного, которым Алёна предложила убить мужа, что они и сделали. |            |                                       |                      |                                |                  |
| 312 | 22         | «Солнечные дети»                      | Игорь Ромащенко      | Светлана Туманова              | 26 сентября 2015 |
| 1977 год, Подмосковье. С крыши пятиэтажного дома поочередно падают двое подростков с синдромом Дауна. Выясняется, что оба убийства совершила Лариса Иконникова, которая работала в детском доме и незаконным образом забрала себе двух детей, чтобы они помогли восстановиться её дочери. |            |                                       |                      |                                |                  |
| 313 | 23         | «Чёрная кошка с берегов Невы»         | Борис Фёдоров        | Александр Залётов              | 3 октября 2015   |
| Осень 1945 года, Ленинград. По району Васильевского острова прокатилась волна нападений и убийств. Становится известно, что банду возглавляет рыжеволосый. Ценой собственной жизни участковому удаётся добыть важнейшую улику — паспорт одного из членов банды Ефремова. Он и выдаёт остальных. Главой банды являлся 17-летний Евгений Волков по кличке «Рыжий», соучастниками стали ветераны войны. |            |                                       |                      |                                |                  |
| 314 | 24         | «Убийцы тоже плачут»                  | Борис Фёдоров        | Светлана Туманова              | 10 октября 2015  |
| 1989 год. В поезде, следующем из Крайнего Севера, обнаружены жестоко убитыми трое стройотрядовцев. Вскоре в Кировской области происходит несколько нападений на водителей такси и автолюбителей, несколько человек убиты. Запрос по стране показал, что подобные убийства совершались и в других городах. Все преступления совершила банда во главе с рецидивистом Ринатом Гуссейновым. |            |                                       |                      |                                |                  |
| 315 | 25         | «Чужая жена»                          | Игорь Ромащенко      | Роман Горшков                  | 17 октября 2015  |
| 1989 год. В городе Волжском Волгоградской области жители одного из дворов замечают грузчиков, которые выносят мебель и другие вещи из квартиры Щербаковых. Прибывшая на место милиция обнаруживает всех членов семьи, включая детей, жестоко убитыми. Убийцей оказался лучший друг главы семейства Виталий Симоненков, который завидовал Вадиму Щербакову. |            |                                       |                      |                                |                  |
| 316 | 26         | «Шальные деньги»                      | Борис Фёдоров        | Виктор Демент                  | 24 октября 2015  |
| 1984 год. В Москве совершено нападение на квартиру советского инженера. Супруги убиты, а их дочь тяжело ранена. Украдена импортная аппаратура, купленная на деньги, заработанные в загранкомандировке. К убийству и ряду других преступлений, в том числе и других убийств, оказалась причастна банда, организованная сотрудником аэропорта Шереметьево Константином Сиротиным; работая в отделе проверки паспортов международных рейсов, он подыскивал жертв среди возвращавшихся из-за границы. |            |                                       |                      |                                |                  |
| 317 | 27         | «Убойный отдел»                       | н/д                  | н/д                            | 31 октября 2015  |
| Серия состоит из трёх частей. Она повествует о нескольких резонансных убийствах, которые произошли в 1980 годах в Волгограде. |            |                                       |                      |                                |                  |
| 318 | 28         | «Золотой мешок»                       | Борис Фёдоров        | Светлана Туманова              | 7 ноября 2015    |
| 1974 год, Москва. Из Москвы-реки вылавливают тела главного скрипача Большого театра Григория Тросмана и его жены. Под подозрение попал Аркадий Бунишко, сын Тросмана от первого брака; на допросе он признался, что организовал убийство своего отца и его новой жены, так как хотел получить в наследство большую коллекцию антиквариата. |            |                                       |                      |                                |                  |
| 319 | 29         | «Моя коварная няня»                   | Игорь Ромащенко      | Светлана Туманова              | 14 ноября 2015   |
| 1982 год, Москва. Во время прогулки двух мальчиков неизвестный мужчина уводит за собой одного из них; вскоре родители пропавшего, супруги Лаврентьевы, обнаруживают в своём почтовом ящике письмо с требованием выкупа в 10 000 рублей. Похитителем оказалась няня Серёжи Галина Чистякова, чтобы взять деньги у Константина Лаврентьева в отместку за то, что он пытался её убить. |            |                                       |                      |                                |                  |
| 320 | 30         | «Влюблённый циркач»                   | Борис Фёдоров        | Роман Горшков                  | 21 ноября 2015   |
| 1968 год, Воскресенск. С крыши автобуса падает тело задушенной беременной женщины Ирины Щелкуновой. Вскоре обнаруживают задушенную Галину Делягину; у неё была падчерица Наталья, которую она с 13 лет спаивала и использовала в качестве секс-рабыни для расплаты с помощниками по подсобному хозяйству. Выяснилось, что недавно Наталья познакомилась с мужчиной, но назвать его имя категорически отказалась. В квартире на ночь остался оперативник, но пришедший преступник задушил его, а Наталья исчезла; вскоре её тело обнаружили закопанным на горе из фосфогипса. Убийцей оказался бывший цирковой силач Борис Корнеев, признанный впоследствии невменяемым. |            |                                       |                      |                                |                  |
| 321 | 31         | «Любовь и золото»                     | Игорь Ромащенко      | Светлана Туманова              | 28 ноября 2015   |
| 1982 год. В Ленинграде происходят ограбления с убийствами и нападения на богатые квартиры с целью ограбления, где жертвами становятся как хозяева, так и случайные люди. Преступления совершала банда во главе с бывшим сотрудником ОБХСС Николаем Васиным и его друзьями Юрием Басовым и Анатолием Шелестовым. |            |                                       |                      |                                |                  |
| 322 | 32         | «Северный детектив»                   | Борис Фёдоров        | Светлана Туманова              | 5 декабря 2015   |
| Серия состоит из двух частей, события происходят в 1990 году в Архангельске и Нарьян-Маре. В тот год там произошли серии жестоких убийств, вызывавшие большие волнения среди горожан. Однако следственным органам удалось быстро поймать убийц. |            |                                       |                      |                                |                  |
| 323 | 33         | «Бифштекс с кровью»                   | Игорь Ромащенко      | Александр Залётов              | 12 декабря 2015  |
| 1983 год, Москва. На Бирюлёвском рынке обнаружена голова убитой Виктории Колосовой — сотрудника лаборатории ветеринарно-санитарной экспертизы рынков. Её брат рассказал, что за день до убийства кто-то подбросил к дверям их квартиры свиную голову. Сыщики предположили, что девушку убила торговая «мясная мафия» за отказ оформлять документы на нелегальный товар. Следствию удаётся обнаружить поставки ворованного мяса в московские рестораны, а также выяснить, что источник неучтённого мяса находится в Саратове. В это время там при взрыве собственного автомобиля погибает товаровед и бригадир рубщиков свиного мяса Вадим Акчурин, который оказался подпольным миллионером, заработавшим богатства на ворованном у государства мясе. Следствие выяснило, что у Акчурина был конфликт с коллегой Анисимовым, который тоже был подпольным миллионером. Оказалось, что пока Анисимов отдыхал в Ялте, Акчурин продал 40 тонн краденого государственного мяса, но делиться отказался и начал угрожать пистолетом. Тогда Анисимов нанял рабочего Ивана Словестого, чтобы тот заминировал автомобиль Акчурина. |            |                                       |                      |                                |                  |
| 324 | 34         | «Идеальное похищение»                 | Борис Фёдоров        | Татьяна Паук                   | 19 декабря 2015  |
| В 1983 году в Москве происходит похищение дочери пластических хирургов Насти Ильиной. В указанном похитителями для передачи денег месте у отца девочки отняли выкуп, преступники скрылись, а Настя не вернулась. Вскоре девочку находят убитой. Вскоре пропал отец Насти, который затем был найден на улице отравленным водкой с клофелином. Параллельно с этим преступниками с целью выкупа был похищен директор овощной базы Степан Вавилов, который затем был убит. За всеми похищениями и убийствами стоял отставной инспектор уголовного розыска Николай Ястребов, привлёкший к своим преступлениям рецидивистов Нестерова и Жукова по кличке «Жук». |            |                                       |                      |                                |                  |
| 325 | 35         | «Очи чёрные»                          | Игорь Ромащенко      | Роман Горшков                  | 26 декабря 2015  |
| В 1977 году в Куйбышеве произошла серия ограблений и разбойных нападений, три из которых были сопряжены с убийствами. Преступником оказался ранее судимый за уличное ограбление цыган Леонид Оглы. |            |                                       |                      |                                |                  |

### 2016 год
| № | № в сезоне | Название                              | Режиссёр-постановщик | Автор сценария    | Дата премьеры    |
| --- | ---------- | ------------------------------------- | -------------------- | ----------------- | ---------------- |
| 326 | 1          | «Внебрачная дочь»                     | Борис Фёдоров        | Александр Залётов | 7 февраля 2016   |
| 1985 год, Москва. Некто отравил солями таллия учёного засекреченного НИИ, физика-ядерщика Владимира Сафонова и его внебрачную дочь Маргариту Круглову. К убийству оказались причастны некие супруги Пивоваровы при содействии маклера Виталия Кулакова, которые пошли на это, чтобы улучшить свои жилищные условия. |            |                                       |                      |                   |                  |
| 327 | 2          | «Экипаж. Рейс на тот свет»            | Игорь Ромащенко      | Татьяна Паук      | 13 февраля 2016  |
| 1977 год, Москва. В полёте кто-то отравил стюардессу Аллу Корсакову цианидом, подмешанным в чай, а затем в собственной квартире находят мертвым её знакомого, бортмеханика Никиту Кольцова, К убийству оказывается причастен второй пилот Андрей Кнышев, мстивший бывшей жене за измену. |            |                                       |                      |                   |                  |
| 328 | 3          | «Чёрный платок»                       | Борис Фёдоров        | Светлана Туманова | 27 февраля 2016  |
| 9 сентября 1989 года в Перми из двора собственного дома бесследно исчезла первоклассница, а месяц спустя она была найдена убитой в лесу рядом с военным аэродромом. Вскоре в Пермской области произошло ещё два схожих по почерку убийства малолетних девочек. Маньяка вычислили и задержали после попытки совершить нападение на ещё одну девочку в Кунгуре, им оказался сосед первой жертвы — прапорщик Владимир Худяков. |            |                                       |                      |                   |                  |
| 329 | 4          | «Золотая клетка»                      | Игорь Ромащенко      | Татьяна Паук      | 5 марта 2016     |
| 1983 год, Москва. В гараже найден мёртвым 18-летний Евгений Свиридов, бывший солист Большого детского хора Всесоюзного радио и Центрального телевидения, отравленный выхлопными газами. Вскоре другая бывшая солистка, Светлана Вавилова, падает из окна. Убийцей оказалась мать девушки Марина Вавилова, убившая свою дочь после раскрытия ею любовной связи матери со Свиридовым, а также своего любовника, грозившего рассказать об их отношениях её мужу. |            |                                       |                      |                   |                  |
| 330 | 5          | «Порочное зачатие»                    | Борис Фёдоров        | Светлана Туманова | 12 марта 2016    |
| 1987 год, Ленинград. Недалеко от Ропшинского шоссе в лесополосе было найдено тело детского врача Александра Соловьёва с отрезанным языком. Убийцей оказывается тёща Соловьева Людмила Вьюжина, убившая зятя вместе со своим начальником, когда тот узнал, что его дети — неродные, и стал требовать с тёщи деньги за неразглашение её темных дел в ОБХСС. |            |                                       |                      |                   |                  |
| 331 | 6          | «Удар рапирой»                        | Игорь Ромащенко      | Александр Залётов | 19 марта 2016    |
| 1984 год, Москва. Вернувшаяся с работы Алла Смирнова обнаруживает своего мужа Кирилла убитым рапирой, их 6-летний сын Гена исчез. Вскоре мальчика находят со следами многочисленных побоев. Следствие подозревает в убийстве Аллу, но её также находят мёртвой. Убийцей оказался заведующий детским садом, куда ходил мальчик, Иван Бессонов, мстивший за жестокое обращение с ребёнком со стороны родителей. Отец мальчика был непричастен к издевательствам и был убит по ошибке. |            |                                       |                      |                   |                  |
| 332 | 7          | «Преступление и наказание»            | Борис Фёдоров        | Светлана Туманова | 26 марта 2016    |
| 1990 год, Хвалынск. Возле собственного дома находят зарубленными топором мать и её 25-летнюю беременную дочь. Муж дочери Владимир Елесин жестоко избит и связан. Однако он же и оказывается убийцей, подстроившим своё избиение. Мотивом стало то, что Владимира всё время унижала его тёща, а разводиться он не хотел, так как из-за этого он потерял бы права на наследство. |            |                                       |                      |                   |                  |
| 333 | 8          | «Криминальный гарем»                  | Игорь Ромащенко      | Светлана Туманова | 2 апреля 2016    |
| В 1989 году в Пскове происходит серия разбойных нападений и убийств пенсионеров. Преступником оказался рецидивист Николай Наумченков, действовавший вместе с любовницей Маргаритой Игумновой (в одном из эпизодов они вместе убили и ограбили мать Маргариты). |            |                                       |                      |                   |                  |
| 334 | 9          | «Отцовская любовь»                    | Борис Фёдоров        | Михаил Бобровник  | 9 апреля 2016    |
| 1979 год, Павловск (Ленинградская область). В гостинице «Центральная» происходит пожар, на месте которого были обнаружены убитыми модель Дома одежды Марина Козловская и её любовник Виталий Соломенцев. Муж погибшей, бывший морской офицер Андрей Козловский, отбывал наказание в виде принудительных работ за ДТП со смертельным исходом и накануне убийства сбежал. Вскоре в Ленинградской области происходит серия разбойных нападений и убийств спекулянтов, к которым оказывается причастен Козловский, желавший сбежать из страны и пошедший на преступления, чтобы найти деньги на новый паспорт. Он же и убил свою жену с её любовником. |            |                                       |                      |                   |                  |
| 335 | 10         | «Маленький наследник»                 | Борис Фёдоров        | Роман Горшков     | 16 апреля 2016   |
| В 1983 году в Москве происходит серия убийств, связанных с мальчиком Денисом Шульгиным: сперва погибают его мать и отец, а затем умирает бабушка, усыновившая ребёнка. За всеми смертями стоял брат матери мальчика Николай Чухманов, завидовавший своей сестре и решивший убить всех родных Дениса и, усыновив его, получить всё имущество Шульгиных. |            |                                       |                      |                   |                  |
| 336 | 11         | «Деньги, мясо и любовь»               | Игорь Ромащенко      | Александр Залётов | 23 апреля 2016   |
| 1983 год, Ленинград. В продуктовом магазине на Софийской улице совершено убийство мясника этого магазина Михаила Данилова. Убийцей оказалась подруга племянника убитого мясника Надежда Уфимцева, отомстившая Данилову, являвшегося членом «мясной мафии» за смерть её друга, обещавшего раскрыть тёмные дела его дяди. |            |                                       |                      |                   |                  |
| 337 | 12         | «Стеклянные глаза»                    | Игорь Ромащенко      | Светлана Туманова | 14 мая 2016      |
| В сентябре 1989 года в Юже бесследно исчезла 7-летняя девочка, а некоторое время спустя она была найдена жестоко убитой в заброшенном сарае на окраине города. В ходе длительного расследования было установлено, что одиннадцатью годами ранее на том же месте произошло схожее по почерку убийство молодой женщины. Благодаря усилиям следователя Ольги Тарасовой удалось доказать, что обе расправы совершил сосед убитой девочки Вячеслав Заводсков. |            |                                       |                      |                   |                  |
| 338 | 13         | «За тремя зайцами»                    | Борис Фёдоров        | Татьяна Паук      | 21 мая 2016      |
| В 1975 году в Новороссийске происходит ряд убийств, связанных с заместителем цементного завода Иваном Прокофьевым: сперва погибают его жена Анна и сын, затем погибает друг семьи, а следом находят убитым самого Прокофьева. За всеми убийствами стояла любовница и незаконная жена Прокофьева Оксана, мстившая ему за нежелание разводиться со своей настоящей женой. |            |                                       |                      |                   |                  |
| 339 | 14         | «Капитан Ричард»                      | Игорь Ромащенко      | Александр Залётов | 28 мая 2016      |
| 1981 год, Иваново. В своей квартире найдена зверски убитой 43-летняя Валентина Суворова. Через некоторое время в милицию Анапы поступает заявление от девушки: мужчина, назвавшийся капитаном Ричардом, по очереди завязывал любовные отношения с ней и её подругой, а затем демонстративно воровал у них украшения. Преступником оказался ранее судимый за кражи 27-летний Владимир Зарубин, его быстро находят и обнаруживают у него особую примету по ивановскому делу. |            |                                       |                      |                   |                  |
| 340 | 15         | «Мантия короля»                       | Борис Фёдоров        | Светлана Туманова | 4 июня 2016      |
| 1976 год, Киев. Из павильона ВДНХ Украинской ССР группе преступников удаётся выкрасть меховые изделия на сумму 120 000 рублей, в том числе шкурки горностаев, предназначавшиеся для короля Испании Хуана Карлоса I. Вскоре по Ленинграду прокатывается волна квартирных ограблений, совершаемых тремя преступниками; преступления со схожим почерком совершаются и в Киеве. Лидера банды — Евгения Юрковского — задерживают в Ровно, а на следующий день в Ленинграде арестовывают его сообщников (Анатолия Мыльникова и Алексея Сысолякина). Под давлением улик Мыльников признаётся, что по заказу Юрковского в 1973 году он убил человека, который был категорически против прописки Юрковского в своей квартире. |            |                                       |                      |                   |                  |
| 341 | 16         | «Цена любви»                          | Игорь Ромащенко      | Александр Залётов | 18 июня 2016     |
| В 1979 году в Москве было совершено похищение внучки учёного Владимира Старкова Галины, похититель требовал выкуп в размере 10 000 рублей; позже при передаче денег был убит отец девушки, а деньги похищены. Преступником оказался Василий Кондратьев — ранее судимый за разбой старший брат Арины, школьной подруги Галины. Когда милиция прибыла к Арине, то она уже была убита братом, устранявшим свидетелей. Кондратьева задержали в общежитии, где он проживал; вместе с ним была Галина Старкова. Выяснилось, что Галина влюбилась в недавно освободившегося из мест заключения брата подруги и сама предложила ему инсценировать своё похищение, чтобы получить крупную сумму денег и вместе уехать; про убийства она не знала. |            |                                       |                      |                   |                  |
| 342 | 17         | «Любовник с крыши»                    | Борис Фёдоров        | Светлана Туманова | 25 июня 2016     |
| 10 июля 1992 года в Туле в квартире на улице Гастелло было совершено зверское убийство супругов Привезенцевых и их дочери-подростка. Следствие установило, что незадолго до гибели мать семейства завела тайный роман со своим молодым коллегой по работе Максимом Ванчуговым; он же и расправился с любовницей из-за её отказа продолжать их отношения, после чего убил дочь и мужа женщины как ненужных свидетелей. |            |                                       |                      |                   |                  |
| 343 | 18         | «Итальянский клинок»                  | Борис Фёдоров        | Светлана Туманова | 3 сентября 2016  |
| В 1974 году в Подмосковье происходит серия убийств девушек, которых находят мёртвыми возле железнодорожных станций. По ходу следствия выясняется, что в 1967 году было совершено нападение на водителя, причём ножевые ранения нанёс инспектор ГАИ Леонид Иваненко; впоследствии мужчину признали невменяемым и отправили на принудительное лечение, а двоих его сообщников — в колонию. Именно он и оказался серийным убийцей. |            |                                       |                      |                   |                  |
| 344 | 19         | «Свой среди чужих. Подлинная история» | Игорь Ромащенко      | Татьяна Паук      | 10 сентября 2016 |
| 1975 год, Москва. В Дзержинский районе происходит ограбление инкассаторской машины: все пассажиры, кроме инкассатора Юрия Белова, убиты. Затем находят убитым Петра Курёхина — друга Юрия Белова и начальника почтового отделения, куда инкассаторы везли деньги. Как установила экспертиза, Курёхина убил левша, в то время как Белов — правша. По свидетельским показаниям находят машину, подъезжавшую к дому Курёхина в день убийства: это оказалась машина майора милиции Александра Надеждина, тестя Юрия и отца Натальи Беловой. Оказалось, что Наталья Белова подговорила отца совершить ограбление инкассаторов, подставив при этом Юрия; Пётр Курёхин же был её любовником. Ограбление совершил Надеждин, которого инкассаторы взяли попутчиком. Надеждин напоил Юрия чаем с подмешанным в нём психотропным препаратом, после чего начал ограбление, убив при этом 4 человек, а Юрия Белова ранил в ходе драки, но Юрий смог убежать, а Надеждин и Белова скрылись с деньгами. Узнав, что Белов смог убежать от следствия, Наталья велела отцу убить Курёхина. Александр Надеждин умер через несколько дней от ранения. |            |                                       |                      |                   |                  |
| 345 | 20         | «Хлысты»                              | Игорь Ромащенко      | Татьяна Паук      | 17 сентября 2016 |
| В 1974 году в Москве и Подмосковье происходит серия самоубийств подростков. Следствие выясняет, что все трое самоубийц участвовали в туристическом слёте вместе с учителем физкультуры Павлом Сотниковым, который и оказался организатором секты. Поначалу он организовал её ради улучшения жилищных условий (Сотников стоял в очереди на квартиру, а одна из самоубийц, Любовь Истомина, была дочерью жилинспектора), но потом, поняв, что у него не получится улучшить жилищные условия через Истомину — стал подвергать подростков пыткам. |            |                                       |                      |                   |                  |
| 346 | 21         | «Чулок и скальпель»                   | Борис Фёдоров        | Роман Горшков     | 24 сентября 2016 |
| В июне 1971 года в Саратове появился маньяк, совершавший жестокие убийства и нападения на девушек и молодых женщин. Для маскировки он надевал на голову чулок, а в качестве оружия использовал хирургический скальпель. Маньяка задержали спустя несколько месяцев при попытке совершения очередного нападения, им оказался командир народной дружины и милицейский осведомитель Владимир Хаюстов; к моменту ареста на его счету было более 40 жертв (в том числе двое убитых). |            |                                       |                      |                   |                  |
| 347 | 22         | «Багровое новоселье»                  | Игорь Ромащенко      | Александр Залётов | 1 октября 2016   |
| 1981 год, Москва. Во время празднования новоселья Вера Савушкина неожиданно обнаруживает повешенным своего мужа Анатолия, выдающегося врача-уролога. В поле зрения следствия попадает бывший однокурсник, а ныне сосед-новосёл Савушкиных, гинеколог Владимир Живцов. Он с семьёй и Савушкины стояли в очереди на новые квартиры, а Вера по просьбе мужа уговорила Владимира написать ей фиктивную справку о беременности двойней, чтобы получить трёхкомнатную квартиру; взамен Анатолий должен был вылечить смертельно больного раком простаты отца Живцова, но болезнь была уже сильно запущена, и тот скончался, поэтому Живцов получил вместо трёхкомнатной квартиры двухкомнатную. В день убийства между Анатолием и Владимиром произошла ссора, в процессе которой Живцов задушил соперника, а Надежда помогла ему замаскировать всё под самоубийство. |            |                                       |                      |                   |                  |
| 348 | 23         | «Золотое мясо»                        | Борис Фёдоров        | Александр Залётов | 8 октября 2016   |
| 1984 год, Ленинград. В столовой школы-интерната обнаруживают убитой повариху Тамару Изварину. Подозрение падает на её мужа Олега Изварина, бывшего офицера спецназа, ставшего инвалидом по зрению во время службы в Афганистане. Выяснилось, что Олег Изварин страдал от бесполезности и думал, что жена его скоро бросит. В это время троюродный брат Тамары Алексей Волков, работавший на хладокомбинате, предложил Олегу хорошо заработать, став участником схемы хищения мяса. Когда Изварин узнал, что Волков направил в интернат партию испорченного мяса, чтобы забрать и перепродать хорошее, он задушил Волкова. Тамара догадалась, кто убил её родственника и, сказав мужу, что подаст на развод, ушла из дома, чтобы переночевать на работе и утром пойти в прокуратуру; но Изварин выследил и убил жену. |            |                                       |                      |                   |                  |
| 349 | 24         | «Двойник Людмилы Гурченко»            | Игорь Ромащенко      | Татьяна Паук      | 15 октября 2016  |
| 1978 год, Тула. В гостиничном номере обнаруживают убитым Антона Волгина, намеревавшегося выступать перед зрителями под видом Людмилы Гурченко. Выясняют, что группу музыкантов-«двойников» собрал некто Кирилл. Затем в московской квартире обнаруживают тело ещё одного музыканта-неудачника Альберта Кривошеева. Вскоре московской гостинице «Центральная» находят убитым Владислава Котова, который и был тем самым «Кириллом». Убийцей оказался 22-летний Сергей Григорьев, который вместе с Котовым организовал группу музыкантов-«двойников». Своих коллег Григорьев убил после того, как узнал, что они планировали скрыться с выручкой после концерта без него. |            |                                       |                      |                   |                  |
| 350 | 25         | «Любимчик и горбун»                   | Борис Фёдоров        | Светлана Туманова | 22 октября 2016  |
| 1989 год, Тольятти. Работники «АвтоВАЗа» заявляют о пропаже двух своих сотрудников, супругов Албычевых. Вскоре становится известно, что причастным к их исчезновению и убийству является их младший сын Александр, намеревавшийся затем избавиться от старшего брата Павла, чтобы завладеть наследством. |            |                                       |                      |                   |                  |
| 351 | 26         | «Служебный роман. Подлинная история»  | Игорь Ромащенко      | Александр Залётов | 29 октября 2016  |
| 1982 год, Москва. В своей квартире найдена мёртвой Елена Спаниди; экспертиза установила, что она, будучи аллергиком, съела яблочное повидло с подмешанным (запретным для неё) толчёным арахисом, а затем кто-то силой удерживал её 4 часа, не давая вызвать скорую помощь. Под подозрение попадает Виктор Голубев, подчинённый по работе и любовник Елены, но он не признаётся в убийстве; кроме того, кто-то ограбил кассу взаимопомощи на работе, а ключ от кассы подбросил в стол уже арестованному Голубеву. Убийцей оказывается Игорь Долганов, ставший новым начальником отдела вместо Елены Спаниди. Выяснилось, что Игорю Долганову очень захотелось стать начальником отдела, и он решился на жестокое убийство начальницы, а затем пытался подставить Голубева с ограблением. |            |                                       |                      |                   |                  |
| 352 | 27         | «Дело Милославского»                  | Борис Фёдоров        | Светлана Туманова | 13 ноября 2016   |
| С 1975 по 1982 годы в Тульской и Рязанской областях действовал неуловимый преступник, ночью грабивший магазины и сберкассы. За виртуозность сыщики прозвали вора «Жорж Милославский» в честь персонажа из фильма «Иван Васильевич меняет профессию». По оставленной на месте одного из ограблений улике следователи вычислили, что грабителем является 32-летний Вячеслав Съедин, которого вскоре и задержали с поличным; оказалось, что всё награбленное он просто складывал на чердаке. |            |                                       |                      |                   |                  |
| 353 | 28         | «Двойник Чикатило»                    | Игорь Ромащенко      | Татьяна Паук      | 20 ноября 2016   |
| В 1987—1988 годах в Батайске и его окрестностях орудовал жестокий серийный убийца, подражавший Андрею Чикатило. Им оказался ранее дважды судимый за кражу и угон автомобиля Константин Черёмушкин. |            |                                       |                      |                   |                  |
| 354 | 29         | «Вкусная смерть»                      | Борис Фёдоров        | Светлана Туманова | 27 ноября 2016   |
| 1985 год, Ленинград. В коммунальной квартире происходит тяжёлое отравление таллием целого семейства Тулеевых. Причастной к отравлению оказалась пенсионерка Зинаида Зайцева, намеревавшаяся отравить ядом семью Тулеевых, которым она сильно завидовала, а также Оксану Фокину, возлюбленную сына Зайцевой Александра, отравившийся до этого приготовленным для неё ядом. Врачи спасли их от смерти, но они остались инвалидами. |            |                                       |                      |                   |                  |
| 355 | 30         | «Народный палач»                      | Игорь Ромащенко      | Александр Залётов | 4 декабря 2016   |
| 1988 год, Москва. В своей квартире находят убитым ударом молотка по голове заместителя директора овощной базы Владимира Горбульского на картине на стене нарисованы молоток и надпись: «ИМЕНЕМ НАРОДА». Вскоре находят убитым сына погибшего Вячеслава Горбульского; К убийствам оказались причастны братья Александр и Михаил Волошины, действовавшие по приказу своей бабушки Ираиды Волошиной, приказавшей им убить заместителя директора за изнасилование им внучки Волошиной Марии, работавшей у него домработницей, а также его сына после того, как он от Марии узнал имена убийц. |            |                                       |                      |                   |                  |
| 356 | 31         | «Особо заразен!»                      | Борис Фёдоров        | Роман Горшков     | 11 декабря 2016  |
| В 1976—1977 годах в Новосибирске происходит серия нападений на девушек, двое из которых были убиты кортиком. Вскоре в рабочем общежитии тем же кортиком был убит Александр Скляренко, перед этим поругавшийся на вечеринке с соседом по общежитию Юрием Ивановым, который и оказался маньяком, мстившим всем женщинам за полученный сифилис от одной из знакомых. |            |                                       |                      |                   |                  |
| 357 | 32         | «Убийство в роддоме»                  | Игорь Ромащенко      | Татьяна Паук      | 18 декабря 2016  |
| 1972 год, Москва. В одном из родильных домов обнаруживают убитой акушерку Марию Любашину — убийца воткнул ей в живот нож и вложил в руку букет роз. Убийцей оказался подсобный рабочий Никита Авдеев, убивший Любашину, оказавшуюся его родной матерью за то, что она сдала его в детский дом. |            |                                       |                      |                   |                  |
| 358 | 33         | «Ирония судьбы. Реальная история»     | Борис Фёдоров        | Александр Залётов | 25 декабря 2016  |
| В новогоднюю ночь с 1978 на 1979 год в своей квартире была убита врач Валентина Калюжная; её жених (Владимир Долгопятов) был задержан в загородном доме своего умершего отца, куда он приехал за охотничьим ружьём. Оказалось, что когда он пришёл к невесте, чтобы вместе встретить Новый год, то обнаружил там другого мужчину, который устроил с ним драку и прогнал его, после чего Долгопятов решил напугать обидчика ружьём. Обидчиком оказался банщик Алексей Половцев, сосед Валентины и её поклонник, но вскоре его самого находят повешенным в своей квартире. Браслет, найденный в квартире Калюжной, оказался дорогостоящим ювелирным украшением. Соседка убитой рассказала, что Половцев привёл с собой к Калюжной хромого мужчину; следователи выяснили, что мужчина по вине Половцева подвернул в бане ногу, и тот решил ему помочь. Тем временем 78-летняя Вера Дашкова заявляет о краже драгоценностей из её квартиры; незадолго до этого она в Ленинграде сдавала одно из изделий в мастерскую. Преступником оказался ранее дважды судимый за квартирные кражи Геннадий Старков. Получив наводку от ювелира, Старков поехал в Москву и ограбил квартиру Дашковой, после чего отправился в баню, где подвернул ногу и был доставлен Половцевым в квартиру Калюжной для оказания помощи. Калюжная случайно заметила драгоценности, за что и была убита Старковым, а затем он убил Половцева, одновременно попытавшись выставить убийцей его. Обнаружив через несколько дней пропажу браслета, он вернулся в квартиру Калюжной и едва не задушил находившуюся там её мать. |            |                                       |                      |                   |                  |

### 2017 год
| № | № в сезоне | Название                             | Режиссёр-постановщик | Автор сценария    | Дата премьеры    |
| --- | ---------- | ------------------------------------ | -------------------- | ----------------- | ---------------- |
| 359 | 1          | «Убийца из Ленгаза»                  | Игорь Ромащенко      | Александр Залётов | 29 января 2017   |
| 1954 год. В Ленинграде происходит серия нападений на квартиры. Преступник представляется работником «Ленгаза» и, прямо с порога стреляя из пистолета, затем уносит деньги, вещи, облигации, сладости и игрушки. Благодаря чудом выжившей свидетельнице милиция выясняет, что преступников двое. Во время наводнения 15 октября 1955 года около одного из затопленных подвалов всплыли украденные вещи и облигации. Устроив засаду, милиции удаётся поймать одного из убийц (Сергея Щербакова), который выдаёт своего сообщника (Анатолия Орлова); также выясняется, что у Орлова была сожительница Вискова, для дочери которой и были украдены сладости, игрушки и одежда. |            |                                      |                      |                   |                  |
| 360 | 2          | «Замороженный труп»                  | Борис Фёдоров        | Татьяна Паук      | 5 февраля 2017   |
| 1983 год, Москва. В багажнике автомобиля Артёма Никитина, случайно остановленного инспектором ГАИ, обнаружено тело женщины. Никитин говорит, что ехал с дачи и не знает, как в его багажнике оказался труп. Убитой оказалась 48-летняя Нина Петрова, директор ювелирного магазина, у которой не было мужа, а сын пропал в Афганистане. В вечер исчезновения Нины из её рабочего сейфа пропали самые дорогие товары. Вскоре происходит попытка ограбления грузового фургона с дефицитным ширпотребом; преступники успевают скрыться, а выживший свидетель опознаёт одного из нападавших как банщика Малофеева. Милиция обнаруживает его у себя дома убитым, при этом становится известным, что дачи Никитина и Малофеева находятся в одном посёлке; на даче обнаруживают вещи Петровой и следы пребывания двух человек. Неожиданно из Афганистана возвращается Николай Петров (сын Нины), который, получив там ранение, не смог добраться до своих и 3 года жил у местных жителей. При опросе соседа Малофеева по даче он рассказал, что недавно видел у соседского дома постороннего, в котором по фотографии опознал стажёра ювелирного магазина Антона Ерёмина. При попытке ареста Ерёмина сначала появились бандиты, желавшие его убить, а затем Николай, который обезоружил их и увёз Ерёмина с собой. На даче Малофеева он добился от него правдивого рассказа — Ерёмин уже состоял в банде, когда случайно познакомился с Петровой, которая влюбилась в него и сделала стажёром в своём магазине, а затем купила ему автомобиль. Ерёмин выкрал у своего сообщника Малофеева ключи от его дачи и привёз туда Петрову, где во время ссоры случайно убил её, а тело подкинул в багажник оказавшегося неподалёку автомобиля Никитина; затем он ограбил рабочий сейф Петровой и убил Малофеева, надеясь, что того посчитают убийцей Петровой, а на его дачу вернулся, чтобы забрать вещи Петровой, но его спугнул сосед Малофеева. Однако Николай Петров нашёл его и убил. |            |                                      |                      |                   |                  |
| 361 | 3          | «Багровый лёд»                       | Игорь Ромащенко      | Александр Залётов | 12 февраля 2017  |
| 1986 год, Москва. На железной дороге происходит наезд поезда на неизвестную девушку. Тем временем 18-летнего Игоря Бабурина задерживают за самовольное проникновение в квартиру его подруги и напарницы по фигурному катанию Дарьи Ленской. Игорь объясняет это волнением за не пришедшую на тренировку Дарью; оказалось, что она и есть погибшая девушка. Вскоре в сугробе находят задушенным её отца Ивана Ленского. Через некоторое время в милицию обратилась жена тренера Дарьи и Игоря, заявив, что муж (Евгений Петров) решил убить её за измену с отцом Дарьи. Во время слежки за Петровым на него напал Бабурин и попытался задушить. Выяснилось, что Петров, обиженный изменой жены, решил отыграться на дочери обидчика, подпилив ей напильником конёк перед важным просмотром у известного тренера Станислава Жука, из-за чего она, несколько раз упав, провалила его. Затем на глазах у Игоря отец отругал и ударил Дарью и усадил в машину. Следствие доказало, что отец, совершив убийство дочери, положил её тело на железную дорогу. Игорь догадался, что он убил Дарью, и расправился с ним, а потом узнал о ситуации с коньком и захотел убить тренера, но не успел завершить начатое. |            |                                      |                      |                   |                  |
| 362 | 4          | «Охотник за волосами»                | Борис Фёдоров        | Светлана Туманова | 19 февраля 2017  |
| В 1974—1975 годах в Саратове произошла серия жестоких убийств и нападений на девушек и женщин с заплетёнными в косы волосами. Маньяком оказался плиточник Валерий Логвинов. |            |                                      |                      |                   |                  |
| 363 | 5          | «Порочная любовь»                    | Игорь Ромащенко      | Александр Залётов | 26 февраля 2017  |
| 1990 год, Тула. В квартире были обнаружены тела Валентины Кондратюк и её соседа Игоря Полтавского. Свидетели видели, как после убийства из дома выходили 3 человека в пожарной униформе. Также нашлась женщина, которая видела, как в подъезд дома убитых заходил Георгий Безродный, который работал в пожарной части. Оказалось, что он водил дружбу с двумя соседями по общежитию, ранее судимыми Кабановым и Ширяевым, но после убийства все трое исчезли. Кабанова и Ширяева задержали в Москве при попытке ограбления квартиры под видом пожарных. Они рассказали, что были наняты Безродным с целью кражи со взломом в качестве мести родителям Валентины Кондратюк, так как те мешали его любви к их дочери. Георгий и Валентина росли в одной семье и думали, что они родные брат и сестра, но полюбили друг друга, и Валентина забеременела, а Георгия забрали в армию, но мать Валентины приказала ей сделать аборт. После возвращения из армии Георгий узнал, что являлся приёмным ребёнком, а значит, Валентина ему не сестра, но приёмная мать грубо прогнала его. В ночь ограбления преступники, переодевшись в униформу, украденную в пожарной части, проникли в квартиру, но Валентина оказалась дома и узнала Георгия, тогда Кабанов и Ширяев убили её и случайного свидетеля Игоря Полтавского. |            |                                      |                      |                   |                  |
| 364 | 6          | «Мелкий бес»                         | Борис Фёдоров        | Александр Залётов | 5 марта 2017     |
| 1987 год, Москва. Неизвестный убивает из пистолета директора завода Виталия Понарина, а затем тяжело ранит в живот сторожа этого же завода Николая Ильинского; при этом он почему-то даёт ложные показания о стрелявшем. Вскоре из того же пистолета ТТ убивают жестокого учителя физкультуры Дёмина. После выписки из больницы за сторожем устанавливают слежку, во время которой кто-то стреляет в оперуполномоченного и ранит его. Следствие выясняет, что за 4 года до убийства Ильинский готовился стать директором завода, но Понарин подстроил несчастный случай, в результате которого погиб рабочий Куц; Ильинского в итоге приговорили к 2 годам исправительных работ, а Понарин стал директором завода. Сын погибшего рабочего Григорий Куц учился в школе, где недавно застрелили физрука, а его мать, случайно узнавшая, кто подстроил ЧП на заводе, сожительствовала с Ильинским после его освобождения; он же подтолкнул Григория на убийство Понарина. Застрелив директора, Куц прибежал к находившемуся неподалёку Ильинскому, но во время ссоры случайно ранил его, и затем он убил постоянно издевавшегося над ним физрука Дёмина. |            |                                      |                      |                   |                  |
| 365 | 7          | «Круговая порука»                    | Игорь Ромащенко      | Татьяна Паук      | 12 марта 2017    |
| 1972 год. В подмосковном лесу находят тело убитого топором воспитанника детского дома Кирилла Носова со следами побоев, а его подруга Лида Выщёкина бесследно исчезла. Вскоре кто-то убивает завхоза Дёмина. Следствие выясняет, что в детском доме происходят хищения продуктов и техники, предназначенных для детей, с воспитанниками обращаются жестоко, привлекают их к тяжёлым сельхозработам, а девочек насильно отправляют на педофильные вечеринки ко взрослым мужчинам и спаивают. Тем временем исчезает главный подозреваемый в произволе — директор детдома Иван Самохин. Вскоре следствию удаётся определить местонахождение пропавшей Лиды, там же оказывается и Самохин. Выяснилось, что Кирилл и Лида сбежали из детдома, чтобы обратиться в милицию с рассказом об издевательствах над детьми, но были отправлены обратно и подвергнуты жестокому наказанию со стороны Самохина. Тогда они снова сбежали, чтобы, добравшись до Москвы, обратиться к самому Брежневу, но Самохин догнал детей и в припадке ярости убил Кирилла. Лиде удалось сбежать и добраться до соседней деревни, где её приютила местная жительница. Самохин рассказал Дёмину об убийстве и попросил помочь его найти Лиду, так как она является свидетелем убийства, но когда тот отказался, убил его, испугавшись разоблачения. Самохин сам начал разыскивать Лиду и нашёл её раньше милиции, но убить не успел. |            |                                      |                      |                   |                  |
| 366 | 8          | «Мужики!… Подлинная история»         | Борис Фёдоров        | Светлана Туманова | 19 марта 2017    |
| Зимой 1978 года в частном секторе Пушкино была застрелена мать-одиночка Анастасия Шмелёва. Подозрение пало на её бывшего возлюбленного Павла Ратникова, который был застигнут на месте преступления и задержан, но во время следственного эксперимента была предпринята попытка расправиться и с ним. Как оказалось, Шмелёву на почве неприязненных отношений убила её сестра Вера, после чего попыталась застрелить Ратникова, в которого была безответно влюблена; затем она также попыталась избавиться от возможных свидетелей, включая собственного мужа (которого женщина застрелила) и одного из племянников (который был ранен, но выжил). |            |                                      |                      |                   |                  |
| 367 | 9          | «Лучший папа»                        | Игорь Ромащенко      | Александр Залётов | 26 марта 2017    |
| 1991 год, Москва. В Долгопрудном исчезает врач-педиатр Жанна Бабкова; её тело находят через 2 недели в старой тумбе, которая источает запах чеснока и хозяйственного мыла. Затем происходит нападение на хозяина кооперативного кафе Богатина. Обронённая на месте преступления шапка также источает запах чеснока и мыла, но волосы или перхоть в шапке отсутствуют; из-за этого подозрение падает на Николая Рындина, соседа Бабковой по подъезду. Он рассказывает, что в день убийства Бабковой он видел, как его сосед Алексей Зорин вместе с каким-то мужчиной выносил тяжёлую тумбу; подозрение падает на Зорина. По ходу выяснения личности Алексея выяснилось, что он и его супруга Фаина обзавелись дочерью Надей в результате искусственного оплодотворения. После родов Фаина заболела шизофренией, а ещё спустя время у Нади обнаружился лейкоз, но до этого Бабкова его проглядела. Далее происходит нападение на подпольного гомеопата Федоскина; он рассказывает, что изготавливал гомеопатические лекарства для человека с дочерью Надей и лечил её, но не вылечил. Но он не опознаёт нападавшего отца по фотографии. Дома Зорина арестовать не удаётся, но при обыске находят плавательную шапочку; именно ей прикрывался нападавший при нападении на кафе. Далее на заводе медицинской аппаратуры происходит кража радиоактивной капсулы, на месте кражи находят перчатку с запахом чеснока и хозяйственного мыла. При изучении личных дел персонала завода внимание привлекает Владимир Кудря, родной брат Фаины Зориной; он был арестован. Кудря рассказал, что совершил убийство Бабковой, покушения на убийства Богатина и Федоскина, и кражу капсулы на заводе с целью кустарно соорудить медицинскую аппаратуру и вылечить Надю, а Алексей Зорин в это время параллельно заказывал заграничные лекарства, укрепляющие иммунитет. |            |                                      |                      |                   |                  |
| 368 | 10         | «„Когда цвели сады…“»                | Борис Фёдоров        | Татьяна Паук      | 2 апреля 2017    |
| 1989 год, Москва. На месте одного из будущих небоскрёбов «Москва-Сити» находят скелеты двух 20-летних беременных женщин 12-летней давности. Второй скелет был опознан как останки Людмилы Скориковой; ещё в 1977 году её мать Инна нашла 3 анонимных письма с угрозами и подписью «Т.». Женщина рассказала, что Людмила находилась на раннем сроке беременности и пыталась вызвать выкидыш, а затем пропала. Во время следствия кто-то попытался столкнуть под колёса проезжающего грузовика оперуполномоченного Семёна Рыкова. Друг Людмилы (Анатолий Лукин) рассказал, что в 1977 году она была любовницей мужчины старше себя, а затем начала получать угрозы от другой беременной женщины Тамары; следствие устанавливает, что это Тамара Лапина, скелет которой первым был обнаружен на стройке. Вахтёр, с которой дружила Лапина, рассказывает, что она также, как и Скорикова, встречалась с мужчиной намного старше себя, но через некоторое время мужчина пропал, а следом и сама Тамара. От родителей Лапиной сыщики узнают, что через 2 года после исчезновения дочери пропал ещё и её брат Костя; затем его тело также находят на стройке. При изучении ближнего окружения обеих девушек внимание привлёк шабашник, который в 1977 делал ремонт у Скориковых. Он рассказал, что любовником Людмилы был сотрудник Министерства строительной промышленности СССР Фёдор Некрасов (в 1989 году — муж её матери Инны). Выяснилось, что он встречался с Тамарой, а позже с Людмилой и её матерью. Обнаружив измену, Лапина начала угрожать Некрасову, что сообщит о его безнравственном поведении в министерство; она также написала Людмиле 3 письма с угрозами. Испугавшись за свою карьеру, Некрасов убил Лапину и Скорикову и закопал их тела на стройке, а через 2 года ему пришлось убить и Костю, поскольку тот нашёл его и обвинил в убийстве Тамары. После всех преступлений он женился на Инне Скориковой и остепенился. В 1989 году, когда обнаружились скелеты обеих девушек, он попытался столкнуть сыщика Рыкова под колёса грузовика.                                                                      |            |                                      |                      |                   |                  |
| 369 | 11         | «Дуэль»                              | Борис Фёдоров        | Роман Горшков     | 9 апреля 2017    |
| 1974 год, Москва. В ванной своей квартиры находят утопленной Наталью Савченко, её муж Максим в это время был на спектакле в театре кукол вместе со своей падчерицей Машей, дочерью погибшей. Отец Натальи (Фёдор Долгов) находился в это время на лечении в психиатрической больнице. Вскоре неизвестный пытается убить и его, но план преступника срывается; после этого Долгов сбегает из больницы. Затем неизвестный во дворе наносит удар кирпичом по голове мужу погибшей, а через некоторое время во время прогулки Максима с падчерицей снова нападает на Савченко и похищает Машу. Вскоре кто-то убивает соседа Савченко (Николая Короткевича) в его квартире, а ещё позже в милицию приходит сбежавший из больницы Фёдор Долгов и уговаривает следователя спровоцировать преступника на признание. Вернувшись с работы, Савченко обнаруживает в квартире Долгова, который предлагает ему испытать судьбу при помощи русской рулетки, чтобы доказать свою невиновность в убийствах. Когда пистолет оказывается в руках Савченко, он стреляет в Долгова холостым патроном (о чём он не знал), признавшись перед этим в убийствах, после чего его задерживают. Выясняется, что Максим Савченко приехал в Москву с целью получить жильё и «сделать карьеру»: для первой части своего плана он влюбил в себя Наталью и женился на ней, чтобы прописаться в её квартире, а после этого завёл любовный роман с крупной начальницей, но Наталья начала догадываться об измене и пригрозила разводом. Тогда Савченко решил отравить её ртутью, специально разбивая под её кроватью градусники, но она не умирала. Однажды он попался на глаза Долгову, после чего дал взятку, чтобы того отправили в психбольницу. Во время спектакля в театре кукол, находившемся недалеко от дома, он отлучился домой, чтобы убить жену, но, понимая, что Долгов догадается, кто убийца, попытался убить и его, пробравшись в больницу, но Долгов, сбежав из больницы, сам напал на Максима и забрал Машу. Короткевич пригласил к себе Савченко, чтобы прямо спросить, он ли убил Наталью, и Савченко убил его попавшимся под руку предметом. |            |                                      |                      |                   |                  |
| 370 | 12         | «Сыворотка правды»                   | Борис Фёдоров        | Александр Залётов | 23 апреля 2017   |
| В 1969 году в селе Калдино Саратовской области произошло два нападения на малолетних девочек, одна из которых была убита. Из-за халатности милиции найти маньяка не удалось, а в 1987 году в селе Борисоглебовка было совершено аналогичное убийство ещё одной девочки. Маньяком оказался ветеран Великой Отечественной войны Фёдор Волков, который (как выяснилось в ходе следствия) на самом деле служил надзирателем в Саласпилсском концлагере, где и начал насиловать девочек. |            |                                      |                      |                   |                  |
| 371 | 13         | «Опасный любовник»                   | Игорь Ромащенко      | Светлана Туманова | 30 апреля 2017   |
| В 1978 году в Советском районе Куйбышева в своей квартире была найдена задушенной медсестра Людмила Цимбальская. Следствие выяснило, что незадолго до гибели женщина завела тайного любовника, работавшего в прокуратуре, но установить его личность первоначально не удалось. Убийцу вычислили спустя три года, когда он совершил нападение на водителя-частника; им оказался следователь прокуратуры Владимир Тютин, убивший Цимбальскую за попытку разорвать их отношения. |            |                                      |                      |                   |                  |
| 372 | 14         | «Смерть на грядках»                  | Борис Фёдоров        | Александр Залётов | 14 мая 2017      |
| Весной 1978 года в дачном посёлке под Одинцово были убиты пожилая женщина Зинаида Суворова и 7-летний соседский мальчик, а вскоре зять погибшей Вячеслав Кумарин умер от передозировки сильнодействующими препаратами. Ко всем смертям была причастна любовница Кумарина — врач-физиотерапевт Наталья Барыбина; как оказалось, девушка подговорила любовника расправиться с Суворовой, чтобы завладеть её дачным домом, но ему пришлось убить и мальчика, ставшего свидетелем расправы. Затем Барыбина отравила Кумарина (когда тот из чувства вины решил сознаться в убийствах), после чего завела роман с вдовцом убитой Суворовой Константином, что привлекло внимание следствия. |            |                                      |                      |                   |                  |
| 373 | 15         | «Праздничный убийца»                 | Игорь Ромащенко      | Светлана Туманова | 21 мая 2017      |
| В 1983 году в Фурманове в День советской милиции произошло зверское убийство молодой работницы местной прядильной фабрики, а ровно год спустя аналогичным образом была убита девушка-подросток. Убийцу вычислили и задержали после того, как он попытался продать своей соседке по подъезду украденный у второй жертвы золотой перстень; им оказался дружинник Сергей Крупин, который совершал убийства на почве ненависти к правоохранительным органам. |            |                                      |                      |                   |                  |
| 374 | 16         | «„Любовь зла…“»                      | Борис Фёдоров        | Татьяна Паук      | 28 мая 2017      |
| В 1982 году в Москве было совершено убийство школьника Ромы Руднева, а вскоре неизвестный преступник попытался расправиться с его одноклассником Петей Коркиным. Одновременно в районе ВДНХ произошла серия квартирных краж, жертвами которых стали учащиеся школы, где учился убитый мальчик. Как оказалось, все преступления совершили учительница той же школы Елена Птицына и её любовник-рецидивист Олег Бушмелёв. Руднева они убили во время ограбления его квартиры как ненужного свидетеля, после чего Бушмелёв попытался расправиться с Коркиным, который заподозрил Птицыну в причастности к смерти одноклассника. |            |                                      |                      |                   |                  |
| 375 | 17         | «Лабиринт»                           | Игорь Ромащенко      | Светлана Туманова | 4 июня 2017      |
| Весной 1965 года в Ижевске в подвале недостроенного корпуса Удмуртского университета была найдена убитой пятиклассница, а вскоре после этого по окрестностям города прокатилась серия изнасилований и нападений на малолетних девочек. Маньяка удалось задержать в ходе оперативного патрулирования с участием пострадавших девочек, одна из которых опознала его; им оказался рабочий механического завода и дружинник Василий Соболин. |            |                                      |                      |                   |                  |
| 376 | 18         | «Плата по счетам»                    | Борис Фёдоров        | Александр Залётов | 11 июня 2017     |
| В 1990 году в Москве в районе Гольяново один за другим были убиты два члена местной преступной группировки и совершено покушение на ещё одного. В ходе расследования было установлено, что все расправы совершил дворник и бывший военный офицер Иван Блохин. Таким образом мужчина отомстил бандитам за жестокое нападение на его жену, в результате которого та потеряла своего нерождённого ребёнка. |            |                                      |                      |                   |                  |
| 377 | 19         | «Министр с топором»                  | Игорь Ромащенко      | Светлана Туманова | 18 июня 2017     |
| В 1964 году в окрестностях Мариинска произошло зверское убийство девушки, в котором был обвинён и осуждён её парень, а два года спустя рядом с деревней Покровка было найдено тело студентки, убитой аналогичной образом. Как оказалось, второе убийство совершил первый заместитель начальника управления сельского хозяйства Кемеровской области Олег Рудой, который накануне также попытался изнасиловать малолетнюю девочку недалеко от села Суслово. |            |                                      |                      |                   |                  |
| 378 | 20         | «Красавчик»                          | Игорь Ромащенко      | Александр Залётов | 3 сентября 2017  |
| В период с мая по сентябрь 1985 года по Ленинск-Кузнецкому прокатилась серия жестоких убийств и нападений на девушек и молодых женщин. Выжившие жертвы и случайные свидетели утверждали, что маньяком был мужчина привлекательной внешности. Его вычислили и задержали благодаря показаниям подруги последней жертвы, которая смогла указать примерное место жительства убийцы; им оказался электрик местной шахты Сергей Щербаков. |            |                                      |                      |                   |                  |
| 379 | 21         | «Смерть на каблуках»                 | Борис Фёдоров        | Татьяна Паук      | 10 сентября 2017 |
| Летом 1987 года в Москве в один и тот же день были убиты капитан ОБХСС Вадим Курпатов и экспедитор ликёро-водочного завода Сергей Валиуллин. Как оказалось, оба убийства совместно спланировали и совершили жёны погибших Алёна Курпатова и Вера Валиуллина. Таким образом Курпатова пыталась прекратить издевательства со стороны мужа, который был домашним тираном, а Валиуллина — отомстить своему мужу за то, что тот в состоянии опьянения тяжело покалечил их дочь. |            |                                      |                      |                   |                  |
| 380 | 22         | «Бабушка с огоньком»                 | Борис Фёдоров        | Светлана Туманова | 17 сентября 2017 |
| 20 августа 1977 года в Ижевске в квартире на Хуторском переулке были найдены три зверски убитые пожилые женщины. В ходе расследования выяснилось, что погибшие промышляли мошенничеством, «излечивая» мужчин от импотенции знахарством за деньги. Убийцу вычислили и задержали пять лет спустя, им оказался шофёр автобазы Василий Третьяков, который был одним из клиентов псевдо-знахарок и расправился с ними в отместку за обман и безрезультатное лечение. |            |                                      |                      |                   |                  |
| 381 | 23         | «Трагедия на Рублёвке»               | Игорь Ромащенко      | Татьяна Паук      | 24 сентября 2017 |
| 1981 год, Подмосковье. На Рублёво-Успенском шоссе в разных местах были по очереди были обнаружены тела трёх не связанных между собой людей — инвалида по зрению и сердцу Марины Никишовой, совхозного шофёра Игнатюка (была попытка скрыть убийство: тело облито бензином и сожжено) и пожилого киоскёра Михаила Филиппова (задушен дорогим импортным галстуком у автобусной остановки). В местах обнаружения тел были найдены следы автомобиля «Волга» с оторванным лоскутом от шины, сам лоскут был обнаружен около тела Никишовой. Весь маршрут убийств начинался с элитного дачного посёлка Барвиха, где на старой профессорской даче в это время развлекалась пьяная молодёжь; у одной из девушек, Кати из Рязани, было обнаружено платье со следами крови и запахом бензина, после чего у неё случилось психическое расстройство, и она была отправлена в психиатрическую больницу. Другие участники вечеринки рассказали, что выпивший виновник торжества Артём Беседин вчера вечером был посажен в присланный ему отцом (крупным чиновником Внешпосылторга Евгением Бесединым) автомобиль «Волга» с личным шофёром Колывановым, и с тех пор Артёма не видели; пропала также и машина с водителем, и её объявили в розыск. Когда нашли автомобиль, Артём Беседин усаживал на водительское сиденье тело Колыванова, чтобы затем столкнуть машину в овраг. Выяснилось, что именно Артём совершил все 4 убийства и заставлял Катю помогать ему. |            |                                      |                      |                   |                  |
| 382 | 24         | «Влюблённый маньяк»                  | Борис Фёдоров        | Светлана Туманова | 1 октября 2017   |
| В середине 1970-х годов по Кемерово прокатилась волна изнасилований девушек и женщин, две из которых были убиты. Маньяка задержали после неудачной попытки совершить очередное нападение, им оказался механик объединения «Азот» и дружинник Геннадий Зотов. К моменту ареста на его счету было не менее 200 изнасилований, но официально следствию удалось доказать его виновность только в 25 эпизодах нападений. |            |                                      |                      |                   |                  |
| 383 | 25         | «Опасный постоялец»                  | Борис Фёдоров        | Светлана Туманова | 8 октября 2017   |
| В 1956 году в разных городах СССР орудовал серийный убийца, который под видом командировочного инженера просился на постой к одиноким женщинам, после чего грабил и жестоко убивал их. Несмотря на схожий почерк, из-за халатности милиции преступления долгое время не связывали в серию, а к ответственности за них привлекались невиновные люди. Настоящего убийцу задержали спустя год в Азове, им оказался учитель географии Сергей Нестерчук, совершивший не менее 9 убийств. |            |                                      |                      |                   |                  |
| 384 | 26         | «Таинственный карлик»                | Борис Фёдоров        | Роман Горшков     | 15 октября 2017  |
| В 1988 году по Туле прокатилась серия разбойных нападений на частные дома, сопровождавшихся зверскими пытками их владельцев и изнасилованиями женщин. Потерпевшие утверждали, что преступления совершала банда во главе с низкорослым молодым человеком, похожим на подростка. Преступников задержали в Калуге вскоре после совершения очередного налёта, ими оказались цыгане под предводительством находившегося во всесоюзном розыске Николая Краснопузова. |            |                                      |                      |                   |                  |
| 385 | 27         | «Любовь, которой не было»            | Игорь Ромащенко      | Александр Залётов | 22 октября 2017  |
| Весной 1979 года в Ленинграде в Малой Невке было обнаружено туловище убитой женщины. Установить её личность удалось спустя полтора месяца, когда в поле зрения милиции попал инженер-технолог Назим Рустамов, пытавшийся найти свою пропавшую жену. Как оказалось, Рустамов расправился с женой на почве ревности, расчленил её тело и выбросил останки в разных частях города, после чего сам же заявил о пропаже супруги в милицию, чтобы отвести от себя подозрения. |            |                                      |                      |                   |                  |
| 386 | 28         | «Отцовская месть»                    | Борис Фёдоров        | Светлана Туманова | 29 октября 2017  |
| Весной 1991 года в Саратове началась серия жестоких убийств и разбойных нападений на девушек и женщин, одна из которых выжила, но осталась инвалидом. Убийцу вычислили в ходе поисков сделанных на заказ золотых серёжек, которые были украдены у первой жертвы; им оказался работник пожарной части Олег Снегов. Во время судебных разбирательств отец одной из погибших девушек попытался расправиться с ним, но был остановлен. |            |                                      |                      |                   |                  |
| 387 | 29         | «В постели с убийцей»                | Игорь Ромащенко      | Александр Залётов | 12 ноября 2017   |
| В 1977 году в окрестностях Вологды одна за другой бесследно исчезли три девушки. Благодаря показаниям друзей третьей пропавшей следствие установило, что к исчезновениям был причастен мужчина в военной форме, разъезжавший на автомобиле «Москвич-402». Им оказался бывший работник следственного изолятора Николай Сахаров, который расправлялся с девушками за отказ в интимной близости, после чего сжигал их тела в лесу. |            |                                      |                      |                   |                  |
| 388 | 30         | «Адская бочка»                       | Борис Фёдоров        | Александр Залётов | 19 ноября 2017   |
| В начале лета 1982 года в Выборге без вести пропала инженер приборостроительного завода Галина Сергеева. Подозрение пало на её мужа Владимира, с которым женщина собиралась развестись из-за сложившихся неприязненных отношений. Следствие установило, что Сергеев спланировал и совершил убийство жены из-за нежелания делить имущество и продавать построенный им дачный дом; расправившись с женой, он сжёг её тело в мусорной бочке на даче, а останки закопал в лесу. |            |                                      |                      |                   |                  |
| 389 | 31         | «Прибалтийский упырь»                | Борис Фёдоров        | Светлана Туманова | 3 декабря 2017   |
| В 1991 году в Санкт-Петербурге на чердаках домов рядом с набережной реки Фонтанки поочерёдно были обнаружены мумифицированные тела двух убитых девушек, пропавших без вести несколькими месяцами ранее. Маньяка вычислили и задержали после неудачной попытки расправиться с ещё одной девушкой и её дедушкой, им оказался 23-летний уроженец Риги Эдгар Берзиньш, который заманивал своих жертв на чердаки под видом экскурсовода. |            |                                      |                      |                   |                  |
| 390 | 32         | «Любовь и голуби. Подлинная история» | Игорь Ромащенко      | Александр Залётов | 10 декабря 2017  |
| В 1985 году в Москве в квартире на Ленинском проспекте была найдена убитой сотрудница Министерства внешней торговли Лариса Воровская. Под подозрение попал её личный шофёр и любовник Михаил Пухов, который незадолго до гибели женщины бросил ради неё свою семью, но у него было алиби. Как оказалось, с Воровской расправились брошенная жена Пухова Галина и её сводный брат-рецидивист Сергей Ахримов; последний позже попытался убить и самого Пухова, но был задержан. |            |                                      |                      |                   |                  |
| 391 | 33         | «Невеста под кроватью»               | Борис Фёдоров        | Александр Залётов | 17 декабря 2017  |
| 1991 год, Москва. Не сумевшая улететь в командировку из-за нелётной погоды Ольга Балабина, возвратившись домой, обнаруживает в своей квартире неизвестную раненую девушку в подвенечном платье, которая утверждает, что из-за амнезии ничего не помнит; её отправляют в больницу, на чердаке того же дома обнаруживают вещи неизвестной. Вскоре кто-то выбрасывает Ольгу Балабину из окна её квартиры, и она погибает. Затем в одном из подвалов обнаруживают убитым Ивана Колоскова, жившего в том же подъезде, что и Балабина. Супруга Колоскова рассказывает, что за 2 дня до своей смерти муж собирался чем-то шантажировать их соседа — полковника Виктора Захревского. Тем временем неизвестная невеста сбегает из больницы, но приёмный сын Захревского, Андрей, сообщает оперативникам её имя (Лада Вишневецкая) и адрес. Выяснилось: думая, что Виктор Захревский — бросивший её отец, вытолкнувший мать из окна, Лада искала его, чтобы высказаться, но встретила Андрея (сына его второй жены). Андрей и Лада полюбили друг друга и собирались пожениться, но Захревский случайно заметил у Лады кулон её матери и хотел прогнать её, но Андрей заступился за Ладу, и в завязавшейся драке она упала и стукнулась головой о гантель. Подумав, что Лада мертва, Захревские решили временно спрятать её в квартире Балабиной, которая, уезжая в командировку, на всякий случай оставила ключи от неё Виктору. Чтобы Балабина не рассказала милиции о том, кому она оставила ключи от квартиры, Виктор выбросил её из окна; Колоскова он убил потому, что тот случайно увидел, как он прятал на чердаке вещи Лады. Виктор рассказал Ладе: он был бесплоден, но перед свадьбой узнал о беременности её матери и попытался прогнать её, но она сама выпрыгнула из окна и стала инвалидом; после этого полковник выстрелил себе в голову. |            |                                      |                      |                   |                  |
| 392 | 34         | «Красная икра»                       | Игорь Ромащенко      | Александр Залётов | 24 декабря 2017  |
| 1982 год, Москва. Вечером на глазах у сотрудника милиции неизвестный мужчина пытается насильно усадить стюардессу в свой автомобиль, заступившийся милиционер получает от нападавшего смертельный удар ножом. Милиция выясняет, что в окрестностях места преступления проживает стюардесса Мария Лёвкина. В квартире Марии обнаруживают 3-литровую банку красной икры, а её сестра Зинаида Мартынова говорит, что Мария сейчас находится в рейсе на Владивосток. В это время при облаве ОБХСС на общественную столовую сбегает один из её работников (Алексей Лёвкин), оставив 3-литровую банку красной икры; позже его обнаруживают у себя дома убитым, и он оказывается бывшим мужем Марины. Зинаида признаётся, что убила Алексея, потому что тот угрожал ей, сестре и её ребёнку. Вернувшаяся Марина отрицает своё похищение. Следствие выясняет, что у сестёр есть ещё и брат Михаил Мартынов, живущий на Камчатке, но имеющий в Москве друга Георгия Середу; во время ареста Середа нападает на оперативника и погибает. Выясняется, что Марина Лёвкина организовала поставки браконьерской красной икры с Камчатки, где часто бывала по работе, в Москву при помощи Михаила, который её добывал, а Зинаида должна была продавать её на заводе, где работала. Но Зинаида всё рассказала Алексею, который решил производить реализацию икры через общепит и не делиться с Зинаидой. Тогда она пожаловалась брату, и тот привлёк Середу для силового решения спорных вопросов дележа добычи; именно Середа и убил милиционера, заступившегося за Марину. Так как Алексеем занялись уголовный розыск и ОБХСС, Михаил решил убить его, а исполнителем стал Середа. |            |                                      |                      |                   |                  |
| 393 | 35         | «Дело Деда Мороза»                   | Борис Фёдоров        | Александр Залётов | 24 декабря 2017  |
| Декабрь 1986 года, Москва. На скамейке в парке становится плохо пожилому мужчине в костюме Деда Мороза; в больнице он умирает, а на его теле обнаруживают следы побоев. В этот же вечер в одной из квартир находят убитыми Ирину Лисовец и её знакомого. По показаниям свидетелей и номеру автомобиля удаётся найти Георгия Панькова, который был замечен у дома Лисовец в вечер убийства в костюме Деда Мороза. Выясняется, что он работает с Лисовец в одном месте, а её погибший знакомый — его брат Анатолий; Георгий был любовником Лисовец и приехал к ней, чтобы поздравить с Новым годом, но застал у неё своего брата, который тоже оказался её любовником, и в порыве ревности Паньков убил обоих. По обёрткам от редких импортных конфет, которые были у мужчины, умершего в больнице, оперативникам удаётся найти квартиру семьи Смирновых, где он до этого побывал. В ней проживали Алла и Сергей Смирновы со своей малолетней дочерью. Выяснилось, что умерший мужчина (Пётр Алябьев) был отцом Аллы, а её муж — домашним тираном, систематически избивающим жену; Алябьев был против побоев и за это Смирнов запретил ему видеться со внучкой. Но Алябьев всё равно пришёл поздравить её с Новым годом в костюме Деда Мороза, и вернувшийся вскоре домой Смирнов жестоко избил и прогнал тестя, после чего Алябьеву от пережитого стало плохо с сердцем. |            |                                      |                      |                   |                  |

### 2018 год
| № | № в сезоне | Название                                | Режиссёр-постановщик | Автор сценария    | Дата премьеры    |
| --- | ---------- | --------------------------------------- | -------------------- | ----------------- | ---------------- |
| 394 | 1          | «Медвежий угол»                         | Игорь Ромащенко      | Светлана Туманова | 4 февраля 2018   |
| В начале августа 1983 года в деревне Проневская Тарногского района Вологодской области было совершенно убийство заслуженного учителя РСФСР, её мужа и пожилой матери. Преступником оказался муж дочери погибшей — бывший милиционер Евгений Сверчков, который пытался расправиться и с женой, но ей удалось спастись. |            |                                         |                      |                   |                  |
| 395 | 2          | «Влюблённый ученик»                     | Борис Фёдоров        | Татьяна Паук      | 11 февраля 2018  |
| 1988 год, Москва. В подъезде находят убитым пожилого ветерана ВОВ. Вскоре обнаруживают убитой у себя дома школьницу Оксану Изотову, навещавшую и помогавшую ветерану по хозяйству. По обнаруженной на месте преступления записке следователь определяет фамилию знакомого убитой — Решетов. Его коллега, эксперт-криминалист, носил ту же фамилию и имел 17-летнего сына Александра. Во время слежки за юношей следователь увидел, что тот встречается с дочерью убитого ветерана Ларисой, работающей учительницей. Следователь задержал Александра и сумел добиться от него признания в убийстве ветерана, совершённом по просьбе Ларисы, в которую Решетов был влюблён ещё с тех пор, когда она была его учительницей. Женщина хотела избавиться от старика, чтобы освободить место в квартире для личной жизни. Отец Александра назначил встречу следователю на Большом Москворецком мосту, на которой признался в убийстве школьницы Оксаны, оказавшейся случайным свидетелем убийства ветерана (об этом ему рассказал сын), после чего пытался покончить с собой, бросившись с моста. |            |                                         |                      |                   |                  |
| 396 | 3          | «Чужой ребёнок»                         | Борис Фёдоров        | Александр Залётов | 18 февраля 2018  |
| 1984 год. Москва. На съёмной квартире обнаруживают тело студентки Нины Светличной; кто-то ударил её по голове и, сделав кесарево сечение, забрал из утробы ребёнка. Через некоторое время ударом молотка по голове убивают вернувшегося домой хозяина квартиры Деева, в прошлом врача-акушера. При обходе женских консультаций находят свидетеля, рассказавшего, что он видел Светличную в компании мужчины и женщины. После кропотливой работы следователи определили, что женщина — 38-летняя Татьяна Микулина; вскоре задерживают её мужа Василия. Выясняется, что, приехав с Севера, Василий обзавёлся в Москве женой, которая должна была родить ему ребёнка. Но Татьяна оказалась бесплодной, тогда Микулин пригрозил ей разводом и изнасиловал жившую у них квартирантку Нину Светличную. Татьяна сначала прогнала Нину, но случайно встретив её и узнав о беременности от Василия, предложила отдать лишнего для Нины ребёнка им с Василием. Согласившаяся Светличная была поселена к Дееву, но, когда пришло время ехать в деревню для родов, внезапно отказалась, и тогда Микулина ударила Нину по голове и срочно вызвала Деева, чтобы тот забрал из её утробы ещё живого ребёнка; затем Микулины вместе с Деевым и ребёнком уехали в деревню. Когда через несколько недель Деев вместе с Микулиными заехал к себе домой за вещами, Василий убил его ударом молотка по голове как лишнего свидетеля. Татьяну задержали лишь через 6 месяцев. |            |                                         |                      |                   |                  |
| 397 | 4          | «Смертельный вирус»                     | Борис Фёдоров        | Александр Залётов | 25 февраля 2018  |
| 1991 год, Москва. Оперативники нашли во дворе отрезанную часть человеческого тела (половой орган); ни преступника, ни жертву найти не удаётся. Вскоре жильцы одного из домов жалуются на стоны из стены. Местный участковый врывается в квартиру и становится причиной очередной трагедии. Выбросившимся из окна оказывается Евгений Кукушкин, именно его отрезанный половой орган был найден ранее. Позже находят тело убитого врача, но по приезде милиции тело исчезает; как выяснилось, скорая помощь успела забрать тело. Позже милиция приходит с проверкой в медицинский кооператив, но там сжигают все медицинские документы, а главврач Андрей Горбенко сбегает; по ходу обыска выясняют имя убитого врача — Антон Саватеев. Андрея Горбенко удаётся арестовать, и тот рассказывает, что он и Саватеев занимались продажей витаминов под видом лекарств от СПИДа. От того же Горбенко сыщики узнают убийцу — Глеба Соловьёва. Выяснилось, что Глеб Соловьёв тяжело ранил Евгения Кукушкина, поскольку тот заразил его жену Анну и дочь Машу ВИЧ-инфекцией, что и стало причиной их болезней, и убил Антона Саватеева за обман с лекарствами. |            |                                         |                      |                   |                  |
| 398 | 5          | «„Отдайте ребёнка!“»                    | Игорь Ромащенко      | Александр Залётов | 4 марта 2018     |
| 1983 год, Москва. Во время прогулки неожиданно пропадает Максим Логунов. Вскоре по телефону от родителей мальчика начинают требовать выкуп в 15 000 рублей. После задержания сообщника похитителя (Сергея Хлопкова) выяснилось, что похитителем является отец Максима — Юрий Логунов; его задержали как раз тогда, когда он собирался убить собственного сына, так как он рассказал бы, что был с отцом. Выяснилось, что, мечтая о вольготной жизни, Юрий Логунов захотел жениться на дочери какого-нибудь крупного чиновника, но ему мешала уже имевшаяся у него семья. Тогда он решил избавиться от сына, подставив при этом своего отца, требовавшего от него алименты, и получив от родителей жены выкуп за ребёнка. |            |                                         |                      |                   |                  |
| 399 | 6          | «Товарищ любовница»                     | Борис Фёдоров        | Александр Залётов | 11 марта 2018    |
| 1985 год, Москва. Из окна своей квартиры выпадает Ольга Пушилина. Её муж Иван сбегает с места происшествия, но вскоре его задерживают при попытке задушить на улице неизвестную женщину. Иван объяснил это тем, что заподозрил её в убийстве жены. Соседка Пушилиных рассказывает, что Иван жаловался ей на домогательства со стороны своей начальницы — директора предприятия Натальи Борисовой; вскоре эта соседка обнаружила Ивана у себя дома повесившимся. Против Борисовой улик не нашлось, но она уволилась с работы, а затем устроилась деканом в один из московских вузов. В 1989 году кто-то плеснул Борисовой кислотой в лицо; выяснилось, что она, работая деканом, совращала молодых студентов. В палату к ней положили сотрудницу милиции, благодаря которой прояснились все обстоятельства. В 1985 году Борисова была любовницей Пушилина, но разводиться с женой он не хотел, и тогда та выбросила Ольгу из окна, но Иван догадался, кто убийца, попытался задушить Борисову, а затем с тоски повесился у себя дома. В 1989 году Любовь Корноухова (мать Аркадия, одного из студентов-любовников Борисовой) добилась, чтобы она оставила её сына в покое, после чего, оставшись без прикрытия декана, Аркадий был отчислен из института за неуспеваемость и отправлен на срочную службу в армию, где погиб в результате несчастного случая; его мать и отомстила Борисовой, плеснув ей в лицо кислотой. |            |                                         |                      |                   |                  |
| 400 | 7          | «Убить за ребёнка!»                     | Игорь Ромащенко      | Светлана Туманова | 18 марта 2018    |
| В 1983 году в Ленинграде было совершено убийство инженера-изобретателя Леонида Строганова. Как оказалось, преступление организовала его жена Лидия, которая хотела отомстить мужу за его издевательства над её сыном от первого брака, а исполнителем стал знакомый женщины — спецназовец Василий Олешко. |            |                                         |                      |                   |                  |
| 401 | 8          | «Прирождённый убийца»                   | Игорь Ромащенко      | Александр Залётов | 8 апреля 2018    |
| 1982 год, Омск. В вагоне железнодорожного состава обнаружен расстрелянным воинский караул из 4 человек; украдены 2 автомата, ещё у 2 отсутствовали магазины. Позже в Усмани Липецкой области происходит попытка угона мотоцикла, был ранен его владелец. У гаражей недалеко от места преступления находят спортивную сумку с заряженным автоматом; преступник возвращается за сумкой, но уходит от устроенной засады. Вскоре в Луховицах происходит угон инкассаторского «УАЗа-452», а позже — расстрел инкассаторов в такси. Ограбление проваливается, но инкассатор Романовский погибает, а другой инкассатор Роев становится инвалидом. По ходу следствия удаётся установить личность убийцы — военнослужащий Николай Лукин; его удаётся задержать в поезде по дороге в Рязань. |            |                                         |                      |                   |                  |
| 402 | 9          | «По тонкому льду»                       | Борис Фёдоров        | Татьяна Паук      | 15 апреля 2018   |
| 1979 год, Москва. У гаражей найдена мёртвой 9-летняя школьница Анна Семёнова, на месте преступления находят почтовый мешок со следами сургуча. Позже происходит нападение на её мать — учительницу Ксению Семёнову, которую пытались убить ударом хоккейной клюшки; на ней находят следы того же сургуча. По ходу следствия выясняется, что неизвестные таким образом мстят за смерть 2 мальчишек в результате несчастного случая (оба провалились под лёд и утонули). Выясняется, что после этого несчастного случая за Семёнову вступился директор школы Иван Кузьмин, поскольку та была его любовницей; позже его находят мёртвым в собственном кабинете. Подозрение падает на родных погибших мальчиков, но позже после выписки Ксении Семёновой из больницы происходит попытка повторного нападения на неё, в результате которой арестовывают 40-летнюю Лидию Лужкову и её старшего сына, 16-летнего Владимира. Выясняется, что оба хотели вначале похитить Анну Семёнову с целью подержать в плену, но она при падении ударилась головой о железную деталь. Позже Владимир ударил Ксению Семёнову клюшкой по голове, но та выжила, и затем довёл до инфаркта директора школы Ивана Кузьмина. |            |                                         |                      |                   |                  |
| 403 | 10         | «Красная шапочка»                       | Борис Фёдоров        | Светлана Туманова | 22 апреля 2018   |
| В 1974 году по Саратову прокатилась волна убийств и изнасилований девочек и девушек, одной из которых удалось выжить. Маньяком оказался пожарный Вячеслав Демичев. |            |                                         |                      |                   |                  |
| 404 | 11         | «Примета убийцы»                        | Игорь Ромащенко      | Александр Залётов | 29 апреля 2018   |
| Летом 1989 года в Новосибирской области орудовал жестокий серийный убийца, который связывал своих жертв в позу «ласточки». Им оказался сварщик Фёдор Козлов, ранее судимый за убийство собственной бабушки и троюродной сестры. |            |                                         |                      |                   |                  |
| 405 | 12         | «Взорванная свадьба»                    | Борис Фёдоров        | Александр Залётов | 6 мая 2018       |
| 1989 год, Москва. В ресторане во время свадьбы Антона и Аллы Пановых случайно взрывается один из подарков; двое гостей, в том числе маленькая девочка, погибают. Через год после этого происходит покушение на Антона Панова. В ходе следствия выясняется, что гранату в подарок заложил отец жениха Виталий Панов, чтобы освободить жилплощадь для своей дочери Эльвиры (младшей сестры Антона), которую любил больше, но пострадали случайные люди. После этого Панов затаился, но потом узнал о беременности Аллы и решил завершить начатое. |            |                                         |                      |                   |                  |
| 406 | 13         | «Интердевушка»                          | Борис Фёдоров        | Александр Залётов | 13 мая 2018      |
| 1990 год, Москва. На улице задерживают полуголого иностранца Курта Нойманна. Сыщики подозревают, что совсем недавно мужчина убил девушку и сбежал с места преступления. Сам приезжий уверяет, что он невиновен и всего лишь хотел жениться на русской красавице, но кто-то напал на них во время свидания и оглушил его, а девушку убил; испугавшись, Курт сбежал. Вскоре неподалёку от места происшествия находят раненую Елену Крикалёву. Следствие устанавливает, что у убитой Валерии Новиковой был ухажёр Артём Иванов, которого она отвергла. Оказалось, что Крикалёва — тётя Антона; кроме того, она же обучала Новикову немецкому языку, готовя к поступлению в институт. Когда Антон начал ухаживать за Валерией, Крикалёва решила, что она ему не пара, и предложила знакомство с иностранцем для последующего замужества и отъезда за рубеж. В день убийства Крикалёва шла к дому свиданий, когда на неё напал Иванов. Затем он дождался Валерию с Куртом и напал на них в доме. |            |                                         |                      |                   |                  |
| 407 | 14         | «Танцующий убийца»                      | Игорь Ромащенко      | Светлана Туманова | 20 мая 2018      |
| 1987 год, Ленинград. В квартире была обнаружена убитая семья Никоновых; мальчик и его мать были задушены. Вскоре в районе Автово был убит коллекционер Александр Блюмкин; в обоих случаях из квартир убитых был украден видеомагнитофон. Подозрения в убийстве Блюмкина пали на 20-летнего диджея Сергея Князева по прозвищу «Князь», после ареста он во всём сознался — к себе в сообщники Князев позвал друга-танцора 17-летнего Петра Антипова. Князев и Антипов не собирались убивать Блюмкина, они хотели связать его и сунуть в рот кляп, а когда Блюмкин потерял сознание, пытались оживить его, но не смогли; видеомагнитофон и кассеты грабители украли. Обвинения в убийстве Никоновых Князев и Антипов отрицали. К убийству Никоновой и её сына оказался причастен 17-летний ПТУшник Александр Беляев, который тоже совершил преступление из-за видеомагнитофона. |            |                                         |                      |                   |                  |
| 408 | 15         | «Маньяк из 10-го „Б“»                   | Игорь Ромащенко      | Александр Залётов | 27 мая 2018      |
| В 1989—1991 годах по Туле прокатилась серия убийств и изнасилований пожилых женщин. Маньяком оказался 17-летний Сергей Цуканов, которого приговорили к 10 годам лишения свободы. Он был освобождён условно-досрочно в 1998 году, после чего совершил ещё 5 аналогичных преступлений. |            |                                         |                      |                   |                  |
| 409 | 16         | «Туфелька на обочине»                   | Борис Фёдоров        | Александр Залётов | 3 июня 2018      |
| 1990 год, Дмитров. Бесследно исчезает Татьяна Буторина. Позже недалеко от города на берегу водоёма находят дамскую сумочку из старых джинсов; после исчезновения молодой девушки Екатерины Ворониной её мать Ирина опознала найденную сумку — она принадлежит её пропавшей дочери. Вскоре пропадает ещё одна девушка — Виктория. После этого милиция начала поиски, и вскоре на обочине одной из дорог была обнаружена туфелька, которая принадлежала Виктории. Спустя некоторое время пропавшая девушка была найдена в деревне в Ярославской области в бессознательном состоянии; скорая приехала через 1,5 часа, но по пути в больницу Виктория скончалась от ран. Следователь предполагает: шофёр-убийца специально отклонялся от маршрута, делал крюк, подбирал жертв и увозил в другие области. Оставалось узнать, кто из шофёров опаздывал к месту назначения, когда происходили убийства и вскоре пришла информация, что в эти дни грубо нарушил график работы только один шофёр — Евгений Гамов. Его арестовали, и, осмотрев кузов его машины с помощью ультрафиолетовой лампы, сыщики смогли увидеть кровь на бортах, на потолке и на полу. После ареста Гамов признался в 2 убийствах с изнасилованиями и в похищении Виктории, погибшей от истязаний. Также он рассказал об убийстве неизвестной проститутки, но позже от него отказался. |            |                                         |                      |                   |                  |
| 410 | 17         | «Смертельный отпуск»                    | Борис Фёдоров        | Александр Залётов | 10 июня 2018     |
| 1983 год. По дороге из Нижневартовска в Сочи пропадают Михаил Сиротин и его 8-летний незрячий сын Павел. Следствие выясняет, что Сиротин, опоздав на самолёт и не сумев достать билет на поезд, отправился с сыном на юг вместе с нанятым водителем на его автомобиле. Под подозрение попадает шофёр таксопарка Алексей Васин. Тем временем к воронежской больнице неизвестные подбрасывают мальчика, который оказывается Павлом Сиротиным и рассказывает, что на привале шофёр напал на отца и затем уехал, а сам он заблудился и искал папу, пока его не сбили машиной какие-то отдыхающие. Мальчик сумел опознать Васина наощупь, и тот признался в преступлении. Михаила нашли в заброшенной деревне, куда он сумел добраться и где его спасла и выхаживала пожилая знахарка. Алексей Васин рассказал, что не собирался грабить и убивать Михаила Сиротина, а удары обухом топора нанёс ему в ходе ссоры, возникшей из-за места в палатке. |            |                                         |                      |                   |                  |
| 411 | 18         | «Жестокий романс»                       | Игорь Ромащенко      | Татьяна Паук      | 17 июня 2018     |
| 1986 год, Москва. Рано утром на Тверском бульваре было обнаружено тело 19-летней Ларисы Агеевой с ножевым ранением и следом от удавки; выясняется, что она была беременна. Под подозрение попадает молодой шофёр Васильев, влюблённый в Ларису. Его задерживают, но он оказывается невиновным и указывает на другого ухажёра, 28-летнего бармена Виталия Аристова (который и оказался отцом ребёнка Ларисы), сообщив его адрес, но того обнаруживают мёртвым у себя в квартире. Затем появляется новый подозреваемый — директор рынка Пастухов, с которым Ларису хотела свести её мать Нина в обмен на финансовую помощь их бедной семье; но выясняется, что он тоже не убивал. Друг Аристова рассказал следствию о ревновавшей его к Ларисе 24-летней дочке министра Зинаиде Дегтярёвой. Дегтярёва призналась, что она задушила Агееву, но сказала, что перед этим видела женщину, у которой были руки в крови. После составления фоторобота оказалось, что эта была мать Ларисы — Нина Агеева. Выяснилось, что Лариса, отвергнув Пастухова, убежала из дома, её мать пустилась вдогонку и нашла Ларису на скамейке, где она сказала ей, что беременна, и мать в порыве гнева убила дочь ножом. Вскоре, не зная этого, на уже мёртвую Ларису сзади с удавкой напала Дегтярёва; она же убила Аристова во время ссоры из-за убийства Ларисы. |            |                                         |                      |                   |                  |
| 412 | 19         | «Чужак»                                 | Игорь Ромащенко      | Александр Залётов | 24 июня 2018     |
| 1990 год, Орловская область. Убита 15-летняя дочь участкового Марина Купцова. На месте преступления видели её соседа — комбайнёра Николая Галкина, но вскоре его находят повешенным. Спустя время Кирилл Купцов (отец Марины) врывается в дом Софьи Поповой, но к приходу милиции сбегает через окно. Попова рассказала, что Кирилл расспрашивал её об Алёше Печерникове, которого она выдавала за своего племянника. На Алёшу падает подозрение, поскольку в доме Софьи обнаруживают фигурку из пенопласта (ранее другие такие фигурки были обнаружены на месте смерти Марины и в доме Купцовых). Потом подозрение падает на Кирилла, поскольку в доме Николая Галкина обнаружили фотоплёнки, где запечатлены факты издевательств над Мариной. Вскоре Кирилла Купцова обнаруживают убитым в Курске. По ходу следствия выясняется, что за 2 месяца до убийства Марины был обнаружен мёртвым Иван Печерников — отец Алёши. Алёшу обнаруживают в доме одного из жителей, где он долго прятался. Выяснилось, что Ивана Печерникова убил его брат Владимир. После этого случая Алёша ушёл в бега. Владимир Печерников в надежде убить племянника пришёл в дом Купцовых, где убил Марину, а позже и её отца, поскольку тот подобрался слишком близко к правде об убийстве Ивана Печерникова. |            |                                         |                      |                   |                  |
| 413 | 20         | «Пышка»                                 | Борис Фёдоров        | Александр Залётов | 2 сентября 2018  |
| 1989 год, Москва. Бесследно пропадают супруги Виктор и Раиса Кравцовы. Далее бесследно пропадает бывший врач-диетолог Андрей Подьячий, который работал в крематории; от матери Подьячего выясняется, что перед исчезновением он куда-то ушёл с ружьём. Далее неизвестный устраивает стрельбу в Кузьминском парке, при попытке ареста он ранил оперативника, после чего сбежал, бросив ружьё в пруд; ружьё принадлежало Подьячему. Выясняется, что незадолго до исчезновения Подьячий оказывал диетологические услуги Кире Нечаевой, бывшей жене Виктора Кравцова. Тем временем выясняется имя устроившего стрельбу в парке — Игорь Кожокин, позже пропадает и он; при обыске в его доме находят патроны для ружья Подьячего. Тем временем Кира Нечаева попыталась покончить с собой, сбросившись с моста на железнодорожные пути, но её останавливают. От неё выясняется, что Виктор Кравцов развёлся с ней из-за её лишнего веса. Позже она вышла замуж за Олега Кожокина, как потом выяснилось, старшего брата Игоря и напарника Подьячего в крематории; он и познакомил её с Андреем. Кира признаётся, что Олег Кожокин является убийцей. Когда его задерживают, он во всём признаётся: по просьбе Киры Нечаевой он проник в квартиру Кравцовых, чтобы забрать оттуда её платье, но уже в квартире он решил разыграть Кравцова, рассказав ему об изменах Раисы. Но Раиса пришла домой первой, застала Олега в поисках платья и от паники упала, ударилась головой и умерла. Когда домой пришёл Виктор, Олег убил его как лишнего свидетеля. Тела обоих супругов он расчленил и сжёг в крематории. Андрей Подьячий заметил это и пришёл к Кожокину с ружьём, чтобы потребовать с него деньги (он подозревал, что рэкетиры заплатили Кожокину, чтобы он сжёг тела Кравцовых), но Олег убил и сжёг его, забрав себе ружьё; то же он сделал и с младшим братом Игорем, который украл ружьё с целью попугать бывших одноклассников, среди которых он был изгоем. |            |                                         |                      |                   |                  |
| 414 | 21         | «Джульетта и Джульетта»                 | Борис Фёдоров        | Александр Залётов | 9 сентября 2018  |
| 1 сентября 1984 года, Москва. В школе в красном уголке обнаружено тело старшеклассницы Валентины Приговой, орудием преступления оказалась стамеска. Подозрение падает на молодого учителя пения Геннадия Успенского, но его увозит скорая помощь; выясняется, что кто-то пытался отравить его крысиным ядом. Как оказалось, в Успенского были влюблены Валентина Пригова и Оксана Стычкина. В день убийства в красном уголке Валентина шантажом заставила Успенского сделать выбор: она или Оксана. Пришедшая Оксана убила её стамеской, после чего заставила Геннадия молчать о случившемся. Потом Оксана решила отравить Успенского крысиным ядом и отравиться сама, но в последний момент так и не решилась принять яд. После выписки Геннадия из больницы они отправились гулять на поляну, где пытались убить друг друга, но обоих арестовали. |            |                                         |                      |                   |                  |
| 415 | 22         | «Жена в коробке»                        | Игорь Ромащенко      | Александр Залётов | 16 сентября 2018 |
| 20 июля 1989 года в Череповце было совершено убийство кассира и ограбление кассы судоремонтного завода. Преступником оказался старший моторист предприятия Игорь Филиппов, который за несколько месяцев до этого также расправился с собственной беременной женой. |            |                                         |                      |                   |                  |
| 416 | 23         | «Опасные танцы»                         | Игорь Ромащенко      | Александр Залётов | 23 сентября 2018 |
| В 1980 году по Балаково Саратовской области прокатилась волна убийств и нападений на девушек и мальчиков. Маньяком оказался сын представителей номенклатуры Александр Юрпалов, который также возглавлял банду, промышлявшую угонами автомобилей. |            |                                         |                      |                   |                  |
| 417 | 24         | «Любовь по переписке»                   | Борис Фёдоров        | Александр Залётов | 30 сентября 2018 |
| 1986 год, Ленинград. В Шуваловском парке найден утопленным в озере 6-летний Миша Бессонов. Под подозрение попадает 20-летняя воспитательница детского сада Светлана Курбатова, так как с матерью Миши (Людмилой Бессоновой), работавшей в том же детсаде нянечкой, её связывала тайная страсть. Вскоре выяснилось, что именно Курбатова убила сына своей возлюбленной, чтобы он не мешал строить им отношения. |            |                                         |                      |                   |                  |
| 418 | 25         | «Покровские ворота. Современная версия» | Борис Фёдоров        | Татьяна Паук      | 7 октября 2018   |
| 1982 год. Московские сыщики заняты запутанным делом. Убита 23-летняя фельдшер скорой помощи Софья Аксёнова, а затем ликвидирован свидетель преступления — 70-летний музыкант Захар Трубецкой. Под подозрением студент-мотоциклист Никита Стоцкий, инженер-интеллигент Виктор Капустин, его бывшая жена Елена Гаврилова и её новый супруг Пётр. Следствие приходит к выводу: к убийствам причастны Капустин и Гавриловы; в частности, Пётр Гаврилов был пойман с поличным в тот момент, когда пытался уничтожить улики. |            |                                         |                      |                   |                  |
| 419 | 26         | «Обнажённый демон»                      | Игорь Ромащенко      | Светлана Туманова | 14 октября 2018  |
| 1963 год, Фрунзе. В столице Киргизской ССР появляется необычный маньяк — он носит на голове объёмный венок из листьев и нападает не только на девушек, но и на супружеские пары. Милиции несколько раз удаётся застать убийцу на месте преступления, но тот всегда оказывается быстрее и проворнее стражей порядка. Выйти на след маньяка удаётся по маленькому комочку глины; им оказывается 28-летний водитель автобазы Виктор Селихов, который совершал убийства из-за обиды на дважды отвергнувшую его женщину. На его счету были 3 убийства, 10 изнасилований и 17 покушений. |            |                                         |                      |                   |                  |
| 420 | 26         | «Афоня. Криминальная версия»            | Борис Фёдоров        | Александр Залётов | 21 октября 2018  |
| 1989 год, Москва. В ванной комнате обнаруживают убитой Антонину Борисову, под подозрение попадает её жених — сантехник Афанасий Зуйков. Однако в ходе следствия, благодаря найденным уликам, подозрение падает на практиканта Зуйкова — 18-летнего Георгия Сладкова; при обыске в его квартире находят вещи, проходящие по делам о квартирных кражах. Выясняется, что во время визитов в квартиры клиентов Сладков незаметно делал слепки с их квартирных ключей, а позже обворовывал их, но однажды он по неосторожности убил неожиданно вернувшегося хозяина квартиры. Второе убийство случилось, когда Зуйков был в отъезде, а у Борисовой произошла поломка водопроводного крана. На вызов пришёл Сладков, но Борисова заметила, что он делает слепок с ключа, и Сладков убил её, ударив головой об ванну. Зуйков, узнав о том, кто убил его невесту, пытался утопить преступника в фонтане, но милиционеры прервали самосуд. |            |                                         |                      |                   |                  |
| 421 | 27         | «Звёздное дело»                         | Игорь Ромащенко      | Светлана Туманова | 28 октября 2018  |
| 1984 год, Фрунзе. Вместе с личным автомобилем пропадает известный диктор местного телевидения Жолдубай Кайыпов, через сутки его находят убитым в багажнике принадлежащих ему «Жигулей». Разрабатываются различные версии, вплоть до супружеской неверности, однако муж одной из коллег Кайыпова по работе на телевидении (редактора Ольги Максаковой) даёт сыщикам наводку: в нерабочее время Жолдубай подрабатывал таксистом; причиной такой подработки стали долги, появившиеся у него в результате покупки кооперативной квартиры и машины. Несколько позже пропадает фотокорреспондент Бердиган, в этот же день в руки милиции попадает его японский фотоаппарат — его продали одному из фотолюбителей на рынке по заниженной цене. В результате наружного наблюдения удаётся выйти на свидетеля Алиева, который видел убийц Кайыпова и даёт их адрес, однако сыщики не обнаруживают там преступников. Позже совершается нападение на Валерия Белькевича — бывшего работника милиции, ставшего таксистом-частником, но ему удаётся спастись и поставить в известность милицию о нападении. Оперативники повторно проверяют квартиру убийц и накрывает там целую шайку, главарём которой был Муратбек Хуссейнов — сын полковника. Он и его двое друзей были из числа тех, кто хотел красиво жить, но не хотел работать, а подружки ребят — Люба и Лена — были свидетелями, но радовались, глядя на убийства. На допросе Хуссейнов объяснил, что убил Кайыпова, потому что не захотел платить за пользование услугами такси. |            |                                         |                      |                   |                  |
| 422 | 28         | «Бойся своих желаний»                   | Борис Фёдоров        | Светлана Туманова | 4 ноября 2018    |
| 1969 год, посёлок Кез (Удмуртия). Неизвестный преступник в лесу в упор из охотничьего ружья убивает местную жительницу Тамару Третьякову. Через год он снова открывает стрельбу в лесу по девушке и её младшему брату; брат погиб, а девушка осталась инвалидом. Убийца был задержан, когда с улицы через окно морга смотрел на тело убитого им. Преступником оказался житель посёлка Кез, 18-летний учащийся одного из пермских ПТУ Евгений Хомяков, которому просто нравилось стрелять из ружья сначала по животным, а потом по людям. После первого убийства Хомяков уехал на учёбу в Пермь и, вернувшись через год, он продолжил убивать. |            |                                         |                      |                   |                  |
| 423 | 29         | «Жаркий мужчина»                        | Игорь Ромащенко      | Роман Горшков     | 11 ноября 2018   |
| 1979 год, Калуга. 20-летняя Ольга Коростылёва кончает жизнь самоубийством за 3 дня до свадьбы. Выясняется, что её изнасиловали, а нерадивый следователь во всём обвинил потерпевшую. Дело кладут на полку, а через 6 лет в Калуге начинается серия одинаковых по почерку нападений на девушек; во всех случаях изнасилования происходят молниеносно, а одну из изнасилованных преступник убивает. Насильника удалось вычислить благодаря тому, что он подбросил на место очередного преступления партбилет своего друга, работника обкома партии. Насильником оказался работник милиции Игорь Зиомбак, у которого было более 80 благодарностей за хорошую службу и медаль «За отвагу», которой его наградили за то, что во время ДТП он спас второго секретаря обкома. Зиомбак признался в 50 изнасилованиях, но доказать удалось только 14. Его виновность в убийстве также не была доказана. |            |                                         |                      |                   |                  |
| 424 | 30         | «Пленники»                              | Борис Фёдоров        | Александр Залётов | 18 ноября 2018   |
| Сентябрь 1989 года, Воткинск. Группа из трёх преступников врывается в квартиру Воликовых и удерживает в ней Валентину Воликову и её пожилую мать Анну Михайловну, требуя деньги. Тем временем в гости к Валентине приходят её сестра Людмила и племянницы — 16-летняя Юлия и 9-летняя Лена, которые также становятся заложницами бандитов. В процессе пыток пленниц в ужасе сбегают сначала один, а затем и другой сообщники главаря. В итоге главарь жестоко пытает и убивает трёх женщин, заставив девушку и девочку поучаствовать в убийстве собственной матери и сказав им, что теперь они его сообщницы. По показаниям свидетелей задерживают главаря банды — 21-летнего Михаила Власенко, уже приговорённого к условному сроку за хулиганство, а затем и двух его сообщников — 19-летнего Александра Вострякова и 16-летнего Александра Абдулова, тоже ранее судимых. |            |                                         |                      |                   |                  |
| 425 | 31         | «Я тебя люблю!»                         | Игорь Ромащенко      | Александр Залётов | 25 ноября 2018   |
| 1976 год, Куйбышев. На одной из улиц происходит незначительное ДТП, но внезапно водитель и пассажиры одной из машин разбегаются в разные стороны. Выясняется, что автомобиль принадлежит пропавшему без вести ветерану войны Леониду Гейдриху, а в салоне есть следы крови. Вскоре происходит нападение на Владимира Пикина в его автомобиле: двое преступников тяжело ранят его длинным ножом, ему удаётся вырваться, но позже он умирает в больнице. Затем также нападают на Владимира Тукаева, ему тоже удалось вырваться и остаться в живых; преступники забрали у него паспорт и ключи от дома, который позже ограбили и подожгли. Вскоре милиция обнаруживает автомобиль Тукаева с уликами, указывающими на преступников — ими оказываются Александр Демякин и Виталий Баганов, которые сначала занимались кражами, а затем решили отбирать автомобили. На допросах они рассказали, где спрятали тело убитого ими Гейдриха. Первое убийство Демякин совершил ещё до знакомства с Багановым, убив парня любимой им, но отвергнувшей его девушки специально изготовленным для этого ножом; этим же ножом они с Багановым резали водителей. |            |                                         |                      |                   |                  |
| 426 | 32         | «Сладкая женщина»                       | Борис Фёдоров        | Александр Залётов | 2 декабря 2018   |
| 1991 год, Москва. Кто-то обливает Татьяну Носик кислотой, её дочка Оля и бывший муж Николай Васнецов убиты. Убийцами оказались сосед Татьяны Дмитрий Докукин и ранее судимый коммерсант Павел Панин. Докукин был влюблён в Татьяну и хотел, чтобы она досталась только ему. Именно Докукин и облил Татьяну кислотой и убил её дочку, а убийство Николая Васнецова совершил Панин, ошибочно решив, что именно Николай покалечил Татьяну. |            |                                         |                      |                   |                  |
| 427 | 33         | «Я видела дьявола»                      | Игорь Ромащенко      | Александр Залётов | 9 декабря 2018   |
| В 1966—1967 годах в селе Большая Глушица Куйбышевской области произошла серия жестоких изнасилований девушек и женщин. Маньяком оказался ранее судимый житель Жигулёвска Николай Попов. |            |                                         |                      |                   |                  |
| 428 | 34         | «С меня хватит!»                        | Игорь Ромащенко      | Роман Горшков     | 16 декабря 2018  |
| 1972 год, Ленинград. В одной из квартир по улице Достоевского обнаруживают жестоко убитыми мать и её малолетнюю дочь. По уликам милиция смогла найти убийцу — им оказался Борис Фридман, муж другой, старшей дочери убитой женщины; убийство он совершил из-за неприязненных отношений с тёщей, которая всё время попрекала его бедностью, а затем сказала, что жена Элла изменяет ему и скоро бросит. Фридман решил отомстить тёще и заодно завладеть её квартирой, так как там была прописана Элла, а после заселения он собирался разобраться и с женой. Во время убийства в квартире оказалась младшая дочь тёщи и была убита Фридманом как лишний свидетель. |            |                                         |                      |                   |                  |
| 429 | 35         | «Борода из ваты»                        | Борис Фёдоров        | Александр Залётов | 23 декабря 2018  |
| 31 декабря 1984 года, Москва. В предновогодний вечер ограблена квартира, похищены деньги и облигации; также исчезли трое находившихся в ней детей. Сыщики находят грабителя — это рабочий консервного завода Эдуард Бодров; он взял у своего директора (Сергея Николаева) деньги в долг и оставил ему в залог облигацию, а та выиграла 15 000 рублей, и Николаев присвоил деньги себе. Бодров по приказу сестры Нины выкрал выигрыш, но на обратном пути сам подвергся ограблению. Грабителем оказался строитель Фёдор Кашин, муж Нины Бодровой; он же похитил детей, оказавшихся свидетелями ограбления, и отвёз их к себе на дачу. |            |                                         |                      |                   |                  |

### 2019 год
| № | № в сезоне | Название                              | Режиссёр-постановщик | Автор сценария    | Дата премьеры    |
| --- | ---------- | ------------------------------------- | -------------------- | ----------------- | ---------------- |
| 430 | 1          | «Женщина в красном»                   | Борис Фёдоров        | Светлана Туманова | 3 февраля 2019   |
| 11 июня 1985 года в посёлке Пиндуши Карельской АССР в заброшенном карьере была найдена убитая женщина в красном пальто. Подозрение пало на знакомого погибшей и местного жителя, ехавшего с ней в автобусе перед самым убийством, но оба оказались невиновны. Убийцу вычислили и задержали после изнасилования другой девушки, им оказался ремонтник с базы речфлота Сергей Ласточкин, который был причастен к ещё двум нападениям на женщин (одну из них он убил). |            |                                       |                      |                   |                  |
| 431 | 2          | «Опасная игра»                        | Игорь Ромащенко      | Александр Залётов | 10 февраля 2019  |
| 4 марта 1981 года во Фрунзе было совершено дерзкое нападение на кассиров политехнического института, у которых похитили 70 000 рублей. Через полтора года безуспешных поисков преступников один из следователей решился тайно выпустить из тюрьмы двух братьев-уголовников, чтобы в обмен на сокращение срока наказания они выяснили личности бандитов через свои связи. Как оказалось, налёт совершила банда во главе с сотрудником пожарной охраны Константином Ивановым, которая также была причастна к серии ограблений и угонов автомобилей, сопряженных с убийствами их владельцев. |            |                                       |                      |                   |                  |
| 432 | 3          | «Возвращение Фантомасов»              | Игорь Ромащенко      | Светлана Туманова | 17 февраля 2019  |
| В ночь на 14 октября 1977 года в Ростовской области на автотрассе Ростов — Новочеркасск были расстреляны двое сотрудников ГАИ; рядом с местом преступления также обнаружили брошенный автомобиль с изувеченным телом водителя. На след убийц удалось выйти по оставленным в машине отпечаткам пальцев, принадлежавших находившемуся в розыске Петру Билык; тот вместе со своим братом Владимиром и мужем их сестры Афанасием Ставничием планировал совершить ограбление и убийство инкассаторов. С этой целью они завладели машиной (убив её водителя), а затем расправились с попытавшимися задержать их инспекторами ГАИ. |            |                                       |                      |                   |                  |
| 433 | 4          | «Самая обаятельная и привлекательная» | Борис Фёдоров        | Татьяна Паук      | 24 февраля 2019  |
| В январе 1986 года в Москве в районе Чертаново Северное была убита молодая работница проектного бюро Валентина Золотова, а через некоторое время было совершено нападение на её сослуживцев Зинаиду Ковалёву и Геннадия Нестерова. Как оказалось, с Золотовой расправилась Ковалёва, приревновав её к Нестерову (с которым Ковалёва встречалась); когда тот догадался об этом, женщина попыталась убить любовника и инсценировала нападение на себя, чтобы запутать следствие. |            |                                       |                      |                   |                  |
| 434 | 5          | «Всадник без головы»                  | Борис Фёдоров        | Светлана Туманова | 3 марта 2019     |
| Зимой 1984 года в лесу рядом с деревней Верхне-Позимь Удмуртской АССР была убита и изнасилована женщина-почтальон, а год спустя бесследно исчезла молодая девушка в Воткинском районе, где незадолго до этого видели «всадника без головы» (человека в плаще с надвинутым на лицо капюшоном). Маньяка опознали и задержали благодаря школьной учительнице, которая избежала нападения и назвала его приметы; им оказался совхозный пастух Владимир Крикунов. |            |                                       |                      |                   |                  |
| 435 | 6          | «Рука на снегу»                       | Игорь Ромащенко      | Светлана Туманова | 10 марта 2019    |
| В феврале 1987 года в окрестностях Лодейного Поля обнаружили тело застреленного лесника Вячеслава Гурченко, а вскоре в соседнем районе были поочерёдно зарезаны ещё один лесник и пожилая женщина. В ходе расследования выяснилось, что двойное убийство совершили сбежавшие во время этапирования к месту отбытия наказания рецидивисты Сергей Мухин и Пётр Струк, а с Гурченко на почве неприязненных отношений расправился 15-летний браконьер Борис Якимов. |            |                                       |                      |                   |                  |
| 436 | 7          | «Это совершил Ягуар»                  | Игорь Ромащенко      | Александр Залётов | 17 марта 2019    |
| В июле 1992 года в Кольчугино орудовал маньяк, совершивший несколько зверских убийств и изнасилований девушек. Выйти на его след удалось благодаря показаниям последней жертвы, успевшей перед смертью описать убийцу. Им оказался ранее судимый за кражу Владимир Политенко, который также был причастен к серии мелких хищений с дачных участков и нападению на женщину, получившую ножевое ранение в спину. |            |                                       |                      |                   |                  |
| 437 | 8          | «Кровные убийцы»                      | Борис Фёдоров        | Александр Залётов | 24 марта 2019    |
| В 1981 году в Красногорске при ограблении продуктового магазина двое неизвестных убили женщину-продавца, а через несколько месяцев они совершили нападение на инспектора ГАИ, украв его милицейскую форму. С её помощью преступники ограбили продавщицу магазина потребкооперации, а затем попытались убить настоящего милиционера (которого потерпевшая позвала на помощь). Налётчиков задержали, когда они спрятались в близлежащем доме, взяв в заложники мальчика; ими оказались отец и сын Кольцовы. |            |                                       |                      |                   |                  |
| 438 | 9          | «Будьте моей… любовницей!»            | Борис Фёдоров        | Светлана Туманова | 31 марта 2019    |
| Зимой 1985 года в Калужской области в дренажном тоннеле было обнаружено обледеневшее тело убитой женщины-кассира автобазы Людмилы Николаевой, а вскоре в Мещовском районе произошло схожее по почерку убийство работницы местной столовой Раисы Порхаевой. Следствие установило, что Порхаева стала жертвой уголовника Николая Антонова и его двоюродных братьев, а с Николаевой на почве неразделённой любви расправился её коллега — водитель автобазы Павел Едунов. |            |                                       |                      |                   |                  |
| 439 | 10         | «Мышеловка»                           | Игорь Ромащенко      | Роман Горшков     | 7 апреля 2019    |
| 28 февраля 1983 года в Ленинграде в квартире на Гражданской улице были обнаружены три зверски убитые девушки. Вычислить убийц удалось несколько дней спустя, когда один из них проиграл в карты украденное у жертвы обручальное кольцо. Преступление совершили 17-летний Сергей Амелин и его друзья Сергей Данилов и Станислав Лоховицкий; они познакомились с тремя подругами в кафе, после чего заманили их в пустую квартиру своего знакомого, где изнасиловали и убили. |            |                                       |                      |                   |                  |
| 440 | 11         | «Тень в переулке»                     | Игорь Ромащенко      | Наталия Зимина    | 21 апреля 2019   |
| 23 марта 1973 года на окраине Тюмени в старом сарае была найдена убитой кассир местного дома культуры. В ходе расследования выяснилось, что схожие по почерку нападения на девушек и женщин происходили в городе и нескольких других частях СССР уже два года. Маньяка вычислили благодаря показаниям одной из жертв, опознавшей в нём моториста катера Георгия Харлова, у которого обнаружили украденные у жертв вещи. |            |                                       |                      |                   |                  |
| 441 | 12         | «Золотая паутина»                     | Борис Фёдоров        | Светлана Туманова | 28 апреля 2019   |
| В 1982 году КГБ СССР расследовал дело промышлявшей в Воронеже «золотой мафии»: преступники похищали с местного НПО «Электроника» бракованные золотосодержащие детали, переплавляя их в слитки чистого золота, которые затем продавали на чёрном рынке Кавказа. Выйти на след подпольных миллионеров удалось после зверского убийства мужа сотрудницы НПО Валентины Дегтярёвой, признавшейся в хищении деталей с предприятия. Выяснилось, что технологию добычи золота из деталей разработал её любовник — электромонтёр Виктор Терехов, а их сообщник Анатолий Симонов вместе с уголовником Иваном Деевым расправился с мужем Дегтярёвой, чтобы тот не раскрыл их тайный бизнес. |            |                                       |                      |                   |                  |
| 442 | 13         | «Дом, где стекает кровь»              | Игорь Ромащенко      | Светлана Туманова | 19 мая 2019      |
| В январе 1973 года в станице Медведовская Краснодарского края бесследно исчезли учительница и двое её малолетних детей. Под подозрение попала свекровь пропавшей Валентина Набокова, которая ранее уже подозревалась в убийстве нескольких своих родственников (все смерти в итоге были признаны несчастными случаями). С помощью косвенных улик было доказано, что именно Набокова расправилась со своей невесткой и внуками, но найти их тела так и не удалось. |            |                                       |                      |                   |                  |
| 443 | 14         | «Седьмая жертва»                      | Борис Фёдоров        | Наталия Зимина    | 26 мая 2019      |
| В 1982 году в Новгороде в школьной теплице была найдена убитой беременная женщина, а через год в городе началась серия схожих по почерку изнасилований и ограблений девушек. Выйти на след маньяка удалось через несколько лет, когда он потерял на месте очередного нападения свой рабочий пропуск. Им оказался каменщик с арматурного завода Борис Филимонов, который был ранее судим за кражу женских вещей ради фетишизма. |            |                                       |                      |                   |                  |
| 444 | 15         | «Первая смена»                        | Игорь Ромащенко      | Татьяна Паук      | 2 июня 2019      |
| В 1984 году в подмосковном пионерлагере «Солнечный» произошло убийство молодой пионервожатой Марии Тропарёвой. Подозрение пало на директора учреждения Константина Авдеева, тайно встречавшегося с девушкой, но он вскоре тоже был убит. В ходе расследования выяснилось, что с Авдеевым расправился 15-летний воспитанник лагеря Алексей Котов, считая того виноватым в смерти Марии (в которую парень был влюблён), а вожатую убила её младшая сестра Светлана, отдыхавшая в том же лагере. Как оказалось, тремя годами ранее Мария во время ссоры заперла Светлану в доме, где вскоре начался пожар, из-за которого последняя получила глубокие ожоги на лице и захотела отомстить. |            |                                       |                      |                   |                  |
| 445 | 16         | «Убийцы тоже любят»                   | Борис Фёдоров        | Светлана Туманова | 9 июня 2019      |
| В 1985 году в Малой Вишере неизвестный преступник жестоко расправился с пенсионером-фронтовиком, после чего взял в заложники жену и дочь погибшего и ограбил их. Вскоре в городе произошло зверское убийство мальчика и его собаки и изнасилование молодой продавщицы. Убийцу задержали в Ленинграде и изобличили по оставленному на месте первого убийства отпечатку пальца, им оказался неоднократно судимый Константин Сафронов. Выяснилось, что после очередной отсидки он пытался найти свою мать и завязать с преступной жизнью; когда та из-за болезни его не узнала, Сафронов озлобился и решил убивать до тех пор, пока его бы не поймали или самого не убили. |            |                                       |                      |                   |                  |
| 446 | 17         | «Белая королева»                      | Игорь Ромащенко      | Роман Горшков     | 16 июня 2019     |
| С апреля по июнь 1981 года по Караганде прокатилась серия разбойных нападений, сопряжённых с убийствами. Выжившие жертвы рассказывали, что преступления совершала банда из четырёх человек, в которую входила молодая женщина со светлыми волосами. Бандитов удалось задержать после того, как в поле зрения милиции оказался их главарь Николай Волченко, который в итоге раскрыл местонахождение остальных. |            |                                       |                      |                   |                  |
| 447 | 18         | «Спасите наши души!»                  | Борис Фёдоров        | Светлана Туманова | 23 июня 2019     |
| В течение сентября 1981 года в нескольких областях СССР орудовала жестокая банда из трёх человек под предводительством рецидивиста Виктора Ефимова. В общей сложности бандиты совершили 15 ограблений, несколько изнасилований и убийств, а также захват рейсового автобуса с пассажирами. Банду обезвредили и задержали в Брянской области после очередного налёта. |            |                                       |                      |                   |                  |
| 448 | 19         | «Убийство в её глазах»                | Игорь Ромащенко      | Наталия Мичурина  | 30 июня 2019     |
| В 1985 году в Ленинграде на проспекте Луначарского были ограблены и убиты пенсионерка и её зять, а вскоре произошло два нападения на таксистов, одного из которых убили. Благодаря помощи уцелевшего водителя был задержан один из преступников — бывший студент строительного училища Виктор Вагин, раскрывший своих сообщников. Все преступления совершила банда во главе с уроженцем Алма-Аты Игорем Васёвым, которую помогала сколотить любовница Вагина. |            |                                       |                      |                   |                  |
| 449 | 20         | «Мой муж — Фантомас!»                 | Борис Фёдоров        | Светлана Туманова | 1 сентября 2019  |
| В середине 1970-х годов в Апшеронске орудовал маньяк, нападавший на женщин и девушек, а также на влюблённые парочки (парней он убивал, а девушек насиловал). Для маскировки он использовал маску с прорезями для глаз, за что получил прозвище «Фантомас». Преступника поймали через три года, когда он случайно напал на собственную жену; им оказался пожарный Николай Трунов, совершавший нападения из-за своей сексуальной ненасытности. |            |                                       |                      |                   |                  |
| 450 | 21         | «Семейный заговор»                    | Игорь Ромащенко      | Роман Горшков     | 8 сентября 2019  |
| В начале 1990-х годов в Белгороде орудовала банда во главе с ранее судимым Виталием Манойленко, в которую также входили его любовница Наталья Сайгак и рецидивист Юрий Паничев. Преступники совершали кражи, разбойные нападения и жестокие убийства. На след бандитов удалось выйти после того, как Паничев попал в больницу с тяжёлым огнестрельным ранением. Как оказалось, Сайгак планировала расправиться с собственной сестрой и племянниками, чтобы завладеть их квартирой; Паничев отказался убивать детей, за что Манойленко попытался застрелить его. |            |                                       |                      |                   |                  |
| 451 | 22         | «Рогоносец»                           | Борис Фёдоров        | Светлана Туманова | 15 сентября 2019 |
| В 1977 году в Усть-Каменогорске в районе комбината шёлковых тканей (КШТ) произошла серия убийств девушек и женщин. Выйти на след маньяка не удалось, но преступления внезапно прекратились, пока через десять лет не было совершено очередное убийство. Маньяка задержали с помощью засады, устроенной на месте последнего преступления; им оказался водитель-экспедитор Юрий Иванов, который ненавидел всех женщин из-за измены своей первой жены. Он признался в совершении 25 убийств, но обвинение было выдвинуто по 16 эпизодам. |            |                                       |                      |                   |                  |
| 452 | 23         | «Дьявол во плоти»                     | Борис Фёдоров        | Олег Налимов      | 22 сентября 2019 |
| В июле 1938 года в Свердловске объявился серийный убийца, совершавший зверские убийства, изнасилования и нападения на малолетних детей. Выжившие жертвы утверждали, что преступник сам был подростком. Задержать маньяка удалось через год при попытке очередного нападения, им оказался 16-летний Владимир Винничевский. |            |                                       |                      |                   |                  |
| 453 | 24         | «Убить в полнолуние»                  | Игорь Ромащенко      | Роман Горшков     | 29 сентября 2019 |
| В 1988—1989 годах в Алма-Ате на территории Казахского национального университета произошла серия жестоких убийств девушек, одевавшихся в красное. На месте одного из преступлений остались следы крови маньяка, но эксперты неверно определили её группу, из-за чего тот дважды избежал ареста. Убийцу арестовали вскоре после очередного нападения, когда ошибка вскрылась; им оказался ранее судимый за попытку изнасилования 6-летней девочки Иван Манджиков. |            |                                       |                      |                   |                  |
| 454 | 25         | «Кровь невинных»                      | Борис Фёдоров        | Светлана Туманова | 6 октября 2019   |
| В сентябре 1988 года в Липецке пропала первоклассница Таня Трухачёва, а через две недели на вокзале в камере хранения был обнаружен чемодан с её расчленённым трупом. В ходе расследования выяснилось, что убийство совершил сосед погибшей — рабочий металлургического завода Юрий Медведев, также признавшийся в расправе над мальчиком в Воронеже и в изнасиловании ещё одной девочки (официально доказать его вину в этих двух преступлениях не удалось). |            |                                       |                      |                   |                  |
| 455 | 26         | «Выходи за меня!»                     | Игорь Ромащенко      | Татьяна Паук      | 13 октября 2019  |
| В 1967—1968 годах в Алма-Ате орудовал серийный насильник, отличавшийся галантным поведением: своих жертв он провожал до дома, отдавал им свою одежду (чтобы они не мёрзли) или предлагал выйти за него замуж. Маньяка задержали во время очередного нападения, им оказался сварщик и спортсмен Валерий Девятьяров. К моменту ареста на его счету было более 30 жертв, включая трёх убитых девушек. |            |                                       |                      |                   |                  |
| 456 | 27         | «Ночной гость»                        | Борис Фёдоров        | Марк Целковый     | 20 октября 2019  |
| В 1982 году в Тамбове в частном секторе произошло убийство школьника Толи Гребешкова. Подозрение пало на соседа погибшего Геннадия Ерохина (поскольку тело было найдено во дворе его дома), но вскоре следствие обратило внимание на его жену Тамару, которая втайне изменяла мужу с его ранее судимым другом Сергеем Семечкиным. Как оказалось, с Толей расправился Семечкин, поскольку мальчик случайно застал его вместе с Ерохиной и мог рассказать её мужу об измене. |            |                                       |                      |                   |                  |
| 457 | 28         | «Убийство в постели»                  | Борис Фёдоров        | Светлана Туманова | 27 октября 2019  |
| В июне 1989 года в Сыктывкаре в собственной квартире была задушена молодая женщина, а полгода спустя при тушении пожара в частном доме было обнаружено тело убитой продавщицы молочного магазина. Следствие установило, что обе погибшие изменяли своим мужьям и имели общего любовника — ранее судимого фотографа Виктора Венгерского; он же расправился с женщинами из-за того, что они попытались разорвать с ним отношения. |            |                                       |                      |                   |                  |
| 458 | 29         | «Лиходеи»                             | Игорь Ромащенко      | Александр Залётов | 3 ноября 2019    |
| В 1987—1988 годах в Майкопе и его окрестностях действовала банда, промышлявшая ограблениями квартир, разбойными нападениями и зверскими убийствами. Преступников удалось задержать с помощью засады у ранее ограбленного ими почтового фургона. Главарями банды, в которую входило шесть человек, оказались ранее судимые Сергей Болдырев и Владимир Тонких; они же совершили основную часть преступлений, включая 13 убийств. |            |                                       |                      |                   |                  |
| 459 | 30         | «Ген садизма»                         | Борис Фёдоров        | Светлана Туманова | 10 ноября 2019   |
| В 1988 году в посёлке Башмаково в Пензенской области неизвестный преступник за один день жестоко расправился с пожилой женщиной и её внучкой, а затем с пенсионером на пороге его собственного дома. Вскоре в Пензе произошло схожее по почерку убийство женщины. В ходе расследования было установлено, что все преступления совершил ранее судимый за нападение с ножом на группу женщин Александр Митрошенков, который с юности проявлял садистские наклонности из-за жестокого воспитания матери. |            |                                       |                      |                   |                  |
| 460 | 31         | «Клоун»                               | Игорь Ромащенко      | Александр Залётов | 17 ноября 2019   |
| Зимой 1989—1990 годов в Сыктывкаре произошло несколько убийств и нападений на немолодых мужчин. Следствие выяснило, что все преступления совершил психически неуравновешенный Олег Попов (незадолго до ареста сменивший фамилию на Быков), который уже попадал в поле зрения милиции за нападение на гражданина Болгарии. Как оказалось, будучи полным тёзкой известного клоуна, Попов с детства подвергался насмешкам со стороны сверстников; по этой же причине он совершал преступления в зрелом возрасте. |            |                                       |                      |                   |                  |
| 461 | 32         | «Разрушитель»                         | Борис Фёдоров        | Александр Залётов | 24 ноября 2019   |
| В 1991 году в Москве были поочерёдно убиты две беременные девушки Анна Горобченко и Виктория Заварзина, а вскоре бесследно исчезли немолодой муж последней Фёдор Котов и его первая жена. Все преступления совершил сын-студент пропавшего Котова Андрей. Следствие установило, что с Горобченко юноша расправился с целью ограбления; когда Заварзина (которая была знакома с погибшей) нашла дома её сумочку с деньгами и заподозрила Котова, он убил и её. Затем юноша решил подставить отца и расправился с ним, после чего планировал убить мать, догадавшуюся о причастности сына к убийствам. |            |                                       |                      |                   |                  |
| 462 | 33         | «Убить нельзя помиловать!»            | Игорь Ромащенко      | Светлана Туманова | 8 декабря 2019   |
| В 1987 году в Свердловске группа молодых людей во главе с Геннадием Захаровым до смерти забила своего друга Дмитрия Гуляева, заподозрив того в краже. Преступников задержали, но вскоре отпустили на свободу, а в 1991 году неизвестный киллер расстрелял Захарова и его жену в их собственной квартире. На его след вышли через четыре года; им оказался военнослужащий Василий Берестов, согласившийся совершить убийство Захаровых, чтобы заработать деньги на лечение больной матери. Заказчицей убийства была мать убитого в 1987-м юноши Елена Гуляева, которая хотела отомстить за смерть сына. |            |                                       |                      |                   |                  |
| 463 | 34         | «Дело о шмотках»                      | Борис Фёдоров        | Александр Залётов | 15 декабря 2019  |
| В 1987 году в Москве в одной из квартир произошло массовое отравление шести человек, трое из которых (включая хозяйку Любовь Возничую) скончались. Потерпевшие рассказали, что познакомились во дворце пионеров (куда приводили своих детей), где некая Елена предложила продать им импортные вещи, собравшись дома у Возничей. В ходе расследования выяснилось, что к отравлению был причастен ранее судимый сын сотрудницы дворца пионеров Владимир Васин, которому помогала его любовница Елена Грачёва. Как оказалось, Васин планировал усыпить и ограбить Возничую и её гостей, но из-за неопытности спровоцировал массовое отравление, а позже расправился с мужем Возничей, вернувшись в их квартиру за оставленными импортными вещами (которые он ранее украл при ограблении квартиры). |            |                                       |                      |                   |                  |
| 464 | 35         | «Чужой сын»                           | Игорь Ромащенко      | Светлана Туманова | 22 декабря 2019  |
| 17 марта 1967 года в Свердловске на стройплощадке были обнаружены расчленённые останки женщины и двух детей. Следствие установило, что жертвами расправы стали жена и сыновья инженера-конструктора Владимира Кабашкина, который и убил собственную семью, заподозрив жену в изменах. |            |                                       |                      |                   |                  |
| 465 | 36         | «Карнавальная ночка»                  | Борис Фёдоров        | Александр Залётов | 29 декабря 2019  |
| 30 декабря 1984 года в Москве на секретном «почтовом ящике» пропала девушка-кассир Мария Антонова вместе с деньгами для выдачи 13-й зарплаты. В ходе расследования выяснилось, что преступление организовали и совершили начальник охраны предприятия Игорь Губанов и мастер цеха Серёгин. Как оказалось, Губанов встречался с Антоновой, чтобы выкрасть ключ от сейфа; когда девушка застала его за кражей денег, сообщники насильно спрятали её и планировали убить. |            |                                       |                      |                   |                  |

### 2020 год
| № | № в сезоне | Название                    | Режиссёр-постановщик | Автор сценария    | Дата премьеры    |
| --- | ---------- | --------------------------- | -------------------- | ----------------- | ---------------- |
| 466 | 1          | «Преступная связь»          | Игорь Ромащенко      | Светлана Туманова | 2 февраля 2020   |
| В 1984 году в Ижевске было совершенно убийство 10-летнего мальчика и попытка поджога его квартиры. Преступление совершила любовница его отца Римма Марусина, поскольку считала мальчика помехой их отношениям. |            |                             |                      |                   |                  |
| 467 | 2          | «Маркиз с большой дороги»   | Борис Фёдоров        | Светлана Туманова | 9 февраля 2020   |
| 1988 год, Саратов. Сыщики ищут опасного вора и убийцу, но тот скрывается в Москве и вместе с сообщниками грабит квартиры. Жена главаря, когда узнаёт правду, решает не выдавать мужа. Главарём банды оказался вор в законе Мамия Манджавидзе. |            |                             |                      |                   |                  |
| 468 | 3          | «Взорвать больницу!»        | Борис Фёдоров        | Светлана Туманова | 16 февраля 2020  |
| 13 декабря 1975 года. В посёлке Сылва Пермской области развернулась настоящая бойня — вооружённая банда из трёх человек во главе с Александром Жидковым убивает местных жителей, за одну ночь 5 убитых и 10 раненых. Преступники направляются к местной больнице, собираясь взорвать её. Начальник местной милиции Валерий Бузов, узнав об этом, покидает посёлок; банду удалось обезвредить благодаря усилиям участкового Рудакова из соседнего посёлка. |            |                             |                      |                   |                  |
| 469 | 4          | «Не могу сказать „Прощай“»  | Игорь Ромащенко      | Александр Залётов | 23 февраля 2020  |
| 1981 год, Курск. Во дворе находят тяжело раненную женщину-инвалида Валентину Соседову. Вскоре неизвестный преступник убивает и грабит пожилого ветерана войны, проживавшего в этом же доме. Дочь Валентины рассказывает участковому, что 2 года назад их сосед Борис Зинченко в состоянии алкогольного опьянения жестоко избил её мать за то, что она просила не шуметь поздно вечером, после чего Валентина и стала инвалидом; родственники Зинченко тогда уговорили Валентину не разглашать причину её падения на лестнице. Участковый начал подозревать Зинченко и однажды заметил, как тот торопливо куда-то несёт мешок. Милиционер сумел задержать Зинченко, в мешке оказались его куртка и наградные часы убитого ветерана. Выяснилось, что Валентина Соседова благодаря тренировкам снова смогла ходить и однажды заметила из окна, как Зинченко во дворе избивает свою невесту. Тогда Валентина вышла из дома и заступилась за девушку, за что снова была жестоко избита Зинченко; во время избиения он заметил, как за всем этим из своего окна наблюдал пожилой ветеран, и вскоре убил его и ограбил. |            |                             |                      |                   |                  |
| 470 | 5          | «Семейная жизнь маньяка»    | Игорь Ромащенко      | Светлана Туманова | 1 марта 2020     |
| 1982 год, Гулькевичи (Краснодарский край). В городе действовал серийный убийца, который убивал плачущих девушек и женщин. Внезапно убийства прекратились, но через 9 лет (в 1991 году) в Гулькевичах произошли 2 новых похожих убийства. Под подозрение попали мужья убитых женщин, но следователи поняли, что все убийства совершил один и тот же человек, и выдвинули версию о том, что маньяк мог провести 9 лет в тюрьме. Нашли двоих людей, отсидевших такой срок; один из них был уже пожилым и немощным, а вместо другого, Сергея Овчинникова, в милицию пришла его жена Зоя. Она была сильно напугана, и сыщики догадались, что её муж и есть маньяк. |            |                             |                      |                   |                  |
| 471 | 6          | «Гражданин Икс»             | Борис Фёдоров        | Роман Горшков     | 8 марта 2020     |
| 1989 год, Ленинград. В своей квартире убиты женщина и её малолетний ребёнок. Под подозрение попадает муж погибшей Александр Дементьев. Под гипнозом Дементьев вспоминает, что познакомился с неким гражданином, они вместе выпили, а затем подрались на вокзале, после чего Александра усадили в поезд. Убийцу находят в СИЗО, где он решил отсидеться за мелкое хулиганство под чужим именем; им оказывается недавно освободившийся из тюрьмы рецидивист Владимир Костин. Выясняется, что Костин в пивной познакомился с Дементьевым и выведал у него сведения о семье. После посадки Дементьева на поезд он пришёл к нему домой под видом знакомого, но вскоре начал приставать к его жене и в ходе возникшего конфликта убил женщину и её ребёнка. |            |                             |                      |                   |                  |
| 472 | 7          | «Чужие»                     | Игорь Ромащенко      | Александр Залётов | 15 марта 2020    |
| 1989 год, Курск. В частном секторе убивают мать и дочь. Пока идёт следствие, в Старом Осколе похожим образом убивают троих людей. Затем в Риге жертвами преступников становятся сразу четверо. Следствие приходит к выводу, что на территории страны действует жестокая банда. Вскоре в Курске происходит нападение на Зинаиду Ганину, её родителей, сына и дочь. Выжить удалось только Зинаиде и её сыну. По фотороботу, составленному выжившей женщиной, выходят на главаря; им оказывается Александр Евсеев. |            |                             |                      |                   |                  |
| 473 | 8          | «Любимый. Плохой. Злой»     | Борис Фёдоров        | Роман Горшков     | 22 марта 2020    |
| 1981 год, Ленинград. На лестничной клетке дома № 47 по улице Лёни Голикова обнаруживают умершего от удара ножом человека. При поквартирном обходе подозрение у милиции вызывает жительница этого подъезда Ольга Панова, но она отрицает, что ей что-либо известно о преступлении. Вскоре в милицию поступает анонимное письмо, где сказано, что убитый — Григорий Курочкин, а убийца — некто Гена. Тем временем в Удельном парке неизвестный преступник тем же ножом убивает и затем грабит молодую медсестру Светлану Михайленко. Затем происходит ночное ограбление квартиры Семёновых в их присутствии, которое чудом не заканчивается убийством. Милиции удаётся вычислить преступника; им оказывается недавно освободившийся из тюрьмы после четвёртого срока Геннадий Базанов. |            |                             |                      |                   |                  |
| 474 | 9          | «Горилла»                   | Игорь Ромащенко      | Светлана Туманова | 29 марта 2020    |
| В 1982 году в Майкопе орудовал жестокий серийный убийца, который нападал на девушек и женщин, носящих парики и шиньоны. Им оказался каменщик и член добровольной народной дружины Алексей Голубничий. |            |                             |                      |                   |                  |
| 475 | 10         | «Зверюга»                   | Борис Фёдоров        | Александр Залётов | 5 апреля 2020    |
| 1983 год, Калинин. Неизвестный преступник по очереди убивает мужчину, школьницу и молодую женщину. По приметам удаётся найти и задержать Сергея Куманова, который с детства вёл себя агрессивно и опасно, а однажды был приговорён к 2 годам лишения свободы за злостное хулиганство. Мужчину Куманов убил за то, что тот сделал замечание, когда он с приятелем Цветковым пытался взломать винный магазин; школьницу Куманов сначала изнасиловал, а затем убил для сокрытия преступления; а женщина, знавшая Куманова, упрекнула его за внешний вид и тоже поплатилась за это жизнью. |            |                             |                      |                   |                  |
| 476 | 11         | «Армия любовников»          | Игорь Ромащенко      | Светлана Туманова | 12 апреля 2020   |
| В 1977 году в Томске появился серийный убийца, совершивший в течение 5 лет 4 убийства — он привозил женщин в лесополосу, а затем насиловал и убивал их; одной из потерпевших удалось обмануть маньяка, пообещав ему новую встречу. С её помощью был создан портрет убийцы, и заместитель начальника ГАИ опознал в нём мужа своей сестры Геннадия Федоровского, примерного семьянина и одного из лучших водителей таксопарка; выяснилось, что Федоровский с детства ненавидел женщин и начал убивать и насиловать их только после того, как он ударил свою жену и испытал от этого удовольствие. Благодаря родственнику, разглашавшему в семейном кругу ход поисков маньяка, Федоровский знал о действиях милиции и вовремя перекрашивал свой автомобиль. |            |                             |                      |                   |                  |
| 477 | 12         | «Танец дьяволят»            | Борис Фёдоров        | Марина Павлова    | 17 мая 2020      |
| 1 марта 1981 года в селе Волосово Горьковской области произошло убийство пожилых сестёр Андриановых, у которых похитили старинные иконы. Преступниками оказались знакомый погибших Сергей Гущин и его друг Евгений Лапкин. |            |                             |                      |                   |                  |
| 478 | 13         | «Убийственное лето»         | Игорь Ромащенко      | Александр Залётов | 24 мая 2020      |
| 1987 год, Московская область. В пансионате «Заря» убита отдыхающая Татьяна Пашкова, тяжело ранен свидетель преступления. Вскоре выяснилось, что бывший муж погибшей Геннадий совершил убийство в припадке ярости из-за ревности, а потом напал на свидетеля. |            |                             |                      |                   |                  |
| 479 | 14         | «Замуж за папу»             | Борис Фёдоров        | Светлана Туманова | 31 мая 2020      |
| 1983 год. В Северодвинске расследуют резонансное преступление — кто-то убил Тамару Литвинову, отрезал ей кисти обеих рук и обе ступни, обмазал их гипсом и вынес на мусорную свалку. Под подозрение попадают её муж Владислав, а вскоре и его любовница Людмила Рыбакова; под кафелем в её ванной комнате находят кровь Литвиновой. Выяснилось, что Людмила с детства искала мужчину, похожего на своего ушедшего из семьи отца, и нашла его в лице Владислава Литвинова; и именно она убила Тамару. |            |                             |                      |                   |                  |
| 480 | 15         | «Капкан для пионера»        | Игорь Ромащенко      | Александр Залётов | 7 июня 2020      |
| 1986 год, Брянская область. Пропадают двое пионеров, сбежавших из лагеря. Вскоре одного из них (Вову Колмогорова) находят повешенным, затем удаётся найти раненым второго мальчика (Лёшу Фирсова) и выясняется, что двое пионеров стали свидетелями убийства. Чтобы остаться безнаказанным, преступник убил Вову, попавшего в капкан недалеко от места преступления, а Лёше удалось сбежать. Убийцей оказывается местный лесник, оказавшийся коллаборационистом времён Второй мировой войны Григорием Бычковым, который десятилетиями скрывался под именем Ивана Сулина. |            |                             |                      |                   |                  |
| 481 | 16         | «Бесценный мужчина»         | Борис Фёдоров        | Светлана Туманова | 14 июня 2020     |
| 1969 год. В Калинине убивают молодую женщину Ирину Царёву, недавно приехавшую из Минска к мужу-военному Ивану. Под подозрением оказываются сразу несколько человек, в том числе и сам супруг, который, как выясняется, имел много любовниц. Одна из них, Антонина Светлова, после неудачной попытки самоубийства попадает в больницу. Находясь при смерти, она рассказывает оперативникам историю о том, как познакомилась с Царёвым, как он вошёл в её семью, заменив ей ранее трагически погибшего мужа. Но когда Антонина рассказала Ивану о беременности, он жестоко отверг её, и женщине пришлось сделать аборт. Потом Антонина пришла к Ирине Царёвой и сказала, что является любовницей её мужа. В ходе произошедшей драки Антонина жестоко убила Ирину молотком и, осознав, что сын останется сиротой, если её посадят, пыталась покончить с собой. |            |                             |                      |                   |                  |
| 482 | 17         | «Маленький пленник»         | Игорь Ромащенко      | Роман Горшков     | 21 июня 2020     |
| 1984 год, Волгоград. По дороге в школу исчезает четвероклассник Рубен Гаспарян, а вскоре к его родителям обращаются преступники с требованием 150 000 рублей; отцу похищенного мальчика удаётся собрать только 50 000 рублей. Обратив внимание на подозрительный автомобиль в районе места передачи выкупа, милиция задерживает Артёма Рубанова — главаря банды похитителей из 5 человек, на его даче обнаруживают остальных сообщников и похищенного ребёнка. |            |                             |                      |                   |                  |
| 483 | 18         | «Родня»                     | Борис Фёдоров        | Александр Залётов | 28 июня 2020     |
| 1989 год. В Москве расследуют резонансное преступление — убиты бабушка (Нинель Егорова), её взрослая дочь (Евлампия Крылова) и случайная гостья (актриса детского театра в костюме Красной Шапочки); тяжело ранен 10-летний внук (Антон Крылов). Под подозрение попадает имевший проблемы с психикой супруг Евлампии Алексей Крылов, который собирался разводиться с женой из-за её измены. Но у него алиби. Выясняется, что Нинель Егорова собиралась выйти замуж, но её избранником стал женатый агроном Александр Краско; убийцей оказалась его жена (Полина Краско), которая расправилась с соперницей из-за страха потерять жилплощадь, а остальные были убиты как случайные свидетели. |            |                             |                      |                   |                  |
| 484 | 19         | «Вундеркинд»                | Игорь Ромащенко      | Александр Залётов | 5 июля 2020      |
| 1991 год, Москва. Произошло отравление семьи Сениных: матери Ирины и двоих сыновей — 20-летнего Павла и 17-летнего Альберта, закончившееся смертью матери и старшего сына. Сыщики выясняют: это преступление могло быть местью. Альберт Сенин встречался с Натальей Пьяных, чего не одобряла его мать и попросила старшего сына Павла «разобраться с проблемой»; но в итоге Павел и его сообщник Евгений Кучин изнасиловали и изуродовали Наталью. Догадавшийся обо всём Альберт подготовил смертельную дозу яда для матери и брата и, чтобы отвести от себя подозрения, сам принял более лёгкую дозу; также случайно пострадала соседка Анна Лапшина, но её удалось спасти. |            |                             |                      |                   |                  |
| 485 | 20         | «Первобытные»               | Игорь Ромащенко      | Наталия Мичурина  | 6 сентября 2020  |
| 1985 год, Камышин. Неизвестные преступники по очереди жестоко убивают четверых разных мужчин. Убийцами оказывается банда из четверых цыган: Вячеслава Москалёва, Анатолия Богомолова и братьев Ивана и Андрея Ивановых, убивавшая людей ради мелкого грабежа. |            |                             |                      |                   |                  |
| 486 | 21         | «Беременна и очень опасна!» | Борис Фёдоров        | Наталия Мичурина  | 13 сентября 2020 |
| 1989 год, Ленинград. В своей квартире была убита пенсионерка, украдены ценные вещи и деньги. В это же время в Волгограде происходит жестокое двойное убийство таксистов. Вскоре выясняется, что все 3 убийства совершил безработный Сергей Кислый ради грабежа; до убийств он также совершил избиение сотрудника милиции и угон автомобиля в Элисте. |            |                             |                      |                   |                  |
| 487 | 22         | «Убийство под куполом…»     | Сурен Давтян         | Светлана Туманова | 20 сентября 2020 |
| 1972 год, Москва. В своей квартире найден мёртвым цирковой артист Вадим Шагиманов. Вскоре кто-то по паспорту убитого пытается получить в пункте проката фотоаппарат «ФЭД». Затем неизвестный преступник в маске грабит квартиру пенсионерки. Потом кто-то убивает командировочного инженера Константина Филимонова. Через некоторое время в милицию приводят человека с окровавленными руками, который утверждает, что его пытался убить неизвестный. В его портфеле находят паспорта Шагиманова, Филимонова и командированного Олега Служаева, а в его кармане — паспорт Владимира Мухина, который и оказался убийцей. |            |                             |                      |                   |                  |
| 488 | 23         | «Жена и сатана»             | Борис Фёдоров        | Светлана Туманова | 27 сентября 2020 |
| В 1979 году в Пензе орудовал серийный насильник, нападавший на молодых девушек и девочек, две из которых были убиты. Им оказался слесарь-сборщик и внештатный помощник милиции Владимир Воронин. |            |                             |                      |                   |                  |
| 489 | 24         | «Электрический стул»        | Борис Фёдоров        | Наталия Мичурина  | 4 октября 2020   |
| 1986 год, Волгоградская область. Из реки вылавливают тело неизвестного мужчины, его жестоко пытали электротоком. Вскоре происходит нападение на пенсионера, его тоже пытали электричеством; он напуган и отказывается что-либо говорить. Сыщик выдвигает версию, что убийца — электрик. Вскоре установили личность погибшего мужчины — местный пьяница Муслумов. Внимание следствия привлекает лучший друг погибшего — электрик Солодунов, у него дома устраивают обыск и в тайнике находят деньги и драгоценности. Мужчина признаётся, что он — один из участников банды, главарём которой является уголовник Николай Сидоров. Сидорова пытаются задержать на квартире его любовницы, но он оказывает сопротивление и нападает на сотрудников милиции, двое из них погибают; вскоре Сидоров всё же был арестован. |            |                             |                      |                   |                  |
| 490 | 25         | «По огненным следам»        | Сурен Давтян         | Светлана Туманова | 11 октября 2020  |
| 1990 год, посёлок Оксовский (Архангельская область). Сгорает один из домов, на пепелище находят тело хозяйки дома Галины Зайцевой, а её 16-летний сын Борис исчез; позже в заброшенном здании его тоже находят убитым. С помощью показаний местного участкового сыщики выходят на след 16-летнего Николая Козырькова, лучшего друга погибшего Зайцева. Выясняется, что Козырьков решил заработать и начал спекулировать алкоголем, втянув в свой бизнес приятелей Олега Курбанова и Бориса Зайцева. Но последний не хотел заниматься спекуляцией, к тому же его мать узнала, что сын попал в плохую компанию, и пригрозила Козырькову милицией. Тогда парень явился вместе с Курбановым домой к Галине Зайцевой и расправился с женщиной, а потом приказал Борису поджечь дом, позже он убил и его. |            |                             |                      |                   |                  |
| 491 | 26         | «Спортлото-84»              | Борис Фёдоров        | Александр Залётов | 18 октября 2020  |
| 1984 год, Химки. В своей квартире найден мёртвым Игорь Бурков; его вдова уверяет, что мужа убили из-за выигрышного билета «Спортлото». Вскоре кто-то жестоко избивает мать Игоря в её квартире. Сыщики выясняют: коллега убитого Лариса Жигалова была в него влюблена, но Бурков её отверг. В присутствии Ларисы Игорь узнал о своём выигрыше, и женщина решила ему отомстить и выкрасть билет. Она подговорила совершить ограбление своего бывшего мужа — рецидивиста Петра Жигалова, но тот убил Буркова и затем в поисках билета напал на его мать. |            |                             |                      |                   |                  |
| 492 | 27         | «Рэмбо из Воронежа»         | Сурен Давтян         | Светлана Туманова | 25 октября 2020  |
| 11 июля 1990 года в Воронеже было совершенно убийство патрульных милиционеров, у которых похитили табельное оружие, а через год оно было использовано при нападении на инкассаторскую машину. Преступником оказался некий Игорь Зайцев. |            |                             |                      |                   |                  |
| 493 | 28         | «Гиблый лес»                | Борис Фёдоров        | Александр Залётов | 1 ноября 2020    |
| 1981 год, посёлок Кодино (Архангельская область). В местное отделение милиции приходит жена пропавшего 6 месяцев назад на лесозаготовках Феликса Филипповича и просит его найти. От работников леспромхоза сыщики узнают, что в бригаде, где трудился пропавший, в последнее время накалились отношения, а в центре событий — бригадир Алексей Прасолов и его молодая жена Нина. Через год из той же бригады пропадает Леонид Бурянин. В это же время в соседней деревне некий Георгий Иванов устраивает беспорядочную стрельбу, в результате один из местных жителей был тяжело ранен, а Иванова приговорили к 5,5 годам лишения свободы. В колонии всё же удаётся разговорить его, и он рассказывает: бригадир Прасолов мало платил своим работникам, чем они были недовольны. Однажды к нему домой ночью пришли Филиппович и Бурянин, чтобы потребовать денег, но Прасолов рассвирепел и жестоко избил их. За невозбуждение уголовного дела о побоях Филиппович с Буряниным вновь попросили у Прасолова денег, и тогда тот решил убить их, наняв для дела своих же подчинённых — Георгия Иванова и Ивана Маркина; сначала они расправились с Филипповичем, а через год — с Буряниным. Иванов решил, что следующим убьют его, и устроил хулиганскую стрельбу, чтобы его отправили в колонию; также выяснилось, что некоторое время назад Прасолов изнасиловал жену Иванова Людмилу, в результате чего та забеременела. Иванов, узнав, что ребёнок не от него, решил вместе с женой вызвать преждевременные роды, но ребёнок выжил, и родители убили младенца и закопали в лесу. |            |                             |                      |                   |                  |
| 494 | 29         | «Не заглядывай в подвал!»   | Сурен Давтян         | Светлана Туманова | 8 ноября 2020    |
| 1989 год, Пенза. В лесополосе находят сгоревший автомобиль, а в багажнике — тело его владельца, милиционера Писарькова. Через 6 месяцев происходит похожий случай: находят сгоревший автомобиль, а его владельца Журавлёва через 3 дня обнаруживают под мостом мёртвым. Через 5 лет (в 1994 году) в подвале жилого дома найдено тело жильца Василия Прохина; под подозрение попадает его жена Раиса. Раиса рассказывает: её мужа убил некий инженер Владимир. Его задерживают, но оказывается, что он не инженер, а рецидивист Владимир Карасёв. Карасёв признаётся: 5 лет назад вышел на свободу и хотел жить как обычный человек, но его нашёл приятель из колонии Александр Никулин и предложил разбогатеть, угоняя автомобили и убивая их владельцев. |            |                             |                      |                   |                  |
| 495 | 30         | «Московский раджа»          | Борис Фёдоров        | Александр Залётов | 15 ноября 2020   |
| 1989 год, Москва. В шкафу без сознания обнаружен 5-летний Рома Тишкин, в больнице выясняется, что ребёнок был отравлен. Вскоре из окна выпадает и разбивается насмерть мать отравленного ребёнка Наталья Тишкина. К преступлениям оказался причастен неизлечимо больной муж погибшей Игорь Тишкин, он пытался отравить Рому таблетками, а потом заставил ранее судимого Геннадия Горохова выбросить Наталью из окна. |            |                             |                      |                   |                  |
| 496 | 31         | «Женоненавистник»           | Сурен Давтян         | Светлана Туманова | 22 ноября 2020   |
| В конце октября 1991 года по Тамбову прокатилась серия убийств и нападений на молодых женщин. Маньяком оказался ранее судимый за изнасилование Николай Леонов. |            |                             |                      |                   |                  |
| 497 | 32         | «Из породы убийц»           | Сурен Давтян         | Марина Павлова    | 29 ноября 2020   |
| 1984 год, Узген (Киргизская ССР). В своей квартире застрелен прокурор. Выясняется, что незадолго до убийства из местного отделения милиции, убив постового, сбежали трое арестантов: воры Алфёров и Латыпов и браконьер Пулат Халибеков. Именно Халибеков и являлся убийцей; затаив обиду на прокурора, он решил его убить, а ночью договорился с дежурным и вместе со своими соседями по камере покинул отделение; но с постовым договориться не удалось, и его убили. Халибеков застрелил прокурора, и они втроём пустились в бега. |            |                             |                      |                   |                  |
| 498 | 33         | «Маленькая Валя»            | Борис Фёдоров        | Александр Залётов | 6 декабря 2020   |
| 1991 год, Москва. На скамейке в парке найдены убитый командированный инженер Сергей Капитонов и изуродованная, но живая 17-летняя студентка Валентина Пирогова. Преступление из-за наследства совершил старший брат Валентины Виталий: он заманил сестру в парк, где вскоре ударил ножом, а затем убил случайного свидетеля Капитонова и изрезал лицо Валентины; потом он пытался убить её ухажера Александра, так как тот догадался, кто убийца, и хотел разобраться с ним. |            |                             |                      |                   |                  |
| 499 | 34         | «Непристойное предложение»  | Борис Фёдоров        | Светлана Туманова | 13 декабря 2020  |
| В 1986 году в посёлке Пестово Новгородской области была убита 17-летняя Светлана Тимохина. Преступником оказался дядя убитой — Владимир Комлев. В ходе расследования выяснилось, что Комлев домогался до потерпевшей, а та за деньги стала вступать с ним в интимные отношения. Позднее Комлев расправился с девушкой, когда та пригрозила ему оглаской их отношений, а незадолго до ареста пытался убить и местного жителя, когда тот стал подозревать его в убийстве. |            |                             |                      |                   |                  |
| 500 | 35         | «Горячие наслаждения»       | Сурен Давтян         | Светлана Туманова | 20 декабря 2020  |
| 1988 год, Сестрорецк. В своей квартире находят убитыми стоматолога Игоря Ревина, молоденькую девушку Ирину Константинову и собаку; убийцы вынесли из квартиры много ценных вещей. Убийцами оказались Виктор Утробин и его друг Андрей Чернов, действовавшие вместе с гражданской женой Виктора Натальей Синцовой. |            |                             |                      |                   |                  |
| 501 | 36         | «Беспощадный блондин»       | Борис Фёдоров        | Александр Залётов | 27 декабря 2020  |
| В 1987 году по Перми прокатилась серия изнасилований и разбойных нападений на девушек, три из которых были жестоко убиты. За преступлениями стояла банда во главе со столяром ликёро-водочного завода Павлом Симаковым. |            |                             |                      |                   |                  |

### 2021 год
| № | № в сезоне | Название                                 | Режиссёр-постановщик | Автор сценария    | Дата премьеры    |
| --- | ---------- | ---------------------------------------- | -------------------- | ----------------- | ---------------- |
| 502 | 1          | «Гоголь и мертвецы»                      | Борис Фёдоров        | Светлана Туманова | 21 февраля 2021  |
| В 1980 году в Горьком орудовала банда, совершившая несколько жестоких убийств. Её главарём оказался 16-летний Игорь Пирогов по кличке «Гоголь». |            |                                          |                      |                   |                  |
| 503 | 2          | «Оборотни»                               | Сурен Давтян         | Светлана Туманова | 28 февраля 2021  |
| 23 февраля 1973 года в Куйбышевской области произошла кровавая бойня, в результате которой погибли 11 человек и были ранены ещё несколько. Убийцами оказались сержанты милиции Михаил Дорофеев и Александр Шурыгин. |            |                                          |                      |                   |                  |
| 504 | 3          | «Постельный монстр»                      | Борис Фёдоров        | Светлана Туманова | 7 марта 2021     |
| В 1972 году в Энгельсе орудовал маньяк-насильник, который нападал на девушек и женщин, проникая в их собственные дома. Им оказался ранее судимый рабочий химкомбината Валентин Чабан. |            |                                          |                      |                   |                  |
| 505 | 4          | «Стерва»                                 | Сурен Давтян         | Светлана Туманова | 13 марта 2021    |
| Зимой 1991 года в Тамбове пропала фармацевт Ирина Терещенко. Спустя месяц после начала расследования в убийстве женщины признался её муж — старшина патрульно-постовой службы Владимир Терещенко, который совершил преступление из-за регулярных издевательств и оскорблений жены в его адрес. |            |                                          |                      |                   |                  |
| 506 | 5          | «Карты, деньги и любовь»                 | Сурен Давтян         | Марина Павлова    | 20 марта 2021    |
| В 1950 году в Ленинграде были убиты медсестра детской больницы Тамара Синцова и парикмахер Илья Носов, на месте обоих преступлений находят игральную карту. Убийцей старушки оказалась Лидия Клементьева, неудачно попытавшаяся вместе со своим любовником Василием Смирновым выпросить у неё деньги. |            |                                          |                      |                   |                  |
| 507 | 6          | «Чёрная весна»                           | Борис Фёдоров        | Роман Горшков     | 27 марта 2021    |
| Ранней весной 1984 года в Балашове началась серия зверских убийств и изнасилований пожилых женщин. Маньяка задержали спустя несколько месяцев, им оказался студент техникума механизации сельского хозяйства Юрий Будков. |            |                                          |                      |                   |                  |
| 508 | 7          | «„Народный“ артист»                      | Сурен Давтян         | Наталия Реуцкая   | 3 апреля 2021    |
| 1977 год, Ленинград. Сыщики расследуют серию загадочных нападений и убийств. Свидетели утверждают, что убийца — женщина, однако преступником оказывается ряженый мужчина Владимир Бурмистров, который с детства вёл себя агрессивно и опасно и был ранее судим за разбой. |            |                                          |                      |                   |                  |
| 509 | 8          | «Кошмар на колёсах»                      | Борис Фёдоров        | Ольга Корсакова   | 10 апреля 2021   |
| В 1989—1990 годах в Уфе произошла серия жестоких изнасилований и убийств девушек и женщин. За преступлениями стояла банда во главе с таксистом Валерием Санкиным. |            |                                          |                      |                   |                  |
| 510 | 9          | «Проклятые сокровища»                    | Борис Фёдоров        | Светлана Туманова | 17 апреля 2021   |
| 1983 год, Ленинград. Дети обнаруживают в пруду рядом с кладбищем мешок с телом Александра Солякова. Вскоре выясняется, что погибший был фарцовщиком, который прятал свои сбережения в стеклянных банках. Его похитили и жестоко пытали некие Степанов, Бондаренко и Калинин, но он так и не выдал им местоположение клада, и тогда преступники засунули мужчину в мешок и утопили в пруду. |            |                                          |                      |                   |                  |
| 511 | 10         | «Бомба в подъезде»                       | Сурен Давтян         | Роман Горшков     | 24 апреля 2021   |
| Ноябрь 1984 года, Саратов. Неизвестный злоумышленник устраивает в городе 2 взрыва (в подъезде жилого дома и в пивном ларьке) и убивает людей. Вскоре сыщики выходят на след преступника и задерживают его; им оказался Владимир Колдин, который, кроме известных милиции случаев, успел совершить ещё несколько преступлений. |            |                                          |                      |                   |                  |
| 512 | 11         | «Вечная любовь»                          | Сурен Давтян         | Светлана Туманова | 2 мая 2021       |
| 25 сентября 1978 года на территории Рождественского монастыря в Москве была убита пожилая монахиня Варвара Турусова, у которой похитили старинные иконы. Преступником оказался рабочий переплётной мастерской Михаил Гудилов. |            |                                          |                      |                   |                  |
| 513 | 12         | «Ограбление по-советски»                 | Борис Фёдоров        | Ольга Корсакова   | 16 мая 2021      |
| 7 сентября 1975 года в Фурманове произошло ограбление банка и убийство его охранника. Преступника арестовали спустя 7 лет, им оказался бывший милиционер Фёдор Вечеренин. |            |                                          |                      |                   |                  |
| 514 | 13         | «Свадьба на костях»                      | Сурен Давтян         | Светлана Туманова | 23 мая 2021      |
| 1986 год, Старая Русса. В своей квартире жестоко забит сковородкой Борис Смирнов. Убийцей оказалась его жена Галина Смирнова, которой наскучила жизнь со своим мужем. Параллельно с этим было раскрыто убийство Сергея Киселёва, с которым из корыстных побуждений расправился местный житель Дмитрий Васильев. |            |                                          |                      |                   |                  |
| 515 | 14         | «Бешеные псы»                            | Борис Фёдоров        | Светлана Туманова | 30 мая 2021      |
| 1989 год, Иркутск. В городе происходят нападения на несколько ключевых объектов, сопровождающиеся ограблением и убийствами охранников. В ходе оперативной работы следователи задерживают Виктора Комарова и Андрея Диденко, и во время допроса один из них выдаёт главаря — Пётр Стаховцев, начальник отдела ВОХРа. Свою банду из 7 человек Стаховцев организовал из чувства мести за увольнение из рядов милиции и перевод во вневедомственную охрану. |            |                                          |                      |                   |                  |
| 516 | 15         | «Гадёныши»                               | Сурен Давтян         | Светлана Туманова | 6 июня 2021      |
| 1976 год, Иркутская область. В течение 12 лет происходят систематические крупные грабежи и разбои, сопровождающиеся истязаниями, убийствами, злостным хулиганством и вандализмом, а на местах преступлений постоянно находят тухлые яйца. После долгих лет безуспешных поисков банду Леонида Солдатова удаётся арестовать. |            |                                          |                      |                   |                  |
| 517 | 16         | «Дачная любовь»                          | Борис Фёдоров        | Роман Горшков     | 13 июня 2021     |
| Весна 1991 года, Ленинградская область. В реке найдены тела супругов Володиных, незадолго до убийства у них сожгли дом. Вскоре на беременную дочь погибших Ольгу в парке совершили нападение, в результате которого она потеряла ребёнка. Через 2 месяца на девушку и её однокурсниц вновь напали, на этот раз в пансионате. Убийцами оказались Дмитрий Сергеев и Виктор Симанский, убившие родителей девушки из неприязни Дмитрия к ним. |            |                                          |                      |                   |                  |
| 518 | 17         | «Без головы»                             | Сурен Давтян         | Светлана Туманова | 20 июня 2021     |
| 1981 год, Усть-Илимск. В городе находят обезглавленные тела мужчин, все жертвы — выходцы из Средней Азии. Выясняется, что все они приезжали с огромными деньгами для покупки автомобилей. Маньяком оказался ранее судимый спекулянт автомобилями Анатолий Майструк, убивавший своих клиентов из чувства ненависти к уроженцам среднеазиатских стран. |            |                                          |                      |                   |                  |
| 519 | 18         | «Знакомьтесь, ваша вдова!»               | Борис Фёдоров        | Наталия Мичурина  | 27 июня 2021     |
| 1986 год, Ленинград. Во дворе жилого дома на пепелище обнаружено тело Евгении Евгеньевой. Убийцей оказалась её 18-летняя дочь Елена, действовавшая вместе со своей подругой Галиной Большаковой. Сама Большакова до этого совершила два убийства: сначала она отравила своего сожителя, от которого она хотела уйти, а затем, выйдя замуж, Галина таким же образом расправилась со свекровью, чтобы освободить жилплощадь, и потом она собиралась отравить сестру мужа и его племянника, но встретила на улице Елену и, выслушав историю новой знакомой, предложила ей убить её мать в обмен на прописку. Елена согласилась, и позже они вместе совершили убийство, после чего вынесли тело Евгении во двор и подожгли его. |            |                                          |                      |                   |                  |
| 520 | 19         | «Криминальное трио»                      | Сурен Давтян         | Светлана Туманова | 4 июля 2021      |
| 1977 год. На территории Белгородской, Донецкой и Харьковской областей орудует жестокая банда из трёх человек, которая убивает, грабит и насилует. Главарём банды оказался ранее судимый Евгений Проценко, который до поимки заставил своего 16-летнего сообщника Анатолия Бриня расправиться с другим сообщником, угрожая в случае неповиновения убить мать Анатолия. |            |                                          |                      |                   |                  |
| 521 | 20         | «Братаны»                                | Борис Фёдоров        | Ольга Корсакова   | 29 августа 2021  |
| В 1986 году в Тамбове пропал водитель такси, а вскоре в лесу были обнаружены его тело и обгоревший автомобиль. Преступление с целью ограбления совершили рецидивист Владимир Любин и его младший брат Александр. |            |                                          |                      |                   |                  |
| 522 | 21         | «Криминальный талант. Подлинная история» | Сурен Давтян         | Светлана Туманова | 5 сентября 2021  |
| 1974 год. Из номера сочинской гостиницы пропадает отдыхающая из села Крабозаводское Нина Черепанова, однако вскоре выясняется, что она, устав от рутины семейной жизни, сбежала. На протяжении многих лет мошенница объездила множество городов СССР, в которых путём манипуляции сумела ограбить несколько сберкасс, и была арестована при попытке устроиться на работу в сберкассу в её родном Воронеже. В суде она признала 96 преступных эпизодов. |            |                                          |                      |                   |                  |
| 523 | 22         | «Цена измены»                            | Борис Фёдоров        | Наталия Мичурина  | 11 сентября 2021 |
| 1980 год, Волгоград. В ходе ограбления сберегательной кассы убита заведующая и тяжело ранена кассир, похищена крупная сумма — 10 000 рублей. Чудом выжившая кассир рассказывает, что нападение совершил высокий мужчина в тёмных очках, напарницей которого была беременная женщина. В ходе следствия удаётся установить имена преступников — Сергей Сидоров и Ольга Егорова, бывшие любовниками и намеревавшиеся раздобыть крупную сумму денег для совместной жизни. |            |                                          |                      |                   |                  |
| 524 | 23         | «Мне нужна она!»                         | Сурен Давтян         | Светлана Туманова | 19 сентября 2021 |
| Летом 1980 года в зоне отдыха на окраине Новгорода был зарезан дальнобойщик Владимир Морозов. В ходе расследования выяснилось, что преступление совершила ранее судимая гражданская жена погибшего Валентина, которая состояла в любовных отношениях со своей молодой подругой Ольгой Семёновой. Во время следствия Семёнова скрылась, но была арестована спустя полгода за убийство хозяйки квартиры, которую снимала, из-за отказа в интимной близости. |            |                                          |                      |                   |                  |
| 525 | 24         | «Гонка на выживание»                     | Борис Фёдоров        | Наталия Мичурина  | 26 сентября 2021 |
| 1981 год, Волгоград. Из квартиры исчезает супружеская пара — Ольга и Сергей Адамович; в квартире находят вещи супругов, запачканные кровью. Вскоре в парке находят избитую до полусмерти Ольгу, которую врачам удаётся спасти. Чуть позже на хуторе Новоаксайский кто-то поджигает дом супружеской пары, попутно убив из обреза местного парторга Ивана Присячева. В ходе следствия выясняется, что убийцей и является пропавший без вести Сергей Адамович; как оказалось, он был неоднократно судим. В порыве ревности он жестоко избил жену и бросил её в парке, затем, вооружившись обрезом, ограбил собственных родителей и поджёг их дом, а потом расстрелял парторга Присячева.                                       |            |                                          |                      |                   |                  |
| 526 | 25         | «Мёртвый лес»                            | Сурен Давтян         | Роман Горшков     | 3 октября 2021   |
| С июня по июль 1991 года в лесу на окраине Казани рядом с пионерским лагерем были зверски убиты три пожилые женщины и совершено покушение на ещё одну. Маньяка вычислили благодаря выжившей жертве, им оказался ранее судимый за кражу работник кожевенной фабрики Владимир Механошин. |            |                                          |                      |                   |                  |
| 527 | 26         | «Новгородская мумия»                     | Сурен Давтян         | Светлана Туманова | 10 октября 2021  |
| В сентябре 1989 года в Новгороде пропал водитель Александр Бедняков. В ходе следствия выяснилось, что с ним из личной неприязни и зависти расправился его друг — бывший милиционер Николай Яблоков, после чего спрятал и засыпал тело цементом в подвале собственного дома. |            |                                          |                      |                   |                  |
| 528 | 27         | «Десять любовников и одна невеста»       | Борис Фёдоров        | Светлана Туманова | 17 октября 2021  |
| 7 ноября 1983 года в Астрахани в собственной квартире была обнаружена убитой сотрудница райкома КПСС Светлана Звягинцева. В ходе следствия выяснилось, что преступление совершил один из её любовников — инструктор горкома партии Николай Шульпин, когда Звягинцева пригрозила лишить его партийной карьеры из-за отказа жениться на ней. |            |                                          |                      |                   |                  |
| 529 | 28         | «Чёрный доктор»                          | Сурен Давтян         | Ольга Корсакова   | 24 октября 2021  |
| 1985 год, Казань. В своей квартире жестоко убит и ограблен врач Герман Николаев. Через 2 года после убийства милиционеры ловят двух угонщиков автомобилей, один из которых упоминает о предложении какого-то мужчины убить известного врача, которое он отверг. Вскоре задерживают шурина убитого врача Али Сулейманова, который через неделю признаётся в убийстве; затем арестовывают и его сообщника Рината Усманова. |            |                                          |                      |                   |                  |
| 530 | 29         | «Кто ваш муж?»                           | Борис Фёдоров        | Светлана Туманова | 31 октября 2021  |
| В 1978—1981 годах по Приморскому краю прокатилась волна изнасилований девушек и женщин, две из которых были убиты. Маньяком оказался учитель физкультуры Анатолий Штибер. |            |                                          |                      |                   |                  |
| 531 | 30         | «Кровавый мальчик»                       | Сурен Давтян         | Ольга Корсакова   | 14 ноября 2021   |
| В октябре 1982 года по Перми и близлежащим городам прокатилась волна ограблений детских садов, сопряжённых с изнасилованиями и убийствами женщин-сторожей. На месте одного из нападений, произошедшего в Соликамске, были обнаружены отпечатки пальцев малолетнего грабителя и насильника Егора Дмитриева, но доказать его причастность к преступлению не удалось. Маньяком оказался ранее судимый Владимир Егоров. |            |                                          |                      |                   |                  |
| 532 | 31         | «В объятиях лжи»                         | Борис Фёдоров        | Роман Горшков     | 21 ноября 2021   |
| В 1986 году в Ленинграде в собственной квартире был зарезан преподаватель школы ДОСААФ и подполковник в отставке Александр Качин. В ходе расследования выяснилось, что убийство в целях завладения имуществом организовала жена погибшего Вера Василевская, а исполнителями стали её неоднократно судимый сын от первого брака Виктор Филимонов и его друг Виктор Иваненко. |            |                                          |                      |                   |                  |
| 533 | 32         | «Хромоногий дьявол»                      | Сурен Давтян         | Светлана Туманова | 28 ноября 2021   |
| 1979 год. Астрахань. В разных местах города действует жестокая банда, насилующая и убивающая девушек. Главарём банды являлся Виктор Шилов. Озлобленный на женщин Шилов собрал банду, чтобы грабить и насиловать, при этом убивая тех, кто угрожал заявить в милицию. |            |                                          |                      |                   |                  |
| 534 | 33         | «Серёжа с молоточком»                    | Борис Фёдоров        | Светлана Туманова | 5 декабря 2021   |
| 1976 год. В Краснодарском крае происходит серия жестоких нападений на женщин — неизвестный избивает их молотком и насилует, 2 школьницы убиты. Маньяком оказался рабочий-строитель Сергей Горбунов, житель станицы Натухаевская. Выяснилось, что в детстве Горбунов мучил животных, на что его мать, равнодушная к сыну, не обращала внимания, что и сделало его женоненавистником. |            |                                          |                      |                   |                  |
| 535 | 34         | «Побег из Урюпинска»                     | Сурен Давтян         | Светлана Туманова | 12 декабря 2021  |
| 1984 год, Балашовский район Саратовской области. В лесу найдено тело электрика Николая Прокудина, также исчез его автомобиль, который позже находят в 60 километрах от места преступления. Становится известно: незадолго до преступления из урюпинской колонии сбежали двое опасных преступников — Евгений Носков и Валерий Чумаков; при побеге злоумышленники убили двух офицеров охраны, забрали их форму и документы. Чуть позже их на дороге подобрал Николай Прокудин, которого они затем связали в лесу и убили, а автомобиль угнали. |            |                                          |                      |                   |                  |
| 536 | 35         | «Вий»                                    | Борис Фёдоров        | Светлана Туманова | 19 декабря 2021  |
| В 1974 году в Ленинск-Кузнецком произошла серия исчезновений молодых женщин. В ходе расследования выяснилось, что с ним жестоко расправился шофёр Анатолий Мусулёв, который был ранее приговорён к смертной казни за убийство любовницы и её дочери в Новосибирске, но благодаря адвокату избежал наказания. |            |                                          |                      |                   |                  |
| 537 | 36         | «Опасная блондинка»                      | Борис Фёдоров        | Наталия Мичурина  | 26 декабря 2021  |
| 1985 год, Ленинград. Из окна квартиры по проспекту Суслова падает и разбивается таксист Андрей Солодуб. Через 3 месяца у железнодорожной платформы «Дачное» находят тело жестоко убитого киноактёра Александра Богданова. Вскоре следователи выясняют личность убийцы; им оказался дважды судимый Андрей Перцев, ревновавший свою сожительницу Марину Бакумян к убитым. |            |                                          |                      |                   |                  |

### 2022 год
| № | № в сезоне | Название                       | Режиссёр-постановщик | Автор сценария    | Дата премьеры    |
| --- | ---------- | ------------------------------ | -------------------- | ----------------- | ---------------- |
| 538 | 1          | «Мальчик из коробки»           | Сурен Давтян         | Светлана Туманова | 23 января 2022   |
| Зимой 1982 года в Боровичах в сарае рыбного магазина была найдена жестоко убитая молодая женщина, а год спустя произошло схожее по почерку нападение на надзирательницу женской колонии. Маньяка вычислили и задержали благодаря помощи выжившей жертвы через несколько часов после нападения, им оказался лидер оперативно-комсомольского отряда Олег Хрычёв. Во время следствия Хрычёву дважды удалось совершить побег из СИЗО, но оба раза он был задержан.                                                                                |            |                                |                      |                   |                  |
| 539 | 2          | «Интимный дневник убийцы»      | Борис Фёдоров        | Ольга Корсакова   | 30 января 2022   |
| В 1978 году в Новосибирске в собственной квартире были зверски убиты пятеро членов семьи Ермаковых, а вскоре в Красноярске произошло похожее по почерку двойное убийство пожилой женщины и её беременной квартирантки. Серийного убийцу вычислили и задержали после совершения ещё одного нападения в Иркутске, где он оставил свой портфель с отпечатками пальцев и украденными у жертв вещами; им оказался дважды судимый за изнасилование Валерий Аношин.                                                                                  |            |                                |                      |                   |                  |
| 540 | 3          | «Сельские изверги»             | Сурен Давтян         | Светлана Туманова | 6 февраля 2022   |
| В 1989 году в посёлке Нижний Балыклей Волгоградской области накануне выборов народных депутатов СССР произошло жестокое убийство девушки-секретаря избирательной комиссии, а вскоре в Еланском районе в собственном доме были зарезаны пенсионер и его дочь. Следствие установило, что с девушкой на почве личной неприязни расправились братья Сергей и Юрий Кизяки, а двойное убийство в состоянии алкогольного опьянения совершил местный житель Алексей Щербатов.                                                                         |            |                                |                      |                   |                  |
| 541 | 4          | «Девушка с памятника»          | Борис Фёдоров        | Светлана Туманова | 20 февраля 2022  |
| 19 февраля 1966 года в Ленинграде в общежитии вагоноремонтного завода на проспекте Карла Маркса была жестоко убита работница предприятия Екатерина Иванцова. Под подозрение попал её жених-архитектор Генрих Тимофеев, но вскоре нашёлся свидетель, видевший погибшую вместе с женщиной в зелёном пальто перед самым убийством. Следствие установило, что с Иванцовой расправилась другая работница завода Матрёна Давыдова, когда девушка застала её за кражей.                                                                              |            |                                |                      |                   |                  |
| 542 | 5          | «Наложница»                    | Сурен Давтян         | Ольга Корсакова   | 27 февраля 2022  |
| 3 февраля 1989 года в Горьком на улице Тургенева были расстреляны сотрудники патрульно-постовой службы Александр Герасюк и Алексей Корнилов. В ходе расследования выяснилось, что преступление с целью завладения табельным оружием совершила банда во главе с работником горисполкома Вячеславом Пюро, которую задержали через несколько дней после убийства во время подготовки к разбойному нападению в Кстово. |            |                                |                      |                   |                  |
| 543 | 6          | «Чужая кровь»                  | Борис Фёдоров        | Роман Горшков     | 6 марта 2022     |
| В 1983 году в Новосибирске в течение шести месяцев произошло три жестоких нападения на девушек, двое из которых были убиты. Маньяк был задержан в ходе проведения оперативно-розыскных мероприятий после совершения второй расправы, им оказался ранее судимый за попытку изнасилования слесарь Михаил Бенилов; он и его друг Владимир Иванов также были причастны к попытке ограбления бухгалтерии хлопчатобумажного комбината, возглавляемого отчимом Бенилова.                                                                             |            |                                |                      |                   |                  |
| 544 | 7          | «Чёрная кошка с Поволжья»      | Сурен Давтян         | Светлана Туманова | 11 марта 2022    |
| В период с 1946 по 1947 годы в Куйбышевской области действовала вооружённая банда, промышлявшая разбойными нападениями на частные дома и зверскими убийствами их владельцев. Бандиты были обезврежены и задержаны после совершения очередной расправы в посёлке Семейкино благодаря помощи местных жителей-фронтовиков. Главарём группировки оказался мастер цеха Куйбышевского механического завода № 207 Иван Заборовский, которому помогали его жена и старший сын.                                                                        |            |                                |                      |                   |                  |
| 545 | 8          | «Шёлковые фантомасы»           | Борис Фёдоров        | Светлана Туманова | 19 марта 2022    |
| В 1970—1976 годах в Новосибирске и ряде других городов СССР орудовала банда налётчиков, носивших шёлковые маски. Её предводителем оказался рецидивист Виталий Соболевский, ранее судимый за убийство милиционера. |            |                                |                      |                   |                  |
| 546 | 9          | «Бес в ребро»                  | Сурен Давтян         | Светлана Туманова | 26 марта 2022    |
| В 1984 году в Москве произошло покушение на 6-летнего мальчика, а вскоре были обнаружены убитыми его мать, отчим и прадед. Как оказалось, преступления совершила бабушка мальчика Алла Киреева и её любовник — преподаватель УПК Антон Водопьянов, который незадолго до ареста расправился и с ней. |            |                                |                      |                   |                  |
| 547 | 10         | «Пламя любви»                  | Борис Фёдоров        | Светлана Туманова | 9 апреля 2022    |
| Летом 1991 года недалеко от села Каменка Самойловского района Саратовской области был заживо сожжён мастер строительной бригады Роберт Бахтарян. В ходе расследования было установлено, что убийство совершили водитель скорой помощи Сергей Фалько и его знакомый Али Алиев. Таким образом Фалько пытался защитить молодую гражданскую жену погибшего от самого Бахтаряна, который был домашним тираном и регулярно избивал её на почве ревности.                                                                                            |            |                                |                      |                   |                  |
| 548 | 11         | «Хихикающая смерть»            | Сурен Давтян         | Светлана Туманова | 16 апреля 2022   |
| Осенью 1975 года по Аткарску прокатилась серия изнасилований и нападений на молодых женщин, одна из которых была убита. Потерпевшие и случайные свидетели описывали нападавшего как невысокого мужчину в шапке-ушанке. Маньяка опознали по приметам и задержали в ходе оперативного патрулирования, им оказался слесарь локомотивного депо Игорь Ступак, который также был причастен к изнасилованию малолетней девочки в Куйбышевской области.                                                                                               |            |                                |                      |                   |                  |
| 549 | 12         | «Опасная любовь»               | Борис Фёдоров        | Светлана Туманова | 30 апреля 2022   |
| 28 июня 1987 года в Куйбышеве в собственной квартире была ограблена и убита пенсионерка, а через неделю в лесном массиве нашли тело её убийцы — находившегося в розыске уголовника Вячеслава Стаханова. В ходе расследования выяснилось, что погибший состоял в банде рецидивиста Виталия Савина, который и расправился со Стахановым и другим своим сообщником из-за нежелания делиться награбленными деньгами. |            |                                |                      |                   |                  |
| 550 | 13         | «Двое и одна женщина»          | Сурен Давтян         | Светлана Туманова | 7 мая 2022       |
| 6 сентября 1989 года в совхозе Динамо Нехаевского района Волгоградской области в своём доме была найдена зверски убитой пенсионерка-инвалид, а год спустя в соседней станице произошло аналогичное преступление. Следствие установило, что оба убийства с целью ограбления были совершены местным жителем Николаем Носковым и его старшим братом-рецидивистом Владимиром, которым помогала их подруга Тамара Михайлова. |            |                                |                      |                   |                  |
| 551 | 14         | «По ком звонит смерть?»        | Борис Фёдоров        | Роман Горшков     | 14 мая 2022      |
| В 1978 году в посёлке Левашово Ленинградской области в колодце питьевой воды нашли тело малолетнего мальчика, после чего в Ленинграде поочерёдно были убиты девочка Наташа Кирюхина и её мать. Подозрение пало на главу семьи Кирюхиных, но он вскоре покончил с собой. Как оказалось, все убийства совершила любовница мужчины и мать погибшего мальчика Алевтина Зилкова с целью начать новую жизнь с Кирюхиным, который узнал об этом и не выдержал чувства вины.                                                                          |            |                                |                      |                   |                  |
| 552 | 15         | «Кобра»                        | Сурен Давтян         | Светлана Туманова | 21 мая 2022      |
| 17 сентября 1988 года в лесном массиве недалеко от посёлка Рыбачий Волгоградской области было найдено тело зверски убитой матери-одиночки Людмилы Гуреевой. В ходе расследования было установлено, что с женщиной расправилась бандитская группировка во главе с рецидивисткой Верой Майстренко, которая на почве личной неприязни к Гуреевой подговорила своих сообщников изнасиловать и убить её. |            |                                |                      |                   |                  |
| 553 | 16         | «Профессор „любовных“ дел»     | Борис Фёдоров        | Татьяна Паук      | 28 мая 2022      |
| В 1987 году в разных городах СССР орудовал брачный аферист, который соблазнял и обкрадывал женщин, а также расправился с тремя из них. Преступником оказался рецидивист Сергей Акимов. |            |                                |                      |                   |                  |
| 554 | 17         | «Лицо под шарфом»              | Сурен Давтян         | Светлана Туманова | 4 июня 2022      |
| В марте 1974 года в Старой Уфе появился маньяк, совершавший жестокие изнасилования и убийства девушек и женщин, которых он душил их собственными чулками или шарфами. Его задержали вскоре после очередного убийства благодаря помощи сотрудницы-«приманки». Маньяком оказался шофёр автоколонны Рустем Валеев, который признался в совершении более чем сотни нападений, но большинство жертв отказались свидетельствовать против него в суде.                                                                                               |            |                                |                      |                   |                  |
| 555 | 18         | «Учитель смерти»               | Борис Фёдоров        | Светлана Туманова | 11 июня 2022     |
| 19 июля 1989 года в Оренбурге в квартире на проспекте Гагарина были ограблены и убиты две подруги-студентки, а вскоре по городу прокатилась серия зверских убийств и разбойных нападений на автомобилистов. Все преступления совершила подростковая банда во главе с выпускником педагогического училища Антоном Никифоровым, которую задержали после совершения расправы над ещё одной девушкой. К моменту ареста на счету группировки было более 70 преступных эпизодов.                                                                    |            |                                |                      |                   |                  |
| 556 | 19         | «Призрак в детском саду»       | Сурен Давтян         | Татьяна Паук      | 18 июня 2022     |
| Зимой 1988 года в Волгограде орудовал маньяк, который по ночам забирался в детские сады и насиловал их сотрудниц, причём одну из них он убил. Преступника вычислили благодаря составленному со слов потерпевших фотороботу, по которому один из сотрудников вневедомственной охраны опознал своего коллегу — ранее судимого за кражу Олега Шевкунова; тот также был причастен к попытке изнасилования девочки-подростка. |            |                                |                      |                   |                  |
| 557 | 20         | «За счастьем»                  | Сурен Давтян         | Александр Залётов | 4 сентября 2022  |
| В 1990 году в Тверской области была изнасилована и убита 17-летняя Вера Андреева. Преступниками оказались её знакомые Павел Комаров и Андрей Переверзев (последний после убийства покончил с собой). |            |                                |                      |                   |                  |
| 558 | 21         | «Женские часики»               | Борис Фёдоров        | Наталия Реуцкая   | 4 сентября 2022  |
| В 1979 году в Калаче-на-Дону двое неизвестных насильников в течение нескольких дней совершили три нападения на девушек, с последней из которых они жестоко расправились. Преступники были изобличены благодаря украденным у убитой жертвы золотым наручным часам, ими оказались ранее судимые за кражи и хулиганство Юрий Иванов и Валерий Лобанов. |            |                                |                      |                   |                  |
| 559 | 22         | «Голубой Маврикий»             | Борис Фёдоров        | Светлана Туманова | 10 сентября 2022 |
| 10 сентября 1980 года в Саратове было совершено жестокое убийство пожилых супругов Севастьяновых, у которых похитили ценную коллекцию марок. Преступниками оказались фарцовщики Анатолий Маслов и Сергей Мясоедов. |            |                                |                      |                   |                  |
| 560 | 23         | «Вокруг смеха — вокруг смерти» | Сурен Давтян         | Татьяна Паук      | 17 сентября 2022 |
| В 1982 году в Москве возле Останкинского пруда обнаружили тело молодой женщины Инги Сазоновой, а несколько дней спустя в Ярославле было совершено покушение на её мать. Ещё через некоторое время был убит администратор телепередачи «Вокруг смеха» Виктор Камынин. Как оказалось, Сазонова встречалась с Камыниным, чтобы помочь своему мужу Аркадию попасть на телевидение, а администратор, узнав, что она забеременела, расправился с девушкой и попытался убить её мать. С Камыниным же в отместку за жену расправился Аркадий Сазонов. |            |                                |                      |                   |                  |
| 561 | 24         | «Кружевное бельё»              | Борис Фёдоров        | Светлана Туманова | 24 сентября 2022 |
| В 1952 году в Кронштадте в коммунальной квартире была найдена мёртвой 8-летняя Люся Караваева, а год спустя произошло убийство её соседки — 22-летней студентки кооперативного техникума Ольги Куликовой. В ходе расследования было установлено, что девочку убила её мать Галина, которая из-за дочери не могла наладить свою личную жизнь; со студенткой же расправился её муж — офицер военно-морского флота Андрей Куликов, которому надоела жизнь с женой, и он решил начать новую жизнь со своей любовницей.                            |            |                                |                      |                   |                  |
| 562 | 25         | «Игла и нитка»                 | Борис Фёдоров        | Александр Залётов | 1 октября 2022   |
| В 1989 году в Москве произошло убийство молодой портнихи элитного ателье Ольги Пеговой. Под подозрение попал один из её клиентов Роман Киреев, который незадолго до гибели девушки преследовал её, но тот утверждал, что убийство совершила неизвестная женщина. Как оказалось, с Пеговой на почве зависти и боязни потерять свою должность расправилась хозяйка ателье Лидия Чернышёва, но следствие не смогло официально доказать вину женщины в смерти подчинённой.                                                                        |            |                                |                      |                   |                  |
| 563 | 26         | «Маменькин маньяк»             | Сурен Давтян         | Светлана Туманова | 8 октября 2022   |
| В период с 1988 по 1990 годы в Саратовской области было совершено несколько схожих по почерку зверских убийств мужчин. Маньяком оказался родственник первой жертвы Александр Треплов, который с детства проявлял садистские наклонности, но его всегда покрывала собственная мать. За время расследования Треплов неоднократно попадал под подозрение, но каждый раз его освобождали из-за ошибок экспертов или недостаточности улик. |            |                                |                      |                   |                  |
| 564 | 27         | «Окаянный сын»                 | Борис Фёдоров        | Александр Залётов | 15 октября 2022  |
| В 1989 году в Михайловке произошёл налёт на контору местного совхоза, в результате которого был убит его сторож и похищены 66 000 рублей. Преступление совершила банда во главе со сбежавшим из исправительно-трудовой колонии в Харьковской области рецидивистом Николаем Гориным, которая также была причастна к серии разбойных нападений в Волгоградской и других областях СССР. Во время следствия Горину снова удалось совершить побег, но через полтора года он был задержан.                                                          |            |                                |                      |                   |                  |
| 565 | 28         | «Челюсти по-советски»          | Сурен Давтян         | Светлана Туманова | 22 октября 2022  |
| В августе 1988 года в Саратове началась серия нападений на молодых женщин: неизвестный преступник грабил, насиловал и кусал своих жертв, а одну из них он зверски убил. Маньяка вычислили благодаря помощи случайных свидетелей, им оказался ранее судимый токарь станкостроительного завода Николай Петренко, который перед самым арестом успел жестоко изнасиловать собственную тёщу. |            |                                |                      |                   |                  |
| 566 | 29         | «Саркофаг»                     | Борис Фёдоров        | Светлана Туманова | 29 октября 2022  |
| В 1987 году в Урюпинске бесследно исчез муж заведующей производством в ресторане Сергей Жилин, а вскоре произошло убийство его бывшей одноклассницы Тамары Манакиной. Следствие установило, что Манакину на почве ревности убил её муж Максим, которому она неоднократно изменяла; с Жилиным же по приказу его жены расправился её любовник-рецидивист Александр Лапшин, после чего забетонировал тело жертвы под деревянным туалетом во дворе своего дома.                                                                                   |            |                                |                      |                   |                  |
| 567 | 30         | «Оборотень»                    | Сурен Давтян         | Татьяна Паук      | 5 ноября 2022    |
| В 1977 году в Бобруйске в одном из водоёмов были обнаружены расчленённые мужские останки, а вскоре в Тамбовской области произошло несколько исчезновений девушек и женщин, которых впоследствии нашли жестоко убитыми и ограбленными. Убийцу вычислили и задержали благодаря помощи его несостоявшейся жертвы, указавшей приметы преступника и автомобиль, на котором он разъежал; им оказался находившийся в бегах бывший милиционер Алексей Панасюк.                                                                                        |            |                                |                      |                   |                  |
| 568 | 31         | «Машина дьявола»               | Борис Фёдоров        | Светлана Туманова | 12 ноября 2022   |
| В 1980 году в Саратове поочерёдно пропали две девушки, которых впоследствии обнаружили убитыми, а полтора года спустя было совершено покушение на ещё одну. Маньяком оказался милиционер-водитель Василий Дядин. |            |                                |                      |                   |                  |
| 569 | 32         | «Адское пламя»                 | Сурен Давтян         | Светлана Туманова | 19 ноября 2022   |
| В 1988 году в одном из сёл Тамбовской области были убиты две пожилые женщины, а три года спустя по области прокатилась серия схожих по почерку зверских убийств и изнасилований пенсионерок, сопровождавшихся ограблениями и поджогами их домов. Преступник был задержан ещё через год в Запорожье, им оказался рецидивист Алексей Галкин, который действовал вместе со своей бывшей женой и любовницей. |            |                                |                      |                   |                  |
| 570 | 33         | «Суженый-ряженый»              | Борис Фёдоров        | Александр Залётов | 26 ноября 2022   |
| В 1954 году в Саратове была убита беременная женщина, а три года спустя, 11 мая 1957 года, в областном посёлке Екатериновка произошло убийство двух милиционеров и похищение их табельного оружия. За преступлениями стоял следователь Геннадий Суровцев, которому помогали его брат Вячеслав Лошадинский и инструктор райкома комсомола Александр Затыкин. |            |                                |                      |                   |                  |
| 571 | 34         | «Я возьму ваши души!»          | Сурен Давтян         | Александр Залётов | 10 декабря 2022  |
| В 1990 году по разным городам СССР прокатилась волна разбойных нападений, сопряжённых с убийствами. Преступник был задержан через год в Загорске, им оказался Эдуард Самков, который также признался в убийстве священника Александра Меня, но в ходе расследования выяснилось, что это был самооговор. |            |                                |                      |                   |                  |
| 572 | 35         | «Исполнитель желаний»          | Борис Фёдоров        | Татьяна Паук      | 17 декабря 2022  |
| В 1980 году в Волгоградской области происходит убийство садовода Артёма Никитина и угон его автомобиля. Это и многие другие преступления совершили дворник Руслан Алиев и его 17-летний сообщник Сергей Корнеев. |            |                                |                      |                   |                  |
| 573 | 36         | «Дед Мороз с пистолетом»       | Сурен Давтян         | Светлана Туманова | 24 декабря 2022  |
| В 1974 году в Саратовской области действовала банда медвежатников, вскрывавших сейфы различных учреждений, а также грабивших магазины. Вскоре все её члены (некие Георгий Черников, Дмитрий Маркин и рецидивист Юрий Чушкин, убивший при этом сообщника Алексея Крабова) были арестованы. |            |                                |                      |                   |                  |

### 2023 год
| № | № в сезоне | Название                         | Режиссёр-постановщик | Автор сценария    | Дата премьеры    |
| --- | ---------- | -------------------------------- | -------------------- | ----------------- | ---------------- |
| 574 | 1          | «Не твой ребёнок!»               | Борис Фёдоров        | Светлана Туманова | 28 января 2023   |
| В 1983 году в Калининграде пропала беременная женщина — студентка Ирина Лаушкина. В ходе расследования выяснилось, что с ней расправился её муж — курсант мореходного училища Иван Лаушкин, совершивший преступление из-за признания супруги о неродном ему сыне, а после убийства расчленил тело, чтобы замести следы. |            |                                  |                      |                   |                  |
| 575 | 2          | «Семейка извергов»               | Сурен Давтян         | Александр Залётов | 4 февраля 2023   |
| В декабре 1983 года в посёлке Мирный в Тамбовской области было совершено жестокое тройное убийство, а затем зарезана супружеская пара. Преступления совершили муж одной из погибших Максим Кабанов и его брат Андрей, которыми руководил их психически больной отец Иван. |            |                                  |                      |                   |                  |
| 576 | 3          | «Зловещие безумцы»               | Борис Фёдоров        | Светлана Туманова | 12 февраля 2023  |
| В 1988 году в Моршанске было совершено покушение на пожилого мужчину. Преступником оказался его зять Василий Молотков, который перед этим жестоко расправился с собственным сыном и племянницей. Во время следствия он вместе с двумя несовершеннолетними пациентами сбежал из психиатрической больницы, после чего Молотков вместе с ними совершил убийство инвалида Сергея Зайцева, но вскоре преступники были задержаны. |            |                                  |                      |                   |                  |
| 577 | 4          | «Казнить нельзя помиловать»      | Сурен Давтян         | Светлана Туманова | 19 февраля 2023  |
| В 1988 году в Новгородской области была изнасилована и зверски убита девушка. После длительного следствия в преступлении сознался её душевнобольной троюродный брат Виктор Протасов, но неопровержимо доказать его виновность не удалось. |            |                                  |                      |                   |                  |
| 578 | 5          | «Секретный убийца»               | Борис Фёдоров        | Александр Залётов | 26 февраля 2023  |
| 23 марта 1983 года в Волгограде была убита молодая телефонистка, а вскоре по городу прокатилась серия изнасилований и ограблений девушек. Маньяком оказался рабочий металлургического комбината и агент-осведомитель КГБ Геннадий Синицын. |            |                                  |                      |                   |                  |
| 579 | 6          | «Трое в постели, не считая мужа» | Сурен Давтян         | Светлана Туманова | 5 марта 2023     |
| В 1982 году в Горьком происходит убийство художника Николая Ерёмина. Убийство совершил Юрий Гришмановский по просьбе жены убитого Алевтины Ерёминой после того, как Николай сделал фотографию их группового секса. |            |                                  |                      |                   |                  |
| 580 | 7          | «Кадриль на костях»              | Сурен Давтян         | Александр Залётов | 12 марта 2023    |
| Зимой 1984 года в Горьком в сточном канале обнаружили убитого таксиста Георгия Васина, а вскоре в подвале жилого дома было найдено расчленённое тело рабочего Алексея Тимошина, пропавшего полгода назад. В ходе расследования выяснилось, что Васин входил в банду рецидивиста Михаила Орлова, члены которой и расправились с Тимошиным, а затем избавились от Васина, опасаясь, что тот сдаст их. |            |                                  |                      |                   |                  |
| 581 | 8          | «Однажды 35 лет спустя»          | Борис Фёдоров        | Светлана Туманова | 19 марта 2023    |
| 16 марта 1987 года в Ульяновске пропала 11-летняя школьница Оля Сазонова, а через месяц в разных частях города обнаружили её расчленённые останки. Два года спустя в городе были совершены ещё два похожих преступления. Вычислить убийцу первой жертвы удалось спустя 35 лет благодаря современной ДНК-экспертизе, им оказался её сосед Владимир Колпаков, но доказать его причастность к другим убийствам не удалось. |            |                                  |                      |                   |                  |
| 582 | 9          | «Шахматист»                      | Борис Фёдоров        | Александр Залётов | 26 марта 2023    |
| В 1969 году по Ленинск-Кузнецкому прокатилась серия изнасилований девушек, одна из которых была убита. Маньяка задержали при попытке очередного нападения, им оказался инженер-проектировщик с угольной шахты Риф Усманов. |            |                                  |                      |                   |                  |
| 583 | 10         | «Чёрный мститель»                | Сурен Давтян         | Светлана Туманова | 2 апреля 2023    |
| В 1975 году в Новгородской области произошло двойное убийство, которое совершил Роман Нечаев, желая отомстить другу за измену своей жены. Спустя некоторое время, в 1983—1984 годах, его 21-летний сын Виктор совершил серию убийств на почве мести за своих отца и 16-летнюю сестру Лидию. Сначала в Калининграде он убил администратора ресторана Григория Малахова, ошибочно обвинив его в изнасиловании сестры, а затем при подготовке к убийству судьи Евгения Хабарова (осудившего его отца) и его маленькой дочери, попутно убил таксиста Максима Леонова и тяжело ранил прапорщика Дмитрия Зозулю, желая завладеть его пистолетом. |            |                                  |                      |                   |                  |
| 584 | 11         | «Свинцовая рука»                 | Борис Фёдоров        | Александр Залётов | 9 апреля 2023    |
| Зимой 1970 года в Новокузнецке орудовал маньяк, который жестоко насиловал, калечил и убивал молодых женщин. Его задержали после попытки очередного нападения, им оказался слесарь-монтажник Александр Попугаев, использовавший в качестве оружия самодельную свинчатку. |            |                                  |                      |                   |                  |
| 585 | 12         | «Афганский клинок»               | Сурен Давтян         | Светлана Туманова | 23 апреля 2023   |
| В 1986 году в Калининграде в своей квартире была убита и ограблена воспитатель в общежитии сотрудников милиции Рената Шапкина. Убийцей оказался её любовник Максим Балашов. |            |                                  |                      |                   |                  |
| 586 | 13         | «Прощальный праздник»            | Борис Фёдоров        | Александр Залётов | 30 апреля 2023   |
| Зимой 1978 года в Кемерово произошло разбойное нападение на квартиру четы Соломиных, в ходе которого была убита их дочь Люба в день своего 15-летия. Преступником оказался вор-рецидивист Анатолий Зайцев. |            |                                  |                      |                   |                  |
| 587 | 14         | «Тарантино по-советски»          | Сурен Давтян         | Светлана Туманова | 14 мая 2023      |
| В 1977 году в Чапаевске происходит убийство из обреза пенсионерки Елены Быстровой, а в Куйбышеве за несколько минут происходит нападение на 8 мужчин, 4 из них умерли. Массовое убийство в состоянии наркотического опьянения совершил Афанасий Мурзин. К убийству Елены Быстровой оказался причастен ранее судимый за угон мопеда Владимир Громов, которого наняла невестка убитой Лариса Быстрова, а пособницей оказалась 15-летняя школьница Маргарита Нуждина. |            |                                  |                      |                   |                  |
| 588 | 15         | «Убитая мечта»                   | Борис Фёдоров        | Светлана Туманова | 21 мая 2023      |
| В 1977 году в Калинине в коллекторе находят тело убитого Дмитрия Козлова, который подозревался в изнасиловании и убийстве учительницы Юлии Карпуниной, совершённом ранее в Чапаевске. Убийцей учительницы оказался Егор Фролов, а с Дмитрием расправилась его жена Виктория Козлова, уставшая от пьянства и побоев супруга. |            |                                  |                      |                   |                  |
| 589 | 16         | «„Смерть“ в телевизоре»          | Сурен Давтян         | Александр Залётов | 28 мая 2023      |
| В 1990 году в Ленинграде возле исправительной колонии находят мёртвым ранее судимого Николая Стешина, а вскоре в Ленинградской области происходит серия разбойных нападений на автомобилистов, одно из которых закончилось убийством. За всеми преступлениями стояли ранее судимые Антон Молчанов и его 16-летний брат Артём. Именно Антон убил Стешина из-за ревности к бывшей девушке Инне Мухиной, с которой тот встречался. |            |                                  |                      |                   |                  |
| 590 | 17         | «Спасите убийцу!»                | Борис Фёдоров        | Светлана Туманова | 4 июня 2023      |
| В 1986 году в ряде регионов СССР действовала опасная банда, совершившая ряд разбойных нападений на автомобилистов, двое из которых были убиты, а также кражу автомата из воинской части. Главарём преступной группировки оказался Рустам Тулаев. |            |                                  |                      |                   |                  |
| 591 | 18         | «Рука дьявола»                   | Сурен Давтян         | Александр Залётов | 11 июня 2023     |
| В 1985 году в селе Гололобовка Тамбовской области происходит двойное убийство пожилых супругов Петровых. Незадолго до этого близ села Глазок произошло разбойное нападение на инкассаторскую машину, в ходе которого погибли 5 человек. К убийству супругов оказался причастен Павел Леньков, член банды под руководством бывшего милиционера Степана Мокшина. К ограблению и убийству инкассаторов бандиты оказались непричастны. |            |                                  |                      |                   |                  |
| 592 | 19         | «Янтарное море»                  | Борис Фёдоров        | Татьяна Паук      | 18 июня 2023     |
| 16 сентября 1985 года в Балтийске была убита и ограблена пенсионерка и ветеран ВОВ Нина Голубкова. В ходе расследования выяснилось, что с Голубковой из-за отказа в обмене квартиры расправилась раздатчица в столовой Лидия Степанова. |            |                                  |                      |                   |                  |
| 593 | 20         | «Калина красная»                 | Борис Фёдоров        | Светлана Туманова | 3 сентября 2023  |
| 22 июля 1990 года в селе Сампур Тамбовской области было совершено убийство местного криминального авторитета Александра Финогенова и двоих его подручных. Преступника задержали спустя три дня, им оказался ранее судимый Василий Ерофеев, который пытался защитить бывшую жену и дочь Финогенова от его нападок (одного из подручных по неосторожности убил сам Финогенов). |            |                                  |                      |                   |                  |
| 594 | 21         | «Капитан и его команда»          | Сурен Давтян         | Роман Горшков     | 10 сентября 2023 |
| Весной 1990 года в Тамбовской области орудовала банда из трёх ранее судимых человек во главе сСергеем Петровым по кличке «Капитан», совершавшая разбойные нападения и убийства. |            |                                  |                      |                   |                  |
| 595 | 22         | «Топор и космос»                 | Сурен Давтян         | Светлана Туманова | 17 сентября 2023 |
| 15 июля 1964 года в городе Калинине произошла массовая расправа над семьёй Зайцевых из четырёх человек. Тремя годами ранее, 28 апреля 1961 года в городе был убит и ограблен офицер Национальной Народной Армии ГДР Хайнц Эшрих. К расправе над семьёй оказался причастен душевнобольной бывший милиционер Валерий Петунин, а разбойное нападение на восточногерманского офицера совершил Сергей Курочкин. |            |                                  |                      |                   |                  |
| 596 | 23         | «Дело глухих»                    | Сурен Давтян         | Александр Залётов | 24 сентября 2023 |
| В 1989—1990 годах в Архангельской области действовала необычная банда, совершавшая разбойные нападения, три из которых завершились убийством: все её участники, включая главаря Константина Степаненко, были глухонемыми. |            |                                  |                      |                   |                  |
| 597 | 24         | «Горячий финский парень»         | Борис Фёдоров        | Александр Залётов | 1 октября 2023   |
| В августе 1991 года в Ленинграде в подвале жилого дома на Бухарестской улице было найдено тело приёмщицы в обувной мастерской Елены Перовой, а вскоре в колодце обнаружили тело некой Зои Филиной. Все убийства совершил знакомый Перовой, ранее судимый Михаил Деревягин вместе со своим сообщником Прутковым. |            |                                  |                      |                   |                  |
| 598 | 25         | «Тёщины тайны»                   | Борис Фёдоров        | Светлана Туманова | 8 октября 2023   |
| В 1976 году в Красногородском районе Псковской области произошло зверское убийство бухгалтера правления колхоза Татьяны Петровой. Убийцей бухгалтера оказалась душевнобольная Людмила Воронина, зарубившая ту топором ради защиты своего будущего ребёнка, которого Петрова собиралась отобрать и растить вместе со своим зятем Константином Меркуловым, являвшимся биологическим отцом этого ребёнка. |            |                                  |                      |                   |                  |
| 599 | 26         | «Монстр с донских берегов»       | Сурен Давтян         | Наталия Мичурина  | 15 октября 2023  |
| В 1968—1969 годах в разных городах Советского Союза действовал серийный убийца и насильник, совершавший нападения и убийства молодых девушек. Преступником оказался водитель Владимир Андреев. |            |                                  |                      |                   |                  |
| 600 | 27         | «Убийца № 1»                     | Борис Фёдоров        | Александр Залётов | 22 октября 2023  |
| На протяжении 10 лет, с 1922 по 1932 годы, в СССР действовал грабитель-убийца, сначала убивавший один, а затем создавший банду из 27 человек для убийств и продажи награбленного. На их счету — 459 жертв. Преступником оказался 52-летний Егор Башкатов. |            |                                  |                      |                   |                  |
| 601 | 28         | «Не родись красивой…»            | Сурен Давтян         | Светлана Туманова | 29 октября 2023  |
| В 1966 году в Ярославле происходит изнасилование и убийство врача Лидии Скворцовой, страдавшей андрофобией из-за того, что в годы войны нацистский офицер изнасиловал её мать. Преступником оказался её сосед — сапожник Владимир Самохвалов. |            |                                  |                      |                   |                  |
| 602 | 29         | «Чёрное лицо»                    | Борис Фёдоров        | Светлана Туманова | 4 ноября 2023    |
| В 1963 году в Ростовской области прокатилась волна изнасилований девушек. Все они были сбиты мотоциклом, за рулём которого сидел преступник. Им оказался дважды судимый работник колхоза Иван Нестеренко. |            |                                  |                      |                   |                  |
| 603 | 30         | «Семейка монстров»               | Сурен Давтян         | Александр Залётов | 11 ноября 2023   |
| В 1989 году в Краснослободске на берегу реки был обнаружено тело маленькой девочки Маши Постновой. Незадолго до этого в Камышине был убит бывший моряк Виктор Резцов, а его жена Ольга пыталась покончить с собой. Однако выясняется, что именно она вместе со своей 18-летней дочерью Татьяной Постновой убила своего мужа, не желавшего прописывать падчерицу в своей квартире. Сама же Татьяна утопила своего ребёнка, мешавшего ей устроить личную жизнь. |            |                                  |                      |                   |                  |
| 604 | 31         | «Погребальные костры»            | Борис Фёдоров        | Наталия Мичурина  | 19 ноября 2023   |
| 10 ноября 1985 года в Багаевском районе Ростовской области на пепелище было найдено сожжённое тело студентки Марии Князевой, затем было найдено другое сожжённое тело пропавшей ранее работницы завода Натальи Звонарёвой. Убийцами оказались тракторист Сергей Бритковский и его 17-летний приятель Юрий Кузьминов, убившие Звонарёву на почве неразделённой с Бритковским любви, через неделю они же убили и сожгли Князеву ради удовольствия. |            |                                  |                      |                   |                  |
| 605 | 32         | «Затравленная месть»             | Сурен Давтян         | Светлана Туманова | 26 ноября 2023   |
| В 1988 году в посёлке Ново-Московское Калининградской области происходит двойное убийство: сначала в одном из домов была убита проводница Людмила Лаврентьева, а затем на полустанке — её мать Мария. Убийцей оказался муж Марии Юрий Савченко, расправившийся с женой и падчерицей из-за постоянных унижений с их стороны. |            |                                  |                      |                   |                  |
| 606 | 33         | «Моя прекрасная госпожа»         | Борис Фёдоров        | Александр Залётов | 3 декабря 2023   |
| 13 мая 1985 года в Одинцово была до смерти забита врач-нарколог Людмила Яценко. В преступлении сознался её любовник — инженер Игорь Савельев. В 1991 году он совершил побег из колонии и вскоре покончил с собой из-за разрыва со своей новой любовницей Светланой. |            |                                  |                      |                   |                  |
| 607 | 34         | «Берегись автомобиля!»           | Сурен Давтян         | Александр Залётов | 10 декабря 2023  |
| В 1983 году в Москве на улице Строителей под колёсами своего автомобиля «Волга» погибает киномеханик Андрей Крюков. Однако вскоре становится известной обратная сторона жизни погибшего: его жена Лариса Жаркова, будучи ревизором, брала взятки и закрывала глаза на нарушения, а сам он имел тесные связи с цеховиками. Угонщиком и невольным убийцей Крюкова стал водитель Егор Рыбин, стремившийся защитить свою возлюбленную Тамару Решетову, пострадавшую в ДТП, у которой Крюков вымогал деньги за разбитую машину. Основная статья: Берегись автомобиля!                                                                           |            |                                  |                      |                   |                  |
| 608 | 35         | «Немецкие часы»                  | Борис Фёдоров        | Светлана Туманова | 17 декабря 2023  |
| В 1991 году в Калининграде происходят два убийства: 21 августа в подъезде многоквартирного дома была убита студентка Любовь Критская, а вскоре в своей квартире была найдена связанной и задушенной Тамара Дорохина. Последнюю нечаянно убил её любовник, засунув кляп в рот, а с Критской расправился её возлюбленный — кооператор Павел Федотов, пытавшийся вернуть старинные часы, которые он дал Критской в залог. |            |                                  |                      |                   |                  |
| 609 | 36         | «Ген убийцы»                     | Сурен Давтян         | Александр Залётов | 24 декабря 2023  |
| В 1984 году в окрестностях села Лежайка Тамбовской области было найдено сожжённое тело пенсионерки Нины Соколовой, а вскоре близ Мичуринска обнаружили убитым рецидивиста Виктора Копылова. К убийству последнего оказался причастен его друг Иван Зямов, пытавшийся защитить свою жену от изнасилования. Пенсионерку же убил ранее судимый за истязание тракторист Геннадий Цаплин вместе со своим другом Степаном Почкиным, возглавлявший банду угонщиков тракторов, поскольку она стала свидетелем кражи угля. |            |                                  |                      |                   |                  |

### 2024 год
| № | № в сезоне | Название                             | Режиссёр-постановщик | Автор сценария    | Дата премьеры    |
| --- | ---------- | ------------------------------------ | -------------------- | ----------------- | ---------------- |
| 610 | 1          | «Достать ножи»                       | Борис Фёдоров        | Светлана Туманова | 28 января 2024   |
| В 1984 году в Тамбовской области рядом с Котовском произошло убийство девушки-продавщицы, а через две недели в лесной местности были найдены жестоко убитыми заместитель начальника цеха и его молодая знакомая. Следствием было установлено, что второе преступление совершила троица подростков (Сергей Симачёв, Андрей Барабанов и Вячеслав Фоменко), чтобы заполучить автомобиль погибшего, но официально доказать их вину в расправе над первой жертвой не удалось.                                                                |            |                                      |                      |                   |                  |
| 611 | 2          | «Плакса, вакса, душегуб»             | Сурен Давтян         | Светлана Туманова | 4 февраля 2024   |
| В 1987 году в посёлке Белорусский в Псковской области был подожжён частный дом, и смертельно ранена его хозяйка-пенсионерка. Как оказалось, преступление с целью ограбления совершил ранее судимый за хулиганство Сергей Тряпкин. Два года спустя он вместе с двумя сообщниками попытался сбежать из колонии, взяв в заложники нескольких её работниц, но в ходе тщательно подготовленной операции преступники были обезврежены. |            |                                      |                      |                   |                  |
| 612 | 3          | «Последние гастроли»                 | Борис Фёдоров        | Александр Залётов | 11 февраля 2024  |
| Зимой 1982 года рядом с селом Енотаевка в Астраханской области произошло нападение на супружескую пару актёров Таганрогского драматического театра: муж был убит, а жена тяжело ранена и брошена в прорубь, но выжила. Преступников вычислили благодаря показаниям потерпевшей и случайного свидетеля; ими оказались ранее судимые браконьеры Ильдус Измайлов и Анатолий Дубовской, совершившие нападение с целью ограбления и изнасилования женщины.                                                                                   |            |                                      |                      |                   |                  |
| 613 | 4          | «Дело пацанов. Неизвестные страницы» | Сурен Давтян         | Светлана Туманова | 18 февраля 2024  |
| 9 января 1990 года в Ртищево на железнодорожных путях было найдено перееханное поездом тело убитой девушки, а через три недели в разных районах города произошло три зверских убийства мальчиков и юношей. Ко всем преступлениям была причастна банда под предводительством учащегося ПТУ Сергея Николаева, которого арестовали после того, как он и его сообщник Алексей Куликов совершили разбойное нападение на пенсионера. |            |                                      |                      |                   |                  |
| 614 | 5          | «Кровавое серебро»                   | Борис Фёдоров        | Александр Залётов | 25 февраля 2024  |
| В ночь на 1 мая 1990 года в Озёрске неизвестные преступники совершили налёт на секретный завод плат печатного монтажа, похитив 14 кг технического серебра высшей пробы и расправившись с двумя пожилыми женщинами-контролёрами. В ходе расследования было установлено, что преступление организовал бывший сотрудник предприятия Юрий Саврасов, а исполнителем стал его ранее судимый старший брат Александр. |            |                                      |                      |                   |                  |
| 615 | 6          | «Проклятый сын»                      | Сурен Давтян         | Александр Залётов | 3 марта 2024     |
| В 1990 году в Волжском поочерёдно пропали двое водителей-частников, чьи изувеченные тела позже были найдены в Среднеахтубинском районе Волгоградской области. Убийства с целью завладения автомобилями погибших совершила банда из четырёх человек во главе с ранее судимым Магомедом Галиевым, которого задержали в Дагестанской АССР (куда преступники перевозили краденные машины для реализации). |            |                                      |                      |                   |                  |
| 616 | 7          | «В моей смерти прошу винить…»        | Борис Фёдоров        | Светлана Туманова | 17 марта 2024    |
| 2 августа 1987 года в Москве в доме на Нагатинской набережной была зарезана мать-одиночка Лариса Букатова, а чуть позже в своей квартире была убита Маргарита Симакова. Убийство последней совершил офицер ВМФ СССР Аркадий Глухов, поскольку его любовница Симакова стала угрожать оглаской их отношений, если он не бросит семью, а убийство Татьяны из корыстных побуждений совершили её 17-летний сын Игорь Букатов и его друг-ровесник Сергей Куприянов.                                                                           |            |                                      |                      |                   |                  |
| 617 | 8          | «Атаманша»                           | Сурен Давтян         | Александр Залётов | 24 марта 2024    |
| В 1989 году в посёлке Дмитриевка в Никифоровском районе Тамбовской области произошло разбойное нападение на частный дом, сопряжённое с жестоким убийством его хозяйки-пенсионерки. Преступники были задержаны по горячим следам после попытки совершить ещё один налёт в соседнем селе; ими оказались цыгане под предводительством Зары Стешневой, которые ранее промышляли мелкими кражами и спекуляцией. |            |                                      |                      |                   |                  |
| 618 | 9          | «Ночной сеанс»                       | Борис Фёдоров        | Светлана Туманова | 31 марта 2024    |
| В январе 1991 года в Волжском в собственной квартире были зарезаны инженер и его дочь-подросток. Убийцу вычислили благодаря показаниям уцелевшей жены погибшего, которая рассказала о знакомом мужа, часто бывавшим у него в гостях в ночное время. Им оказался техник Руслан Ибрагимов, совершивший убийство с целью кражи импортных вещей и одежды. |            |                                      |                      |                   |                  |
| 619 | 10         | «Учитель опасных наук»               | Сурен Давтян         | Александр Залётов | 7 апреля 2024    |
| 22 мая 1991 года в Москве в доме на Ленинском проспекте произошло ограбление и зверское убийство супружеской пары, а через полтора года в том же районе при схожих обстоятельствах была убита молодая женщина. В ходе расследования выяснилось, что все преступления совершила бригада рабочих во главе с бывшим школьным учителем Игорем Лендьелом, которая незадолго до убийств занимались ремонтом в квартирах жертв. |            |                                      |                      |                   |                  |
| 620 | 11         | «Хищники»                            | Борис Фёдоров        | Светлана Туманова | 14 апреля 2024   |
| 10 апреля 1988 года в Волжском по дороге домой пропала школьная учительница, а через несколько дней её обнаружили убитой в стоковом колодце. Вскоре в разных районах города было совершено несколько одинаковых по почерку убийств и нападений. Следствием было установлено, что учительницу изнасиловал и убил ранее судимый Юрий Беляков; все другие преступления совершил 16-летний психически больной Василий Акулов. |            |                                      |                      |                   |                  |
| 621 | 12         | «Орёл и решка»                       | Сурен Давтян         | Светлана Туманова | 21 апреля 2024   |
| В марте 1991 года в Вологде объявился серийный грабитель, совершавший жестокие разбойные нападения на случайных прохожих (два из которых завершились смертью потерпевших). Преступника нашли и арестовали благодаря показаниям свидетелей, в том числе малолетней дочери одной из жертв, на глазах у которой произошло нападение. Им оказался неоднократно судимый Игорь Сидоров, даривший украденные у потерпевших вещи двум своим любовницам.                                                                                         |            |                                      |                      |                   |                  |
| 622 | 13         | «Заживо в темноте»                   | Борис Фёдоров        | Александр Залётов | 28 апреля 2024   |
| В феврале 1991 года в Волгограде в собственной квартире были найдены убитыми телемастер и его молодая любовница. Подозрение пало на бывшего мужа погибшей, но в итоге выяснилось, что он не причастен у преступлению. Как оказалось, убийство с целью ограбления совершил знакомый телемастера — ранее судимый слесарь Сергей Сергеев, который вместе со своим младшим братом Олегом также был причастен к серии краж автозапчастей. |            |                                      |                      |                   |                  |
| 623 | 14         | «Миллион и любовный марафон»         | Сурен Давтян         | Светлана Туманова | 12 мая 2024      |
| В 1984 году в Москве на Арбате произошло ограбление квартиры инженера Самуила Блехмана, из которой была похищена дорогая коллекция уникальных марок. Следствием было установлено, что преступление по заказу совершили воры-домушники Павел Мамин и Николай Тузиков, промышлявшие кражами для добычи денег на подарки их общей возлюбленной; последний также оказался причастен к убийству дочери секретного учёного в доме на Профсоюзной улице.                                                                                       |            |                                      |                      |                   |                  |
| 624 | 15         | «Чёрные маски»                       | Борис Фёдоров        | Александр Залётов | 19 мая 2024      |
| В 1988 году в Георгиевске произошло зверское убийство ветерана Великой Отечественной войны, после чего по Ставропольскому краю и Тамбовской области прокатилась серия разбойных нападений на квартиры и частные дома, сопряжённых с пытками и избиениями их хозяев. Все преступления совершила банда из четырёх человек под предводительством неоднократно судимого Андрея Янычарова, которые использовали для маскировки чёрные маски.                                                                                                 |            |                                      |                      |                   |                  |
| 625 | 16         | «Страшные находки»                   | Сурен Давтян         | Светлана Туманова | 26 мая 2024      |
| В конце февраля 1984 года в посёлке Ираёль в Коми АССР рядом с железной дорогой были поочерёдно найдены расчленённые останки двух мужчин, в которых опознали печника Игоря Белова и электрика Николая Крашенинникова. В ходе расследования выяснилось, что с Беловым из личной неприязни расправился ранее судимый Сергей Пчелов; он же убил Крашенинникова, когда тот заподозрил его в причастности к исчезновению печника. |            |                                      |                      |                   |                  |
| 626 | 17         | «Старые счёты»                       | Борис Фёдоров        | Александр Залётов | 2 июня 2024      |
| В 1988 году у деревни Беляево в Псковской области были застрелены двое подростков, и украден их мотоцикл. Преступление совершил прапорщик-дезертир Сергей Букреев, который вскоре убил пожилых супругов в окрестностях Пскова и угнал их автомобиль; таким образом он пытался добыть транспорт и добраться домой, чтобы расправиться со своей женой и её любовником (изнасиловавшим дочь прапорщика). В ходе войсковой операции Букреев был найден и убит при задержании.                                                               |            |                                      |                      |                   |                  |
| 627 | 18         | «Проданная дочь»                     | Сурен Давтян         | Светлана Туманова | 16 июня 2024     |
| В 1979 году на окраине райцентра Сосновка в Тамбовской области неизвестные преступники ограбили и жестоко расправились с пожилыми супругами, а вскоре в Донецкой области при схожих обстоятельствах была убита ещё одна пенсионерка. Найти и задержать убийц удалось через три года в Пензенской области; ими оказались цыгане во главе с рецидивистом Богданом Збруевым, которые также промышляли разбойными нападениями, конокрадством и шантажом.                                                                                    |            |                                      |                      |                   |                  |
| 628 | 19         | «Огненное лето»                      | Борис Фёдоров        | Татьяна Паук      | 23 июня 2024     |
| Летом 1985 года в Моршанске обнаружили сожжённое тело сотрудницы вневедомственной охраны местной автобазы, а вскоре схожим образом была убита молодая женщина. Следствие установило, что с первой погибшей расправился шофёр автобазы Николай Дробыш, находясь в состоянии алкогольного опьянения; вторая убитая стала жертвой своего любовника — коменданта общежития суконного комбината Сергея Кондрашова, которого вычислили и задержали после нападения на ещё одну девушку.                                                       |            |                                      |                      |                   |                  |
| 629 | 20         | «Дама в шляпе»                       | Борис Фёдоров        | Светлана Туманова | 1 сентября 2024  |
| В 1990 году в Чапаевске произошло несколько жестоких убийств и ограблений пожилых людей в их собственных домах. Бандитов вычислили и арестовали вскоре после очередного нападения; их предводителем оказался ранее судимый Николай Плахов, который действовал вместе с двумя несовершеннолетними сообщниками (один из них для маскировки переодевался в женщину в шляпе и плаще). |            |                                      |                      |                   |                  |
| 630 | 21         | «Верные друзья»                      | Сурен Давтян         | Светлана Туманова | 8 сентября 2024  |
| В 1989 году в Тамбове одновременно исчезли два друга — спортсмены-боксёры Дмитрий Квасов и Олег Омельченко. В ходе расследования было установлено, что пропавшие промышляли рэкетом и незадолго до исчезновения вымогали деньги у кооператоров Николая Алексеева и Андрея Бутырина; последние и расправились с вымогателями, чтобы защитить от них свои семьи. |            |                                      |                      |                   |                  |
| 631 | 22         | «Коса на камень»                     | Сурен Давтян         | Светлана Туманова | 15 сентября 2024 |
| В 1990 году в Гвардейске в одной из квартир происходит кровавая драма: во время ссоры погибает Андрей Цветков, его мать и жена получили ранения. Вскоре из реки был подобран труп ранее судимого Максима Романова, убитого своей любовницей Капитолиной, которую он обворовал. К смерти сына и нападении на жену и невестку оказался причастен глава семейства Александр Цветков, являвшийся домашним тираном, испытывавшим ненависть к невестке. Пытаясь её разыскать, он убил соседа, у которого та пряталась.                        |            |                                      |                      |                   |                  |
| 632 | 23         | «Ваш тайный враг»                    | Борис Фёдоров        | Александр Залётов | 22 сентября 2024 |
| 14 ноября 1986 года в Ухте пропала 12-летняя школьница Елена Бондарева, а через несколько дней её обнаружили мёртвой возле промзоны. В ходе расследования выяснилось, что девочку изнасиловал и убил близкий друг её семьи — директор детского кинотеатра Александр Васильченко. |            |                                      |                      |                   |                  |
| 633 | 24         | «Мёртвые души»                       | Сурен Давтян         | Светлана Туманова | 29 сентября 2024 |
| В 1981 году в Вологде пропала влюблённая пара — 22-летняя Елена Ерохина и 18-летний Виктор Якушев. Их тела вскоре нашли в сарае дома, принадлежавшего Валерию Пономарёву, промышлявшего также мелкими кражами, который иногда устраивал застолья с телами убитых. |            |                                      |                      |                   |                  |
| 634 | 25         | «Дело Палёного»                      | Борис Фёдоров        | Светлана Туманова | 6 октября 2024   |
| В 1984 году в Ярославской области происходит ряд нападений на местных жителей, один из которых, сварщик Василий Щёголев, был убит. К преступлениям оказался причастен рецидивист Николай Старостин по кличке «Палёный», державший до этого в страхе весь регион, совершая убийства и ограбления. |            |                                      |                      |                   |                  |
| 635 | 26         | «Злобный воробей»                    | Сурен Давтян         | Светлана Туманова | 13 октября 2024  |
| В 1978—1979 годы в ряде регионов СССР прокатилась волна убийств и вооружённых нападений, включая нападение в Родниках на ревизора Марину Шапкину, её брата Алексея и знакомого Владимира Белова. За всеми преступлениями стоял отец Марины, рецидивист Геннадий Шапкин, напавший на дочь после того, как она подала на него в суд за неуплату алиментов. |            |                                      |                      |                   |                  |
| 636 | 27         | «Два Алёши»                          | Борис Фёдоров        | Роман Горшков     | 20 октября 2024  |
| В 1977—1978 годы в окрестностях Ртищево орудовал серийный убийца и насильник. Его жертвами становились молодые девушки, трое были убиты. Маньяком оказался 22-летний слесарь Юрий Павлов, совершавший преступления из-за ненависти к женщинам. |            |                                      |                      |                   |                  |
| 637 | 28         | «Охота на людей»                     | Сурен Давтян         | Светлана Туманова | 27 октября 2024  |
| В 1991 году в окрестностях калмыцкого посёлка Аршань-Зельмень были найдены тела двух убитых продавщиц местного магазина, а затем в селе Вознесеновка было совершено тройное убийство хозяйки одного из домов и двух её внуков, которые были ограблены. К тройному убийству оказался причастен Виктор Иванов, а за двойным убийством продавщиц стоял бывший кооператор Алексей Линёв. |            |                                      |                      |                   |                  |
| 638 | 29         | «По кривой дороге»                   | Сурен Давтян         | Александр Залётов | 3 ноября 2024    |
| В 1991 году в городе Михайловка Волгоградской области произошли два разбойных нападения, одно из которых завершилось убийством пенсионерки Людмилы Красновой. Параллельно с этими делами шло расследование исчезновения военного пенсионера Виктора Титова. К разбойным нападениям и убийству пожилой женщины оказалась причастна банда под предводительством рецидивиста Ивана Гаряева. Убийство Титова совершил диджей Алексей Авдеев, намеревавшийся заполучить автомобиль потерпевшего.                                             |            |                                      |                      |                   |                  |
| 639 | 30         | «Челюсти по-ростовски»               | Борис Фёдоров        | Светлана Туманова | 10 ноября 2024   |
| В 1984 году в Ростове-на-Дону действовал серийный убийца и насильник, оставлявший следы укуса на телах жертв. Маньяком оказался рабочий поршневого завода Геннадий Бейсов, ненавидевший женщин. |            |                                      |                      |                   |                  |
| 640 | 31         | «Бес и ангел»                        | Борис Фёдоров        | Елена Горчакова   | 17 ноября 2024   |
| В августе 1990 года в Калининградской области действовала банда, совершавшая разбойные нападения и убийства. Жертвами бандитов стали три человека, в том числе один из членов преступной группы. Главарём банды оказался рецидивист Олег Пименов. |            |                                      |                      |                   |                  |
| 641 | 32         | «Отдай свою жизнь!»                  | Сурен Давтян         | н/д               | 24 ноября 2024   |
| В 1985 году в Ярославле в своей квартире был убит инженер Олег Троянов, на которого до этого совершалось покушение. Покушавшимся и убийцей оказался ранее судимый Зураб Турашвили, сделавший это по заказу и при участии жены погибшего Ольги Трояновой. |            |                                      |                      |                   |                  |
| 642 | 33         | «Подколем свинью! Смертельная игра»  | Борис Фёдоров        | н/д               | 30 ноября 2024   |
| 27 февраля 1980 года в Сыктывкаре была изнасилована и убита учащаяся медицинского училища Нина Ветошкина. Вскоре в городе был найден труп Елены Сомовой, которая была убита Ларисой Клыковой, муж которой имел с Еленой курортный роман. К смерти Ветошкиной оказалась причастна группа подростков во главе с учащимся ПТУ Игорем Мелехиным. |            |                                      |                      |                   |                  |
| 643 | 34         | «Взрыв на дороге»                    | Сурен Давтян         | н/д               | 7 декабря 2024   |
| Осенью 1961 года близ деревни Юркино Ярославской области был взорван и ограблен почтовый обоз, двое почтальонов были убиты. Вскоре в окрестностях посёлка Рапти Ленинградской области была убита бухгалтер Кировского театра оперы и балета Мария Усинская, которую убил душевнобольной Семён Григорьев. Разбойное нападение на обоз совершил рецидивист Василий Дымов по кличке «Копчёный» вместе с сообщником Сергеем Храмцовым, который вскоре расправился с Дымовым на почве мести за изнасилованную и избитую им девушку Храмцова. |            |                                      |                      |                   |                  |
| 644 | 35         | «Шоссе в никуда»                     | Борис Фёдоров        | н/д               | 21 декабря 2024  |
| В сентябре 1990 года в Багаевском районе Ростовской области на зубного техника Юрия Павлова было совершено разбойное нападение, после которого тот скончался. Вскоре в своём доме была найдена убитой работница совхоза Елена Виноградова, которую ограбил и убил любовник Иван Приходько. Убийцами Павлова оказались 16-летние Андрей Машков и Александр Волков, забравшие золотой крест у убитого. |            |                                      |                      |                   |                  |
| 645 | 36         | «Обручальное кольцо»                 | Сурен Давтян         | н/д               | 28 декабря 2024  |
| 31 октября 1985 года в селе Мухановка Пензенской области была ограблена и убита пожилая пара Александр и Наталья Большаковы. Убийцами и грабителями оказались 14-летний Сергей Машнов и его 17-летний двоюродный брат Валерий Орлов. |            |                                      |                      |                   |                  |

### 2025 год
| № | № в сезоне | Название                        | Режиссёр-постановщик | Дата премьеры   |
| --- | ---------- | ------------------------------- | -------------------- | --------------- |
| 646 | 1          | «Кровавые счёты»                | Борис Фёдоров        | 1 февраля 2025  |
| В 1979 году в городе Ртищево в течение нескольких часов произошла серия нападений на работников оборонного предприятия «Контакт», двое потерпевших были убиты. Кроме того, в одном из домов был найден убитым один из жителей Пётр Быстров и ранена Нина Кощеева. Это преступление совершила Наталья Шубина, мстившая за измену мужа. Массовым убийцей оказался работник предприятия «Контакт» Владимир Дякин, мстивший своим жертвам за лишение квартиры и понижение в должности. |            |                                 |                      |                 |
| 647 | 2          | «Художник, что „рисует“ смерть» | Сурен Давтян         | 8 февраля 2025  |
| В 1979 году в Череповце произошло ограбление местной птицефабрики, был похищен сейф с 30 000 рублей. Вскоре на окраине города было замечено брошенное такси, неподалеку от которого лежало тело таксиста Ивана Малькова. К этим преступлениям оказалась причастна банда под руководством ранее судимого Вениамина Цапка. Параллельно с этим было раскрыто убийство Евгении Ручкиной, с которой расправился ревнивый муж Степан Ручкин. |            |                                 |                      |                 |
| 648 | 3          | «Усатый-волосатый»              | Борис Фёдоров        | 15 февраля 2025 |
| В 1987 году в Волгограде исчезла 19-летняя Анна Комкова, чей труп вскоре был найден в одном из местных парков, а затем был убит студент техникума Владимир Яшин, ставший жертвой местных хулиганов Бориса Митяева и Ивана Губина. Убийцей девушки оказался электрик Рудольф Дрёмов, неудачно пытавшийся завести отношения с убитой. |            |                                 |                      |                 |
| 649 | 4          | «Она была актрисою…»            | Сурен Давтян         | 22 февраля 2025 |
| В 1989 году в Городищенском районе Волгоградской области были найдены мёртвыми артистка Волгоградского кукольного театра Ольга Матюшина и сотрудница кооперативного банка Вера Пашкова. С Матюшиной расправился её любовник, коммерсант Владимир Головизнин, которого та уговаривала бросить семью; скрывать следы ему помогали дружки Юрков, Богатиков и бывалый уголовник Герасимов, ставшие свидетелями убийства. Веру же за её измену убил муж Иван Пашков. |            |                                 |                      |                 |
| 650 | 5          | «Охота на гармониста»           | Борис Фёдоров        | 1 марта 2025    |
| В начале марта 1983 года в посёлке Нибель-2 Коми АССР произошло тройное убийство бригадира Леспромхоза Веры Роговой и её двух внуков, а вскоре была убита пенсионерка Анна Перова. К расправе над людьми оказался причастен работник Леспромхоза, ранее судимый Александр Кашков, совершивший разбойное нападение на дом Роговых. |            |                                 |                      |                 |
| 651 | 6          | «Ябеда-корябеда»                | Сурен Давтян         | 15 марта 2025   |
| В середине августа 1989 года в Сыктывкаре произошло двойное убийство супругов Сухаревых — Александра и Людмилы. К их убийству оказался причастен муж сестры Александра Сухарева — Виктор Сорокотягин, расправившийся с супругами вместе с двумя сообщниками, желая завладеть их квартирой и деньгами. |            |                                 |                      |                 |
| 652 | 7          | «Карты, деньги и жена»          | Борис Фёдоров        | 22 марта 2025   |
| В 1991 году в Калининграде в своей квартире были убиты супруги Игорь и Людмила Коневы. Убийцей оказался рецидивист Андрей Егоров, отомстивший супругам за своё унижение после проигрыша в карты. Параллельно с этим было раскрыто двойное убийство пенсионерки Светланы Лобовой и её соседки Виктории Митяевой, которых зарезал грузчик Денис Сомов при попытке ограбления. |            |                                 |                      |                 |
| 653 | 8          | «Грешная любовь»                | Сурен Давтян         | 29 марта 2025   |
| В 1986 году в Калининграде произошло убийство и ограбление вдовы генерала Нинель Пугачёвой, которое совершил бывший жених её дочери Семён Лавров с целью ограбить и расплатиться с долгами. Параллельно с этим делом следователи раскрыли двойное убийство брата и сестры Виталия и Инги Бирюковых, произошедшее в Мамоново. Расправу совершил возлюбленный Инги Андрей Шапкин, приревновавший ту к её сводному брату Виталию. |            |                                 |                      |                 |
| 654 | 9          | «Три страшных дня»              | Борис Фёдоров        | 5 апреля 2025   |
| В сентябре 1987 года в Калмыцкой АССР действовала банда, совершавшая разбойные нападения на людей. 8 сентября банда под предводительством Олега Ефремова и Саид-Ахмеда Шишханова была обезврежена, однако в ходе задержания от рук бандитов погиб инспектор ГАИ Владимир Лиджиев. |            |                                 |                      |                 |
| 655 | 10         | «Миллионы для кролика»          | Сурен Давтян         | 12 апреля 2025  |
| В 1983 году в Ленинграде произошло нападение на фотостудию крейсера-музея «Аврора», в ходе которого был похищен фотограф и подпольный миллионер Максим Конкин, вскоре его нашли мёртвым в реке. К неудавшемуся ограблению и неумышленному убийству оказалась причастна банда под руководством Константина Шамкина, члены которой представлялись сотрудниками КГБ. Параллельно с этим следователи раскрыли тройное убийство и поджог, совершённые в одной из коммуналок. Убийцей оказался рабочий Егор Савенко, убивший своих коллег из-за обиды на их высказывания в ходе застолья и соседку, как свидетеля. |            |                                 |                      |                 |
| 656 | 11         | «Две мамы»                      | Борис Фёдоров        | 19 апреля 2025  |
| В 1980 году в селе Райгород Волгоградской области в своём доме была убита пенсионерка Пелагея Митрохина. Преступление совершил квартирант старушки, ранее судимый Андрей Павловец, которого пенсионерка собиралась сдать милиции за его махинации. Параллельно сыщики раскрыли убийство Сергея Грачёва в посёлке Светлый Яр, которое из ревности совершила жена убитого Ольга Грачёва. |            |                                 |                      |                 |
| 657 | 12         | «Вася и „Брижит Бардо“»         | Сурен Давтян         | 26 апреля 2025  |
| В 1977 году в селе Лысые Горы Тамбовской области банда под руководством рецидивиста Василия Жирова совершила налёт на магазин промтоваров, до этого угнав автомобиль «Волга». Преступники были схвачены, однако Жиров дважды совершил побег из СИЗО. После своего второго побега Жиров вместе со знакомым рецидивистом Александром Дорошиным расправились с Игорем Попковым, похитив его шапку, а затем при попытке их задержания, возникла перестрелка с милицией в центре Тамбова, во время которой рецидивисты были схвачены.                                                                             |            |                                 |                      |                 |
| 658 | 13         | «Капкан для невесты»            | Борис Фёдоров        | 17 мая 2025     |
| В 1989 году в Волгограде в овраге было найдено тело продавца Нины Левченко, завёрнутое в ковёр. Вскоре в городе происходит двойное убийство супругов Петра и Ксении Климовых, с которыми расправились друзья сына убитой Ксении по его заказу. С Ниной Левченко расправился жених её дочери Владислав Ермаков во время ссоры, когда Нина пыталась защитить дочь от нападения. |            |                                 |                      |                 |
| 659 | 14         | «Головорезы»                    | Сурен Давтян         | 24 мая 2025     |
| 5 ноября 1991 года на территории консервного завода в Мичуринске неизвестными бандитами был застрелен милиционер Игорь Кретинин, чьё оружие было похищено. Убийство совершила подростковая банда под руководством Дмитрия Кабанова, совершавшая до этого в городе разбойные нападения. Параллельно с этим было раскрыто убийство 17-летнего Геннадия Резаева, с которым расправились 16-летние Михаил Никитин и Руслан Бобриков, поскольку Геннадий вымогал у Михаила деньги. |            |                                 |                      |                 |
| 660 | 15         | «Преступник вне подозрений»     | Борис Фёдоров        | 31 мая 2025     |
| В 1982 году в Пензе исчезла библиотекарь Ольга Краснова, с которой расправился её муж Иван Краснов, не желавший платить той алименты после развода. Параллельно с этим было раскрыто убийство Сергея Карапицына, дружившего с Красновой, которого убил сосед Владимир Тепляков, подозревая того в краже мотоцикла. |            |                                 |                      |                 |
| 661 | 16         | «Китайское золото»              | Сурен Давтян         | 7 июня 2025     |
| В 1989 году в Воркуте в своей квартире был убит и ограблен инженер Андрей Юн, с которым расправился фарцовщик Сергей Климов вместе со своим сообщником, кооператором Владимиром Жуком. Параллельно с этим сыщиками было раскрыто убийство мужа знакомой Юна Станислава Бражникова, с которым за оскорбление девушек расправились их друзья. |            |                                 |                      |                 |
| 662 | 17         | «Импотент»                      | Борис Фёдоров        | 14 июня 2025    |
| В 1982 году в Пензе орудовал серийный убийца и насильник, жертвами которого стали две девушки — работницы местного дизельного завода. Маньяком оказался неоднократно судимый Виталий Уборин. В то же время следователи раскрыли убийство рабочего того же завода Олега Баранова, с которым расправился водитель автобазы Иван Дубов, в пьяном состоянии сбивший Баранова и пытавшийся избавиться от него, когда Баранов был ещё жив. |            |                                 |                      |                 |
| 663 | 18         | «Огнём и топором»               | Сурен Давтян         | 21 июня 2025    |
| В 1978 году в деревне Коротеевка Тамбовской области в сгоревшем доме были найдены убитыми два брата Андрей и Сергей Шевцовы, из дома было похищено ружьё. За расправой стояла банда под руководством Юрия Лунина, которым вменялось также разбойное нападение на кассу совхоза «Первомайский», однако доказать их вину по этому делу не удалось. В то же время сыщиками было раскрыто двойное убийство Арины Полозковой и её любовника Игоря Михеева, с которыми расправился бывший муж Арины Владимир Полозков в припадке ревности.                                                                         |            |                                 |                      |                 |
| 664 | 19         | «Отверженный»                   | Борис Фёдоров        | 28 июня 2025    |
| В 1990 году в Пензе пропадает инженер оборонного завода Александр Сорокин, тело которого через два месяца находят у реки. После этого убийцы, подсев в машину, убили Виктора Челобанова, а затем и сотрудника милиции Белова. Убийства совершили Равиль Дашкин и Кязым Тугушев с целью хищения автомобилей. |            |                                 |                      |                 |

### Комментарии
1. ↑  В апреле 2025 года Валерий Шляфман, всё ещё находясь в Израиле, был признан российским судом виновным в убийстве Игоря Талькова и заочно приговорён к 13 годам лишения свободы.
2. ↑  В родословиях семьи и других источниках (за исключением передачи) не упоминается.
3. ↑  Владимир Ионесян длительное время считался первым серийным убийцей в истории СССР, пока в 2010-х годах не были рассекречены дела маньяков сталинской эпохи, таких как Александр Лабуткин, Владимир Винничевский и Филипп Тюрин (впоследствии каждому из них был посвящён соответствующий выпуск передачи).
4. ↑  Выпуск представляет собой вольный пересказ истории оружейника-грабителя Вячеслава Санталова, действовавшего в Краснодарском крае в 2002 году.
5. ↑  В выпуске все события разворачиваются в течение 1978 года.
6. ↑  См. также критический обзор выпуска Архивная копия от 12 мая 2022 на Wayback Machine
7. ↑  В выпуске все события разворачиваются в течение 1979 года.
8. ↑  В выпуске события разворачиваются в 1991 году.
9. ↑  В выпуске фигурирует дата 8 июля.
10. ↑  Существует одноимённый выпуск 2014 года № 268.
11. ↑  Увиденный в данной серии сюжет вдохновил режиссёра Дмитрия Константинова на добавление в сценарий телесериала 2018 года «Гурзуф» двух персонажей-грабителей с актёрским прошлым.
12. ↑  В выпуске фигурирует под фамилией Савкин.
13. ↑  В выпуске фигурирует под фамилией Рафиков.
14. ↑  В выпуске события разворачиваются 8 июня.
15. ↑  В выпуске события разворачиваются в 1986 году.
16. ↑  В выпуске события разворачиваются в апреле.
17. ↑  В выпуске события разворачиваются в апреле.
18. ↑  В выпуске их имена не указаны.
19. ↑  В выпуске фигурирует под фамилией Ножкин.
20. ↑  В выпуске фигурируют под фамилией Валеевы.
21. ↑  В выпуске фигурирует под фамилией Падерс.
22. ↑  В выпуске фигурирует под фамилией Ефимова.
23. ↑  В выпуске события разворачиваются в 1991 году.
24. ↑  В выпуске имя последнего не указано.
25. ↑  В выпуске имена двух последних преступников не указаны.
26. ↑  В выпуске фигурирует под именем Наталья Смолина.
27. ↑  В выпуске фигурирует под фамилией Смолин.
28. ↑  В выпуске фигурирует как Александр Скрынник.
29. ↑  В выпуске события разворачиваются осенью.
30. ↑  В выпуске фигурирует под именем Егор Завьялов.
31. ↑  В выпуске фигурирует под фамилией Антонова.
32. ↑  В выпуске фигурирует под фамилией Достарс.
33. ↑  В выпуске события разворачиваются в Туле.
34. ↑  Выпуск представляет собой частично вольный пересказ реальных событий, заимствующий элементы из пьесы Уильяма Шекспира «Ромео и Джульетта».
35. ↑  В выпуске фигурирует под именем Ринат Хайруллин.
36. ↑  В выпуске события разворачиваются ранней весной.
37. ↑  В выпуске фигурирует под фамилией Малевич.
38. ↑  В выпуске события разворачиваются в мае.
39. ↑  В выпуске фигурирует под фамилией Иванова.
40. ↑  В выпуске события разворачиваются только в 1990 году.
41. ↑  В выпуске фигурирует под именем Георгий.
42. ↑  В выпуске события разворачиваются в 1967 году.
43. ↑  В выпуске фигурирует под фамилией Безручко.
44. ↑  В выпуске фигурирует под именем Олег Молотков.
45. ↑  В выпуске события разворачиваются в январе.
46. ↑  В выпуске фигурирует под именем Нина Трушина.
47. ↑  В выпуске фигурирует под именем Игорь.
48. ↑  Выпуск представляет собой частично вольный пересказ событий.
49. ↑  В этом выпуске Дмитрий Гридин даёт интервью, в котором заявляет о своей невиновности. Сам выпуск стал резонансным, и ему были посвящено несколько публикаций в прессе.
50. ↑  В выпуске фигурирует под именем Алексей Тимошин.
51. ↑  Выпуск представляет собой вольный пересказ событий 1989 года.
52. ↑  Существует одноимённый выпуск 2009 года № 107.
53. ↑  По некоторым данным, Владимир Кива является отцом украинского политика и общественного деятеля Ильи Кивы. Сам Илья Кива опровергает эту версию.
54. ↑  В выпуске фигурирует под именем Сергей Цигаль.
55. ↑  В выпуске события разворачиваются в 1991 году.
56. ↑  В выпуске события разворачиваются в 1991 году, а также добавлен вымышленный эпизод тройного убийства.
57. ↑  В выпуске фигурирует под фамилией Хуссейнов.
58. ↑  В выпуске фигурирует под именем Вадим.
59. ↑  В выпуске фигурирует под фамилией Васин.
60. ↑  В выпуске фигурирует под именем Николай Фабрин.
61. ↑  В выпуске события разворачиваются в 1991 году.
62. ↑  В выпуске фигурируют под фамилией Перегудовы.
63. ↑  В выпуске фигурирует под фамилией Чубов.
64. ↑  Выпуск представляет собой вольный пересказ событий 2008 года.
65. ↑  В выпуске фигурируют под фамилией Алябьевы.
66. ↑  В выпуске фигурирует под фамилией Черёмухин.
67. ↑  В выпуске фигурирует под фамилией Логачёв.
68. ↑  В 2018 году Арбитражный суд Республики Коми признал часть сведений, сообщаемых в серии, не соответствующими действительности и порочащими деловую репутацию детского дома, и обязал НТВ удалить видео серии со своего сайта.
69. ↑  В выпуске фигурирует под фамилией Тюрин.
70. ↑  В выпуске фигурирует под фамилией Перлов.
71. ↑  В выпуске события разворачиваются в 1966 году.
72. ↑  В некоторых источниках — Александр.
73. ↑  В выпуске утверждается, что Рудой был осуждён и за первое убийство, но в реальности доказать его вину в этом эпизоде не удалось.
74. ↑  В выпуске события разворачиваются в 1975 году.
75. ↑  В выпуске фигурирует под фамилией Рахимов.
76. ↑  В выпуске фигурирует под фамилией Семёнова.
77. ↑  В выпуске фигурирует под фамилией Кузнецов.
78. ↑  В выпуске фигурирует под фамилией Алексеев.
79. ↑  В выпуске фигурирует под фамилией Волков.
80. ↑  В выпуске фигурирует под фамилией Белов.
81. ↑  В выпуске фигурирует под фамилией Сурганов.
82. ↑  В выпуске фигурирует под псевдонимом, настоящая фамилия неизвестна.
83. ↑  В выпуске фигурирует под фамилией Фалеев.
84. ↑  В выпуске события разворачиваются зимой.
85. ↑  В выпуске фигурирует под фамилией Стрижов.
86. ↑  Выпуск представляет собой вольный пересказ событий, произошедших в Карельской АССР в 1979 году.
87. ↑  В выпуске события разворачиваются в 1991 году.
88. ↑  В выпуске события разворачиваются в 1984 году.
89. ↑  В выпуске фигурирует под именем Геннадий.
90. ↑  В выпуске фигурирует под именем Антонина Вартанова.
91. ↑  В выпуске фигурирует под фамилией Дронов.
92. ↑  В выпуске фигурирует под фамилией Малашенко.
93. ↑  В выпуске фигурирует под фамилией Байбак.
94. ↑  В выпуске не упоминается, что доказано было только 2 убийства.
95. ↑  В выпуске фигурирует под фамилией Карпухина.
96. ↑  В выпуске события разворачиваются в 1987 году.
97. ↑  В выпуске события разворачиваются в 1991 году.
98. ↑  В выпуске фигурирует под фамилией Кабанов.
99. ↑  В выпуске фигурирует под фамилией Лобов.
100. ↑  В выпуске фигурирует под фамилией Овчаров.
101. ↑  В выпуске фигурирует под фамилией Пущин.
102. ↑  В выпуске фигурирует под фамилией Лапин.
103. ↑  В выпуске фигурирует под именем Иван Гаспаров.
104. ↑  В выпуске фигурирует под фамилией Леонтьев.
105. ↑  В выпуске фигурирует под именем Алексей Кузяев и назван отчимом убитой.
106. ↑  В выпуске фигурирует под именем Николай.
107. ↑  В выпуске фигурирует под именем Сергей Ветров.
108. ↑  В выпуске фигурирует под фамилией Семёнова.
109. ↑  В выпуске фигурирует под именем Степан Стаханов.
110. ↑  В выпуске фигурирует под фамилией Александрова.
111. ↑  В выпуске фигурирует под именем Владимир.
112. ↑  В выпуске фигурирует под именем Григорий Михайлов.
113. ↑  В выпуске имя не указано.
114. ↑  В выпуске фигурирует под фамилией Чумак.
115. ↑  В выпуске фигурирует под фамилией Хрулёв.
116. ↑  В выпуске фигурирует под фамилией Антонов.
117. ↑  В выпуске фигурирует под фамилией Тимохин.
118. ↑  В выпуске фигурирует под именем Игорь Крылов.
119. ↑  В выпуске события разворачиваются в 1978 году.
120. ↑  В выпуске фигурирует под фамилией Савицкий.
121. ↑  В выпуске события разворачиваются в 1989 году.
122. ↑  В выпуске фигурирует под фамилией Гуркина.
123. ↑  В выпуске фигурирует под именем Ринат.
124. ↑  Выпуск представляет собой вольный пересказ событий 2009 года.
125. ↑  В выпуске фигурирует под фамилией Иваненко.
126. ↑  В выпуске фигурирует под именем Максим Самойлов.
127. ↑  В выпуске фигурирует под именем Андрей Голубкин.
128. ↑  В выпуске фигурируют под фамилией Волковы.
129. ↑  В выпуске преступление происходит в 1964 году.
130. ↑  В выпуске фигурирует как Гюнтер Шварц.
131. ↑  В выпуске фигурирует под фамилией Петухов.
132. ↑  В выпуске фигурирует под фамилией Птичкин.
133. ↑  В выпуске фигурирует под фамилией Стеклов.
134. ↑  В выпуске фигурирует под именем Антон Самодуров.
135. ↑  В выпуске фигурирует под фамилией Резников.
136. ↑  В выпуске фигурирует под именем Вадим Силин.
137. ↑  В выпуске фигурирует под фамилией Фёдоров.
138. ↑  В выпуске фигурирует под именем Максим Игорев.
139. ↑  В выпуске фигурирует под фамилией Кулаков.
140. ↑  В выпуске фигурирует под именем Игорь Самсонов.
141. ↑  В выпуске фигурирует под именем Алексей.
142. ↑  В выпуске фигурирует под именем Татьяна Бухалова.
143. ↑  В выпуске фигурирует под именем Сергей Бухалов.
144. ↑  В выпуске фигурирует под именем Всеволод Куприн.
145. ↑  В выпуске фигурирует как Егор Линчук.
146. ↑  В выпуске фигурирует под именем Максим Беляев.
147. ↑  В выпуске события разворачиваются в 1982 году.
148. ↑  В выпуске фигурирует под именем Сергей Пылаев.
149. ↑  В выпуске фигурирует под именем Евгений Костин.
150. ↑  В выпуске фигурирует под именем Матвей Соколов.
151. ↑  В выпуске фигурирует как 15-летняя Светлана Коробова.
152. ↑  В выпуске фигурирует под именем Виктор Соболев.
153. ↑  В выпуске фигурирует под фамилией Страхов.
154. ↑  В выпуске фигурирует под фамилией Петров.
155. ↑  Одна из частей выпуска представляет собой вольный пересказ событий 2000 года.
156. ↑  В выпуске фигурирует под фамилией Басков.
157. ↑  В выпуске фигурирует под фамилией Вяткина.
158. ↑  В выпуске фигурирует под именем Кирилл Мелихов.
159. ↑  В выпуске фигурирует под фамилией Мохов.
160. ↑  В выпуске фигурирует под именем Дмитрий Соколов.
161. ↑  В выпуске фигурирует под фамилией Головин.
162. ↑  В выпуске действие разворачивается в 1982 году.
163. ↑  В выпуске фигурирует под именем Алексей Кашин.
164. ↑  В выпуске фигурируют как Александр и Елена Сушковы.
165. ↑  В выпуске фигурирует под фамилией Скоробогатов.
166. ↑  В выпуске фигурируют под именами Борис Ефимов и Юрий Шутов соответственно.
167. ↑  Выпуск представляет собой вольный пересказ событий августа 1988 года.
168. ↑  В выпуске фигурируют как Алексей Харитонов и Виталий Миронов.